# Vai trò của Kitô giáo trong nền văn minh
Vai trò của Kitô giáo với nền văn minh nhân loại rất lớn và phức tạp. Nó đan xen với lịch sử và sự hình thành của xã hội phương Tây, và nó đã đóng một vai trò quan trọng trong việc hình thành nền tảng và các thuộc tính của xã hội phương Tây. Trong suốt lịch sử lâu dài của nó, Giáo hội Kitô giáo đã là một nguồn tài trợ chính của các dịch vụ xã hội như học hành và chăm sóc y tế; và là nguồn cảm hứng cho nghệ thuật, văn hóa và triết học; và có ảnh hưởng trong chính trị và tôn giáo .Vì Công giáo có ảnh hưởng rõ ràng trong kiến trúc đã tạo ra các nhà thờ, một số vẫn còn là kiệt tác vĩ đại nhất của nền văn minh phương Tây. Theo nhiều cách khác nhau, nó đã tìm cách ảnh hưởng đến thái độ của phương Tây đối với đức hạnh trong các lĩnh vực khác nhau. Qua nhiều thế kỉ, Công giáo truyền bá các giáo lý của Chúa Giêsu vào thế giới phương Tây cũng như trên khắp các quốc gia khác. Các lễ hội như Phục sinh và Giáng sinh được đánh dấu là ngày nghỉ lễ; Lịch Gregorius đã được áp dụng quốc tế như lịch trình dân dụng; và bản thân lịch được tính từ ngày sinh của Chúa Giêsu.
Kitô giáo có cùng gốc rễ chung với Do Thái giáo và lúc đầu chịu sự bức hại của đế chế La Mã, nhưng đã trở thành tôn giáo chính thức của đế chế La Mã. Hơn nữa, điểm chung của Do Thái giáo và Công giáo là Cựu Ước. Kitô giáo cũng đã có những ảnh hưởng về quan niệm hôn nhân.
Ảnh hưởng văn hóa của Giáo hội là rất lớn. Các học giả Giáo hội vẫn bảo tồn văn hóa ở Tây Âu sau sự sụp đổ của Đế quốc La Mã phương Tây. Trong thời Trung cổ, Giáo hội đã trỗi dậy và để thay thế Đế chế La Mã thành lực lượng thống nhất ở châu Âu. Các nhà thờ của thời đại đó vẫn là một trong những kỳ công mang tính biểu tượng của kiến trúc được tạo ra bởi nền văn minh phương Tây. Phần lớn lịch sử của Giáo hội liên quan đến phương Tây. Nhiều trường đại học của châu Âu cũng được thành lập bởi nhà thờ vào thời điểm đó. Nhiều sử gia nói rằng các trường đại học và các trường nhà thờ là một sự tiếp nối của sự quan tâm đến việc học tập được thúc đẩy bởi các tu viện. Trường đại học thường được coi là một tổ chức có nguồn gốc của nó trong bối cảnh Kitô giáo thời trung cổ  , sinh ra từ các trường nhà thờ. Sự cải cách đã kết thúc sự thống nhất tôn giáo ở phương Tây, nhưng những kiệt tác thời Phục hưng được tạo ra bởi các họa sĩ Công giáo như Michelangelo, Leonardo da Vinci và Raphael vào thời đó vẫn là một trong những tác phẩm nghệ thuật nổi tiếng nhất mọi thời đại. Tương tự như vậy, các thánh ca của các nhà soạn nhạc như Pachelbel, Vivaldi, Bach, Handel, Mozart, Haydn, Beethoven, Schubert, Mendelssohn, Liszt, và Verdi nằm trong những bản nhạc cổ điển được ngưỡng mộ nhất trong lịch sử phương Tây. Ảnh hưởng của Kitô giáo không chỉ dừng lại ở nền văn minh phương Tây mà nó cũng góp phần phát triển nền văn minh Hồi giáo và phương Đông. Và thậm chí ngày nay, nó cũng có vai trò tích cực trong thế giới Ả rập và Hồi giáo ở nhiều khía cạnh xã hội, kinh tế và chính trị khác nhau. Ở Viễn Đông và Ấn Độ, Kitô giáo cũng có một di sản vĩ đại và vẫn còn tồn tại trong mọi lĩnh vực, đặc biệt trong các lĩnh vực y tế và chăm sóc sức khỏe.
Kinh Thánh và thần học Kitô giáo cũng ảnh hưởng mạnh mẽ đến các nhà triết học phương Tây và các nhà hoạt động chính trị. Các giáo lý của Chúa Giêsu, chẳng hạn như Dụ ngôn Người Samari nhân lành, là một trong những ví dụ quan trọng cho các quan niệm hiện đại về Nhân quyền và các biện pháp phúc lợi thường được cung cấp bởi các chính phủ ở phương Tây. Giáo lý Kitô giáo có được ảnh hưởng lâu dài về xu hướng đời sống, hôn nhân và cuộc sống gia đình và cũng có cả ảnh hưởng (trong thời gian gần đây) gây tranh cãi. Kitô giáo đóng một vai trò trong việc chống lại những hành vi lạc hậu như sự hy sinh của con người, chế độ nô lệ, tội giết trẻ con và Đa phu thê. Kitô giáo nói chung ảnh hưởng đến tình trạng của phụ nữ bằng cách lên án ngoại tình hôn nhân, ly hôn, loạn luân, Đa phu thê, kiểm soát sinh sản, tội giết trẻ con (trẻ sơ sinh nữ có nhiều khả năng bị giết), và phá thai. Trong khi giáo huấn chính thức của Giáo hội coi phụ nữ và nam giới là sự bổ sung cho nhau (bình đẳng và khác biệt), một số người ủng hộ "phong trào phụ nữ và nữ quyền khác" hiện đại cho rằng giáo lý do Thánh Phao Lô và những người Cha của Giáo hội và Chủ nghĩa Kinh viện nâng cao ý niệm về sự trinh tiết của nữ tu được phong chức thiêng liêng. Tuy nhiên, phụ nữ đã đóng vai trò nổi bật trong lịch sử phương Tây như là một phần của nhà thờ, đặc biệt là trong giáo dục và chăm sóc sức khỏe, nhưng cũng như các nhà thần học có ảnh hưởng và thần bí.
Các Ki Tô hữu đã có nhiều đóng góp cho sự tiến bộ của loài người trong nhiều lĩnh vực rộng lớn, cả xưa và nay, bao gồm khoa học và công nghệ  y học, nghệ thuật và kiến trúc, chính trị, văn học, Âm nhạc, từ thiện, triết học,:15 đạo đức, nhà hát và kinh doanh. Theo 100 Năm Giải Nobel một số đánh giá về giải thưởng Nobel từ năm 1901 đến năm 2000 cho thấy rằng (65,4%) người đoạt giải Nobel, đã xác định Ki Tô giáo là tôn giáo của họ. Ki Tô giáo phương Đông (đặc biệt là các người theo chủ nghĩa Nhiếp Tư Thoát Lí) cũng đã đóng góp cho nền văn minh Hồi giáo Ả Rập trong thời kỳ Nhà Omeyyad và Nhà Abbas bằng cách dịch các tác phẩm của các triết gia Hy Lạp sang tiếng Syria và sau đó sang tiếng Ả Rập. Họ cũng xuất sắc trong triết học, khoa học, thần học và y học.
Một số điều mà Kitô giáo thường bị chỉ trích vì bao gồm , lên án hôn nhân đồng tính luyến ái, Chủ nghĩa thực dân, và các trường hợp bạo lực khác (như các cuộc Thập Tự Chinh và các chiến tranh tôn giáo ở châu Âu), và cũng có nhiều tổ chức Giáo hội đã hỗ trợ cho các chế độ độc tài và chế độ toàn trị trong thế kỉ XX, Ngoài ra, Ki tô giáo cũng góp phần ủng hộ chủ nghĩa bài Do Thái ở các tín hữu. Ý tưởng Kitô giáo đã được sử dụng để hỗ trợ và chấm dứt chế độ nô lệ. Những lời chỉ trích về Kitô giáo đã đến từ các nhóm tôn giáo và phi tôn giáo khác nhau trên khắp thế giới, một số người trong số họ là Kitô hữu.
Ki Tô giáo là tôn giáo lớn nhất thế giới với 2,2 tỉ tín đồ. Trong danh sách 100 người có ảnh hưởng nhất đến lịch sử nhân loại, có đến 75 người theo Ki Tô giáo. Ki Tô giáo rõ ràng có ảnh hưởng đến nền văn minh nhân loại và lịch sử thế giới ở các cấp độ khác nhau. Các vấn đề gần đây như lý thuyết sáng tạo, tiến hóa, tế bào gốc đã gây ra nhiều tranh cãi và phê bình trong mối quan hệ giữa Ki Tô giáo và khoa học.

## Chính trị và luật pháp

### Từ tôn giáo thiểu số bị bức hại đến Tôn giáo Chính thức của Nhà nước

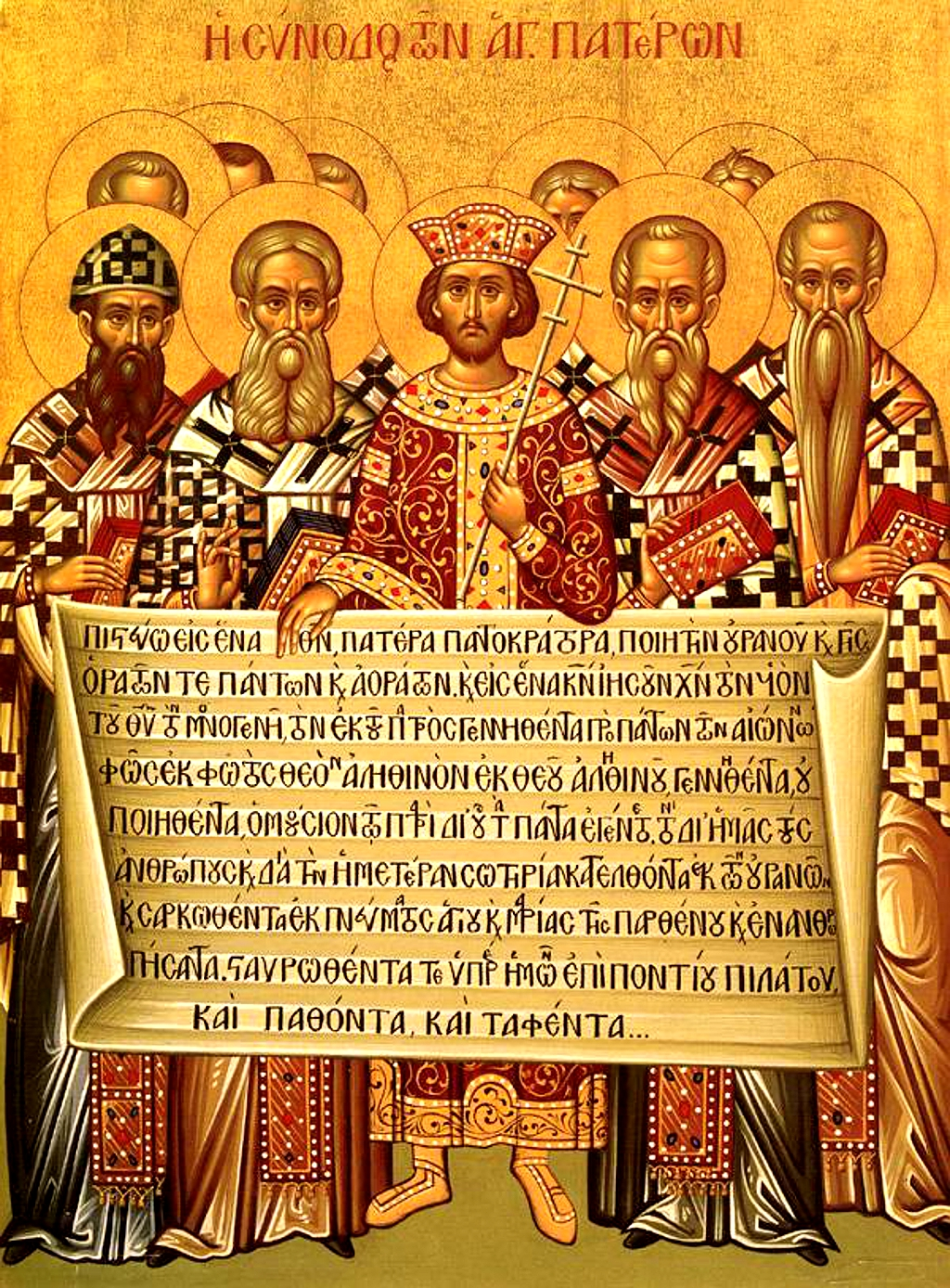
Biểu tượng miêu tả Hoàng đế La Mã Constantine (giữa) và các giám mục của Công đồng Nicaea I (325) nắm giữ Tín điều Nicea vào năm 381.

Hình ảnh về cuộc đời và giáo huấn của Chúa Giê-su trong Kinh Thánh có ảnh hưởng tới phương Tây trong các lĩnh vực khác nhau, đặc biệt là Mười điều răn
Kitô giáo bắt đầu như một giáo phái Do Thái vào giữa thế kỷ thứ nhất phát sinh từ cuộc sống và giáo lý của Giê-su thành Na-da-rét. Cuộc đời của Chúa Giêsu được kể lại trong Kinh Thánh Tân Ước, một trong những bản văn nền tảng của nền văn minh phương Tây và nguồn cảm hứng cho vô số tác phẩm nghệ thuật phương Tây. Sự ra đời của Chúa Giêsu được kỷ niệm trong lễ hội Giáng sinh, cái chết của ông trong Paschal Triduum (Lễ Vượt Qua 3 Lễ Mừng), và những gì Kitô hữu tin là sự phục sinh của ông trong lễ Phục sinh. Giáng sinh và Phục sinh vẫn là ngày lễ ở nhiều quốc gia phương Tây. Chúa Giê Su đã học các bản văn Kinh Thánh Hê-bơ-rơ, với Mười điều răn (mà sau này trở nên có ảnh hưởng trong luật pháp phương Tây) và trở thành một nhà truyền giáo lang thang có ảnh hưởng. Ông là một người kể chuyện thuyết phục về các dụ ngôn và là nhà triết học đạo đức thúc giục những người tin Chúa thờ phượng Thiên Chúa, hành động mà không có bạo lực hoặc định kiến và chăm sóc cho người bệnh, đói và nghèo. Những giáo lý này có ảnh hưởng sâu sắc đến văn hóa phương Tây. Chúa Giê-su chỉ trích đặc quyền và đạo đức giả của các cơ sở tôn giáo đã thu hút quyền lực của các nhà chức trách, những người đã thuyết phục Thống đốc La Mã của tỉnh Do Thái, Phongxiô Philatô, để ông bị hành quyết. Người Do Thái nói rằng Chúa Giê-su bị xử tử theo pháp luật vì đã dẫn dắt mọi người theo sự tông đồ. Tại Giê-ru-sa-lem, khoảng năm 30 Sau Công nguyên, Chúa Giê Su bị đóng đinh.
Những tín đồ đầu tiên của Chúa Giê-su, bao gồm Thánh Phao-lô và Thánh Phê-rô mang thần học mới này của Chúa Giê-su khắp Đế quốc La Mã và xa hơn, gieo hạt giống cho sự phát triển của Giáo hội Công giáo, trong đó Thánh Phêrô được tôn vinh là Đức Giáo hoàng đầu tiên. Công giáo, như chúng ta biết, đã xuất hiện từ từ. Các Kitô hữu thường phải đối mặt với sự bức hại trong những thế kỷ đầu (cụ thể là từ năm 58 đến năm 312), đặc biệt là vì họ từ chối tham gia thờ phượng các hoàng đế. Tuy nhiên, các giáo đường Do Thái, các thương gia và các nhà truyền giáo trên toàn thế giới đã biết, tôn giáo quốc tế mới đã nhanh chóng phát triển về quy mô và ảnh hưởng. Nó đã có trong dự luật Milan vào năm 313, kết thúc giai đoạn bách hại và tạo nên một bước ngoặt lịch sử. Bắt đầu từ ngày Chủ nhật, một ngày lễ của cộng đồng người La Mã, họ chính thức xây dựng các nhà thờ trước khi tạo ra đế chế Thiên Chúa giáo và chủ trì cộng đồng Nicea I vào năm 325. Đó là sự hấp dẫn duy nhất (một phần thuộc về kết quả của giá trị và đạo đức của nó).
Với sự gia tăng dân số và sự giàu có của đế chế La Mã phương Đông dẫn đến việc Constantinople trở thành trung tâm văn hóa, đặc biệt với Ki Tô giáo phương Đông và có trụ sở của Tòa Thượng phụ Constantinople và do đó có một sự cạnh tranh chính trị đã nổi lên giữa Tòa Thượng phụ Constantinople và đức Giáo hoàng ở Rô-ma và các lãnh đạo của Ki Tô giáo, đặc biệt là cuộc bao vây của người Visigoth (Tây Ca Đức) và người Vandal (Uông Đạt Nhĩ) vào Rô-ma vào năm 410 và 455 đã tăng bầu không khí căng thẳng giữa hai bên. Mặc dù hai bên của đế chế La Mã vẫn giao thương văn hóa với nhau, đạo Công giáo ở phương Đông và phương Tây đã bắt đầu khác nhau, và dẫn đến Đại ly giáo vào năm 1044.

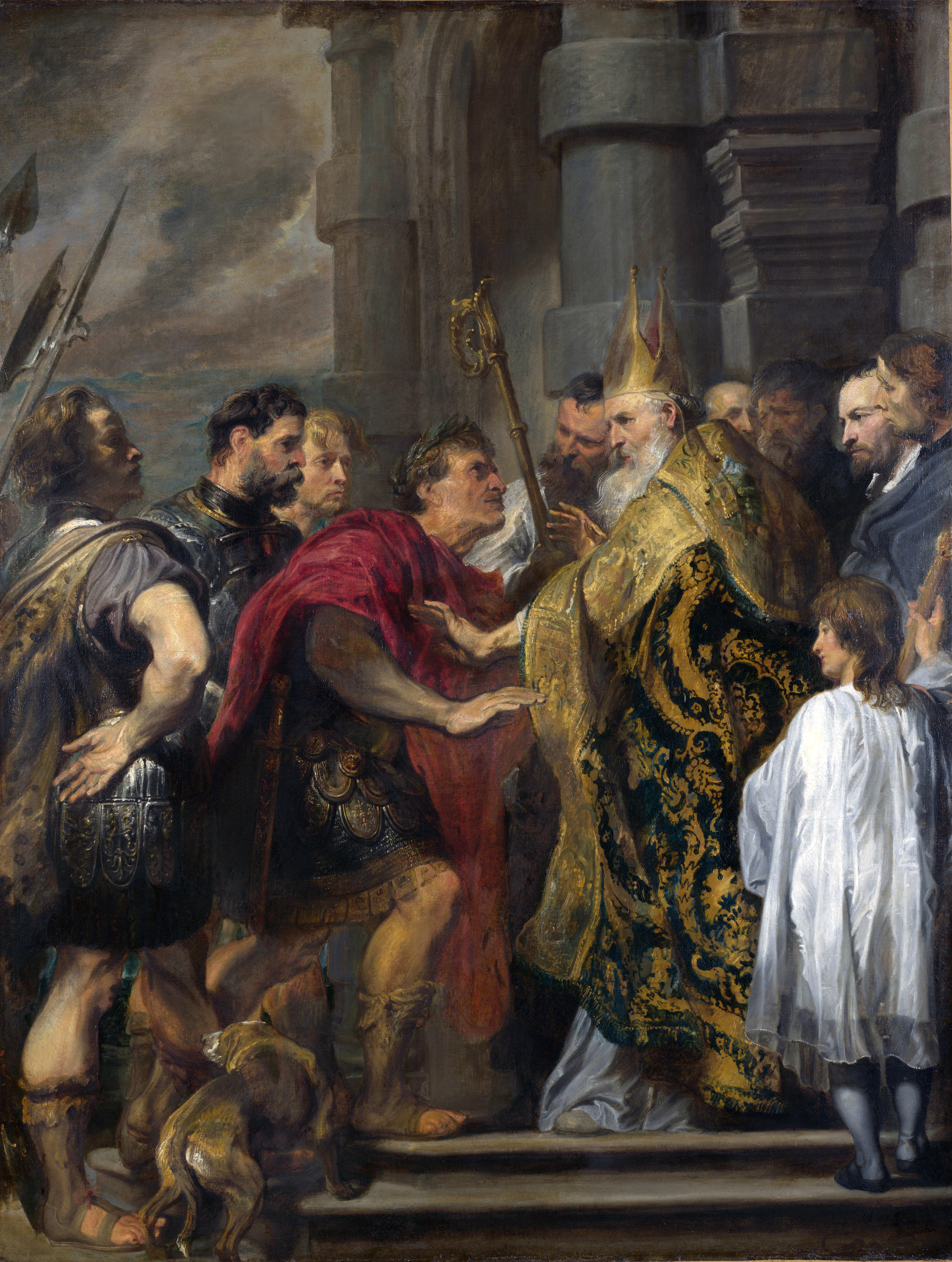
Ấn tượng về Hoàng đế Theodosius I (Địch áo đa tây) và đoàn tùy tùng của Anthony van Dick

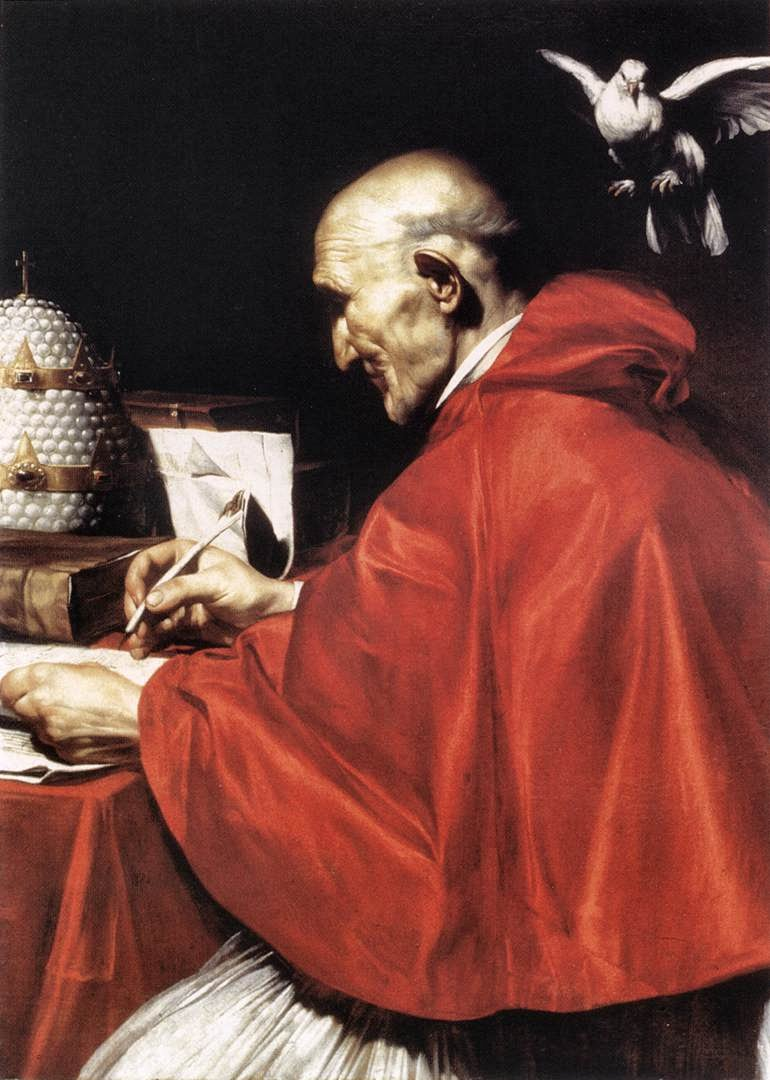
Đức Giáo hoàng Giáo hoàng Grêgôriô I (c 540–604) người đã thiết lập các chủ đề thời trung cổ trong Giáo hội, trong một bức tranh của Carlo Saraceni, c. 1610, Rome.

Ki Tô giáo đã trải qua một loạt những thay đổi, và cuối cùng đã rơi vào tay của Ambrose, giám mục Milan. Ông là một trong những người ảnh hưởng nhất của Giáo hội vào thế kỉ IV. Khi Hoàng đế Theodosius ra lệnh thảm sát hàng loạt người dân ở Thessaloniki (Tắc Tát Lạc Ni Cơ), ngăn cấm họ tham gia vào nhà thờ Ambrose và sau đó chấp nhận Thánh Thể thậm chí ăn năn chuộc lỗi. Đó là sự khởi đầu của việc kiểm soát đời sống chính trị châu Âu của Giáo hội. Vào năm 543 Hoàng đế Justinian I (Tra Sĩ Đinh Ni) đã tạo ra bộ luật Justinian phù hợp với những lời dạy của Ki Tô giáo với sự giúp đỡ của các giáo sĩ Công giáo.
Sau sự sụp đổ của đế chế La Mã, Giáo hội là chính thể tiếp nối quyền lực và nắm quyền kiểm soát về các vấn dề quân sự của Châu Âu. Giáo hoàng Gregory đã có những cải cách vĩ đại trong việc quản lí nhà thờ. Gregory là một luật sư, tu sĩ Công giáo. theo đó, ông mong muốn Giáo hội trở nên hùng mạnh, nhưng chia thành hai nhánh riêng biệt, Giáo hội Rô Ma và giáo hội địa phương, và sau khi ông qua đời, các giáo hoàng đã trở thành siêu cường ở Ý.
| “ | Đức Giáo hoàng Gregory đã làm tăng quyền lực của chính mình tại Ý và mạnh hơn các vị vua và các thống đốc, và tạo ra ảnh hưởng thống trị bán đảo này trong nhiều thế kỉ | ” |

#### Thế kỷ thứ tư
Trong thế kỷ thứ tư, văn chương Kitô giáo và thần học đã phát triển thành một "Thời đại vàng" trong hoạt động văn học và học thuật chưa từng có từ thời đại của Virgil và Horace. Nhiều tác phẩm này vẫn có ảnh hưởng trong chính trị, luật, đạo đức và các lĩnh vực khác. Một thể loại văn học mới cũng được sinh ra trong thế kỷ thứ tư: lịch sử nhà thờ.

##### Thời đại đen tối
Khoảng thời gian từ năm 500 đến năm 700, thường được gọi là "Thời đại đen tối", cũng có thể được nói là "Thời đại của các tu sĩ". Cách sống Kitô giáo, như Thánh Biển Đức (480–543) đã thề là một cuộc đời khiết tịnh, vâng phục và nghèo khổ, và sau khi được rèn luyện trí tuệ và tự từ chối nghiêm ngặt, sống theo "Quy tắc của Biển Đức." "Quy tắc" này đã trở thành nền tảng của phần lớn trong số hàng ngàn tu viện trải rộng khắp châu Âu hiện đại; "... chắc chắn sẽ không có ác ý trong việc thừa nhận rằng Quy tắc của Thánh Biển Đức là một trong những sự kiện vĩ đại trong lịch sử Tây Âu, và ảnh hưởng của nó đến với chúng ta cho đến ngày nay vẫn còn sâu đậm.":intro.
Các tu viện là những mô hình về năng suất và sự tháo vát kinh tế dạy cho cộng đồng địa phương về chăn nuôi, làm phô mai, làm rượu vang và nhiều kỹ năng khác. Họ là những người nghèo của người nghèo, lập bệnh viện, nhà tế bần cho người sắp chết, và trường học. Thực hành y khoa là rất quan trọng trong các tu viện thời trung cổ, và họ được biết đến với những đóng góp của họ cho y tế, nhưng họ cũng đã góp phần trong một số tiến bộ trong các ngành khoa học khác như thiên văn học. Trong nhiều thế kỷ, gần như tất cả các nhà lãnh đạo thế tục đều được các tu sĩ đào tạo đơn giản bởi vì, ngoại trừ những người dạy kèm riêng, đó là nền giáo dục duy nhất có sẵn.
Sự hình thành của các cơ quan có tổ chức của các tín hữu khác biệt với quyền lực chính trị và gia đình, đặc biệt là đối với phụ nữ, từng bước thể hiện ra một loạt không gian xã hội với một số cá thể độc lập do đó cách mạng hóa lịch sử xã hội.

### Thời Trung cổ

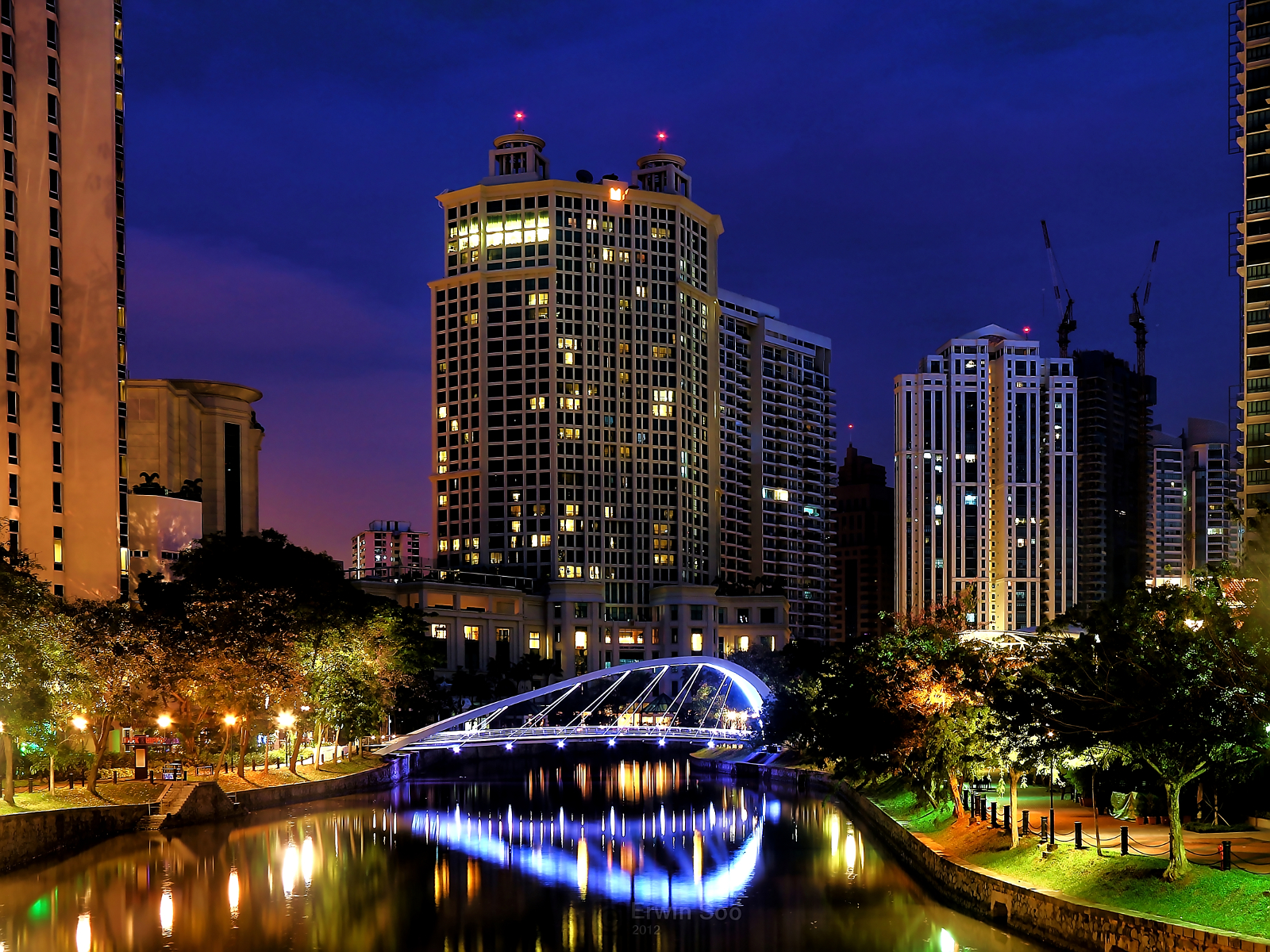
Khách sạn Hội Thánh, nhà thờ đã thiết lập các dịch vụ cho việc chăm sóc và tiếp nhận khách hành hương.

#### Tiền Trung Cổ
Charlemagne ("Tra Lý Mạn" trong tiếng Việt) trở thành vua của người Frank vào năm 768. Ông đã chinh phục các các nước vùng trũng, Saxony, và miền bắc và miền trung Italy, và vào năm 800, Giáo hoàng Lêô III tuyên bố Charlemagne là Hoàng Đế La Mã Thần Thánh. Ông đôi khi được gọi là "Cha đẻ của châu Âu", Charlemagne đã thiết lập một cải cách chính trị và tư pháp và đôi khi được gọi là thời kỳ Phục hưng.

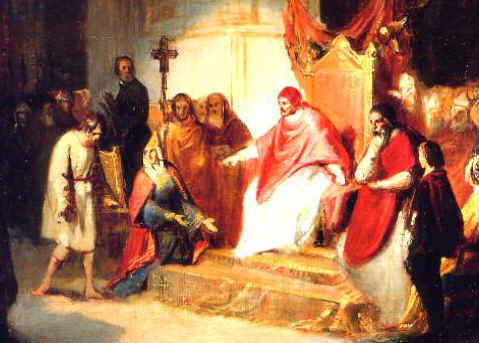
Heinrich IV của Thánh chế La Mã (Hanh Lợi đệ tứ) và Giáo hoàng Grêgôriô VII ở Canossa (Tạp Nặc Toa) năm 1077, như mô tả của Carlo Emanuelle

Nhà sử học Kitô giáo, Geoffrey Blainey, đã so sánh Giáo hội Công giáo trong các hoạt động của mình trong thời Trung cổ với một kiểu mới của nhà nước phúc lợi: "Nó làm các bệnh viện cho người già và trẻ mồ côi và cho giới trẻ; cho những người bị bệnh phong; và ký túc xá hoặc nhà trọ nơi những người hành hương có thể mua một chiếc giường và bữa ăn rẻ tiền ". Họ cung cấp thức ăn cho người dân trong nạn đói và phân phối thức ăn cho người nghèo. Hệ thống phúc lợi này do nhà thờ tài trợ thông qua việc thu thuế trên quy mô lớn và sở hữu các trang trại và bất động sản lớn.

#### Trung kỳ Trung Cổ
Vào cuối thế kỷ thứ 11, bắt đầu với những nỗ lực của Giáo hoàng Grêgôriô VII, Giáo hội đã định nghĩa chính nó như là "một thực thể pháp lý và chính trị... [thực thể] trong Kitô giáo phương Tây". Trong vài trăm năm sau này, Giáo hội có ảnh hưởng lớn đến xã hội phương Tây; luật nhà thờ là "luật phổ quát" duy nhất... phổ biến cho các khu vực pháp lý và dân tộc trên khắp châu Âu ", tạo cho Giáo hội "quyền lực ưu việt". Với hệ thống tòa án riêng của mình, Giáo hội giữ lại thẩm quyền đối với nhiều khía cạnh của cuộc sống bình thường, bao gồm giáo dục, thừa kế, lời hứa, lời thề, tội ác đạo đức và hôn nhân. Là một trong những thể chế mạnh mẽ của thời Trung cổ, thái độ của Giáo hội đã được phản ánh trong nhiều định luật thế tục thời bấy giờ.
Giáo hội Công giáo rất mạnh mẽ, chủ yếu là về quốc tế và dân chủ trong cấu trúc và được điều hành bởi các tổ chức tu viện thường tuân theo luật lệ của Bổn Đốc Hội. Những người đàn ông có khuynh hướng học thuật thường lấy Chức Thánh và thường xuyên tham gia các viện tôn giáo. Những người có kỹ năng trí tuệ, hành chính hoặc ngoại giao có thể vượt qua những hạn chế thông thường của xã hội - những nhà thờ hàng đầu từ vùng đất xa xôi đã được chấp nhận bởi các giám mục địa phương, kết nối ý nghĩ châu Âu trên một khoảng cách rộng. Các khu phức hợp như Tu viện Cluny đã trở thành trung tâm sôi động với sự phụ thuộc lan rộng khắp châu Âu. Những người bình thường cũng đi xa để hành hương để thể hiện lòng tốt của họ và cầu nguyện tại di tích thánh.

##### Pháp đình tôn giáo
Các tòa án pháp đình tôn giáo là các tòa án tôn giáo ban đầu được tạo ra để bảo vệ đức tin và xã hội bằng cách xác định và lên án dị giáo.:250 Pháp đình tôn giáo trung cổ tồn tại từ năm 1184 đến năm 1230 và được tạo ra để đối phó với những người bất đồng bị cáo buộc dị giáo, trong khi Pháp đình tôn giáo trung cổ (thập niên 1230-1302) được tạo ra để phục hồi trật tự bị gián đoạn bởi bạo lực chống lại các kẻ dị giáo. "Sự truy tìm [trong thời trung cổ] không phải là một tổ chức tự phát và áp đặt lên hệ thống tư pháp của những người theo đạo Cơ-đốc bởi tham vọng hay chủ nghĩa cuồng tín của nhà thờ. Đó là một điều tự nhiên - người ta gần như có thể nói về một sự tiến hóa của các lực lượng vào thế kỷ XIII... Vào thế kỷ XII đã có nhiều nhà thờ đang đối mặt với một cuộc khủng hoảng..." Cuộc khủng hoảng này tập trung vào những người bất đồng chính kiến, quyền lực ngày càng tăng của nhà nước thế tục, sức mạnh suy sụp của giáo hoàng, và sự tan rã dần dần của các Ki Tô hữu. Sau khi các cuộc xâm lược thời Trung cổ bị đình lại, các tòa án dị giáo của giáo hội Công giáo ở La Mã, Tây Ban Nha và Tòa án dị giáo Bồ Đào Nha, đã bắt đầu ở Tây Ban Nha và kéo dài tới bốn thế kỷ và chỉ kết thúc vào những năm 1800.:154

#### Hậu kỳ Trung Cổ

##### Phụ nữ
Trong thế kỷ XIII, việc phong chức phụ nữ như các thầy trợ tế đã được gỡ bỏ, và sự phong chức được tái định nghĩa và chỉ áp dụng cho các linh mục nam.
Hình tượng phụ nữ-phù thủy đã trở thành một khuôn mẫu trong những năm 1400 cho đến khi nó được định nghĩa vào năm 1487 bởi Giáo hoàng Innocent VIII người tuyên bố "phù thủy đa phần là nữ." "Khuôn mẫu phù thủy châu Âu thể hiện hai nghịch lý rõ ràng: đầu tiên, nó không được tạo ra bởi thời kỳ đen tối dã man ", nhưng trong thời kỳ Phục hưng tiến bộ và giai đoạn hiện đại đầu tiên, thứ hai, Kitô giáo phương Tây đã không nhận ra thực tế của phù thủy trong nhiều thế kỷ, hoặc hình sự hóa chúng cho đến khoảng năm 1400." Nhà xã hội học Don Swenson nói rằng lời giải thích cho điều này có thể nằm trong bản chất của xã hội thời trung cổ như là kinh dị dẫn đến bạo lực và sử dụng cưỡng chế để ép buộc cho phù hợp. "Đã có nhiều cuộc tranh luận... về việc có bao nhiêu phụ nữ bị hành quyết... [và ước tính khác nhau một cách hoang dại, nhưng con số nhỏ và lớn lđể khắc họa nỗi kinh hoàng và sự bất hòa gây ra cho những người phụ nữ này. trái ngược với sự tôn trọng đối với phụ nữ trong thời kỳ đầu của Kitô giáo và ở châu Âu..."
Phụ nữ ở nhiều khía cạnh bị loại trừ khỏi đời sống chính trị và thương xót; tuy nhiên, một số nữ tu hàng đầu là ngoại lệ. Các tu viện thời trung cổ với việc có tu sĩ nữ cấp trên của các tu viện là những nhân vật mạnh mẽ có ảnh hưởng có thể cạnh tranh với các giám mục và tu sĩ nam: "Họ được đối xử như các vị vua, giám mục và các lãnh chúa vĩ đại nhất, bình đẳng hoàn hảo;... và nhà vua phải có buổi lễ trang trọng có quy mô quốc gia để đón tiếp họ, tại sự cống hiến của các nhà thờ, và thậm chí, giống như các nữ hoàng, đã tham gia vào việc cân nhắc các hội đồng quốc gia...". Sự phổ biến ngày càng tăng của lòng sùng mộ đối với Đức Trinh Nữ Maria (mẹ của Chúa Giêsu) bảo đảm đức hạnh của mẹ như một chủ đề văn hóa trung tâm của Công giáo Châu Âu. Kenneth Clarke đã viết trong 'Lòng tôn kính với trinh nữ' vào đầu thế kỷ 12 "đã diễn ra một cuộc cạnh tranh của những người man rợ cứng rắn và tàn nhẫn với những người có đức tính dịu dàng và từ bi".

##### Các giáo hoàng
Năm 1054, sau hàng thế kỷ với các mối quan hệ căng thẳng, Đại Ly giáo đã xảy ra trên những khác biệt trong giáo lý, tách thế giới Kitô giáo giữa Giáo hội Công giáo, tập trung ở Rome và chiếm ưu thế ở phương Tây, và Giáo hội Chính thống, tập trung ở Constantinople (Quân Sĩ Thản Đinh Bảo), thủ đô của Đế quốc Byzantine.
Mối quan hệ giữa các cường quốc chính trong xã hội phương Tây: giới quý tộc, chế độ quân chủ và giáo sĩ, đôi khi tạo ra xung đột. Giáo hoàng đã đủ mạnh để thách thức quyền lực của các vị vua. Cuộc tranh cãi việc bổ nhiệm giáo sĩ có lẽ là cuộc xung đột quan trọng nhất giữa giáo hội và nhà nước ở châu Âu thời Trung cổ. Một loạt các Giáo hoàng đã thách thức quyền lực của các chế độ quân chủ trong việc kiểm soát người dân, hoặc các lễ phong chức, của các quan chức nhà thờ. Tòa án của Hoàng đế La Mã Thần thánh Frederick II (Phì Đặc Liệt), có trụ sở tại Sicily, thấy sự căng thẳng và sự cạnh tranh với Giáo hoàng về việc kiểm soát miền Bắc Italy. Nhiệm kỳ của Giáo hoàng Avignon từ 1305–78 Điều này xuất phát từ cuộc xung đột giữa Giáo hoàng Ý và vương triều Pháp.
"Những giáo hoàng trong thế kỷ mười bốn đến giữa thế kỷ mười lăm đã chuyển sự quan tâm của họ đến nghệ thuật và nhân văn hơn là để nhấn mạnh các vấn đề đạo đức và tinh thần. Hơn nữa, họ đã rất quan tâm đến những cạm bẫy quyền lực chính trị. Họ tham gia vào chính trị Ý... Quyền lợi thế gian của họ và sự vận động chính trị trắng trợn chỉ tăng cường sự không chấp thuận của giáo hoàng và cung cấp cho các nhà phê bình của nhà thờ nhiều ví dụ về tham nhũng và suy giảm của tổ chức.":248 Thời kỳ này tạo ra nghệ thuật và kiến trúc lộng lẫy hơn nhiều, nhưng cũng là sự đơn giản đạo đức như Phanxicô thành Assisi (được thể hiện trong Cận cảnh Mặt trời) và thơ ca sử thi của Dante (Đãn Đinh · A Lợi Cát Gia Lí) Thần khúc. Khi Giáo hội phát triển mạnh mẽ và giàu có hơn, nhiều người đã tìm cách cải cách. Dòng Đa Minh và Dòng Phan Sinh được thành lập, trong đó nhấn mạnh đến nghèo đói và tâm linh.

#### Thập tự chinh
Năm 1095, Giáo hoàng Urban II kêu gọi một cuộc Thập tự chinh để lấy lại Đất Thánh từ sự cai trị của Người Hồi giáo.
Sau cái chết của Mohammad vào năm 632, một loạt các Kha-líp (người kế nhiệm Mohamad) đã tiến hành Thánh chiến tràn đầy năng lượng xâm lược những nước láng giếng gồm Palestine, Syria, Ba Tư, và Ai Cập - các khu vực Kitô giáo mạnh nhất trên thế giới - nhanh chóng khuất phục. Vào thế kỷ VIII, quân đội Hồi giáo đã chinh phục tất cả các Kitô hữu Bắc Phi và Tây Ban Nha và lăm le xâm lược Pháp. Năm 732, tại Trận Tours, Charles Martel đánh bại quân xâm lược Hồi giáo và trục xuất chúng trở lại Tây Ban Nha. Vào thế kỷ XI, người Thổ Nhĩ Kỳ Seljuk đã chinh phục Tiểu Á (Thổ Nhĩ Kỳ hiện đại), vốn là khu vực theo đạo Cơ đốc từ thời Thánh Phaolô. Các phần của Đế quốc La Mã cổ đại, được biết đến bởi các sử gia hiện đại như Đế quốc Byzantine, lãnh thổ đãtthhuu hẹp còn nhỏ hơn cả Hy Lạp. Trong tuyệt vọng, hoàng đế ở Constantinople đã gửi lời cho các Kitô hữu Tây Âu yêu cầu họ giúp đỡ các anh em của họ ở phương Đông." Cuộc thập tự chinh đầu tiên đã diễn ra, nhưng "Siêu cường của thế giới thời Trung cổ là Hồi giáo, không phải Ki Tô" và bất chấp thành công ban đầu, các cuộc xung đột kéo dài tới bốn thế kỷ, cuối cùng kết thúc trong thất bại trong việc chiếm lại "Đất Thánh" và hầu như không ngăn cản việc bành trướng sang lục địa châu Âu của những người Hồi giáo.:192
Nhà sử học Jonathan Riley-Smith nói rằng các học giả đang quay lưng lại với các ý kiến về các cuộc thập tự chinh sau đó đã được thúc đẩy về mặt vật chất. Một bức tranh phức tạp hơn về các quý tộc và hiệp sĩ đã hy sinh đã tạo nên sự quan tâm ngày càng tăng trong các ý kiến tôn giáo và xã hội của người dân. Thập tự chinh không còn có thể được xác định chỉ là chiến tranh chống lại người Hồi giáo; các cuộc thập tự chinh là những cuộc chiến tranh tôn giáo và những người thập tự chinh được thúc đẩy bằng những ý kiến; và vấn đề chủ nghĩa thực dân không còn được coi là đáng để thảo luận nghiêm túc nữa.

#### Quyền con người
"Nền tảng triết học của khái niệm tự do về nhân quyền có thể được tìm thấy trong các lý thuyết tự nhiên," và nhiều tư tưởng về luật tự nhiên được bắt nguồn từ tư tưởng của tu sĩ người Đa Minh, Thomas Aquinas. Theo Aquinas, mọi luật pháp đều xuất phát từ cái mà ông gọi là 'luật đời đời': thứ tự của Thiên Chúa về mọi thứ được tạo ra. Đối với Aquinas, hành động của con người là tốt hay xấu tùy thuộc vào việc nó có phù hợp với lý trí hay không, và 'sự sinh tồn hợp lý' này được gọi là "luật tự nhiên". nguyên tắc tạo nên bản chất con người. Các nhà tư tưởng như Hugo Grotius sau đó đã mở rộng ý tưởng về nhân quyền và xây dựng dựa vào đó. Aquinas tiếp tục gây ảnh hưởng đến các tác phẩm của các nhà triết học chính trị và pháp lý hàng đầu sau này.
"...người ta không thể và không cần phủ nhận rằng Nhân quyền có nguồn gốc từ phương Tây. Nó không thể bị từ chối, bởi vì họ dựa trên đạo đức truyền thống Do Thái-Kitô giáo và triết học Hy Lạp-La Mã, chúng được xây dựng ở phương Tây qua nhiều thế kỷ, chúng đã đảm bảo một vị trí được xác lập trong các tuyên bố quốc gia về các nền dân chủ phương Tây, và chúng đã được ghi nhận trong các hiến pháp của các nền dân chủ đó." 
Howard Tumber nói, "quyền con người không phải là một học thuyết phổ thông, nhưng là một hậu duệ của một tôn giáo đặc biệt (Kitô giáo)." Điều này không cho thấy Kitô giáo đã thể hiện vượt trội trong hành động của nó hoặc đã không có "chia sẻ về các vụ lạm dụng nhân quyền".
David Gushee nói Kitô giáo có một "di sản hỗn hợp bi thảm" khi nói đến việc áp dụng đạo đức riêng của mình. Ông xem xét ba trường hợp "Ki Tô hữu được chia lợi cho chính mình": các cuộc thập tự chinh và nỗ lực của những người Pháp trong việc hòa giải với người Hồi giáo; Những kẻ xâm lược Tây Ban Nha đã giết hại các dân tộc bản địa và các cuộc biểu tình chống lại nó; và cuộc đàn áp lập lại một lần nữa để bảo vệ người Do thái.
Charles Malik, một nhà triết học, nhà ngoại giao, nhà triết học và nhà thần học người Lebanon, chịu trách nhiệm soạn thảo và thông qua Tuyên ngôn Nhân quyền năm 1948.

### Kháng cách cho đến thời đại hiện đại

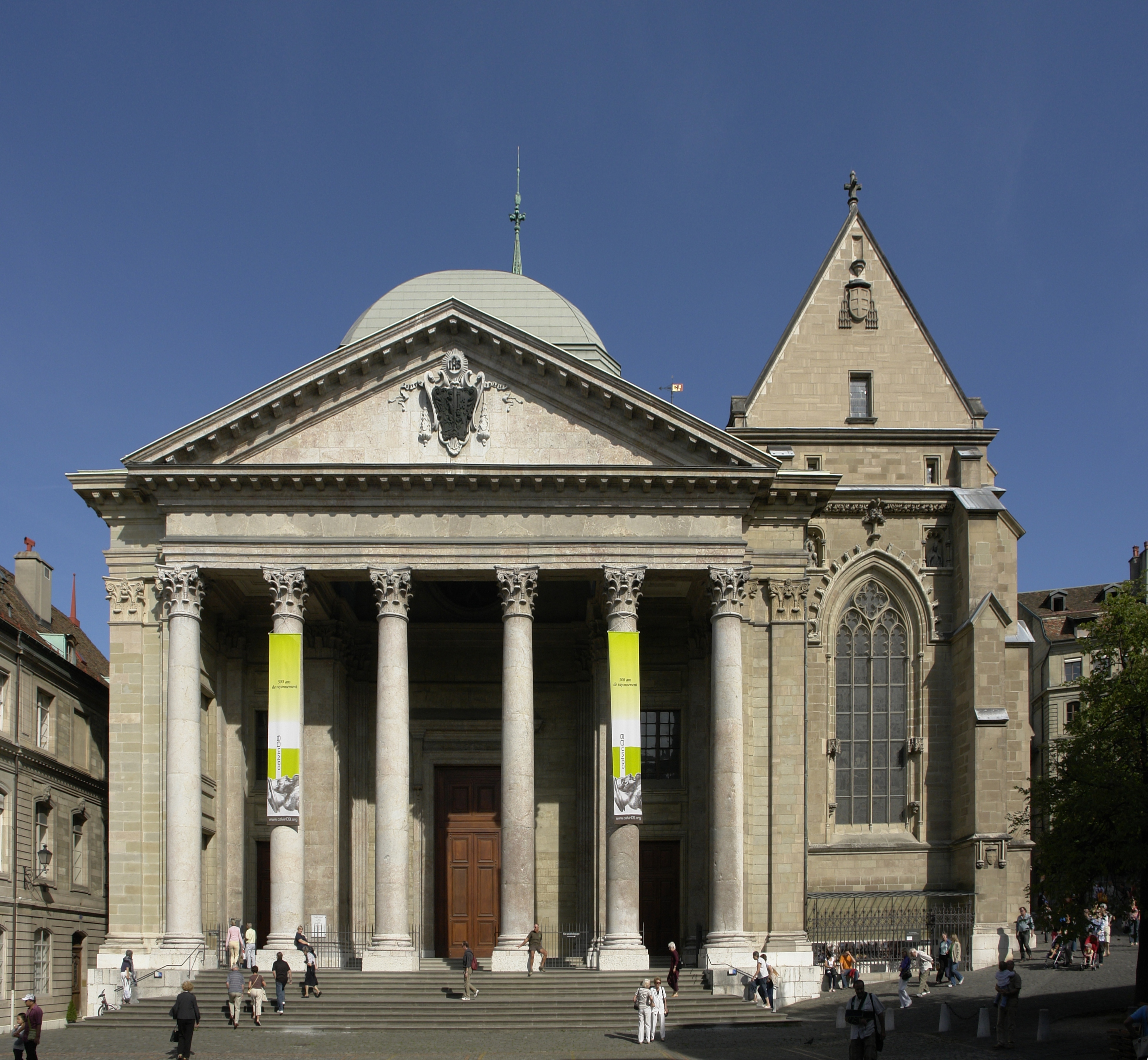
Calvin rao giảng tại Nhà thờ chính tòa Thánh Pierre, nhà thờ chính ở Geneva.

Cơn bão nhà tù Bastille, Cách mạng Pháp đã có vai trò trong việc loại bỏ ảnh hưởng tôn giáo.

Trong thời Trung cổ, Giáo hội và các nhà chức trách đạo đời có quan hệ mật thiết với nhau. Martin Luther (Mã Đinh · Lộ Đức) stách rời các cõi thiêng và cõi trần tục trên thế giới (giáo lý của hai vương quốc). Các tín hữu có nghĩa vụ phải sử dụng lý do để điều chỉnh quả cầu thế gian theo một trật tự và hòa bình. Học thuyết của Luther về chức tư tế của tất cả các tín hữu nâng cao vai trò của các giáo dân trong nhà thờ một cách đáng kể. Các thành viên của một hội thánh có quyền bầu một linh mục và, nếu cần thiết, bỏ phiếu cho việc miễn nhiệm của mình (Khái luậnỞ bên phải thẩm quyền của một hội thánh để phán xét tất cả các giáo lý, điều chỉnh và miễn nhiệm linh mục, trong Kinh thánh; 1523). Calvin tăng cường cách tiếp cận cơ bản dân chủ này bằng cách đưa giáo dân bầu (trưởng lão nhà thờ, linh mục) trong chính phủ thờ của mình. Người Huguenot (Hồ Cách Nặc) bổ sung các công nghị vùng và một hội đồng quốc gia, những thành viên được các hội thánh bầu vào hệ thống tự trị của nhà thờ Calvin. Hệ thống này đã được tiếp quản bởi các nhà thờ Cải cách khác.
Về mặt chính trị, John Calvin (Nhượng · Khách Nhĩ Văn) ủng hộ một hỗn hợp giữa tầng lớp quý tộc và dân chủ. Ông đánh giá cao những lợi thế của nền dân chủ: "Đó là một món quà vô giá, nếu Đức Chúa Trời cho phép mọi người tự do lựa chọn chính quyền và lãnh chúa của chính mình." Calvin cũng nghĩ rằng những người cai trị trần thế mất đi quyền thiêng liêng của họ và phải bị hạ gục khi họ đứng lên chống lại Đức Chúa Trời. Để bảo vệ quyền lợi của những người bình thường hơn nữa, Calvin đã đề xuất tách các cường quốc chính trị trong một hệ thống kiểm tra và cân bằng (Tam quyền phân lập). Vì vậy, ông và những người theo ông chống lại chủ nghĩa phong kiến và mở đường cho sự nổi lên của nền dân chủ hiện đại. Ngoài nước Anh, Hà Lan, dưới sự lãnh đạo của những Người theo thuyết can-vin, quốc gia tự do nhất ở châu Âu trong thế kỷ 17 và 18. Nó cấp tị nạn cho các nhà triết học như René Descartes, Baruch Spinoza và Pierre Bayle. Hugo Grotius đã có thể dạy lý thuyết luật tự nhiên của mình và giải thích tương đối tự do về Kinh Thánh.
Phù hợp với ý tưởng chính trị của Calvin, Tin Lành đã tạo ra cả nền dân chủ Anh và Mỹ. Ở Anh thế kỷ 17, những người và sự kiện quan trọng nhất trong quá trình này là Nội chiến Anh, Oliver Cromwell, John Milton, John Locke, Cách mạng Vinh Quang, Bản quyền Anh ngữ, và Đạo luật giải quyết. Sau đó, người Anh đã lấy lý tưởng dân chủ của họ đến các thuộc địa của họ, ví dụ như Úc, New Zealand và Ấn Độ. Trong thế kỷ 19 và 20, sự đa dạng của nền dân chủ hiện đại của Anh, chế độ quân chủ lập hiến, được tiếp nhận bởi Thụy Điển, Na Uy, Đan Mạch và Hà Lan cũng như các nước Công giáo Bỉ và Tây Ban Nha. Ở Bắc Mỹ, Thuộc địa Plymouth (Phổ Lợi Mao Tư) (Cha Pilgrim (Triều Thánh Tiên Bối; 1620) và Thuộc địa vịnh Massachusetts (Ma Tát Chư Tắc Loan) (1628) đã thực hành tự cai trị dân chủ và tam quyền phân lập. Những người theo chủ nghĩa giáo đoàn này đã bị thuyết phục rằng hình thức dân chủ của chính phủ là ý muốn của Thiên Chúa. Hiệp ước Mayflower là một khế ước xã hội.

#### Giá trị con người

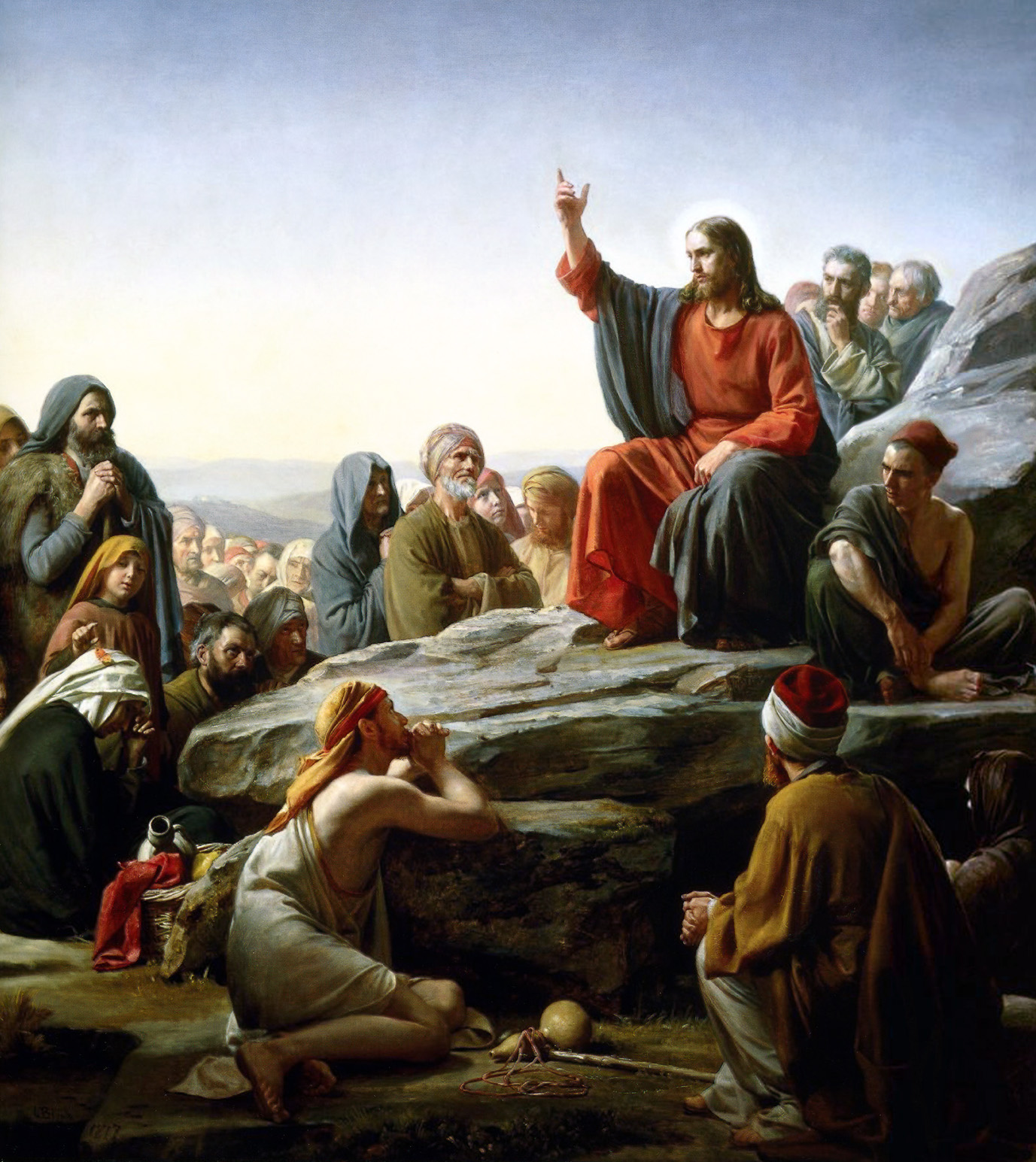
Bài giảng trên núi, tác phẩm của Karl Bloch. Việc giảng dạy bài giảng trên núi là nền tảng của đạo đức Kitô giáo.

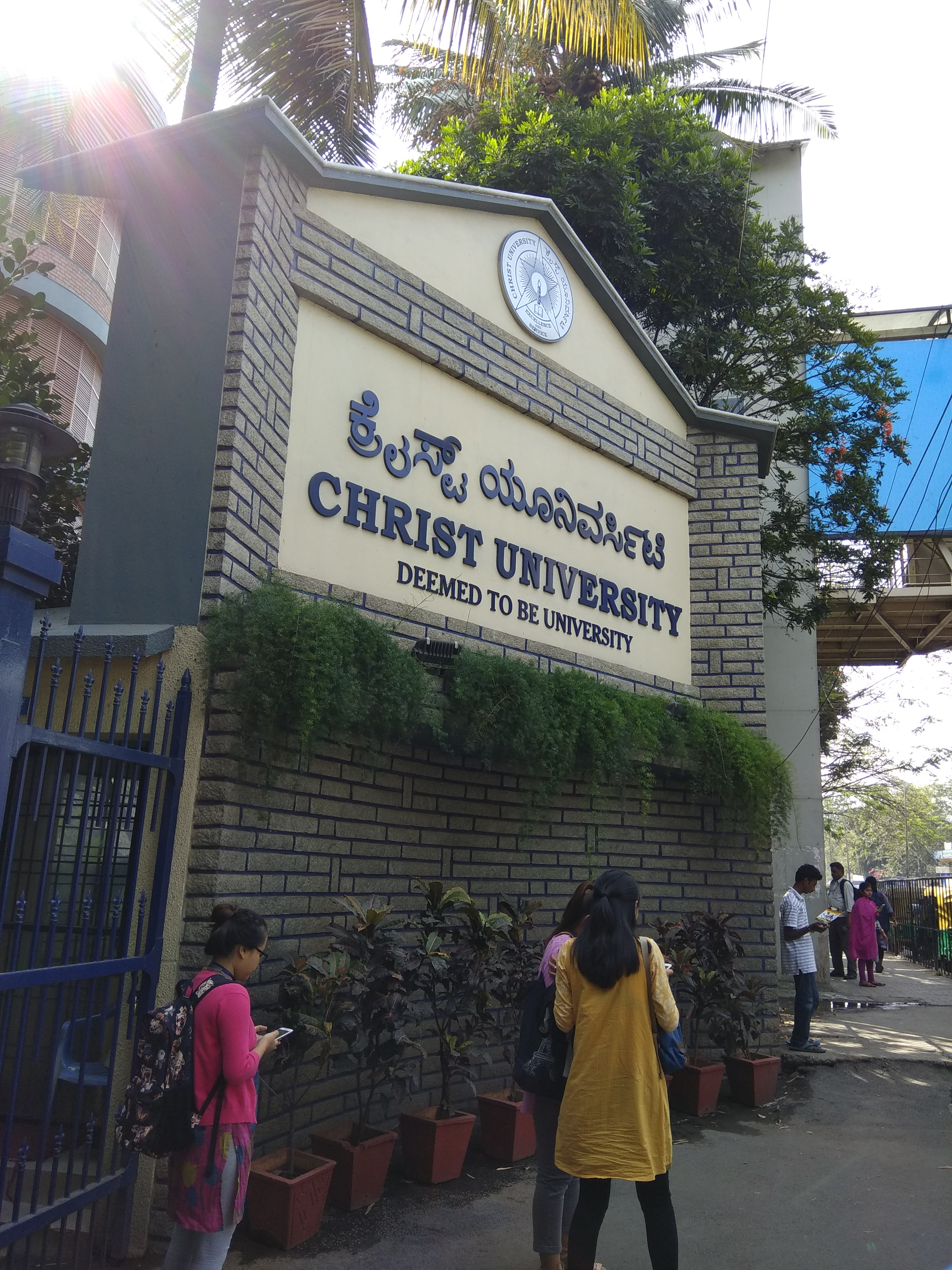
Một trường nhà thờ ở Ả Rập Xê út.

Đạo đức Ki Tô giáo dựa trên giáo lý của Chúa Giêsu, đặc biệt là Bài giảng trên núi, và hình thành các giáo lý của Kinh Thánh, Tổ phụ Giáo hội và Hội đồng Đại kết, cơ quan đạo đức chính của Ki Tô giáo. Trong thời Trung Cổ, Thánh Thomas Aquinas đã áp dụng bốn đức tính chính của Plato: công lý, can đảm, kiểm duyệt và trí tuệ, thêm vào đó những đức tính Kitô giáo như niềm hy vọng, đức tin và từ thiện, mà Phao-lô đã đề cập. Bảy tội đáng chết cũng bao gồm các tội lỗi giết người và bảy đức tính của sự trinh tiết, kiểm duyệt, từ thiện, siêng năng, kiên nhẫn, tử tế và khiêm tốn, để trở thành trụ cột của đạo đức Kitô giáo.
Theo những lời dạy của Chúa Giêsu trong sự phụng vụ người khác, Giáo hội đã thành lập các bệnh viện, trường học, trường đại học, tổ chức từ thiện, trại trẻ mồ côi và nơi trú ẩn cho những người vô gia cư. Trong thời Trung cổ, các nhóm tôn giáo Công giáo nổi lên từ các hiệp sĩ, người có chức năng bảo vệ người không thể tự vệ, yếu đuối và ốm yếu, và chiến đấu vì lợi ích chung của tất cả mọi người. Đây là một số trong những hướng dẫn và những nhiệm vụ chính của các Hiệp sĩ của thời Trung Cổ; xây dựng trên một nguyên tắc quan trọng trong việc hướng dẫn các cuộc sống của Những Hiệp sĩ, mà tuổi trưởng thành và cao thượng, có tính cao thượng để giải quyết ba lĩnh vực chính: quân sự, đời sống xã hội và tôn giáo.
Nguyên lý trinh tiết bị ảnh hưởng bởi đạo đức Kitô giáo, và cuộc Thập tự chinh đầu đã giúp làm sáng tỏ biểu tượng của sự trinh khiết và mối liên hệ đạo đức của nó với tôn giáo. Kết quả là, các đội kỵ binh Ki tô giáo đã bắt đầu cống hiến những nỗ lực của họ để phục vụ các mục đích thiêng liêng. Theo thời gian, các giáo sĩ yêu cầu kỵ binh sử dụng vũ khí của họ chủ yếu để bảo vệ phụ nữ, những người yếu đuối và tách biệt trong các trại trẻ mồ côi và nhà thờ riêng biệt.
Trong Tân Ước Chúa Giê-su tập trung dạy về tình yêu, khoan dung và bất bạo động, và tong nrhững kỷ nguyên Kitô hữu tiên khởi coi Kitô giáo là một tôn giáo sứ gia hòa bình, nhưng những thay đổi đã diễn ra sau khi Kitô giáo tuyên bố một tôn giáo chính thức đế chế La Mã như nó đã được chính trị hóa Kitô giáo.
Trong những thế kỷ đầu tiên của Kitô giáo, nhiều Kitô hữu đã từ chối tham gia vào các trận đánh quân sự. Trong thực tế, có một số ví dụ nổi tiếng của những người lính đã trở thành Kitô hữu, từ chối tham gia vào chiến đấu sau khi chuyển sang đạo Hồi, và nhiều người sau đó đã được thực hiện cho việc từ chối chiến đấu. Lý do cho sự cam kết hòa bình và từ chối dịch vụ quân sự, theo sử gia Mark Mann, dựa trên hai nguyên tắc: "Thứ nhất, việc sử dụng vũ lực và bạo lực được xem là mâu thuẫn với giáo lý của Chúa Giêsu. Thứ hai, dịch vụ trong quân đội La Mã được coi là một loại thờ phượng cần thiết để được đăng quang bởi hoàng đế, mà là một hình thức của ngoại giáo cho Kitô hữu.
Về mặt lịch sử có Kitô giáo truyền thống lâu đời với sự phản đối bạo lực, Có lẽ các tác phẩm của Cha Giáo hội là những biểu hiện nổi bật nhất, đã viết bởi Origen: «nhungkẻ thù không bao giờ có thể làm thịt Kitô hữu, ngay cả khi họ có nhiều vị vua và cai trị và các dân tộc áp bức họ, và đó là một lý do cho sự gia tăng số lượng và sức mạnh của các Kitô hữu». Clement xứ Alexandria viết: «Trên tất cả, các Kitô hữu đang không được phép sử dụng bạo lực ». Tertullian cũng lập luận mạnh mẽ chống lại tất cả các hình thức bạo lực, xem xét việc phá thai, chiến tranh và trừng phạt tư pháp cho đến chết như một hình thức giết người. Ba ông này này được coi là Các Giáo Phụ của Giáo hội, hiện đang được thờ phượng bởi cả Giáo hội Công giáo và Chính thống giáo. Một số nhà thờ Thiên Chúa giáo, kêu gọi thay mặt cho các nhà thờ không bạo lực, và kêu gọi sự phản đối lương tâm đối với nghĩa vụ quân sự giờ đã nổi lên như là một phần thiết yếu của đức tin.
Trong thế kỷ XX Martin Luther King đã nêu lên ý tưởng Gandhi về bất bạo động.Kifaa trong thần học của Giáo hội Baptist và chính sách của mình, nổi lên như nhiều hiệp hội và phong trào nữ quyền Công giáo trong các lĩnh vực của chống - bạo lực đối với phụ nữ.
Các nền văn minh đầu tiên trên thế giới là các quốc gia thiêng liêng của Mesopotamia cai trị theo tên của một vị thần hay bởi những người cai trị, những người được xem là thiêng liêng. Những người cai trị, và các linh mục, binh sĩ và quan liêu đã thực hiện ý chí của họ, là một thiểu số nhỏ nắm giữ quyền lực bằng cách bóc lột nhiều người.
Nếu chúng ta chuyển sang nguồn gốc của truyền thống phương Tây, chúng ta thấy rằng trong thời kì Hy Lạp và La Mã không phải tất cả cuộc sống con người được coi là bất khả xâm phạm và đáng được bảo vệ. Người nô lệ và 'người man rợ' không có đầy đủ quyền sống và hy sinh của con người và chiến đấu võ sĩ giác đấu đều được chấp nhận... Luật Sparta yêu cầu trẻ bị biến dạng phải chết; đối với Plato, tội giết trẻ con là một trong những chế tài thường xuyên của Nhà nước lý tưởng; Aristotle coi phá thai là một lựa chọn mang tính mong muốn; và nhà triết học Staic Seneca viết một cách không biện hộ: "Con cháu mà không giống tự nhiên thì chúng tôi phải tiêu diệt, chúng tôi đầm đìa nước mắt khi trẻ em sin yếu và bất thường... Và trong khi có những sai lệch từ những quan điểm..., nó có thể là chính xác để nói rằng hành động như vậy. hầu hết các nhà sử học về đạo đức phương Tây đều đồng ý rằng sự nổi lên của...

W.E.H.Lecky nói rằng Kitô giáo "thành lập một tiêu chuẩn mới, cao hơn bất kỳ thứ gì mà sau đó đã tồn tại trên thế giới..."  nhà đạo đức học Kitô giáo David P. Gushee nói " Các giáo lý về công lý của Chúa Giêsu có quan hệ chặt chẽ với một cam kết đối với sự thiêng liêng của cuộc sống... " 
John Keown, một giáo sư đạo đức Kitô giáo phân biệt học thuyết "thiêng liêng của cuộc sống" và "chất lượng cuộc sống, chỉ nhận giá trị vật chất trong cuộc sống con người, và cách tiếp cận mang tính sống còn, liên quan đến cuộc sống như một giá trị đạo đức tuyệt đối… [ Kewon nói rằng đó là sự thiêng liêng của cách tiếp cận cuộc sống... gắn một giả định có lợi cho việc bảo tồn cuộc sống, nhưng thừa nhận rằng có những hoàn cảnh mà cuộc sống không được bảo vệ bằng mọi giá ", và nó là nền tảng vững chắc cho luật liên quan đến vấn đề cuối đời.

##### Phụ nữ

Jeanne d'Arc là một vị thánh và nữ anh hùng dân tộc người Pháp, chủ đề của nhiều tác phẩm văn học ở châu Âu.

Giáo hội đã ảnh hưởng đến triển vọng xã hội của phụ nữ trên khắp thế giới theo những cách quan trọng, theo một số sử gia như Giovanni Pliny. Trong lịch sử của Kitô giáo, phụ nữ đóng nhiều vai trò trong các tu viện thế tục, Thánh, hoàng hậu, liệt sỹ, y tá, giáo viên và thậm chí là học thuyết của các tổ chức. Như là điều hiển nhiên từ Tin Mừng Thánh Luca, chính Chúa Giêsu có những người là phái nữ.
Trong thần học Kitô giáo bình đẳng cho cả nam và nữ về quyền và nhiệm vụ, dựa trên những lời dạy của Chúa Giêsu về bình đẳng của các giới. Có lẽ những biểu hiện nổi bật nhất của danh dự về các tình trạng của phụ nữ là một vinh dự đặc biệt nhờ Trinh Nữ Maria, hầu hết các nhà thờ và giáo phái của thế giới Kitô giáo, và thần học Một giáo lý nghiên cứu vai trò của Đức Maria trong học thuyết Kitô giáo, còn được gọi là người nghiên cứu Đức mẹ.

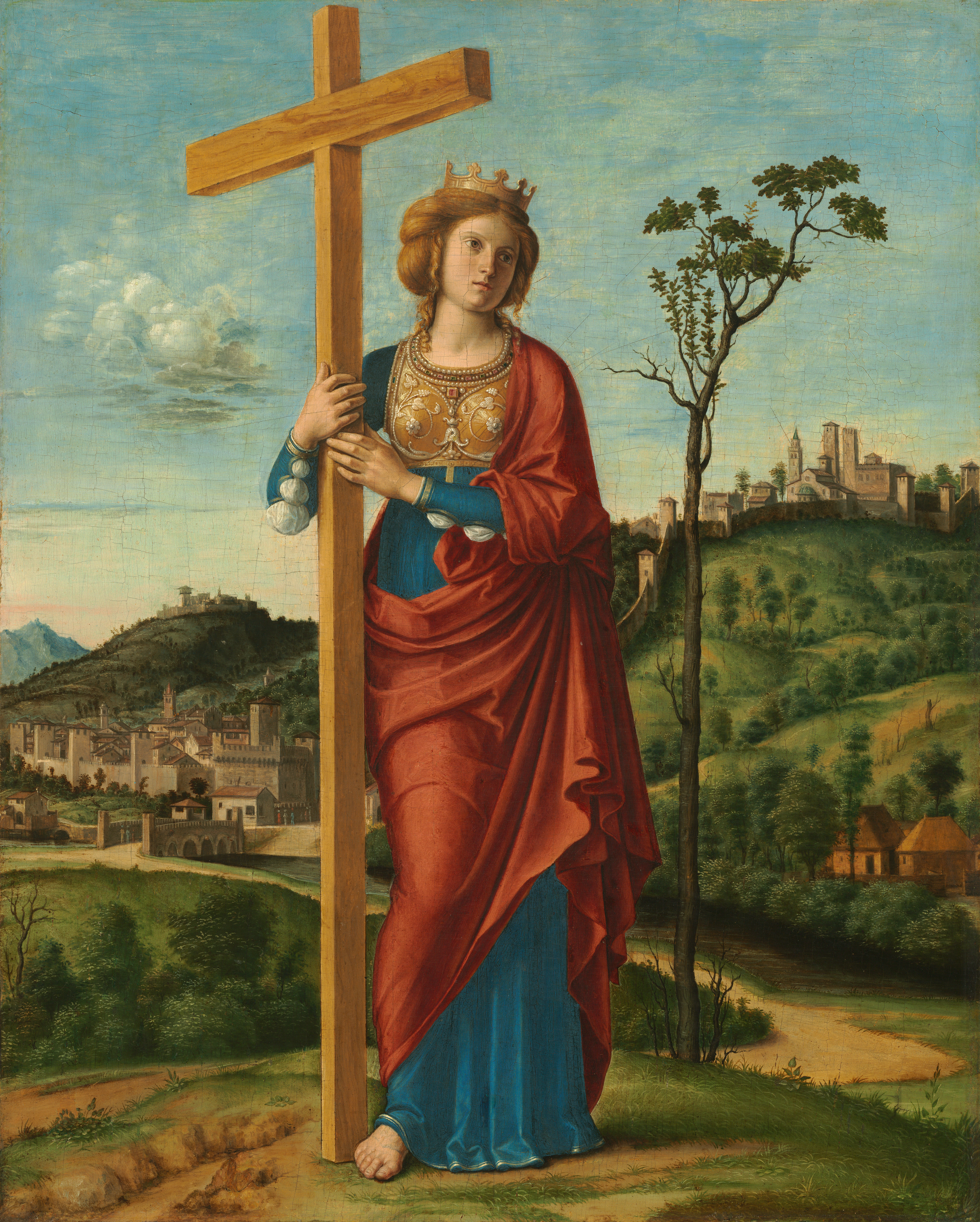
Hoàng hậu Helena: Bà và con trai bà đã tạo ra bước ngoặt trong lịch sử thế giới của Kitô giáo.

Chúng ta nên coi mối quan hệ với các Giáo hội của Đức Trinh Nữ Maria là các mối quan hệ nghĩa tử, mà ảnh hưởng đến vô số các nghệ sĩ trong các hình ảnh về Đức Trinh Nữ Maria, mà đã được đưa ra bởi các chủ đề của bà hay Madonna. Các chủ đề trung tâm của nghệ thuật và âm nhạc phương Tây, về làm mẹ và gia đình, cũng như các hợp nhất của khái niệm từ bi và làm mẹ trong những trái tim của nền văn minh phương Tây, và tin tưởng vô số các nhà nghiên cứu, trong đó có Alistair Makrat; Ngược lại, nó đã ảnh hưởng bởi những câu chuyện Kinh Thánh của các vai trò của Eve trên các nhận thức về của phụ nữ trong các khái niệm phương Tây như một sinh vật "quyến rũ "
Tuy nhiên, nó là không phải không có những lời chỉ trích, như Công giáo và các Giáo hội Chính Thống từ chối để cấp các chức linh mục cho phụ nữ, Công giáo có một số gièm pha của phụ nữ và quyền bình đẳng; nói chung nó không ngăn cản những ảnh hưởng lớn trong các cơ sở Kitô giáo, đặc biệt là trong các dòng tu và làm theo các tổ chức của nó, cũng như có nhiều Thánh trong các nhà thờ.
Có lẽ Thánh Helena, mẹ của Hoàng đế Constantine và thánh Monica, mẹ Augustine, một trong những phụ nữ có ảnh hưởng nhất trong lịch sử giáo hội, nhưng trong những thời Trung Cổ lại tăng quyền lực của phụ nữ là vai trò lãnh đạo nổi bật trong các tu viện như Thánh Clara của xứ Assisi, và thậm chí cả các chính trị gia và các nhà quan sát quân sự, ví dụ như Thánh Joan d'Arc là thánh 'Bổn Mạng của nước Pháp', và Elizabeth I Nữ hoàng của nước Anh, và các giáo phái Tin Lành ở các nước và Công chúa Byzantine Theodora, mà lần lượt hỗ trợ các Thánh Chính thống giáo ở đế chế Byzantine. Trong thế kỷ hai mươi, Giáo hội Công giáo đã được đổi tên Giáo chức nhà thờ phổ thông về ba người phụ nữ là Thánh Têrêsa người Tây Ban Nha sống ở Seville, Catarina thành Siena và nữ tu người Pháp Têrêsa thành Lisieux. Chúng ta cũng nói đến Mẹ Teresa với hững nỗ lực cho công bằng xã hội và giúp tài trợ và giành được giải Nobel Hòa bình.
Kitô giáo phản đối một số thói quen xã hội mà trong việc xem xét đáng chê trách của nó bao gồm cả trẻ sơ sinh nữ, ly dị, loạn luân, chế độ đa thê và không chung thủy trong hôn nhân và sự bình đẳng tội lỗi giữa nam giới và phụ nữ, và phản ánh những biểu hiện của sự bình đẳng của các Giáo hội trong các luật của Giáo hội và của pháp luật với sự tồn tại của sự khác biệt giữa các tình trạng riêng của các nhà thờ khác nhau, nhưng nó được tham gia vào một số luật như các vấn đề về thừa kế, mà ngay cả những người đàn ông và phụ nữ trong phần thừa kế của mình, cũng như trong các trường hợp của ly dị, trong đó có việc giải thể của hôn nhân hoặc bị bỏ rơi, nơi các cha và mẹ chia sẻ chi phí và sự chia sẻ của cải bình đẳng, trừ một số trường hợp đặc biệt. Ruộng vườn ươm cũng được trao cho phụ nữ trong những năm đầu đời.
Rome có một hệ thống đẳng cấp xã hội, với những phụ nữ "không có sự độc lập về mặt pháp lý và không có tài sản độc lập". Cơ đốc giáo ban đầu, như Tiểu phổ lâm ni giải thích trong các bức thư gửi cho Hoàng đế Trajan, có những người từ "mọi lứa tuổi và cấp bậc, và cả hai giới". Các báo cáo Pliny bắt giữ hai phụ nữ nô lệ tuyên bố là 'các thầy trợ tế' trong thập kỷ đầu tiên của thế kỷ thứ hai. Có một nghi thức cho việc phong chức các nữ cảnh sát trong Giáo hoàng La Mã, (một cuốn sách phụng vụ), từ thế kỷ thứ 12. Đối với nữ cảnh sát, nghi lễ lâu đời nhất ở phương Tây xuất phát từ một cuốn sách thế kỷ thứ tám, trong khi các nghi lễ phương Đông đi ngược lại thế kỷ thứ ba và có nhiều nghi lễ hơn.
Tân Ước đề cập đến một số phụ nữ gần gũi với Chúa Giêsu. Có một số tài liệu Tin Mừng của Chúa Giêsu truyền đạt những giáo lý quan trọng và về phụ nữ: cuộc gặp gỡ với người phụ nữ Samarita ở giếng, sự xức dầu của Ngài bởi Đức Maria Bethany, sự ngưỡng mộ công khai của Ngài cho một góa phụ nghèo đã tặng hai đồng tiền cho đền thờ ở Jerusalem, trợ giúp người phụ nữ bị buộc tội ngoại tình, tình bạn của Ngài với Mary và Martha là chị em của Lazaro, và sự hiện diện của Mary Mát-đa-la, mẹ anh, và những người phụ nữ khác khi Ngài bị đóng đinh. Nhà sử học Geoffrey Blainey kết luận rằng "là chỗ đứng của phụ nữ không cao ở Palestine, lòng tốt của Chúa Giêsu đối với họ không phải lúc nào cũng được chấp nhận bởi những người nghiêm chỉnh tôn trọng truyền thống."
Theo nhà tiên tri Kitô giáo Tim Keller, nó đã được phổ biến trong thế giới Hy-La để phơi bày trẻ sơ sinh nữ vì tình trạng thấp của phụ nữ trong xã hội. Nhà thờ cấm các thành viên của nó làm như vậy. Xã hội Hy-La không thấy có giá trị gì ở một người phụ nữ chưa lập gia đình, và do đó nó là bất hợp pháp cho một góa phụ hơn hai năm mà không tái hôn. Kitô giáo đã không ép buộc các góa phụ kết hôn và hỗ trợ họ về mặt tài chính. Những người góa phụ của Pagan đã mất hết quyền kiểm soát tài sản của chồng mình khi họ tái hôn, nhưng nhà thờ cho phép góa phụ duy trì tài sản của chồng. Các Kitô hữu không tin vào sự sống chung. Nếu một người Ki tô giáo muốn sống với một người phụ nữ, nhà thờ yêu cầu hôn nhân, và điều này cho phụ nữ quyền lợi hợp pháp và an ninh lớn hơn nhiều. Cuối cùng, tiêu chuẩn kép của ngoại giáo cho phép người đàn ông kết hôn có tình dục ngoại tình và tình nhân bị cấm.

##### Trẻ em
Trong thế giới cổ đại tội giết trẻ con không hợp pháp nhưng hiếm khi bị truy tố. Có một sự khác biệt lớn giữa việc giết trẻ em và bỏ rơi trẻ em (hành động thứ hai diễn ra rất phổ biến). Nhiều trẻ em bị bỏ rơi đã chết, nhưng nhiều đứa trẻ đã bị những kẻ buôn người nuôi lớn để trở thành nô lệ hay gái mại dâm. Chúng ta không thể xác định được, với bất kỳ mức độ chính xác nào, sự suy giảm của tội giết trẻ con là kết quả của những nỗ lực pháp lý chống lại nó trong đế chế La Mã. "Tuy nhiên, nó có thể được khẳng định một cách an toàn rằng sự công khai của việc buôn bán trẻ em bị phơi nhiễm trở thành không thể dưới ảnh hưởng của Kitô giáo, dù rằng mức độ nghiêm trọng của tội phạm đã tăng lên đáng kể." :31,32

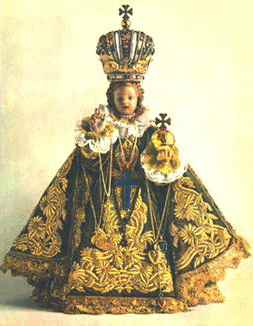
Chúa Giêsu Hài Đồng của Prague.

Trong thế giới cổ đại, ví dụ như trong Đế chế La Mã hay Hy Lạp cổ đại, người ngoại đạo không được coi là tội phạm và được thực hành rộng rãi. Những lý do để sử dụng các hành vi như vậy là vô số như một sự hy sinh cho các vị thần hoặc nếu đứa trẻ là bất hợp pháp, ốm yếu, khuyết tật, hoặc thậm chí là nữ, hoặc gánh nặng cho gia đình nói chung.
Khi Kitô giáo xuất hiện, nó đã bị loại bỏ một cách dứt khoát, dựa trên những lời dạy của các Sứ Đồ và Eldadhi: "Đừng giết những người được sinh ra.". sau đó, ông lên án các giáo phụ của Giáo hội một số của họ đã viết cuốn sách như Tertullian và Athenagoras và những người khác để tố cáo những Almmarasat và cho rằng giết một đứa trẻ là để giết các "tội ác". Năm 318 luật được ban hành tại Constantinople để hình sự hóa chế độ nô lệ.
Như cũng như việc hành động việc giết trẻ sơ sinh ở châu Phi, và Úc, và châu Mỹ. Khi xuất hiện các nhà truyền giáo Kitô giáo lên án và hành động để ngăn chặn sự giết chóc của trẻ em, và là các yếu tố chính đằng sau sự loại bỏ những tập quán giữa các dân tộc theo Kitô giáo.
Về vấn đề phá thai, vì Kitô giáo đã tồn tại đã thực hiện một lập trường chống lại việc phá thai, mặc dù có hay không nói đến trong các Kinh Thánh, nhưng niềm tin trong các hành động giết người bị cấm trong Mười điều răn. Nó bao gồm việc hình sự phá thai từ thời điểm đầu tiên. Tức là, theo quan điểm của nhà thờ, thai nhi được hưởng đầy đủ các quyền của cuộc sống. Vị trí này vẫn là vị trí của đa số giáo phái Kitô giáo và khuyến khích sinh sản, để nó theo ý của cặp vợ chồng, và xem nó như là một "món quà thiêng liêng".
Cho đến thế kỷ 19, đa số các nước có đa số Kitô hữu không cho phép phá thai. Tuy nhiên, khi sự lan truyền của hiện tượng tách biệt tôn giáo khỏi nhà nước, các luật ủng hộ nó bắt đầu lan rộng khắp thế giới phương Tây.

## Đạo đức tình dục
Sử gia Kyle Harper nói 
"...các chiến thắng của Kitô giáo không chỉ thay đổi văn hóa sâu sắc, nó tạo ra một mối quan hệ mới giữa đạo đức tình dục và xã hội... Các di sản của Kitô giáo nằm trong sự tan rã của hệ thống cổ xưa nơi địa vị xã hội và chính trị, quyền lực, và tuyên truyền bất bình đẳng xã hội cho thế hệ tiếp theo về các điều khoản đạo đức tình dục."

:7
Cả người Hy Lạp cổ đại và người La Mã đều quan tâm và viết về đạo đức tình dục trong các thể loại tốt và xấu, thuần khiết và bị ô uế, lý tưởng và vi phạm. Nhưng cấu trúc đạo đức tình dục của xã hội La Mã được xây dựng trên tình trạng, và sự kiêng cữ tình dục có ý nghĩa khác với nam giới hơn là đối với phụ nữ, và đối với người được sinh ra giàu hơn so với người nghèo, và đối với công dân tự do, hơn là đối với người nô lệ - mà những khái niệm về danh dự, sự xấu hổ và sự kiêng cữ tình dục có thể được cho là không có ý nghĩa gì cả.:7 Những nô lệ không được cho là có một cuộc sống đạo đức nội tại bởi vì họ có thể không đi theo xã hội và thường được sử dụng tình dục; tự do và được sinh ra tốt đẹp được cho là để thể hiện danh dự xã hội và do đó có thể thể hiện cảm giác xấu hổ tuyệt vời phù hợp với chỗ dựa của họ. Văn học La Mã cho thấy người La Mã đã nhận thức được những nhị nguyên này.:12,20
Sự xấu hổ là một khái niệm xã hội sâu sắc, ở Rome cổ đại, luôn luôn trung lập theo giới tính và địa vị. "Bạn không đủ khi mà một người vợ chỉ đơn thuần điều chỉnh hành vi tình dục của mình theo những cách được chấp nhận, nàng đã được yêu cầu rằng đức hạnh của nàng trong lĩnh vực này là dễ thấy.": 38 người đàn ông, mặt khác, được phép sống với tình nhân gọi là pallake. Điều này cho phép xã hội La Mã tìm thấy sự kiểm soát của một người chồng về hành vi tình dục của vợ về một vấn đề có tầm quan trọng mãnh liệt và đồng thời thấy quan hệ tình dục của riêng mình với các chàng trai trẻ.:12,20 Kitô giáo tìm cách thiết lập các tiêu chuẩn tình dục bình đẳng cho nam giới và phụ nữ và để bảo vệ tất cả các nô lệ trẻ tự do. Đây là một sự biến đổi trong logic của đạo đức tình dục.:6,7
Các Giáo Phụ đầu tiên ủng hộ chống ngoại tình, đa thê, đồng tính luyến ái, bi quan, loạn dâm, mại dâm trong khi bênh vực cho sự thiêng liêng của hôn nhân. Cơ đốc giáo trung ương cấm khiêu dâm, là một tên duy nhất cho hàng loạt các hành vi tình dục, "va chạm với các hình thức thấm nhuần La Mã, nơi tính hợp pháp của sự tiếp xúc tình dục được xác định chủ yếu theo địa vị. Thánh Phao-lô, có quan điểm thống trị trong thời kỳ đầu Kitô giáo, một không gian dâng hiến, một điểm hòa giải giữa cá nhân và thiêng liêng. Sự hấp dẫn cùng giới đã quyến rũ sự phân biệt của đàn ông và đàn bà ở mức độ sâu thẳm nhất của ham muốn tận cùng của họ. Sự sôi nổi hoặc vị trí - là yếu tố quyết định chính trong hành vi tình dục, là quan trọng. Bằng cách làm nóng hành động tình dục xuống thành phần cơ bản nhất của nam và nữ, Phao-lô đã có thể mô tả văn hóa tình dục xung quanh ông ta trong các thuật ngữ biến đổi.":12,92
Tư tưởng tình dục Kitô giáo là không thể tách rời khỏi khái niệm về tự do của nó. "Trong hình thức ban đầu của nó, tự do Kitô giáo là một tuyên bố vũ trụ - một cuộc tranh luận về mối quan hệ giữa công lý của Thiên Chúa và cá nhân... như Kitô giáo đã trở nên đan xen với xã hội, cuộc thảo luận đã chuyển sang tiết lộ những tâm lý thực sự của sự mong muốn và những khó khăn vật chất về hành động tình dục... Mối quan tâm cấp bách của nhà thờ với những nơi hoài nghi đặt triết học Kitô giáo trong các dòng sống động nhất của triết học đế quốc Hy Lạp-La Mã [nơi] các Kitô hữu chính thống cung cấp một phiên bản đặc biệt hoàn toàn của nó.":14 Người Hy Lạp và người La Mã nói rằng đạo đức sâu sắc nhất của chúng ta phụ thuộc vào vị trí xã hội của chúng ta. Đó là một cuộc cách mạng trong các quy tắc về hành vi, nhưng cũng trong chính hình ảnh của con người như một dục vọng, tự do, yếu đuối và tự chịu trách nhiệm về chính bản thân mình đối với Thiên Chúa một mình. một cuộc cách mạng về bản chất của tuyên bố của xã hội đối với tác nhân đạo đức... Có những rủi ro trong việc ước lượng quá mức sự thay đổi trong các mô hình cũ Cơ đốc giáo có thể bắt đầu mang lại; nhưng cũng có những rủi ro khi đánh giá thấp Kitô giáo như một nguyên nhân.":14–18

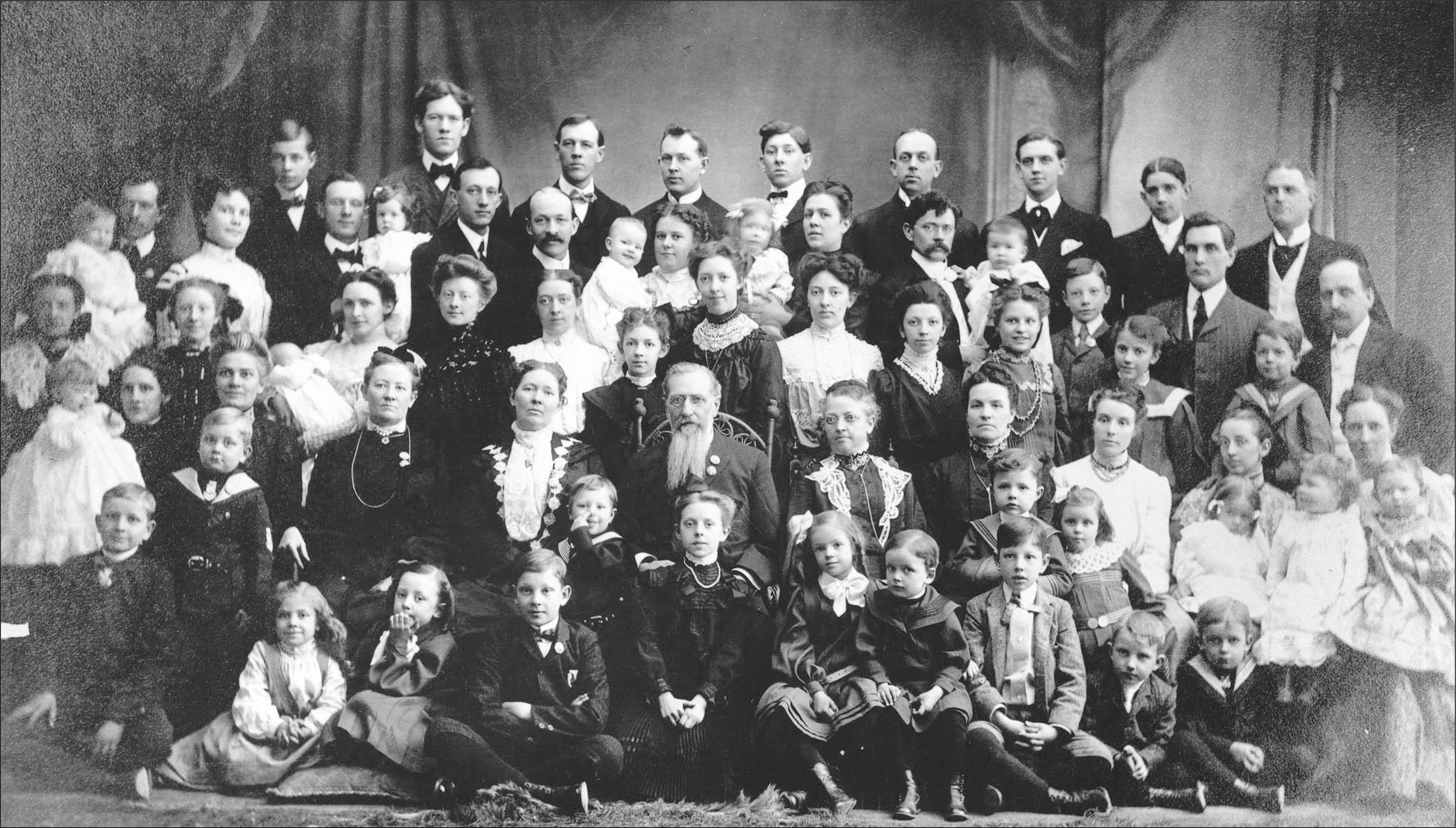
Gia đình Joseph Smith là người sáng lập Giáo hội Các Thánh Hữu Ngày Sau của Chúa Giê Su Ky Tô, một giáo phái Kitô giáo thực hành đa thê.

Giáo hội cũng nâng tầm quan trọng của sự trinh tiết.
Đa thê không được coi là một hình thức kết hôn được chấp nhận trong Kitô giáo. Trong Tân Ước, Chúa Giêsu kêu gọi sự hợp nhất hôn nhân, và hầu hết các giáo phái Kitô giáo ngày nay đều từ chối đa thê. Mặc dù có một số giáo phái đa thê như Mormon. Quan điểm của Giáo hội về sự hợp nhất của hôn nhân đã ảnh hưởng đến luật pháp phương Tây. Hầu hết các nước phương Tây không chấp nhận bất kỳ hình thức đa thê nào.
Năm 360 Hoàng đế Theodosius I bị buộc tội đồng tính luyến ái, dựa trên sự lên án Tân ước. Hình phạt đối với người đồng tính sau đó đã được áp dụng, và tình hình tiếp tục cho đến năm 1861 với sự bắt đầu tách biệt tôn giáo khỏi nhà nước.
Nó vẫn là Giáo hội Công giáo, Giáo hội Chính thống, và phần lớn các nhà thờ Tin lành đều lên án đồng tính luyến ái, và xem xét tình dục đồng giới là một tội lỗi. Giáo hội Công giáo cấm các bí tích cho người đồng tính, và không cho phép những người đàn ông và phụ nữ đồng tính vào tu viện.
Giáo hội Công giáo cấm cuộc hôn nhân của các linh mục, với một ngoại lệ trong các Giáo hội Công giáo phương Đông, miễn là nó được thực hiện trước khi bí tích được nhận. Các nhà sư nguyện thề, khiết tịnh, vâng phục và nghèo đói. Trong khi các nhà thờ chính thống Đông phương cho phép các linh mục kết hôn và áp đặt sự trinh tiết cho các tu sĩ, cũng giống như các nhà thờ Tin Lành truyền thống, Tin Lành không chính thống không có bí tích chức tư tế.

## Hôn nhân và cuộc sống gia đình

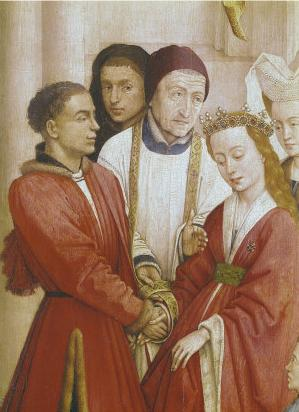
"Vì vậy, những gì Thiên Chúa đã làm để không để con người cô đơn." (Phúc Âm Mátthêu 19:6) Matrimony, Bảy Bí tích, Rogier van der Weyden (La Hi Nhĩ · Phạm Đức Ngụy đăng), ca. 1445.

Các giáo lý của Giáo hội cũng đã được sử dụng để "thiết lập [...] tình trạng của phụ nữ theo luật". Đã có một số cuộc tranh luận về việc liệu Giáo hội đã cải thiện tình trạng của phụ nữ hay cản trở tiến bộ của họ.

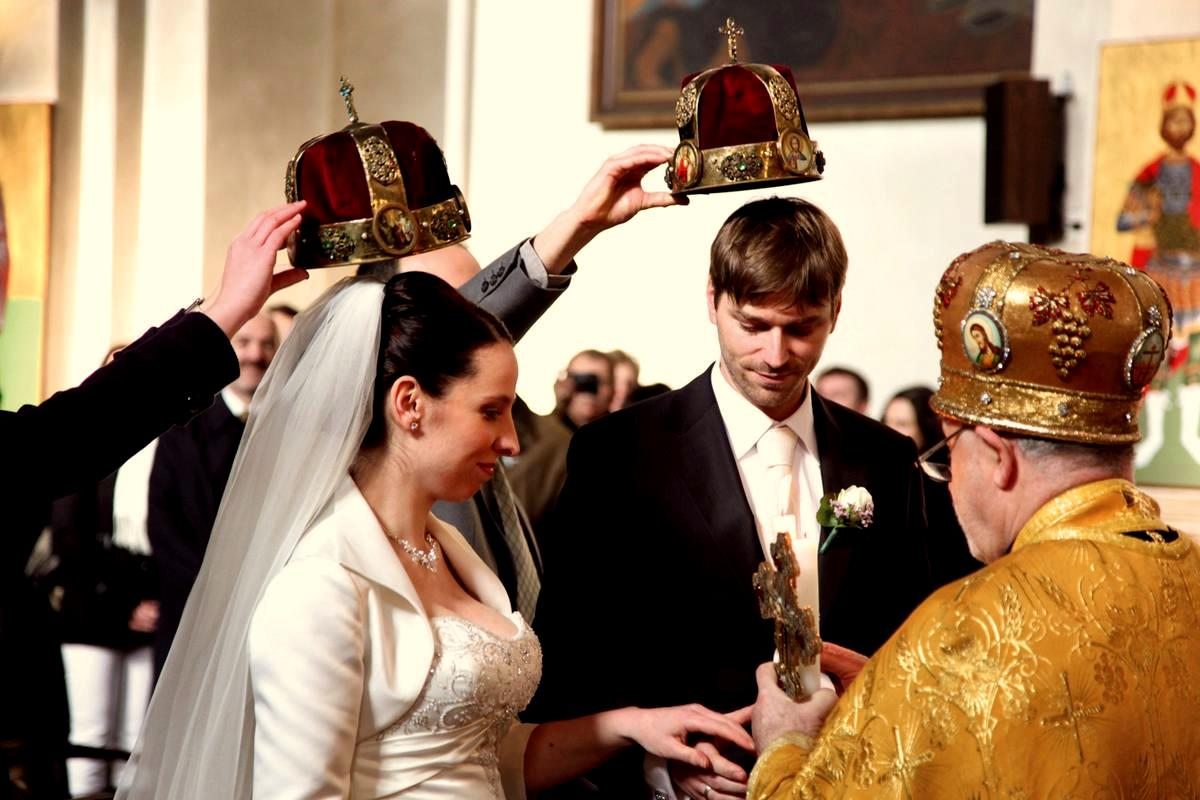
Đám cưới chính thống, Nhà thờ Ss. Cyrill và Methodius, Prague, Cộng hòa Séc..

Từ đầu thế kỷ thứ mười ba, Giáo hội chính thức công nhận hôn nhân giữa một người đàn ông và phụ nữ làm phép báp têm tự do là bí tích—một dấu hiệu bên ngoài truyền đạt một món quà đặc biệt về tình yêu của Đức Chúa TrờiCông đồng Florence (Phật La Luân Tư) vào năm 1438 đã đưa ra định nghĩa này, sau tuyên bố Giáo hội trước năm 1208, và tuyên bố rằng giao hợp tính dục là một sự tham gia đặc biệt trong sự kết hợp của Chúa Kitô trong Giáo hội. Tuy nhiên, những người Thanh giáo, trong khi đánh giá cao các tổ chức, xem hôn nhân như là "dân sự", chứ không phải là một vấn đề "tôn giáo", là "dưới thẩm quyền của tòa án dân sự". Điều này là do họ không tìm thấy tiền lệ kinh thánh cho các giáo sĩ thực hiện các nghi lễ hôn nhân. Hơn nữa, hôn nhân được cho là để "cứu vãn nhục dục" 
cũng như bất kỳ mục đích tâm linh nào.
Trong thời kỳ Cải cách Kháng nghị, Martin Luther và John Calvin phủ nhận Bí tích Hôn phối. Sự nhất trí này đã bị phá vỡ tại Hội nghị Lambeth 1930  , cuộc họp bốn năm một lần về sự hiệp thông Anh giáo trên toàn thế giới — tạo ra các phe phái trong giáo phái đó.
Tình dục trước hôn nhân không phải là điều cấm kỵ trong Giáo hội Anh giáo cho đến khi "Đạo luật Hôn nhân Hardwicke năm 1753, lần đầu tiên quy định rằng tất cả mọi người ở Anh và xứ Wales phải kết hôn trong nhà thờ giáo xứ của họ" Trước đó, " hôn nhân bắt đầu vào thời điểm xảy ra đám cưới, khi các cặp vợ chồng sống và ngủ chung với nhau... Quá trình bắt đầu tại thời điểm Đạo luật Hardwicke tiếp diễn trong suốt những năm 1800, với sự kỳ thị bắt đầu gắn liền với sự bất hợp pháp."
Kinh sách trong Tân Ước nói về tình dục là rất nhiều, bao gồm Công đồng Jerusalem (Acts 15), tình dục vô đạo đức, tình yêu thiêng liêng (1 Corinthians 13), tự cho lẫn nhau (1 Corinthians 7), thành viên thân thể giữa Chúa Kitô và giữa vợ chồng (1 Corinthians 6:15–20) và danh dự so với sự không hài lòng về ngoại tình (Hebrews 13:4).

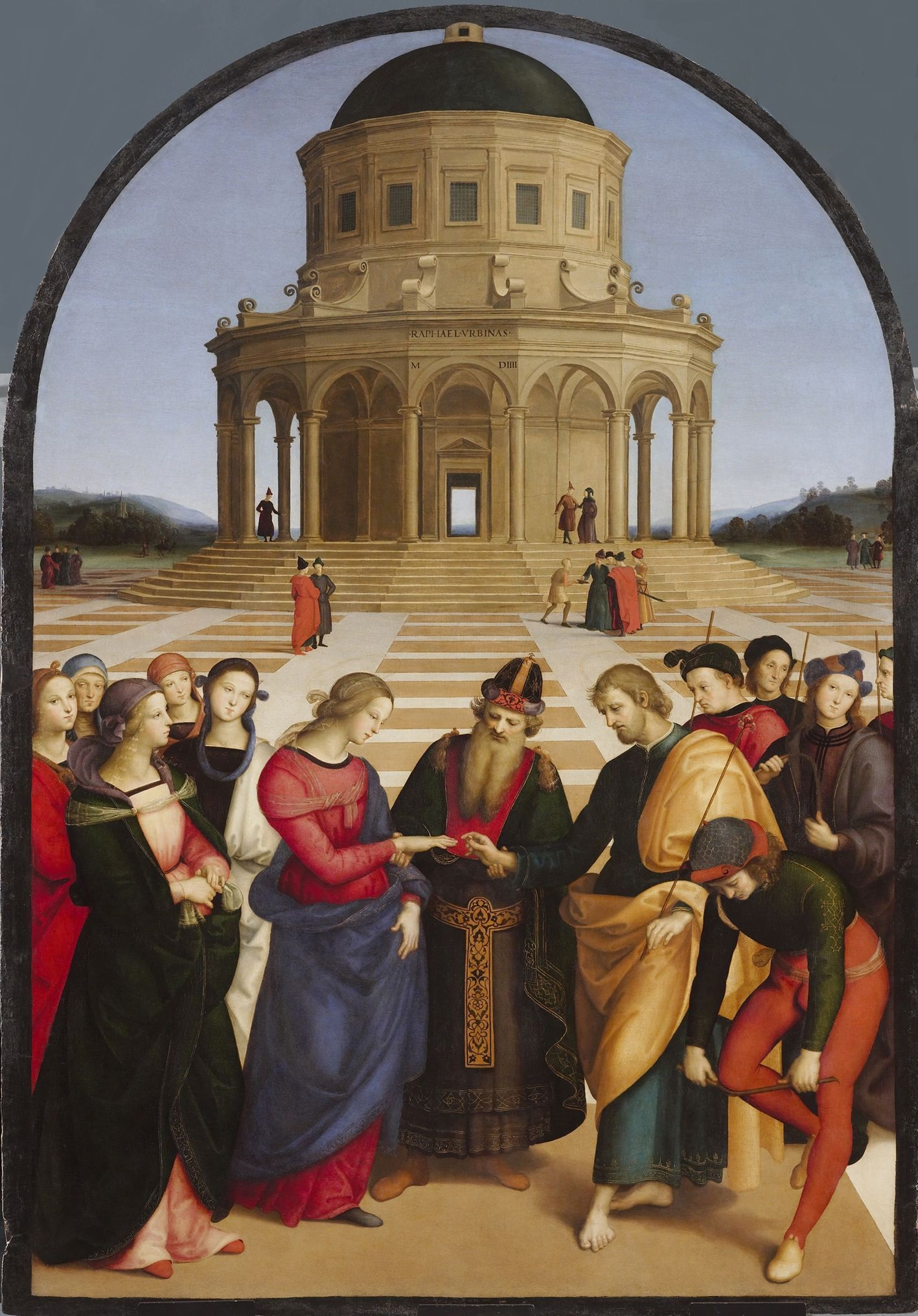
Một bức tranh nói về đám cưới Đức Trinh Nữ Maria và Thánh Giuse.

Henry VIII của Anh là trường hợp ly hôn nổi tiếng nhất trong lịch sử phương Tây.

Kitô giáo đã nâng cao giá trị của hôn nhân và gia đình. Theo lời dạy của Giáo hội, gia đình là đơn vị trung tâm của cộng đồng Kitô hữu, và theo nghĩa Cơ-đốc giáo, đó là một hội thánh nhỏ. Giáo hội đã vun vén hôn nhân và coi đó là bí mật của bảy bí tích vì nó tạo nên nền tảng của gia đình, Một thân thể. Kinh Thánh cũng khuyến khích kết nối quan hệ họ hàng và gia đình. Cũng như những câu thơ kêu gọi sự vâng lời cha mẹ và từ thiện với họ.
Ví dụ, Erik Kaufmann tuyên bố rằng các Kitô hữu đã phát triển một hệ thống xã hội hiệu quả trong ánh sáng của Kinh Thánh. Không giống như người ngoại giáo, các Kitô hữu chăm sóc cho bệnh nhân của họ trong thời gian dịch bệnh cũng như cho người tàn tật và ốm yếu, cũng như tầm quan trọng của sự chân thành của nam giới Trong hôn nhân và sự đoàn kết của cuộc hôn nhân này, tạo ra một loại gia đình ổn định La Mã và tạo những tín hữu mới dưới sự ổn định này sinh con và nuôi dạy thêm nhiều trẻ em, ngoài sự tồn tại của đời sống xã hội, phân biệt giữa các thành viên của cộng đồng. Đối với một người và bạn tình thường trực của họ với nhau.
Tác động của Kitô giáo lên kế hoạch hóa gia đình đã bị mờ đi. Trong thời đại Byzantine, quyền lực của người đứng đầu gia đình gần như biến mất. Nơi mà pháp luật ban cho con trai một biện pháp độc quyền hợp pháp. Người cha bị cấm giết con mình và bị thay thế bằng kỷ luật. Quyền thừa kế và cấp dưỡng được dựa trên huyết thống, cho dù thông qua một mối quan hệ được coi là hợp pháp bởi Giáo hội hay không. Các tác phẩm của Tân ước và Giáo Phụ đã xác định vai trò của mỗi thành viên trong gia đình và giao cho họ một số quyền và nghĩa vụ nhất định: người cha là trách nhiệm chính trong việc chăm sóc gia đình, người mẹ tôn trọng và chăm sóc cho gia đình và giúp chồng, và các trẻ em tôn trọng cha mẹ
Mặt khác, luật La Mã đã đưa ra nhiều nguyên tắc, trong hệ thống gia đình, từ ảnh hưởng của Kitô giáo. Trong số này có những mâu thuẫn về hôn nhân được giới thiệu trong thời kỳ Byzantine, chẳng hạn như cấm kết hôn giữa người Kitô hữu và người không phải Kitô hữu, dựa trên Kinh Thánh, và giữa cô gái và người đàn ông chịu phép báp têm. cha, cho người phụ nữ quyền được nhận nuôi nếu không có con, làm pháp lý hoặc cải chính gốc.

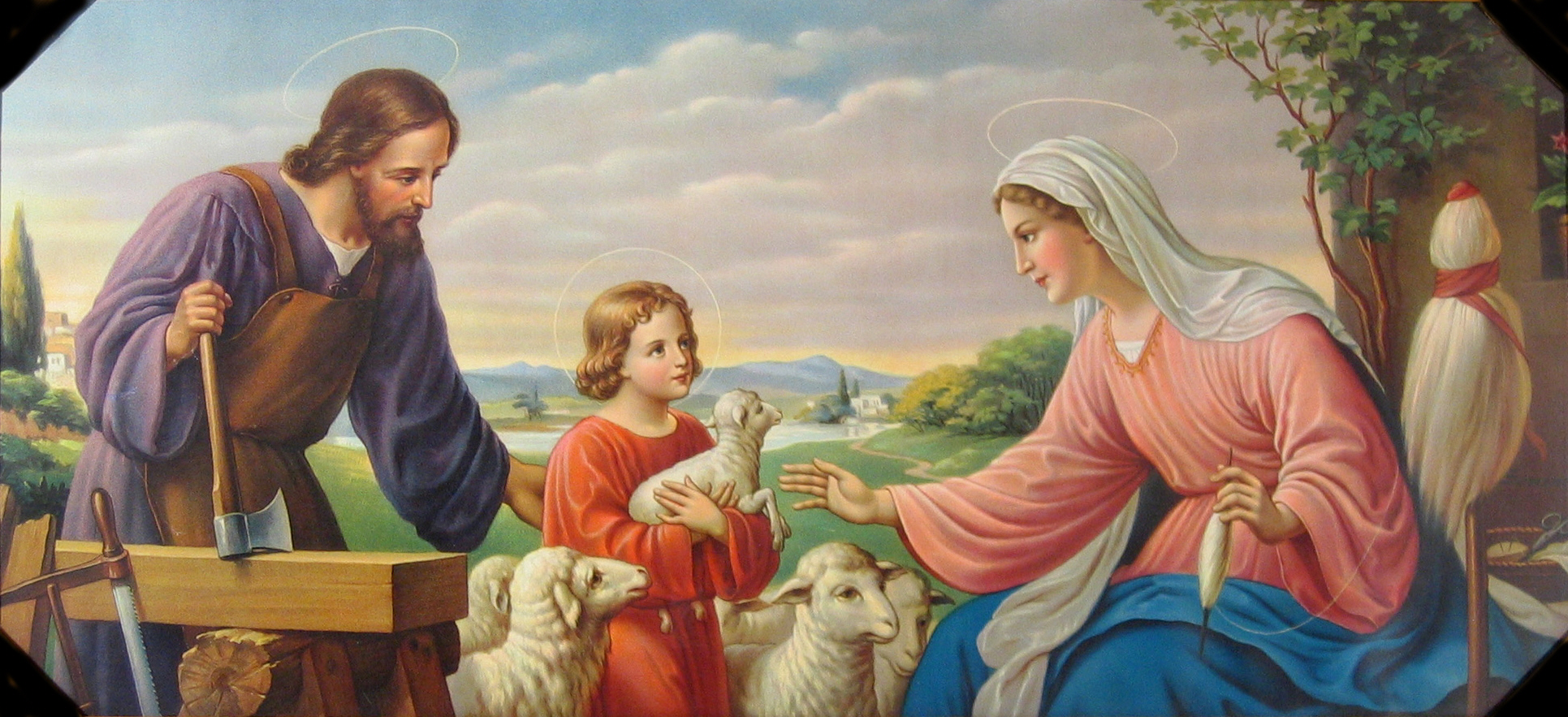
Gia đình Hội Thánh, Giáo hội bảo vệ các giá trị gia đình truyền thống.

Các nguyên tắc của hôn nhân Kitô giáo được xem như một mối quan hệ vĩnh cửu. Vì vậy, rất khó để có được một ly hôn vì hôn nhân là một hợp đồng không thể huỷ ngang đường được. Luật kinh điển có quyền ly hôn bởi nhiều hạn chế nhưng chưa bị bãi bỏ. Một trong những trường hợp ly hôn nổi tiếng nhất trong lịch sử phương Tây là trường hợp ly hôn của Henry VIII của nước Anh với Catherine Aragon vào năm 1534, dẫn đến việc thành lập Giáo hội Anh giáo sau khi Đức Giáo hoàng từ chối chấp nhận li dị. Trong lịch sử, luật pháp phương Tây đã cấm ly hôn và điều này đã thay đổi chỉ với sự bắt đầu của việc tách biệt tôn giáo khỏi nhà nước và sự phát triển của hôn nhân dân sự. Một trong những quốc gia cuối cùng cấm ly dị là Malta cho đến năm 2011 Một số nhà thờ Tin Lành cho phép ly dị liên hệ giữa hai nhà thờ, vì họ không được nhìn thấy bí mật.
Kitô giáo có vẻ phức tạp hơn đối với hôn nhân giữa người thân ở hai tôn giao khác, Do Thái giáo và Hồi giáo, mặc dù có sự khác biệt đáng kể giữa các trường phái Kitô giáo khác nhau, nói chung có thể không phải là anh em họ hôn nhân ngay lập tức. và hoàn cảnh hấp dẫn. Có lẽ một số giáo phái Tin Lành khoan dung nhất trong lĩnh vực này.

### Đế quốc La Mã
Cấu trúc xã hội trước và vào lúc bình minh của Kitô giáo trong Đế quốc La Mã cho rằng phụ nữ kém hơn nam giới về mặt trí tuệ và thể chất và "phụ thuộc tự nhiên". Phụ nữ Athena được phân loại hợp pháp là trẻ em bất kể tuổi tác và là "tài sản hợp pháp của một số người đàn ông ở mọi giai đoạn trong cuộc đời của cô." Phụ nữ trong đế chế La Mã đã bị hạn chế quyền pháp lý và không thể vào nghề. Tội giết trẻ gái và phá thai đã được thực hành bởi tất cả các lớp học. Trong cuộc sống gia đình, đàn ông có thể có "những người yêu, gái mại dâm và vợ lẽ" nhưng những người vợ tham gia vào các vấn đề ngoại tình được coi là phạm tội tà dâm. Nó không phải là hiếm đối với phụ nữ ngoại giáo để kết hôn trước tuổi dậy thì và sau đó buộc phải hôn nhân quá xá với cô ấy nhiều hơn. Người chồng có thể ly dị vợ của họ bất cứ lúc nào chỉ đơn giản bằng cách bảo vợ rời đi; vợ không có khả năng ly dị chồng bằng cách tương tựtương tự.
Các Giáo Phụ đầu tiên ủng hộ chống đa thê, phá thai, tội giết trẻ em, ngược đãi trẻ em, đồng tính luyến ái, Sự mặc quần áo của giới tính khác như một khuynh hướng tình dục, và loạn luân. Mặc dù một số lý tưởng Kitô giáo đã được chấp nhận bởi Đế quốc La mã, có rất ít bằng chứng để liên kết hầu hết các luật này với ảnh hưởng của Giáo hội. Sau khi Đế quốc La Mã chấp nhận Kitô giáo là tôn giáo chính thức, tuy nhiên, mối liên hệ giữa giáo lý Cơ Đốc giáo và luật gia đình La Mã trở nên rõ ràng hơn.
Ví dụ, Giáo hội dạy rất nhiều ảnh hưởng đến khái niệm pháp lý của hôn nhân. Trong thời kỳ Cải cách Gregori, Giáo hội đã phát triển và lập một quan điểm về hôn nhân như một bí tích. Khi bắt đầu từ các tiêu chuẩn xã hội, luật của Giáo hội yêu cầu sự đồng ý của cả hai bên trước khi một cuộc hôn nhân có thể được thực hiện  và thiết lập tuổi tối thiểu để kết hôn. Độ tuổi kết hôn với một bí tích cũng khiến cho công đoàn trở thành một hợp đồng ràng buộc, với những sự ly hôn được giám sát bởi các nhà chức trách Giáo hội. Mặc dù Giáo hội từ bỏ truyền thống để cho phép phụ nữ có quyền như nam giới để kết thúc một cuộc hôn nhân, trong thực tế, khi một lời buộc tội không chung thủy được thực hiện, đàn ông được ly hôn thường xuyên hơn phụ nữ.

### Thời kỳ Trung cổ
Theo nhà sử học Shulamith Shahar, các nhà sử học cho rằng Giáo hội đóng một vai trò đáng kể trong việc tăng thêm tình trạng kém cỏi của phụ nữ trong xã hội trung cổ nói chung "bằng cách cung cấp một" biện minh đạo đức "cho ưu thế của nam giới và bằng cách chấp nhận thực hành như việc đáan đậâ vợph. Mặc dù các luật này, một số phụ nữ, đặc biệt là các viện mẫu, tăng quyền hạn mà không bao giờ có sẵn cho phụ nữ trong xã hội La Mã hoặc Đức.
Mặc dù những giáo lý này đã khuyến khích các nhà chức trách thế tục cung cấp cho phụ nữ ít quyền hơn nam giới, họ cũng giúp hình thành khái niệm bộ quy tắc hiệp sĩ. Bộ quy tắc hiệp sĩ bị ảnh hưởng bởi thái độ mới của Giáo hội đối với Đức Maria, mẹ của Chúa Giêsu. Điều này "bất thường về bản chất của phụ nữ" được chia sẻ bởi hầu hết các tôn giáo lớn trong thế giới phương Tây.

## Nô lệ
Giáo hội ban đầu chấp nhận chế độ nô lệ như là một phần của xã hội Hy-La, giáo hội hoạt động chủ yếu cho việc xử lý nhân đạo việc nô lệ mà còn kêu gọi nô lệ hành xử phù hợp với các ông chủ của họ. Sử gia Glenn Sunshine nói, "Kitô hữu là những người đầu tiên trong lịch sử phản đối chế độ nô lệ một cách có hệ thống. Các Kitô hữu đầu tiên mua nô lệ trên thị trường chỉ đơn giản là nhằm giải phóng họ khỏi ách nô lệ. Sau đó, trong thế kỷ thứ bảy, người Frank..., dưới ảnh hưởng của nữ hoàng Kitô giáo, Bathilde, đã trở thành vương quốc đầu tiên trong lịch sử bắt đầu quá trình cấm chế độ nô lệ... Vào những năm 1200, Thomas Aquinas tuyên bố chế độ nô lệ là tội lỗi. xúc phạm giáo hoàng."
Trong thời kỳ Trung cổ thời kỳ đầu, các Kitô hữu đã dung thứ nô lệ của những người không phải Kitô hữu. Vào cuối thời Trung cổ, việc nô lệ các Kitô hữu đã được giảm thiểu phần nào với sự tăng mạnh của nông nô ở châu Âu, mặc dù chế độ nô lệ hoàn toàn tồn tại ở các thuộc địa châu Âu ở các nơi khác trên thế giới. Một số giáo hoàng đã đưa ra những giáo chỉ của giáo hoàng lên án sự ngược đãi của những người Mỹ bản địa bị nô lệ; những điều này phần lớn bị bỏ qua. Trong giáo chỉ năm 1839 của Ngài In supremo apostolatus, Đức Giáo hoàng Giáo hoàng Grêgôriô XVI lên án tất cả các hình thức nô lệ; tuy nhiên, một số giám mục người Mỹ vẫn tiếp tục ủng hộ chế độ nô lệ trong nhiều thập kỷ. Trong giáo chỉ mang tính lịch sử này, Đức Giáo hoàng Gregory đã vạch ra sự tổng kết của ông về tác động của Giáo hội đối với chế độ nô lệ cổ đại, bắt đầu bằng việc thừa nhận rằng những Vị Sứ Đồ đầu tiên đã dung thứ nô lệ nhưng đã kêu gọi các chủ nô "hành động tốt đối với nô lệ của họ... biết rằng tổ tiên chung cả bản thân họ và của nô lệ đều ở trên thiên đàng, và rằng với Ngài không có sự phân biệt của những người ". Gregory tiếp tục thảo luận về sự tham gia của các Kitô hữu và chống lại chế độ nô lệ qua các thời đại:
| “ | Trong quá trình thời đại, sương mù của mê tín ngoại giáo bị tiêu tan hoàn toàn hơn và cách cư xử của những người man rợ đã được làm dịu, nhờ đức tin do từ thiện điều hành, cuối cùng nó xuất hiện, từ vài thế kỷ, không còn nô lệ nữa số lượng lớn ở các quốc gia Kitô giáo. Nhưng - Chúng ta nói với nỗi buồn sâu thẳm - đã được tìm thấy ngay sau đó trong số những người đàn ông trung thành, bị mù quáng bởi mong muốn đạt được sự bẩn thỉu, ở các nước cô đơn và xa xôi, đã không ngần ngại giảm bớt nô lệ người da đỏ, tiêu cực và những người khốn khổ khác, hoặc người nào khác, bằng cách thiết lập hoặc phát triển thương mại ở những người đã bị người khác biến thành nô lệ, để ủng hộ các việc hành động không xứng đáng của họ. Chắc chắn nhiều Giáo hoàng La Mã có trí nhớ vinh quang, Tổ tiên của chúng ta, đã không thất bại, theo các nhiệm vụ phụ trách của họ, để đổ lỗi cho cách thức hành động nguy hiểm này đối với phúc lợi tâm linh của những người tham gia vào và một sự xấu hổ với tên Cơ-Đốc Nhân; họ đoán trước điều đó là kết quả của việc này, những người vô đạo đức sẽ ngày càng được củng cố trong lòng căm thù của họ về Tôn giáo thật sự. | ” |

Trong thời Trung Cổ, thái độ này đã thay đổi. Giáo hội phản đối việc nô lệ các Cơ đốc nhân; vào cuối thời Trung Cổ, hiện tượng nô lệ ở châu Âu đã biến mất, và sau đó là bắt đầu của thời đại thăm dò. Việc buôn bán nô lệ ở các thuộc địa châu Âu phát triển mạnh mẽ, kèm theo điều trị bệnh. Nhiều giáo hoàng, đáng chú ý là Phao-lô III, đã ban hành các chính sách nhỏ của giáo hoàng tố cáo việc lạm dụng người Mỹ bản xứ bị bắt làm nô lệ, nhưng họ đã bị lờ đi. Năm 1537, Đức Giáo hoàng Phaolô III đã ban hành một ấn phẩm cách mạng kêu gọi sự tôn trọng quyền của người dân bản địa, tuyên bố họ là con người.
Tu sĩ Francesco de Virita đã giải quyết các luật lệ của chế độ nô lệ và các hành vi lạm dụng của chính quyền Tây Ban Nha chống lại Ấn Độ.

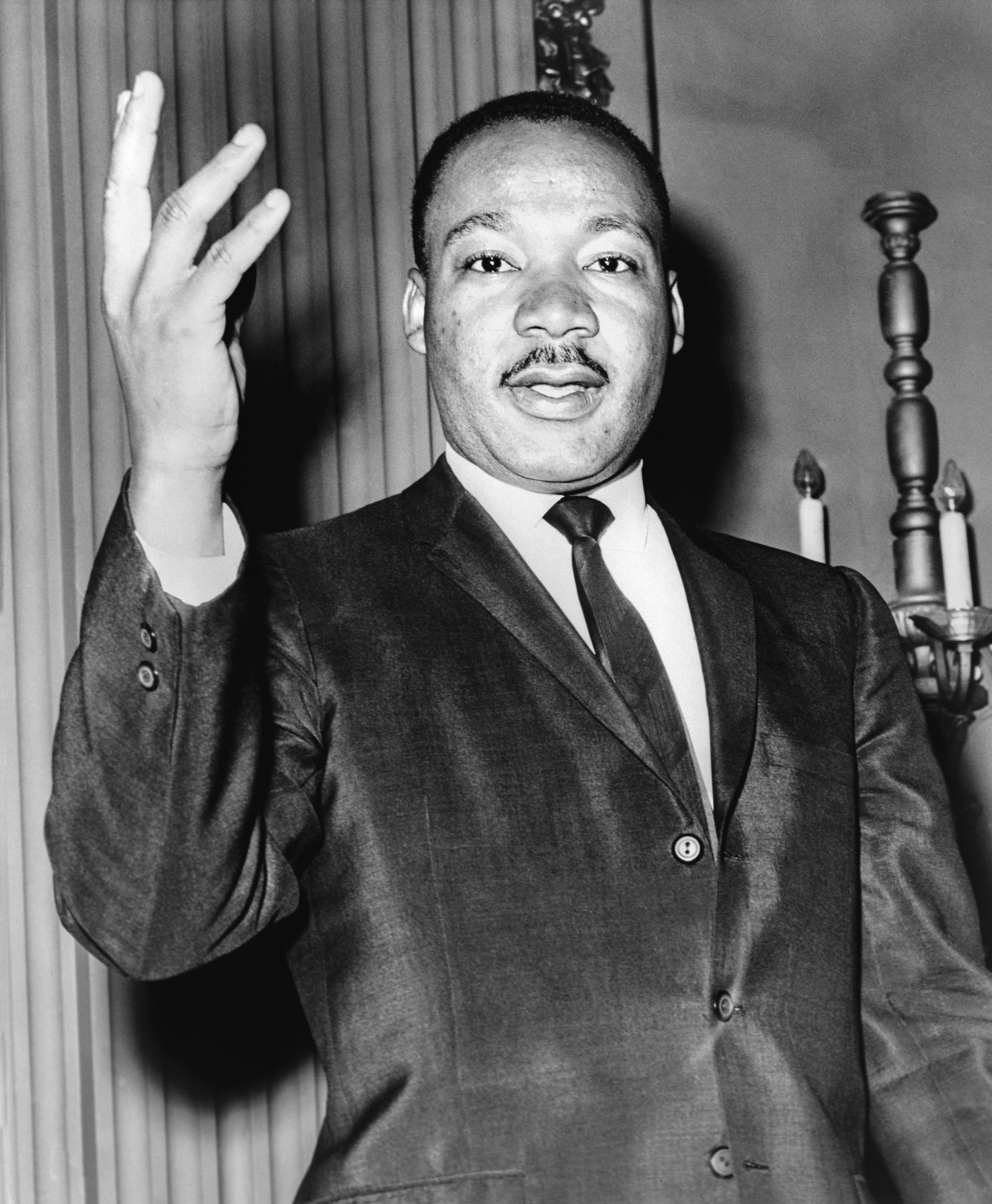
Martin Luther King, một nhà hoạt động linh mục và nhân quyền, đã yêu cầu chấm dứt phân biệt chủng tộc.

Rodney Stark lập luận thế giới trong xã hội học về tôn giáo trong cuốn sách của ông "Vì vinh quang của Thiên Chúa", rằng Kitô giáo nói chung và Tin Lành nói riêng đã giúp chấm dứt chế độ nô lệ ở mọi nơi trên thế giới, và chia sẻ nó cho các nhà nhà sử học tại Đại học Yale, khi các tác giả này chỉ ra rằng các Kitô hữu coi chế độ nô lệ như một tội lỗi chống lại nhân loại theo niềm tin tôn giáo của họ. Vào cuối thế kỷ 17, các giáo phái Tin Lành như các giáo phái Do Thái bắt đầu chỉ trích chế độ nô lệ. Nhiều lời chỉ trích tương tự cũng được chỉ huy bởi Hiệp hội Bạn bè Tôn giáo, Mennonites, và chế độ nô lệ AmishAgainst, "Uncle Tom's Cabin" của Herit Stau, mà bà viết "theo niềm tin Kitô giáo" vào năm 1852, có thể đã lặp lại những lời chỉ trích về chế độ nô lệ. Hiệp hội những người bạn tôn giáo là một trong những tổ chức tôn giáo chống chế độ nô lệ đầu tiên. John Wesley, người sáng lập của Phong trào Giám Lý, cũng đóng một vai trò trong việc bắt đầu phong trào giải phóng khỏi chế độ nô lệ như một phong trào phổ biến.
Ngoài việc giúp giải phóng chế độ nô lệ từ cộng đồng Tin Lành và Công giáo, một số Kitô hữu đã nỗ lực nhiều hơn đối với sự bình đẳng chủng tộc và góp phần vào phong trào dân quyền. Tổ chức người Mỹ gốc Phi có vai trò quan trọng với nhà sinh vật học Kitô giáo trong các nhà thờ đen, đóng vai trò quan trọng và cơ bản trong phong trào dân quyền. Các Kitô hữu nổi tiếng nhất đóng vai trò trong phong trào dân quyền là Martin Luther King, một mục sư của Giáo hội Báp-tít, lãnh đạo Phong trào Dân quyền Hoa Kỳ và chủ tịch Hội nghị Lãnh đạo Cơ đốc miền Nam, một tổ chức Cơ đốc giáo chủ trương dân quyền.

### Châu Mỹ Latinh

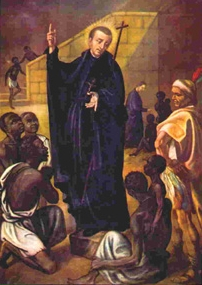
Thánh Phêrô Claver đã làm việc để giảm bớt sự đau khổ của nô lệ châu Phi đến Nam Mỹ.

Về phụ nữ, chủ yếu là Người da đỏ theo Ki Tô giáo đã chuyển thành những người ủng hộ chính của Giáo hội Mỹ Latinh. Trong khi quân đội Tây Ban Nha được biết đến vì đối xử tàn tệ với đàn ông và phụ nữ da đỏ, các nhà truyền giáo Công giáo được cho là đã nỗ lực hết mình để khởi xướng luật bảo vệ cho người da đỏ và chiến đấu chống lại thân phận nô lệ của họ. Điều này bắt đầu từ sau 20 năm kể tử lúc người châu Âu phát hiện ra tân thế giới vào năm 1492 - vào tháng 12 năm 1511, Antonio de Montesinos, một tu sĩ dòng Đa Minh, công khai chỉ trích các nhà cai trị Tây Ban Nha đảo Hispaniola (Y Tư Mạt Ni Áo Lạp) vì "sự độc ác và bạo ngược" của họ trong việc đàn áp người bản xứ Mỹ. Sau đó, Vua Ferdinand (Phí Nhĩ Nam Đa) ban hành Luật Burgos và Valladolid để trả lời. Vấn đề đó đã dẫn đến một cuộc khủng hoảng lương tâm ở Tây Ban Nha thế kỷ 16. Việc lạm dụng đàn áp người da đỏ của chính quyền Tây Ban Nha bị chỉ trích bởi các nhà truyền giáo Công giáo như Bartolomé de Las Casas (Ba Thác Lạc Mai · Đức Lạp Tư · Tạp Tát Tư) và Francisco de Vitoria (Phất Lãng Tây Tư Khoa · Duy Đa Lợi Á) tố cáo, dẫn đến tranh luận về bản chất nhân quyền và sự ra đời của luật pháp quốc tế hiện đại. Việc thực thi các luật này là rất lỏng lẻo, và một số sử gia đổ lỗi cho Giáo hội vì không làm đủ để giải phóng người da đỏ; những người khác cho rằng Giáo hội là tiếng nói duy nhất được đại diện cho những người bản địa."
Chế độ nô lệ và sự hy sinh của con người đều là một phần của văn hóa Mỹ Latinh trước khi người châu Âu đến. Nô lệ lần đầu tiên được bãi bỏ bởi Giáo hoàng Phaolô III trong năm 1537 ở tác phẩm Sublimis Deus nói rằng "linh hồn của họ bất tử như những người châu Âu" và họ không nên bị cướp bóc và biến thành nô lệ. Mặc dù những sắc lệnh này có thể có một số tác dụng có lợi, nhưng chúng bị hạn chế về phạm vi. Các thuộc địa châu Âu chủ yếu được điều hành bởi các tướng quân sự và được bổ nhiệm rất sang trọng, người ta hiếm khi dừng lại để xem xét giáo lý của nhà thờ khi hình thành chính sách hoặc thực thi quy tắc của họ. Ngay cả sau khi độc lập, thành kiến thể chế và sự bất công đối với người dân bản địa tiếp tục phát triển vào thế kỷ XX. Điều này đã dẫn đến việc hình thành một số phong trào để khẳng định lại quyền dân sự và văn hóa của người dân bản địa ở các quốc gia hiện đại.
Một thảm họa đã xảy ra trên người Mỹ bản địa bởi tiếp xúc với người châu Âu. Các bệnh Cựu Thế giới như bệnh đậu mùa, bệnh sởi, sốt rét và nhiều bệnh khác lây lan qua các quần thể Ấn Độ. "Trong hầu hết Tân Thế giới 90 phần trăm hoặc nhiều hơn người dân bản địa đã bị tử vong bởi sóng sau khi làn sóng các mối phiền não chưa biết trước đó tràn đến.".

### Châu Phi
Chế độ nô lệ và buôn bán nô lệ là một phần của xã hội châu Phi và các quốc gia bao gồm thế giới Ả Rập với nô lệ trước sự xuất hiện của người châu Âu. Vài thập kỷ trước khi phát hiện ra Tân Thế giới, để đối phó với mối đe dọa quân sự nghiêm trọng đối với châu Âu do người Hồi giáo từ Đế quốc Ottoman đặt ra, Giáo hoàng Nicôla V đã cấp cho Bồ Đào Nha quyền chia rẽ người Hồi giáo, ngoại giáo và những kẻ bất tin giáo hoàng Dum Diversas (1452). Sáu năm sau khi chế độ nô lệ châu Phi lần đầu tiên bị cấm bởi các thế lực lớn đầu tiên làm như vậy, (Vương quốc Anh năm 1833), Giáo hoàng Grêgôriô XVI tiếp theo là một thách thức đối với chính sách Tây Ban Nha và Bồ Đào Nha, bằng cách lên án chế độ nô lệ và buôn bán nô lệ trong chỉ giáo năm 1839 In supremo apostolatus, và chấp thuận sự phong chức cho giáo sĩ bản địa khi đối mặt với sự phân biệt chủng tộc của chính quyền. Hoa Kỳ cuối cùng sẽ cấm chế độ nô lệ châu Phi vào năm 1865.
Vào cuối thế kỷ 19, các cường quốc châu Âu đã giành quyền kiểm soát phần lớn lãnh thổ châu Phi. Các nhà cai trị mới giới thiệu nền kinh tế dựa trên tiền mặt, tạo ra nhu cầu rất lớn về văn hóa và giáo dục phương Tây - nhu cầu đối với hầu hết người châu Phi chỉ có thể được các nhà truyền giáo Ki tô giáo làm cho thỏa mãn. Các nhà truyền giáo Công giáo theo các chính quyền thuộc địa vào châu Phi, và xây dựng trường học, bệnh viện, tu viện và nhà thờ.

## Văn học và học thuật

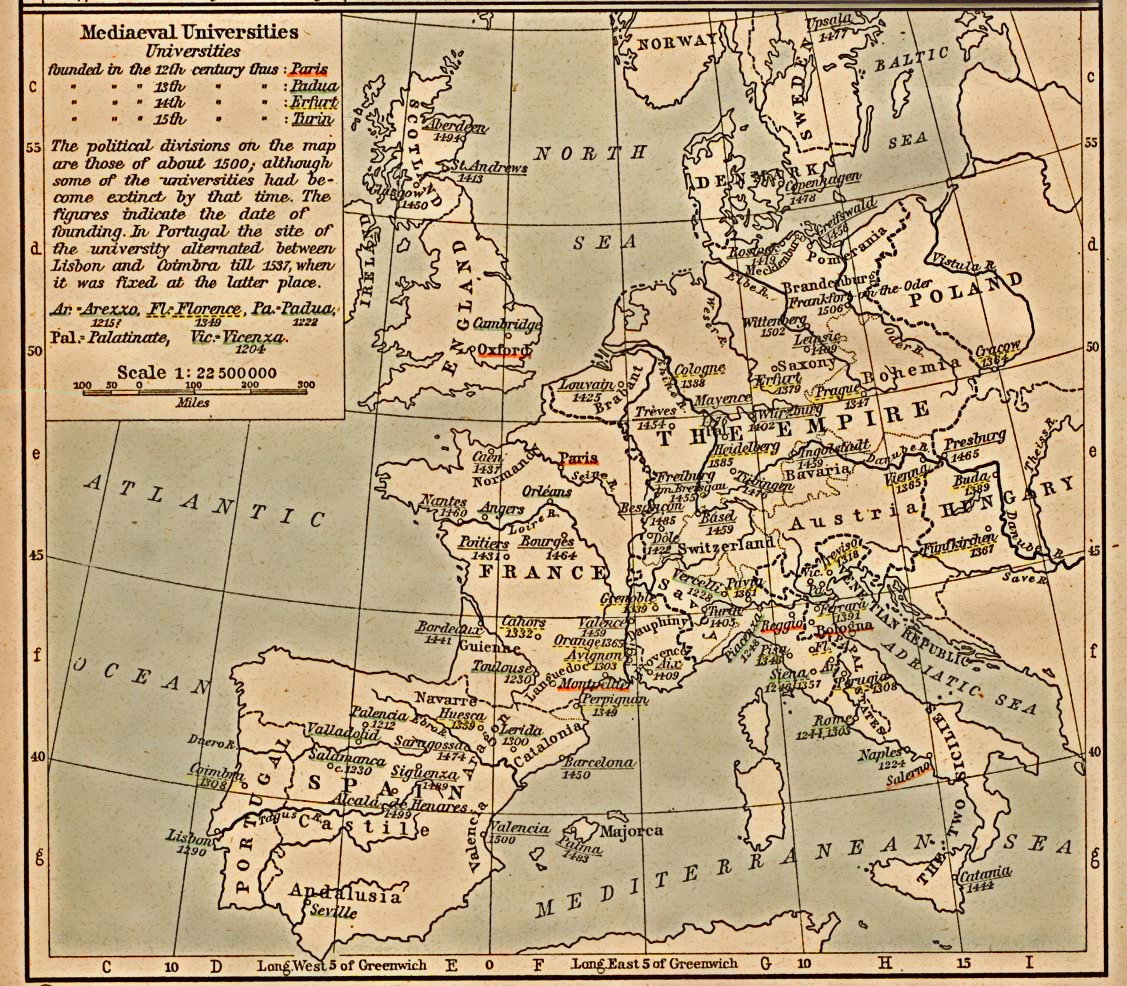
Bản đồ các trường đại học truyền thông được thành lập bởi các sinh viên, giáo viên, các vị vua hoặc linh mục Công giáo

Ảnh hưởng của Giáo hội đối với văn học và học thuật của phương Tây là rất đáng kể. Các bản văn Kinh thánh cổ xưa đã ảnh hưởng sâu sắc đến nghệ thuật, văn học và văn hóa phương Tây. Trong nhiều thế kỷ sau sự sụp đổ của Đế quốc La Mã phương Tây, các cộng đồng tu viện nhỏ thực tế là tiền đồn duy nhất của việc đọc viết ở Tây Âu. Theo thời gian, các trường Nhà thờ phát triển thành các trường đại học sớm nhất châu Âu và nhà thờ đã thiết lập hàng ngàn cơ sở chính, trung học và đại học trên toàn thế giới trong nhiều thế kỷ kể từ đó. Giáo hội và các giáo sĩ cũng đã tìm kiếm những thời điểm khác nhau để kiểm duyệt các văn bản và học giả. Vì vậy, các trường phái khác nhau có ý kiến khác nhau về vai trò và ảnh hưởng của Giáo hội liên quan đến văn học và học tập phương Tây.
Một quan điểm, được các nhà triết học khai sáng đầu tiên đưa ra, khẳng định rằng giáo lý của Giáo hội hoàn toàn mê tín và cản trở tiến trình của nền văn minh. Các quốc gia cộng sản đã đưa ra những lập luận tương tự trong giáo dục của họ để khắc sâu một cái nhìn tiêu cực về Công giáo (và tôn giáo nói chung) trong công dân của họ. Các sự cố nổi tiếng nhất được trích dẫn bởi các nhà phê bình như vậy là sự lên án của Giáo hội về các giáo lý của Copernicus, Galileo Galilei và Johannes Kepler.

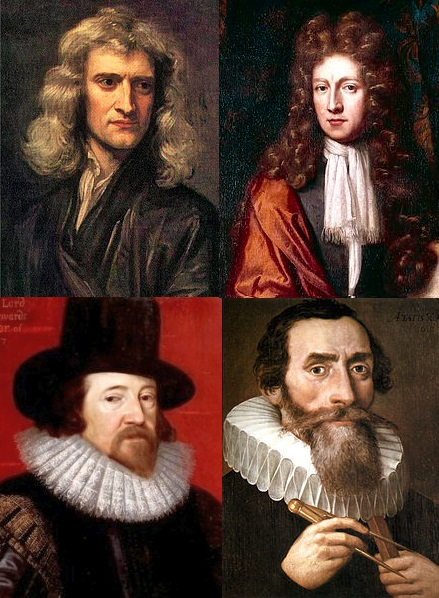
Hình ảnh của một số nhà khoa học đáng chú ý tự xác định mình là Kitô hữu: Isaac Newton, Robert Boyle, Francis Bacon và Johannes Kepler.

Đối lập với quan điểm này, một số sử gia khoa học, bao gồm cả những người không Công giáo như J.L. Heilbron, A.C. Crombie, David Lindberg, Edward Grant, sử gia khoa học Thomas Goldstein, và Ted Davis, đã lập luận rằng Giáo hội có ảnh hưởng tích cực, đáng kể đến sự phát triển của nền văn minh phương Tây. Họ giữ ý kiến đó, không chỉ các tu sĩ lưu giữ và nuôi dưỡng tàn dư của nền văn minh cổ đại trong cuộc xâm lược man rợ, mà Giáo hội đã thúc đẩy việc học hỏi và khoa học thông qua sự tài trợ ch nhiều trường đại học trong đó, dưới sự lãnh đạo của nó, châu Âu đã phát triển nhanh chóng ở trong thế kỷ 11 và 12. Copernicus, Galileo Galilei, và Johannes Kepler đều coi mình là Kitô hữu. Thánh Thomas Aquinas, "nhà thần học mô hình" của Giáo hội, lập luận rằng lý do là hòa hợp với đức tin, và lý do đó có thể đóng góp vào sự hiểu biết sâu sắc hơn về sự mặc khải, và khuyến khích phát triển trí tuệ. của linh mục-nhà khoa học Công giáo, nhiều người trong số họ là những linh mục Dòng Tên, đã được một trong những trụ cột hàng đầu trong thiên văn học, di truyền học, từ trường Trái Đất, khí tượng, địa chấn, và vật lý năng lượng mặt trời, trở thành một số "cha đẻ" của những ngành khoa học này. Ví dụ như giáo sĩ Augustino là giám hộ của Gregor Mendel (tiên phong trong việc nghiên cứu di truyền học), tu sĩ William xứ Ockham người đã phát triển dao cạo Ockham, Roger Bacon (tu sĩ Francisco là một trong những người ủng hộ đầu tiên của phương pháp khoa học), và Linh mục người Bỉ Georges Lemaître (người đầu tiên đề xuất học thuyết Vụ Nổ Lớn). Các nhà khoa học linh mục đáng chú ý khác gồm có Albertus Magnus, Robert Grosseteste, Nicholas Steno, Francesco Grimaldi, Giambattista Riccioli, Roger Boscovich, và Athanasius Kircher. Thậm chí nhiều hơn nữa là các giáo dân Công giáo tham gia vào khoa học:Henri Becquerel người phát hiện ra sự phóng xạ; Galvani, Volta, Ampere, Marconi, người tiên phong về điện và viễn thông; Lavoisier, "cha đẻ của hóa hoc hiện đại"; Vesalius, người sáng lập ra ngành giải phẫu người hiện đại; và Cauchy, một trong những nhà toán học đã đặt nền móng vững chắc cho calculus.
Nhiều nhân vật lịch sử nổi tiếng đã ảnh hưởng đến khoa học phương Tây coi mình là Kitô hữu như Copernicus, Galileo, Kepler, Newton và Boyle.
Theo 100 năm giải Nobel (2005), một đánh giá về các giải thưởng Nobel được trao tặng từ năm 1901 đến năm 2000, 65.4% of người đoạt giải Nobel, đã xác định Thiên chúa giáo dưới nhiều hình thức khác nhau là sở thích tôn giáo của họ (423 giải thưởng). Nhìn chung, các Kitô hữu đã giành được tổng số 78,3% của tất cả các giải Nobel trong lĩnh vực Hòa bình, 72.5% ở Hóa học, 65.3% ở vật lí, 62% ở Y khoa, 54% ở kinh tế và 49,5% của tất cả các giải thưởng Văn học.

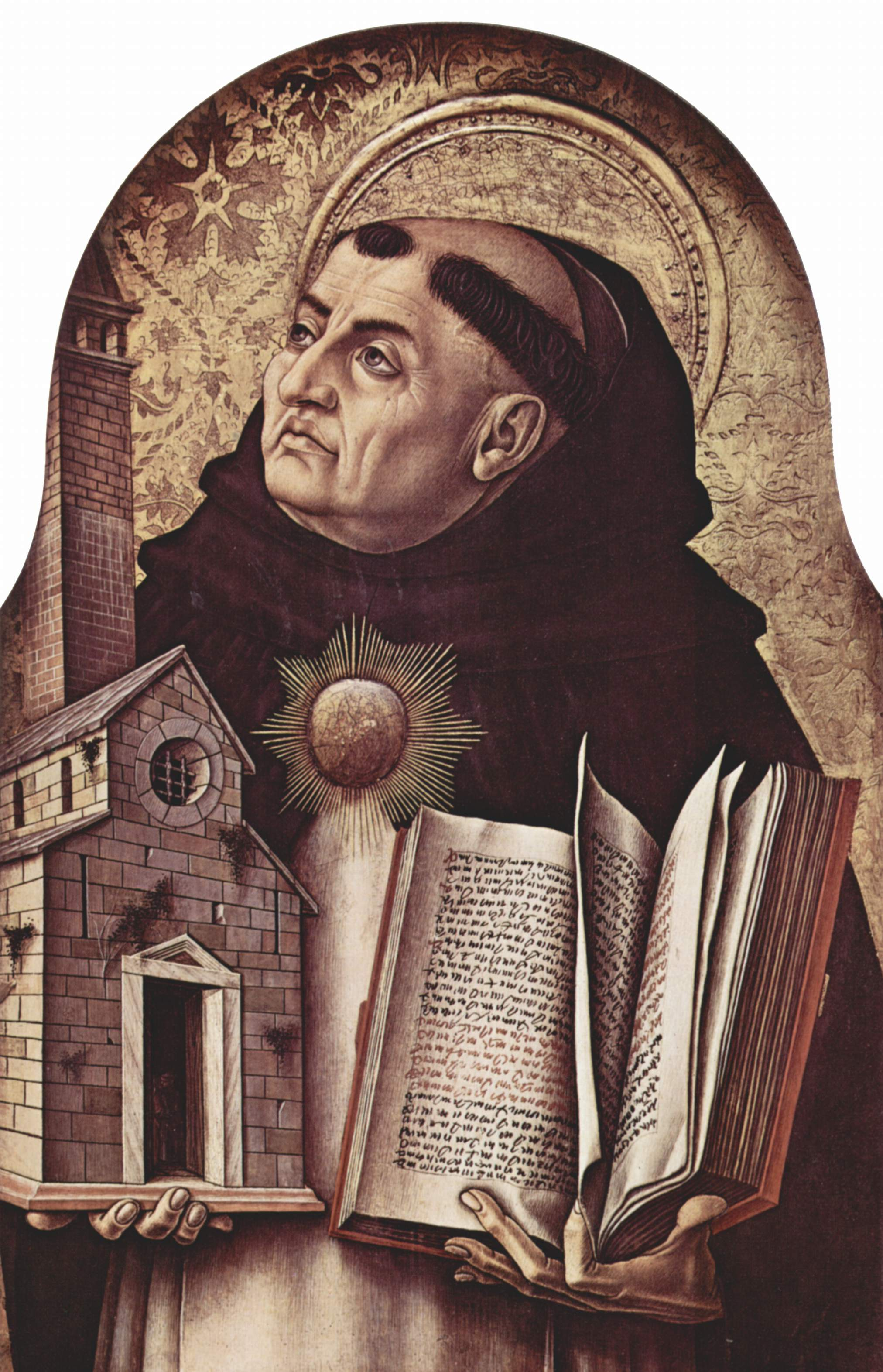
Thomas Aquinas, cha đẻ của trường phái triết học và thần học Thác Mã Tư

Văn học là một trong những lĩnh vực văn hóa nổi bật nhất bị ảnh hưởng bởi Kitô giáo. Với truyền thống văn học 2.000 năm tuổi, các ấn phẩm từ giáo hoàng và Kinh Thánh là những văn bản luật Công giáo nhưng cũng tạo ra vô số các tác phẩm tôn giáo lịch sử khác có ảnh hưởng lớn đến xã hội phương Tây. Kinh Thánh vẫn là một trong những cuốn sách dễ đọc nhất ở phương Tây và thế giới, các bản văn của Kinh Thánh và các bài rao giảng của Chúa Giêsu như Bài giảng trên Núi và các bài khác của ông có tác động đáng kể trong văn học phương Tây. Kinh Thánh dịch sang tất cả các ngôn ngữ, bao gồm ấn bản Kinh Thánh của Vua James bằng tiếng Anh, được coi là một trong những tác phẩm ấn tượng nhất trong các văn bản văn học Anh, ấn bản đó ảnh hưởng đến thơ của John Milton và những bài diễn văn của Martin Luther King. Tương tự như vậy, các bản văn Cựu Ước và Thánh vịnh và các sách thơ, cũng có tác động sâu sắc đến tư tưởng và văn học phương Tây, và các bức thư của Thánh Phaolô là một trong những tài liệu Kitô giáo hiện có lâu đời nhất trong các văn bản tiền đề của thần học Kitô giáo.

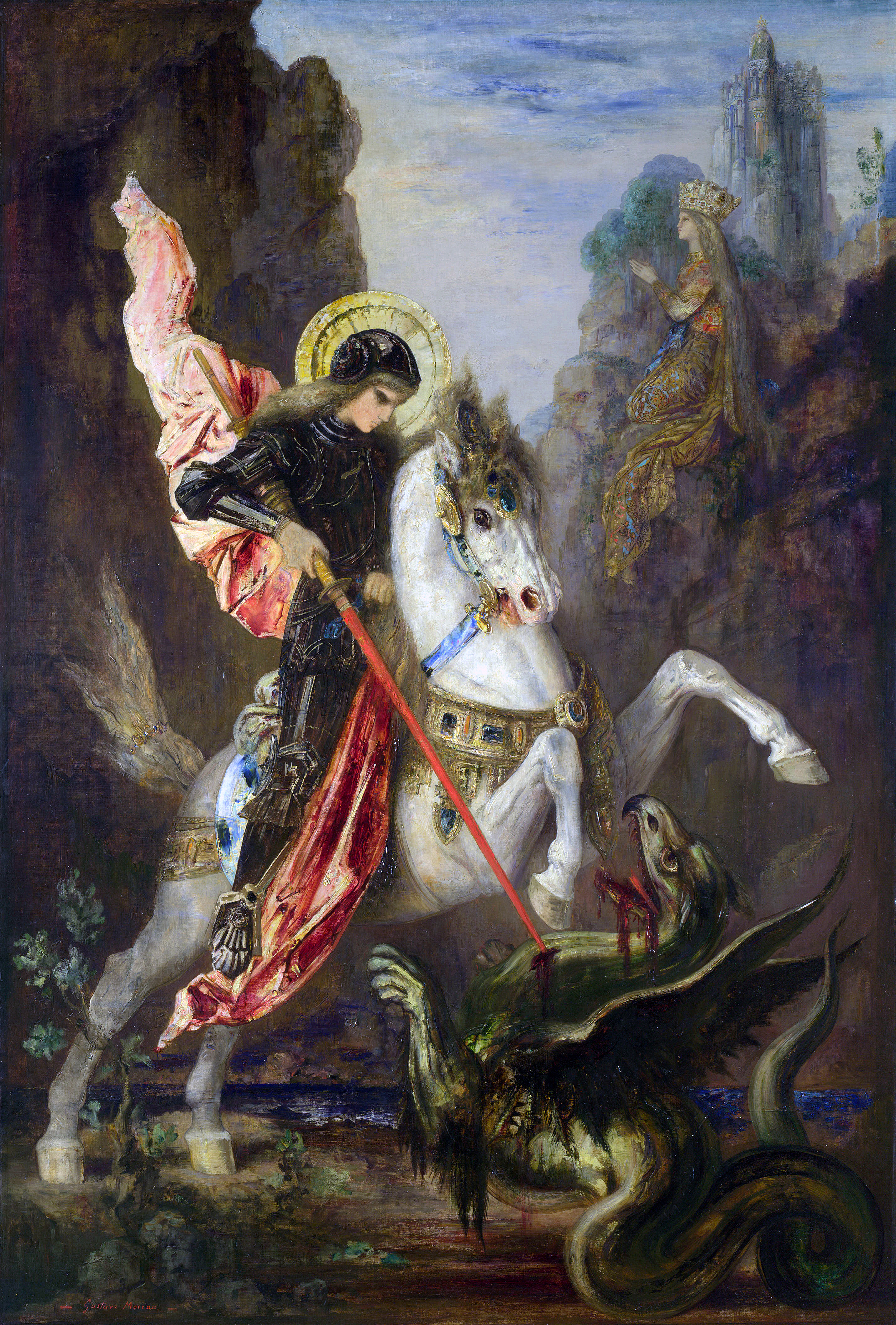
Thánh George và con Rồng là một trong những tác phẩm có ảnh hưởng nhất của văn học Kitô giáo về văn hóa dân gian phương Tây.

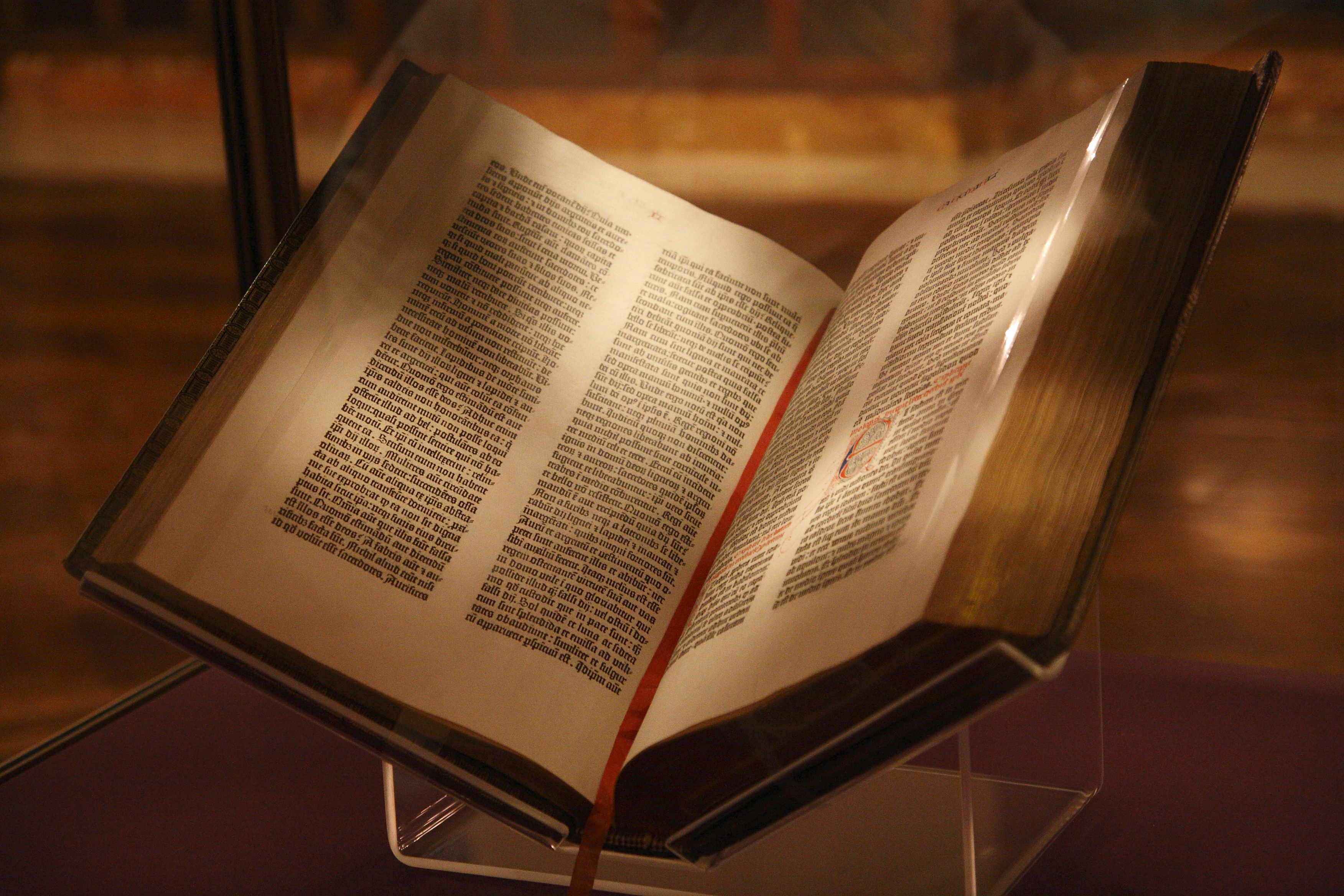
Kinh Thánh Cổ Đằng Bảo, ấn bản đầu tiên của Kinh Thánh, được in bởi Johann Gothenburg, có tầm quan trọng lớn vào đầu cuộc cách mạng in ấn.

Sau sự sống lại của Chúa Giêsu theo đức tin Kitô giáo, Kitô giáo đã trở thành tôn giáo thống trị trong đế chế La Mã và bắt đầu bắt chước nghiên cứu khoa học và thần tính của nó. Một trong những tác phẩm được xuất bản rộng rãi nhất là Lời thú tội của Thánh Augustine, trong đó ông kể lại câu chuyện về tuổi trẻ của mình và sự cải đạo của ông sang Kitô giáo. Lời thú tội là cuốn tự truyện đầu tiên trong văn học phương Tây. Các tác phẩm của Augustine ảnh hưởng sâu sắc đến văn hóa phương Tây. Nhà thần học và triết học Thomas Aquinas là một nhân vật có ảnh hưởng trong thần học tự nhiên, cha đẻ của trường phái triết học và thần học Thác Mã Tư. Ảnh hưởng rộng rãi của nó đối với triết học phương Tây, đặc biệt trong các vấn đề đạo đức, luật tự nhiên và lý thuyết chính trị. Nhiều cuốn sách về triết học đã được xác định là một trong những tác phẩm có ảnh hưởng nhất của văn học phương Tây. Jacob de Fragsa đã viết «truyện cổ tích» và liệt kê những câu chuyện của các vị thánh, văn hóa dân gian Tây Âu. Triết gia và chính khách Anh Thomas Moore đã viết «Utopia» và trong năm 1516, Inhaxiô nhà Loyola, một nhân vật hàng đầu trong Phong trào Cải cách Công giáo, đã viết một cuốn sách có ảnh hưởng được gọi là "lyện tập tinh thần ".
Một số nhà văn trong thời Trung Cổ bị ảnh hưởng bởi tinh thần giá trị Kitô giáo như Dante Alighieri với thơ ca sử thi «Thần khúc», tác phẩm mang tính triết lý Công giáo, cũng như Truyện cổ Caunterbury của Geoffrey Chaucer và nhà văn, nhà thơ Decameron Giovanni Boccaccio và những người khác.
Tương tự như vậy trong thời hiện đại William Shakespeare được truyền cảm hứng từ các giá trị Kitô giáo, Charles Dickens, với tác phẩm quan trọng nhất của ông «Tuyen63 chọn các câu chuyện đêm Giáng sinh» và Lễ hội Giáng sinh mang ý nghĩa tôn giáo, cũng như ông Victor Hugo, Alexandre Dumas, C. K. Rolling trong loạt truyện Harry Potter, C. T. T. Tolkien trong tiểu thuyết sử thi của ông Chúa tể của những chiếc nhẫn. S. Lewis đã viết một số tác phẩm về Kitô giáo hoặc bị ảnh hưởng bởi Kitô giáo, như Biên niên sử Narnia và những người khác.
Có một số nhà nghiên cứu tin rằng một số câu chuyện cổ tích và văn học của trẻ em được viết từ tinh thần của các giá trị và khái niệm của Công giáo. Anh em nhà Grimm, Charles Perrault và Hans Christian Andersen và truyền thuyết về Vua Arthur và Chén Thánh và tu sĩ vô địch trong cuộc hành trình huyền thoại của Brendan ở Đại Tây Dương, huyền thoại của vua John, bảo vệ sự cai trị ở Trung Á hay Ethiopia trong thời Trung cổ. Trong nền văn hóa Hồi giáo nổi tiếng, nhiều nhân vật Kitô giáo huyền thoại xuất hiện trong một loạt các câu chuyện và thơ ca nổi tiếng, bao gồm cả Nghìn lẻ một đêm, trong đó có các nhân vật văn học Kitô giáo nổi tiếng, bao gồm người hòa giải người Copt, người thư ký đến từ Syria. Câu chuyện công chúa Shirin, và các tu sĩ Amorite. Nhân vật bác sĩ và thương gia Kitô giáo thường xuyên lặp đi lặp lại trong các câu truyện này. Các nhân vật Kitô giáo bao gồm các Kitô hữu từ Baghdad và phần còn lại của thế giới Hồi giáo và từ Đế chế La Mã.
Giáo hội gọi danh hiệu "giáo sĩ" cho một số giáo sĩ trong các nhà thờ Thiên chúa giáo (và một số nữ tu trong Giáo hội Công giáo) để công nhận những thành tựu của họ trong thần học và đức tin. Giáo hội Công giáo đưa danh hiệu "Bác sĩ Hội Thánh" lên 33 vị thánh của họ vì có đóng góp trong lĩnh vực giáo dục.

### Thời kỳ cổ đại

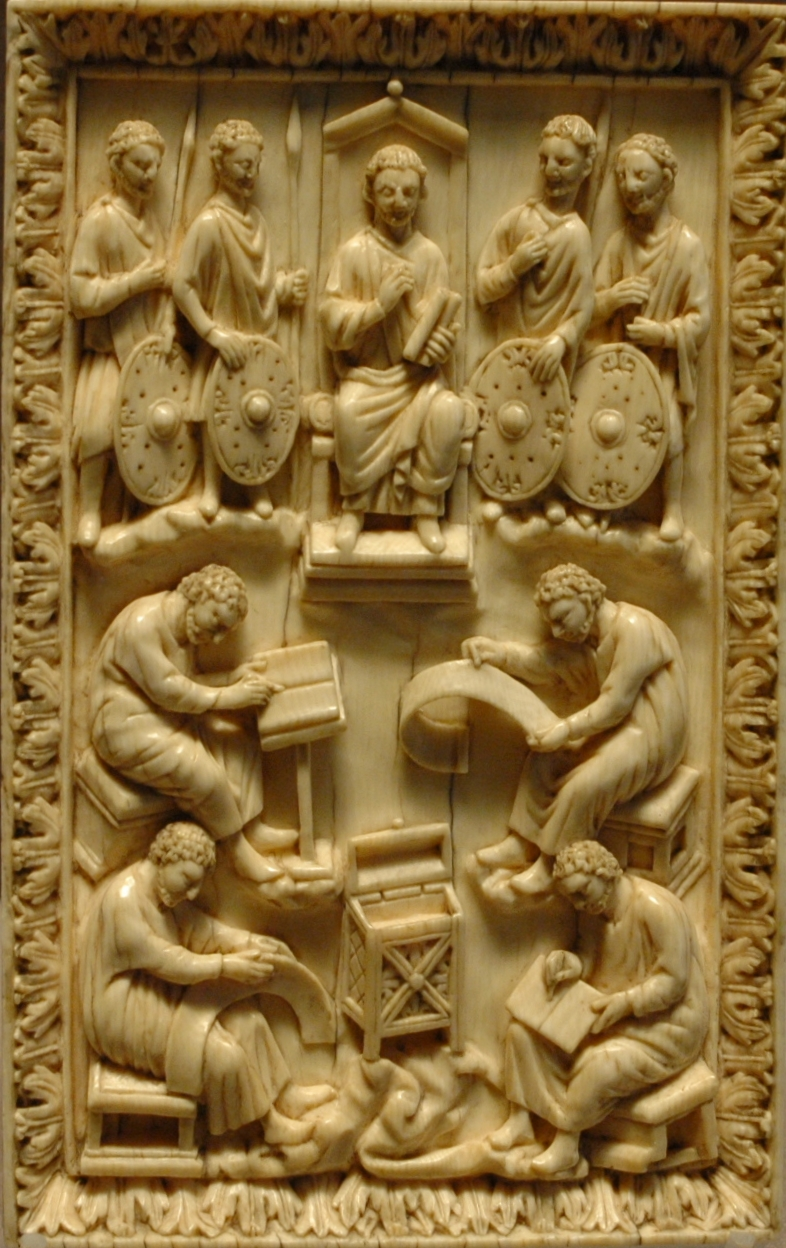
David ra lệnh viết Thánh Vịnh, bìa sách. Cuối thế kỷ thứ 10 - thế kỷ 11.

Kitô giáo bắt đầu như một giáo phái Do Thái trong thế kỷ thứ nhất sau Công Nguyên, và từ những lời dạy của Giêsu thành Nazareth và những người theo ông. Chúa Giêsu đã học được các bản văn Tanakh (Tháp Nạp Hách) và trở thành một nhà truyền giáo lang thang có ảnh hưởng. Các tài liệu về cuộc đời và giáo lý của ông xuất hiện trong Tân Ước trong Kinh Thánh, một trong những bản văn nền tảng của nền văn minh phương Tây. Các giáo lý của ông, kể cả Bài giảng trên Núi, Người Samaria nhân lành và tuyên bố chống đạo đức giả của ông "Ai trong các ông sạch tội, thì cứ việc lấy đá mà ném trước đi" có ảnh hưởng sâu sắc trong văn học phương Tây. Nhiều bản dịch Kinh Thánh đã tồn tại, bao gồm cả Bản thánh kinh Khâm Định, đó là một trong những văn bản được ngưỡng mộ nhất trong văn học Anh. Thánh Vịnh thơ mộng và những đoạn khác của Kinh Thánh Hebrew cũng có ảnh hưởng sâu sắc trong văn học và tư tưởng phương Tây. Các tài liệu về hành động của những tín đồ đầu tiên của Chúa Giêsu được bao gồm trong các Sách Công vụ Tông đồ và các thư của sứ đồ truyền giáo được viết giữa các cộng đồng Kitô hữu đầu tiên - đặc biệt là các thư của sứ đồ Phaolô trong số các tài liệu Kitô giáo còn tồn tại sớm nhất và các văn bản nền tảng của Thần học Kitô giáo.
Sau cái chết của Chúa Giêsu, giáo phái mới đã trở thành tôn giáo thống trị của Đế chế La Mã và truyền thống lâu đời của học thuật Kitô giáo đã bắt đầu tồn tại. Khi Đế quốc Tây La Mã bắt đầu tan rã, Augustinô thành Hippo là Giám mục của Hippo Regius. Ông là một nhà triết học hùng biện Latinh và thần học gia người sống ở La Mã tỉnh A Phi Lợi Gia. Các tác phẩm của ông rất có ảnh hưởng trong sự phát triển của Kitô giáo Tây phương và ông đã phát triển khái niệm về Giáo hội như là một thành phố thiêng liêng của Thiên Chúa (trong một cuốn sách cùng tên), khác với thành phố vật chất ở Trái đất. Cuốn sách của ông Sự thú tội, trong đó vạch ra tuổi trẻ tội lỗi của mình và cải đạo sang Kitô giáo, được coi là cuốn tự truyện đầu tiên từng được viết là văn bản kinh điển của Văn học phương Tây. Augustine có ảnh hưởng sâu sắc đến thế giới thời trung cổ sau này.

### Đế chế Byzantine

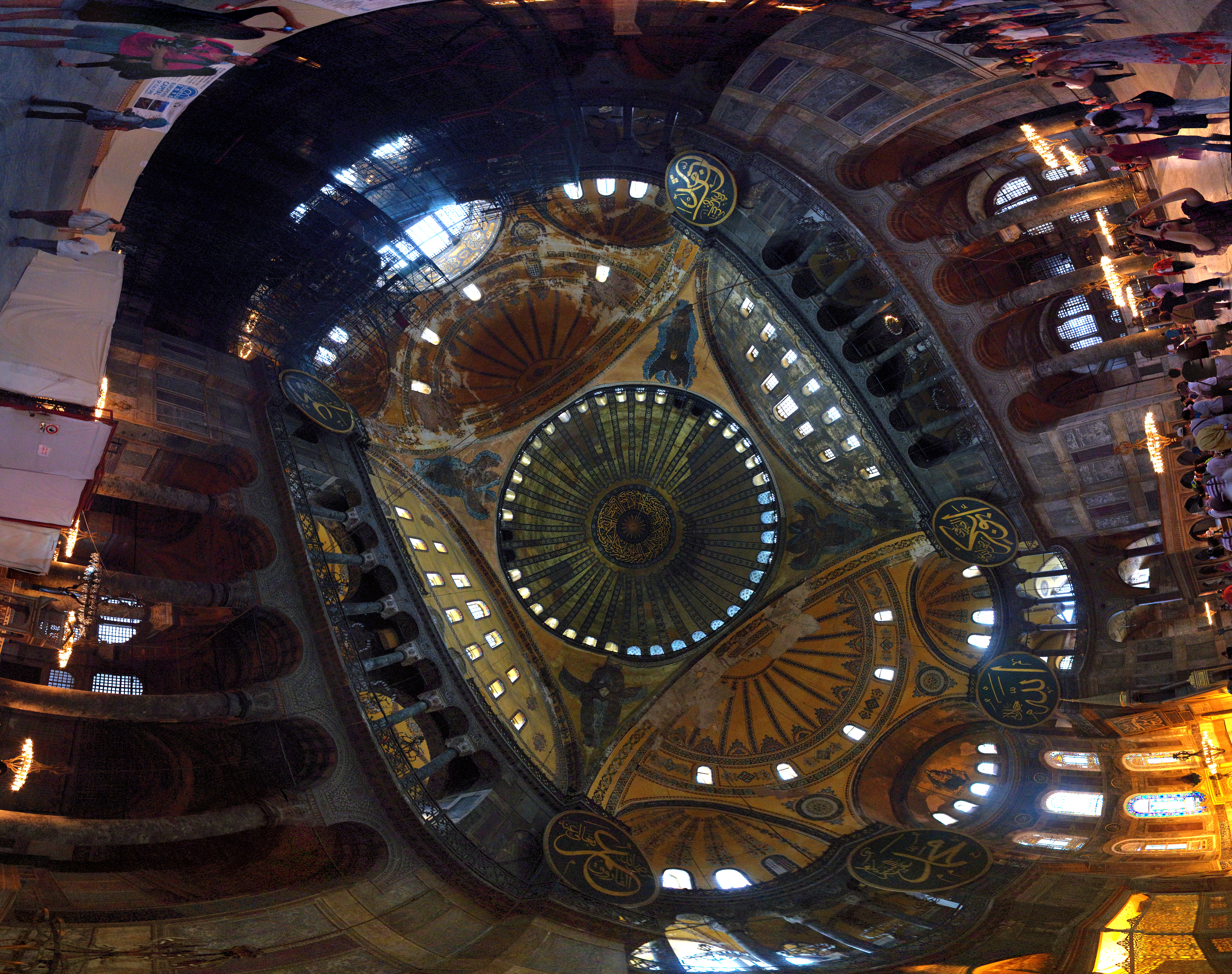
Toàn cảnh bên trong của Hagia Sophia (Thánh Tác Phỉ Á), nhà thờ giáo trưởng ở Constantinople được thiết kế năm 537 sau Công nguyên bởi Isidore thành Miletus (Mễ Lợi Đô Đích Y Tây Đa Nhĩ), tác phẩm đầu tiên của các tác phẩm khác nhau của Archimedes. Ảnh hưởng của các nguyên tắc hình học vững chắc của Archimedes là rất hiển nhiên.

Các tác phẩm của Cổ đại Hy-La không bao giờ ngừng phát triển ở Byzantium. Do đó, khoa học Byzantine trong mọi thời kỳ gắn liền với triết học cổ đại, và siêu hình học. Trong lĩnh vực kỹ thuật Isidore thành Miletus, nhà toán học và kiến trúc sư người Hy Lạp xây Hagia Sophia, đã biên soạn những tác phẩm đầu tiên của Archimedes (A Cơ Mễ Đức)w từ 530, và đãagóp phần bảo vệ truyền thống này, giữ sống bởi các trường học của toán học và kỹ thuật thành lập c. 850 trong "Phục hưng Byzantine" của Leo the Geometer that such works are known today (see Archimedes Palimpsest). Người Byzantine cũng được ghi nhận với một số tiến bộ công nghệ, đặc biệt là trong kiến trúc (ví dụ như mái vòm tam giác) và công nghệ chiến tranh (ví dụ như Lửa Hy Lạp).
Mặc dù vào những thời điểm khác nhau, người Byzantine đã đạt được những thành tựu tuyệt vời trong việc ứng dụng khoa học (đặc biệt là trong việc xây dựng nhà thờ Hagia Sophia), và mặc dù họ bảo tồn được nhiều kiến thức khoa học và hình học cổ xưa, khoa học vẫn phát triển các lý thuyết mới hoặc mở rộng ý tưởng của các tác giả cổ điển.
Trong thế kỷ cuối cùng của Đế chế, các nhà văn phạm Byzantine là những người chịu trách nhiệm chính về việc vận chuyển văn bản, các nghiên cứu ngữ pháp và văn học Hy Lạp cổ đại cho đến khi tiền Phục Hưng Ý. Trong giai đoạn này, thiên văn học và các ngành khoa học toán học khác đã được giảng dạy ở Trebizond; y học thu hút sự quan tâm của hầu hết các học giả.
Trong lĩnh vực pháp luật, các cải cách của Justinianus I đã có ảnh hưởng rõ ràng đến sự tiến hóa của luật học, và Ecloga của Leo III đã ảnh hưởng đến sự hình thành các thể chế pháp lý trong thế giới người Slav.
Vào thế kỷ thứ 10, Leon VI đã đạt được sự thống nhất hoàn toàn về toàn bộ luật Byzantine trong tiếng Hy Lạp, đã trở thành nền tảng của tất cả luật Byzantine sau này, tạo ra sự quan tâm cho đến ngày nay.

### Bảo tồn học thuật cổ điển

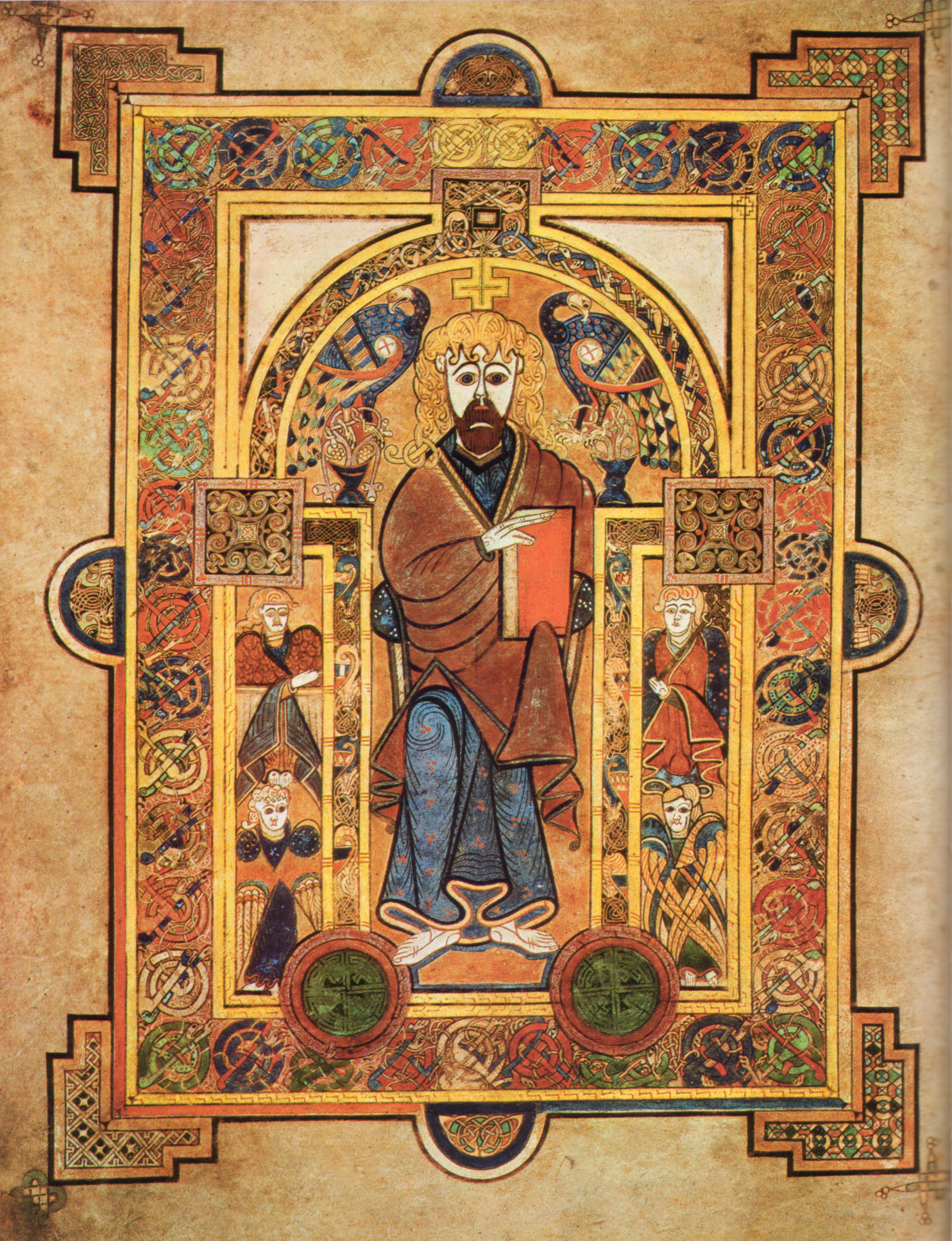
Phúc Âm Kells (Khải Nhĩ). Các học giả Giáo hội Celtic đã làm nhiều để bảo tồn các văn bản của châu Âu cổ đại qua Thời đại Tăm tối.

Trong thời kỳ lịch sử châu Âu thường được gọi là Thời kỳ Tăm tối sau sự sụp đổ của Đế quốc Tây La Mã, các học giả và nhà truyền giáo của Giáo hội đóng một vai trò quan trọng trong việc bảo tồn kiến thức về học thuật cổ điển. Trong khi Đế chế La Mã và Kitô giáo tồn tại dưới dạng Hy Lạp hóa trong Đế quốc Đông La Mã tập trung tại Constantinople ở phía Đông, nền văn minh phương Tây bị sụp đổ về đọc viết và tổ chức sau sự sụp đổ của Rome năm 476 sau Công nguyên. Các tu sĩ tìm nơi ẩn náu ở những nơi xa xôi của thế giới: như Cornwall, Ireland, hay Hebrides. Học thuật kỷ luật Kitô giáo được thực hiện trên các nơi bị cô lập như Skellig Michael (Tư Khải Lợi Cách · Mại Khắc Nhĩ) ở Ai-len, nơi các tu sĩ biết chữ đã trở thành một số vị lãnh đạo cuối cùng ở Tây Âu với những tác phẩm thơ ca và triết học của thời cổ đại phương Tây. Khoảng năm 800 sau Công nguyên, họ đã viết các cuốn sách mang tính khai sáng như Phúc Âm Kells, theo đó học thuật cũ đã được truyền lại cho Tây Âu. Vận động truyện giáo Khải nhĩ đặc dẫn đầu bởi các tu sĩ Ailen và Scotland như Thánh Côlumba lan truyền Kitô giáo trở lại Tây Âu trong thời Trung Cổ, thành lập tu viện Anglo-Saxon Anh và Đế quốc Frankish trong thời Trung Cổ.
Thomas Cahill, trong cuốn sách xuất bản năm 1995 của ông Làm thế nào nền văn minh Ailen được lưu giữ, ghi nhận các tu sĩ Ailen đã "cứu" nền văn minh phương Tây:
[Một] Đế chế La Mã sụp đổ, như cơn bão càn quét châu Âu, những người man rợ chưa biết rửa mặt hạ thành xuống thành phố La Mã, cướp bóc các đồ tạo tác và đốt sách, người Ailen, chỉ học đọc và viết, đã mất nhiều công sức sao chép tất cả tác phẩm của văn học phương Tây - mọi thứ họ có thể sao chép được. Những người ghi chép này sau đó phục vụ như những dây chuyền mà qua đó các nền văn hóa Hy-La và Do Thái-Ki Tô được truyền đến các bộ tộc châu Âu mới được định cư giữa những vườn nho và đống đổ nát của nền văn minh mà họ đã choáng ngợp. Nếu không có công sức này của các thầy thông giáo, mọi thứ xảy ra sau đó sẽ không thể tưởng tượng được. Không có những sứ mệnh của các tu sĩ Ailen, người một tay tái lập nền văn minh châu Âu trên khắp lục địa trong vịnh và thung lũng lưu vong của họ, thế giới đến sau họ sẽ là một thế giới hoàn toàn khác biệt không có sách. Và thế giới của chúng ta hiện tại sẽ không bao giờ có được.

Theo nhà sử học nghệ thuật Kenneth Clark, trong khoảng 5 thế kỷ sau sự sụp đổ của Rô-ma, hầu như tất cả những người trí thức gia nhập Giáo hội và thực tế không ai ở Tây Âu ngoài các khu định cư tu viện có khả năng đọc hoặc viết. Trong khi các học giả nhà thờ vào những thời điểm khác nhau cũng phá hủy những bản văn cổ điển mà họ cảm thấy trái ngược với sứ điệp Kitô giáo, thì họ hầu như cô đơn ở Tây Âu ("họ" là những người đã bảo tồn các bản văn từ xã hội cũ).
Khi Tây Âu trở nên có trật tự một lần nữa, Giáo hội vẫn là động lực trong giáo dục, xây dựng nên các các trường Nhà thờ bắt đầu từ thời Trung Cổ sớm như các trung tâm giáo dục, trở thành các trường đại học thời trung cổ, bàn đạp của nhiều thành tựu sau này của Tây Âu.

### Index Librorum Prohibitorum

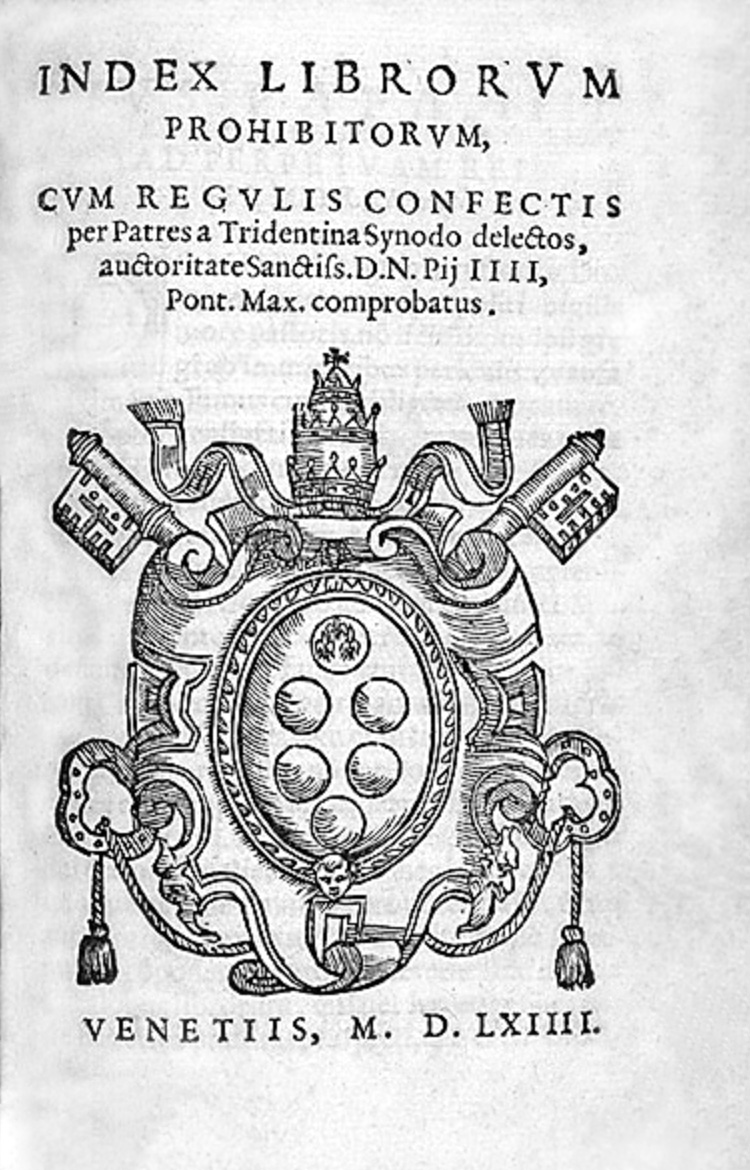
Bìa sách của Index Librorum Prohibitorum (Venice năm 1564).

Index Librorum Prohibitorum ("Danh sách Sách cấm") là một danh sách các ấn phẩm bị cấm bởi Giáo hội Công giáo Rôma. Việc ban hành Bản liệt kê đánh dấu "bước ngoặt trong tự do điều tra" trong thế giới Công giáo. Bản liệt kê đầu tiên được xuất bản vào năm 1559 bởi Giáo hội Thánh Ca La Mã. Ấn bản cuối cùng của Bản liệt kê xuất hiện vào năm 1948 và xuất bản danh sách chấm dứt năm 1966.
Mục đích của danh sách là để bảo vệ đức tin và đạo đức của tín hữu bằng cách ngăn chặn việc đọc những cuốn sách vô đạo đức hoặc các tác phẩm có chứa các lỗi thần học. Những cuốn sách được cho là chứa đựng những lỗi như vậy bao gồm một số tác phẩm khoa học của các nhà thiên văn học hàng đầu Epitome astronomiae Copernicianae của Johannes Kepler (Ước Hàn Nội Tư · Khai Phổ Lặc), nằm trên Bản liệt kê từ năm 1621 đến năm 1835. Các ấn bản khác nhau của Bản liệt kê cũng bao gồm các quy tắc của Giáo hội liên quan đến việc đọc, bán và kiểm duyệt trước sách xuất bản.
Luật Canon vẫn khuyến cáo rằng các công trình liên quan đến Kinh Thánh, thần học, giáo luật, lịch sử nhà thờ, và bất kỳ các tác phẩm trong đó đặc biệt quan tâm tôn giáo hay đạo đức tốt, phải nộp để kiểm duyệt từ các địa phương Thường.
Một số công trình khoa học đã có trong các ấn bản đầu tiên của Bản liệt kê (ví dụ như về thuyết nhật tâm) đã được giảng dạy thường xuyên tại các trường đại học Công giáo trên toàn thế giới. Giordano Bruno (Tiêu Nhĩ Đạt Nặc · Bố Lỗ Nặc), người có tác phẩm trên Bản liệt kê, giờ đã có một đài tưởng niệm ở Rome, tạo nên những phản đối của Giáo hội tại nơi ông bị thiêu sống ở cọc vì theo dị giáo.

### Vai trò Kháng Cách trong khoa học
Theo Mệnh đề Merton đã có một tương quan chắc chắn giữa sự trỗi dậy của thanh giáo và thanh giáo sùng đạo trên một mặt và tiền khoa học thực nghiệm ở mặt khác. Mệnh đề Merton có hai phần riêng biệt: Thứ nhất, nó trình bày một lý thuyết cho rằng khoa học thay đổi do sự tổng hợp các quan sát và cải thiện các kỹ thuật và Phương pháp luận thực nghiệm; thứ hai, nó đưa ra lập luận rằng sự phổ biến của khoa học ở Anh thế kỷ 17 và nhân khẩu học tôn giáo của Hội Hoàng gia Luân Đôn (Các nhà khoa học Anh thời đó chủ yếu là những người thanh giáo hay những người Tin Lành khác) có thể được giải thích bằng sự tương quan giữa Tin Lành và các giá trị khoa học. Theo học thuyết của mình, Robert K. Merton tập trung vào chủ nghĩa thuần chủng Anh và chủ nghĩa chủ nghĩa sùng đạo Đức đã có vai trò cho sự phát triển của cách mạng khoa học vào thế kỷ 17 và 18. Merton giải thích rằng mối liên hệ giữa sự đồng nhất tôn giáo và mối quan tâm trong khoa học là kết quả của sự hợp lực đáng kể giữa các giá trị khổ tu Tin lành và những giá trị của khoa học hiện đại. Giá trị Tin lành khuyến khích nghiên cứu khoa học bằng cách cho phép khoa học nghiên cứu ảnh hưởng của Thiên Chúa trên thế giới và do đó cung cấp một sự biện minh tôn giáo cho nghiên cứu khoa học.
Thư viện Đại học Columbia, một thành trì của những người Tin Lành, đã ảnh hưởng tích cực đến Tin Lành về sự lan truyền của nghiên cứu khoa học. Một số nhà sử học và các nhà xã hội học tin rằng sự trỗi dậy của Tin Lành có ảnh hưởng đáng kể đến sự trỗi dậy của cuộc cách mạng khoa học. Họ tìm thấy một mối quan hệ tích cực giữa sự xuất hiện của đức tin Tin Lành và khoa học thực nghiệm. Theo Robert Merton, mối quan hệ giữa sự liên kết tôn giáo và mối quan tâm khoa học là kết quả của sự hợp lực tuyệt vời giữa các giá trị Tin Lành và những nhà khoa học hiện đại. Theo luận án của Merton khuyến khích các giá trị Tin Lành về nghiên cứu khoa học bằng cách cho phép khoa học xác định ảnh hưởng của Thiên Chúa đối với thế giới, và do đó cung cấp sự biện minh tôn giáo cho các mục đích nghiên cứu khoa học. Lịch sử Tin Lành không xung đột với khoa học. Tin Lành tập trung vào sự tích cực và đưa ra một vị trí đặc quyền để học tập, kiến thức và lý trí.
Theo luận án một số tín đồ của phong trào vận động bảo vệ Tân giáo (hoặc người theo Thanh giáo) góp phần và tăng cường sự độc lập trí tuệ và cung cấp các công cụ trí tuệ quan trọng về giá trị khoa học. Ví dụ, sự phát triển của giới khoa học chính thống đã thách thức giới thần học chính thống bằng các kiến thức mới: báo chí đã đạt được tầm quan trọng bằng với giáo dục, và hình thức tranh luận cạnh tranh đã thay thế hình thức tranh luận truyền thống, đối với tín hữu việc tìm kiếm kiến thức mới quan trọng hơn là bảo vệ luân lý Chính thống. Nó là một phần của ảnh hưởng của phong trào bảo vệ cho đến thời hiện đại.
Theo cuốn sách 100 năm Giải thưởng Nobel, tỷ lệ người Tin Lành đạt được giải từ năm 1901-2000 chiếm khoảng 32%. Theo một nghiên cứu được công bố trong cuốn sách Nhà Khoa học tinh anh: 70,3% giới tinh hoa khoa học ở Hoa Kỳ có nền giáo dục Tin Lành; cũng như khoảng 60,9% các bác sĩ ưu tú, 74,1% các nhà khoa học ưu tú và 68% của các nhà vật lý ưu tú có một nền giáo dục Tin Lành.
Trong số các giáo phái Tin Lành cũng như là các trường phái khoa học, Hội Tôn giáo của các Tín hữu hay Quakers, nơi sự hiện diện của các nhà khoa học cao hơn so với các giáo phái và tôn giáo khác như đã xuất hiện một số hội lớn trong Hội Hoàng gia và Giải thưởng Nobel có tỷ lệ cao so với tỷ lệ dân số. Một số nghiên cứu đã cho thấy mối tương quan tích cực giữa Quakers và chỉ số IQ. Theo nghiên cứu của Frishman, tỷ lệ sinh viên Tin Lành từ Episcopate, Sheiks, và những người Tin Lành nói chung trong các trường đại học ở Ivy League có tỷ lệ học sinh có chỉ số IQ lớn hơn gấp đôi so với các đạo khác.

### Thiên văn học

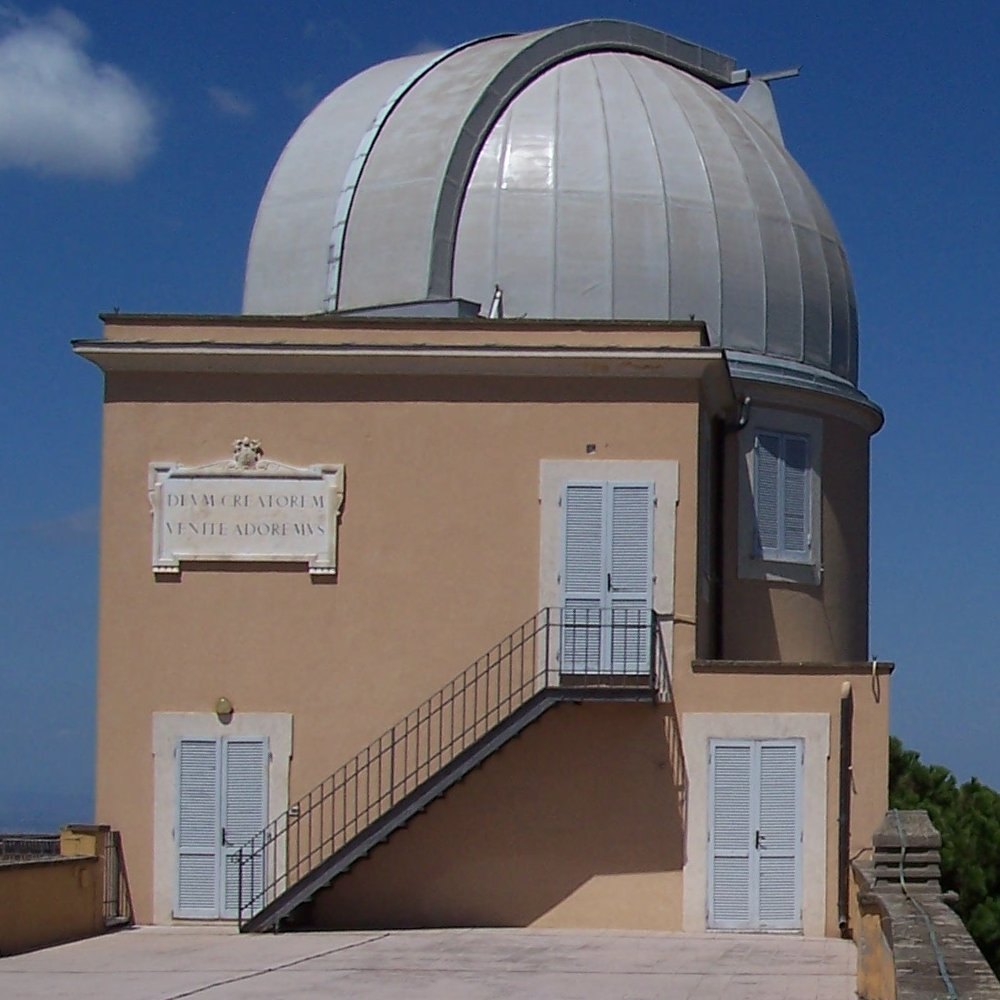
Kính thiên văn quan sát Vatican ở Castel Gandolfo (Cương Đa Phỉ Bảo).

Trong lịch sử, Giáo hội Công giáo đã là một nhà tài trợ chính của thiên văn học, không phải ít nhất là do cơ sở thiên văn của lịch theo đó ngày thánh và Phục Sinh được xác định. Tuy nhiên, trường hợp nổi tiếng nhất của một nhà khoa học đã bị tố cáo là dị giáo phát sinh trong lĩnh vực khoa học này là thử thách Galileo.
Sự quan tâm của nhà thờ trong thiên văn học bắt đầu với những mối quan tâm hoàn toàn thực tế, khi vào thế kỷ 16 Giáo hoàng Gregory XIII yêu cầu các nhà thiên văn học phải đính chính thực tế rằng Lịch Julius đã không đồng bộ với những hiện tượng bầu trời. Kể từ khi Điểm phân đã được gắn liền với lễ kỷ niệm Phục Sinh, Giáo hội cho rằng phong trào ổn định này trong ngày điểm phân là diễn ra không mong muốn. Lịch Gregorius được tạo ra dẫn đến kết quả là lịch riêng được quốc tế chấp nhận và được sử dụng trên toàn thế giới hiện nay và là một đóng góp quan trọng của Giáo hội Công giáo cho nền văn minh phương Tây. Nó được giới thiệu bởi Giáo hoàng Grêgôriô XIII, sau đó lịch được đặt tên theo nghị định được ký vào ngày 24 tháng 2 năm 1582. Năm 1789, Đài thiên văn Vatican mở cửa. Nó được chuyển đến Castel Gandolfo vào những năm 1930 và Kính viễn vọng Công nghệ Tiên tiến Vatican bắt đầu hoạt động ở Arizona, Hoa Kỳ vào năm 1995.

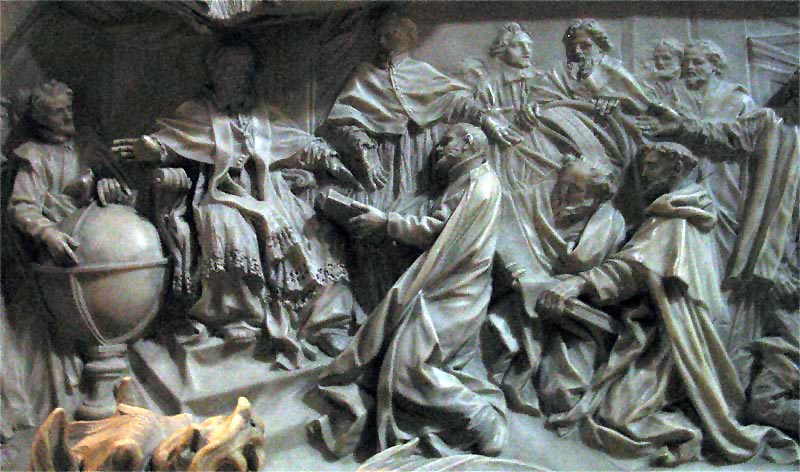
Chi tiết ngôi mộ của Đức Giáo hoàng Grêgôriô XIII kỷ niệm sự ra đời của Lịch Gregorius.

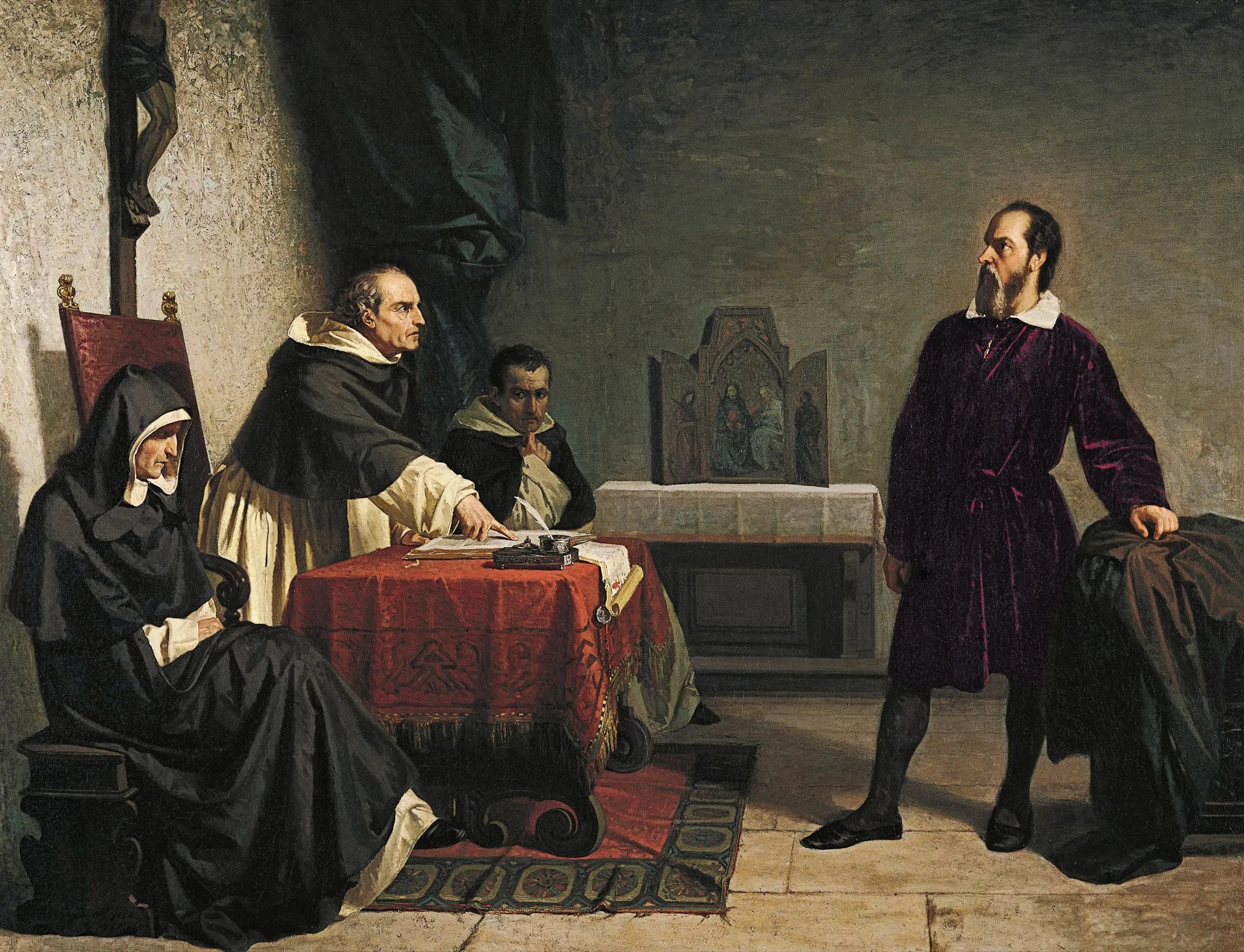
Galileo phải đối mặt với Pháp đình tôn giáo La Mã vẽ bởi Cristiano Banti (1857).

Các nhà thiên văn học nổi tiếng Mikołaj Kopernik (Ni Cổ Lạp · Ca Bạch Ni), người đặt mặt trời ở trung tâm của các thiên thể vào năm 1543, và Galileo Galilei (Già Lợi Lược · Già Lợi Lai), người đã thử nghiệm công nghệ mới kính viễn vọng và, với sự trợ giúp của nó tuyên bố niềm tin của tiền bối của ông là Copernicus đã đúng - cả hai đều là người Công giáo - thực sự Copernicus là một mục sư công giáo. Tuy nhiên, việc thành lập nhà thờ tại thời điểm đó được tổ chức cho các lý thuyết được phát minh ở Hy Lạp trước Cơ đốc giáo bởi Ptolemy và Aristotle, nói rằng thiên thể xoay quanh trái đất. Khi Galileo bắt đầu khẳng định rằng trái đất trong thực tế xoay quanh mặt trời, do đó ông thấy mình thách thức việc thành lập Giáo hội tại một thời điểm mà hệ thống Giáo hội cũng nắm giữ quyền lực thời gian và tham gia vào thách thức chính trị đang diễn ra về sự nổi dậy của Tin Lành. Sau khi thảo luận với Giáo hoàng Urbanô VIII (một người đã từng viết bài về Galileo trước khi nhận chức vụ giáo hoàng), Galileo tin rằng ông có thể tránh được sự chỉ trích bằng cách trình bày luận cứ của mình dưới hình thức đối thoại - nhưng Đức Giáo hoàng đã phạm tội khi ông phát hiện ra một số từ của ông được nói bởi một nhân vật trong cuốn sách là một người đơn giản và Galileo đã được kêu gọi xét xử trước Tòa án Dị giáo.
Trong ví dụ nổi tiếng nhất được trích dẫn bởi các nhà phê bình về "tư thế hướng tới khoa học" của Giáo hội Công giáo, Galileo Galilei đã bị tố cáo vào năm 1633 vì công trình của ông về mô hình thuyết nhật tâm hệ mặt trời, được đề xuất bởi giáo sĩ trí tuệ người Ba Lan Nicolaus Copernicus. Tác phẩm của Copernicus đã bị đàn áp trên thực tế bởi Giáo hội, nhưng các nhà chức trách Công giáo nói chung khoan dung về việc thảo luận về giả thuyết miễn là nó được miêu tả chỉ là một tiểu thuyết khoa học viễn tưởng hữu ích, và không mô tả thực tế. Galileo, ngược lại, lập luận từ quan sát chưa từng có của ông về hệ mặt trời rằng hệ nhật tâm không chỉ đơn thuần là một mô hình trừu tượng để tính toán chuyển động của hành tinh, mà thực sự tương ứng với thực tại vật lý - tức là ông nhấn mạnh rằng các hành tinh thực sự quay quanh Mặt Trời. Sau nhiều năm quan sát bằng kính thiên văn, tham vấn với những người Giáo hoàng, và thảo luận bằng lời nói và bằng văn bản với các nhà thiên văn học và giáo sĩ, một phiên tòa được triệu tập bởi Tòa án Di sản Toàn Cầu La Mã. Galileo đã được tìm thấy "nghi ngờ giận dữ một cách kịch liệt" (không phải "phạm tội dị giáo", như thường xuyên bị báo cáo láo, quản thúc tại gia, và tất cả các tác phẩm của ông, kể cả bất kỳ tác phẩm nào ông viết trong tương lai, đều bị cấm. Galileo đã bị đe dọa bị tra tấn và các nhà khoa học Công giáo khác đã im lặng về vấn đề này. René Descartes (Lặc Nội · Địch Tạp Nhĩ), thần tượng đương đại vĩ đại của Galileo đã ngừng xuất bản ở Pháp và đến Thụy Điển. Theo sử gia khoa học người Ba Lan Jacob Bronowski:
| “ | Hậu quả của việc xét xử và phạt tù là đã làm dừng lại truyền thống khoa học ở Địa Trung Hải. Từ đó về sau cuộc cách mạng khoa học đã chuyển sang Bắc Âu. | ” |

Giáo hoàng Gioan Phaolô II, ngày 31 tháng 10 năm 1992, công khai bày tỏ sự hối hận vì những hành động của những người Công giáo đã đối xử tệ bạc với Galileo trong phiên toà đó. Đức Hồng y John Henry Newman (Nhược Vọng · Hanh Lợi · Nữu Mạn), vào thế kỷ XIX, tuyên bố rằng những người tấn công Giáo hội chỉ có thể nhắm vào vụ Galileo, mà nhiều nhà sử học không chứng minh sự phản đối của Giáo hội đối với khoa học. thời gian đó Giáo hội khuyến khích họ tiếp tục nghiên cứu của họ.

### Tiến hóa
Kể từ khi Charles Darwin công bố Nguồn gốc các loài vào năm 1859, vị trí của Giáo hội Công giáo trên lý thuyết về tiến hóa đã dần dần được hoàn thiện. Trong khoảng 100 năm, không có tuyên bố có thẩm quyền về chủ đề này, mặc dù nhiều ý kiến thù địch được thực hiện bởi các nhân vật nhà thờ địa phương. Trái ngược với nhiều ý kiến phản đối từ Tin Lành, các vấn đề Công giáo với lý thuyết tiến hóa không có liên quan gì đến việc giải thích theo nghĩa đen Sách Sáng Thế, và luôn luôn quan tâm đến câu hỏi về cách mà con người có linh hồn Sáng tạo luận hiện đại đã được ít sự ủng hộ từ Công giáo. Trong những năm 1950, Giáo hội có vị trí là một trong những bên trung lập; vào cuối thế kỷ 20, vị trí của nó phát triển thành một trong những sự chấp nhận chung trong những năm gần đây. Tuy nhiên, Hội thánh nhấn mạnh rằng linh hồn con người đã được Thiên Chúa truyền ngay lập tức, và thực tế của một tổ tiên duy nhất (thường được gọi là tính đơn sinh) cho loài người.
Ngày nay, vị trí chính thức của Giáo hội là một ví dụ khá cụ thể về tiến hóa hữu thần, nói rằng tín ngưỡng và những phát hiện khoa học liên quan đến tiến hóa loài người nhưng không xung đột với nhau, mặc dù con người được coi là một sáng tạo đặc biệt, của Thiên Chúa là cần thiết để giải thích cả hai tính đơn sinh và thành phần tâm linh của nguồn gốc của con người. Không có tuyên bố không thể sai lầm của Đức Giáo hoàng hoặc một Công đồng đại kết đã được đưa ra. Vị trí chính thức của Giáo hội Công giáo là không cụ thể, chỉ nói rằng đức tin và nguồn gốc của cơ thể vật chất của con người "từ vật chất sống trước đây" không xung đột, và rằng sự tồn tại của Thượng đế là cần thiết để giải thích thành phần tâm linh của con người gốc.
Tuy nhiên, nhiều Cơ yếu nhân theo trào lưu chính thống vẫn giữ được niềm tin rằng việc giái thích Kinh thánh về việc tạo ra thế giới (trái với sự tiến hóa) là theo nghĩa đen.

### Nghiên cứu tế bào gốc phôi
Gần đây, Giáo hội đã bị chỉ trích vì giảng dạy rằng nghiên cứu tế bào gốc phôi là một hình thức thử nghiệm trên con người, và kết quả là giết chết một con người. Nhiều lời chỉ trích về việc giảng dạy này cho rằng học thuyết cản trở nghiên cứu khoa học; thậm chí một số người bảo thủ, lấy một sự vị lợi, đã chỉ ra rằng hầu hết các phôi từ tế bào gốc được thu hoạch là "còn sót lại" từ thụ tinh trong ống nghiệm, và sẽ sớm bị loại bỏ dù được sử dụng cho nghiên cứu đó hay không. Giáo hội, ngược lại, đã liên tục duy trì quan điểm của nó về phẩm giá của mỗi cuộc sống con người, và lập luận rằng nó là sai để tiêu diệt một phôi thai vì nó sẽ là để giết một con người trưởng thành; và do đó những tiến bộ trong y học có thể nên phải đến mà không phá hủy phôi người, ví dụ bằng cách sử dụng tế bào gốc trưởng thành hoặc rốn thay cho tế bào gốc phôi thai.

## Tổ chức bảo trợ khoa học trong Giáo hội Công giáo
Trong lịch sử, Dòng Tên là một trong những tổ chức ủng hộ quan trọng nhất của khoa học trong Giáo hội Công giáo. Dòng Tên đã thiết lập một số lượng lớn các trường đại học và các tổ chức giáo dục, lam nền tảng cho sự nghiên cứu của một số nhà khoa học. Các tu sĩ truyền giáo Dòng Tên ở Trung Quốc và Ấn Độ đã có những nỗ lực đáng ghi nhận trong khoa học, đặc biệt là về toán học, thiên văn học, thủy văn và địa lý, bằng cách dịch các công trình khoa học sang tiếng Trung và khuếch trương chúng. Theo Thomas Woods, Dòng Tên đã khai triển một loạt kiến thức khoa học và một loạt các công cụ tinh thần để hiểu về vật lý vũ trụ, bao gồm cả hình học Euclide về khái niệm chuyển động của hành tinh. Một chuyên gia khác trích dẫn câu nói của Thomas Wood và Britton là một trong những lý do cho sự khởi đầu của cuộc cách mạng khoa học ở Trung Quốc bởi vì sự nghiên cứu khoa học dòng Tên.
Theo Jonathan Wright, tu sĩ dòng Tên:
Vì những đóng góp to lớn của Dòng Tên trong sự phát triển của ngành địa chấn rất vĩ đại, nên khoa học về động đất được gọi là "Khoa học Dòng Tên". Dòng Tên cũng được mô tả là tổ chứ đóng góp quan trọng nhất cho vật lý thực nghiệm trong thế kỷ 17. Người ta nói rằng 35 miệng núi lửa trên mặt trăng được đặt theo tên của các nhà khoa học và nhà toán học theo đạo Chúa Giêsu.
Giáo hội Công giáo tiếp tục đóng góp vào sự phát triển của khoa học. Ví dụ, tài trợ khoa học thông qua Viện hàn lâm giáo hoàng về Khoa học, được thành lập năm 1936 bởi Giáo hoàng Piô XI, để thúc đẩy tiến bộ khoa học, đặc biệt là toán học vật lý, toán học tự nhiên và nghiên cứu các vấn đề liên quan đến nhận thức; khoa học vật lý trong thế kỷ hai mươi, chẳng hạn như người nhận giải Nobel vật lý là Stephen Hawking và Charles Hard Town.
Vatican cũng đã thiết lập Đài thiên văn Vatican trong lâu đài Gandolfo ở phía nam của Roma, theo sau là một đài quan sát khác tại Đỉnh Graham Bell ở Hoa Kỳ; Đài quan sát đó được coi là một trong những đài quan sát quan trọng nhất trên thế giới, được thành lập bởi các nhà khoa học nổi tiếng như Michel Heller, George Quinn. Giáo hội Công giáo, trong suốt lịch sử, quan tâm đến thiên văn học, đặc biệt là tầm quan trọng của nó trong việc xác định thời gian Phục Sinh, cũng như tính toán thời gian và ngày. Vatican đã tiên phong quá trình điều chỉnh lịch vào năm 1583, vào Giáo hoàng của thời đại đó là Grêgôriô XIII. Sau đó dẫn đến sự ra đời của "lịch Grêgôriô" và lịch Grêgôriô là lịch được sử dụng rộng rãi trên toàn thế giới ngày nay.

## Nghệ thuật, kiến trúc, văn học, và âm nhạc

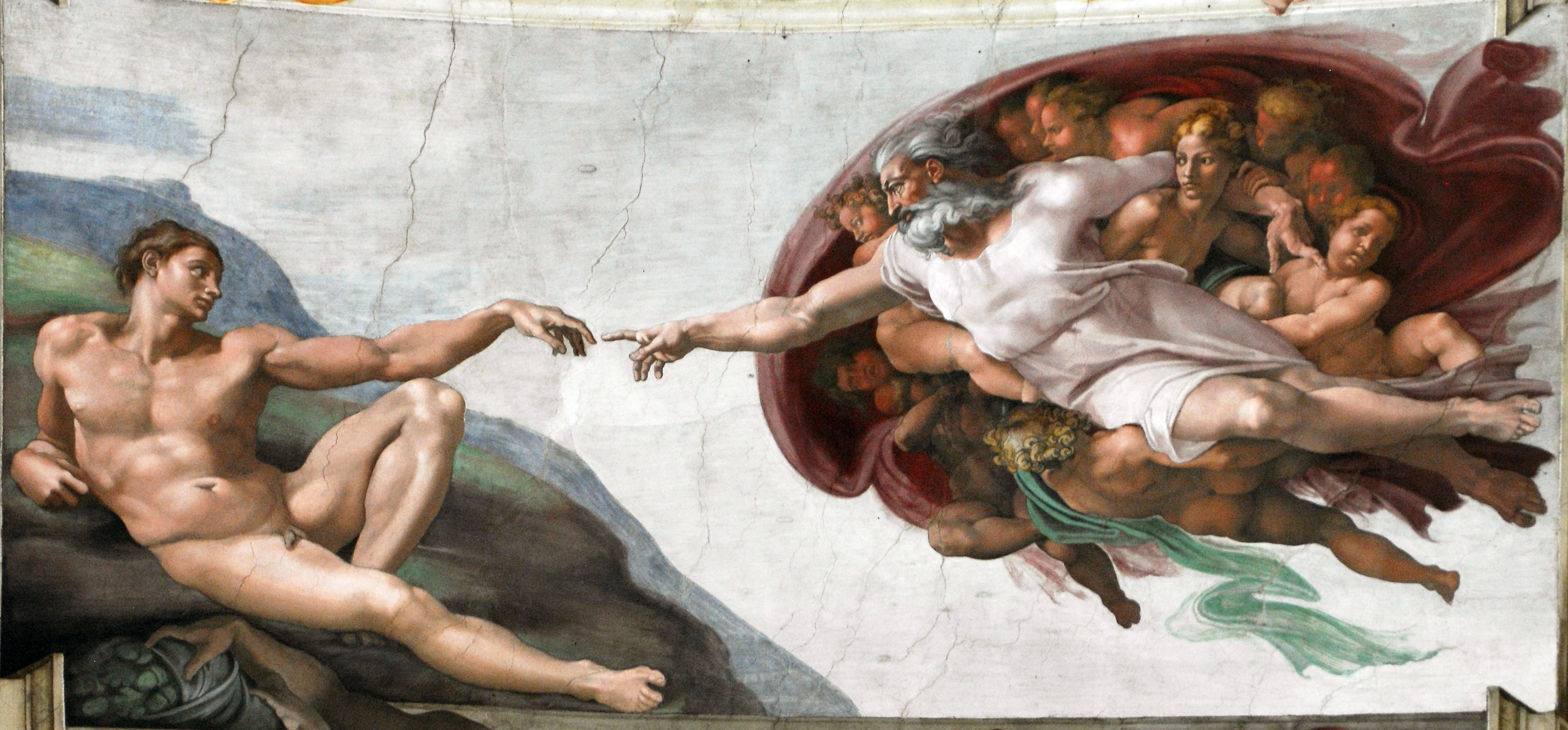
Sự tạo dựng Adam vẽ bởi Michelangelo (Mễ Khai Lãng Cơ La) từ trần Nhà nguyện Sistina.

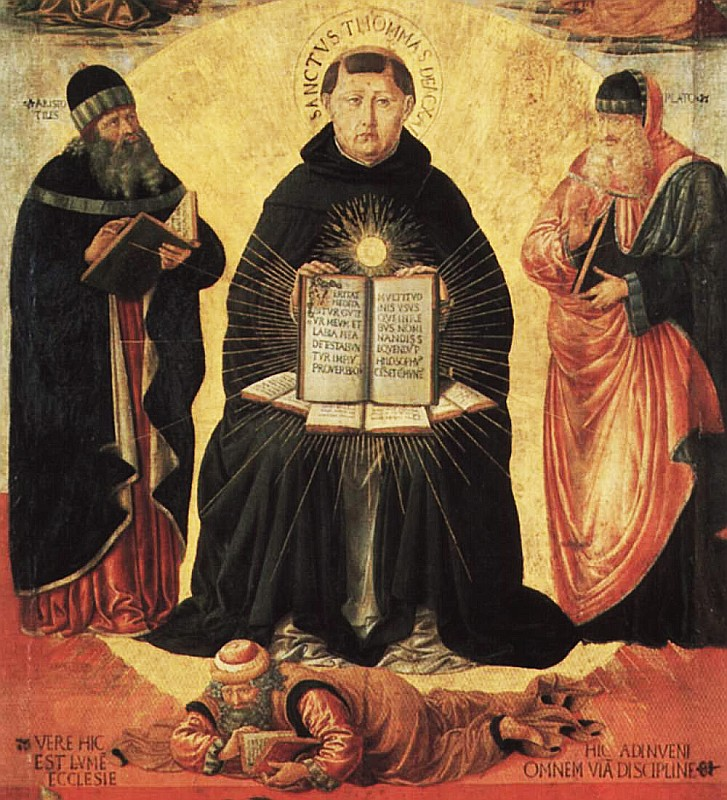
Thánh Tôma Aquinô là một trong những học giả vĩ đại của thời Trung cổ.

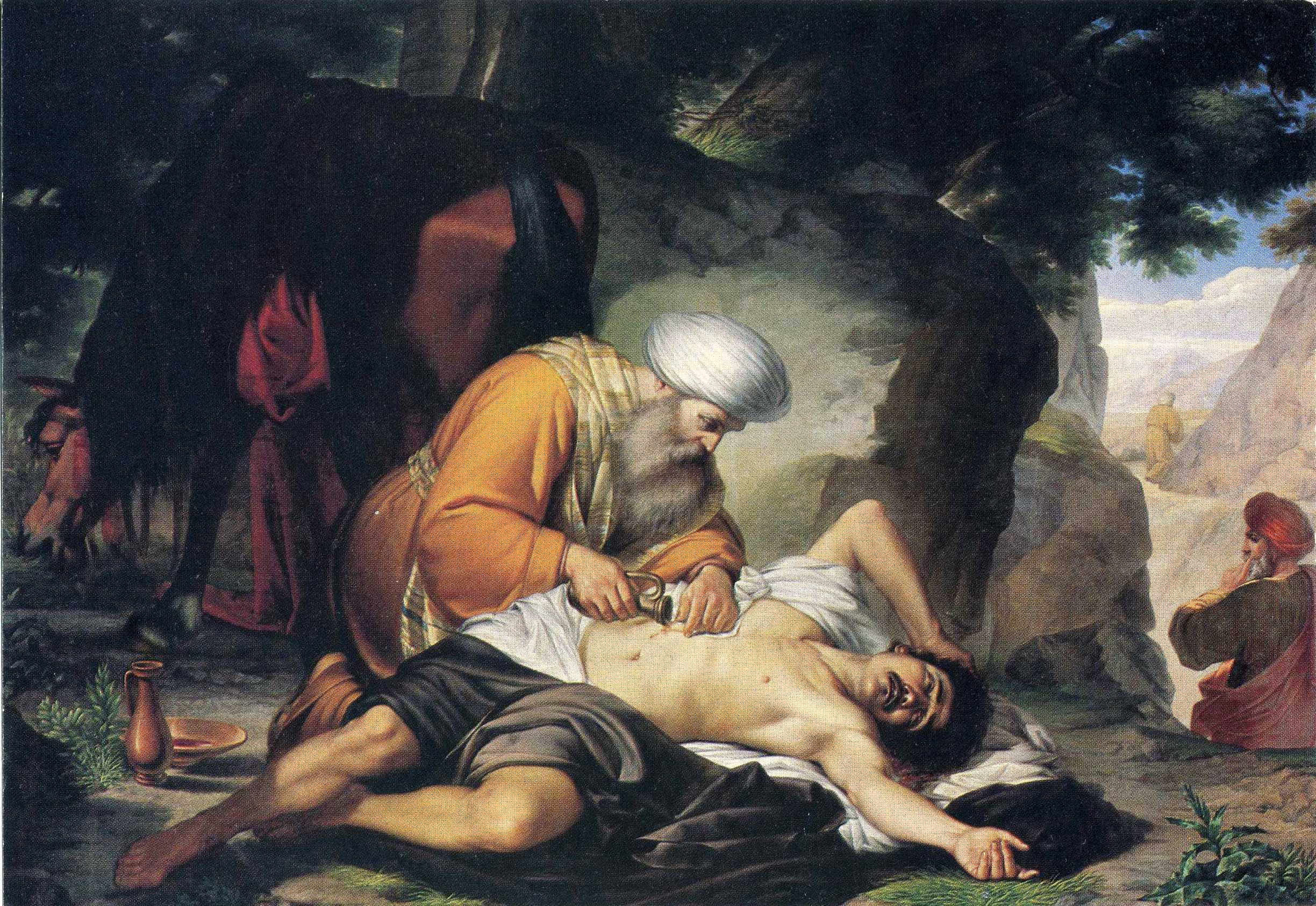
Một mô tả của một họa sĩ người Ý thế kỷ 18 về câu chuyện Dụ ngôn Người Samaria nhân lành. Các chủ đề Kinh Thánh là một chủ đề được lấy làm cảm hứng không ngừng nghỉ của nghệ thuật phương Tây.

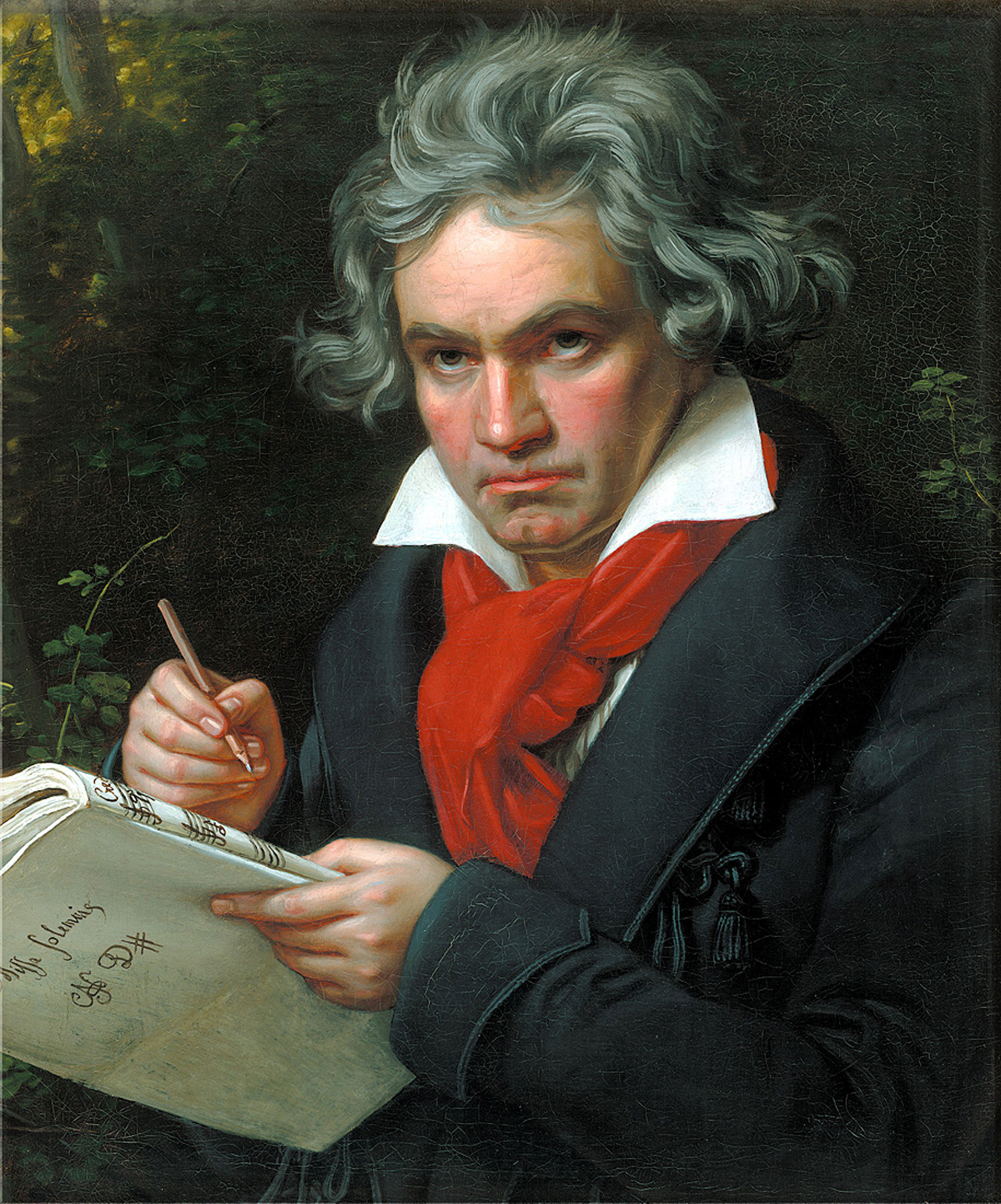
Ludwig van Beethoven (Lộ Đức Duy Hi · Phạm · Bối Đa Phân), sáng tác nhiều Thánh Ca và các tác phẩm tôn giáo, trong đó có Bản Giao hưởng thứ 9 của Ngài cho Khải hoàn ca.

Nhiều nước chính thống Đông phương ở Đông Âu, cũng như ở một mức độ nào đó là các nước Hồi giáo ở phía đông Địa Trung Hải, đã bảo tồn nhiều khía cạnh văn hóa và nghệ thuật của đế quốc trong nhiều thế kỷ sau đó. Một số quốc gia cùng thời với Đế quốc Đông La Mã bị ảnh hưởng về văn hóa bởi đế chế này, mà không thực sự là một phần của nó ("Thịnh vượng chung Byzantine"). Chúng bao gồm Bulgaria, Serbia, và Rus, cũng như một số tiểu quốc không chính thống như Cộng hòa Venezia và Vương quốc Sicilia, có mối quan hệ chặt chẽ với đế quốc Byzantine mặc dù ở một khía cạnh khác trong văn hóa Tây Âu. Nghệ thuật được tạo ra bởi các Kitô hữu Đông Chính thống sống trong Đế quốc Ottoman thường được gọi là "hậu Byzantine". Một số truyền thống nghệ thuật có nguồn gốc từ Đế quốc Byzantine, đặc biệt liên quan đến vẽ biểu tượng và kiến trúc nhà thờ, được duy trì ở Hy Lạp, Serbia, Bulgaria, Macedonia, Nga và các quốc gia Đông chính thống khác cho đến ngày nay.
Một số sử gia ghi nhận Giáo hội Công giáo cho những gì họ cho là sự sáng chói và lộng lẫy của nghệ thuật phương Tây. "Mặc dù nhà thờ thống trị nghệ thuật và kiến trúc, nó không ngăn cản các kiến trúc sư và nghệ sĩ thử nghiệm trí tưởng tượng của mình...":225 Sử gia đề cập đến sự phản đối nhất quán của Giáo hội phương Tây đối với biểu tượng Byzantine, một phong trào chống lại sự biểu hiện của thần thánh. sự khăng khăng của nó về việc xây dựng các cấu trúc phù hợp với sự thờ phượng. Những đóng góp quan trọng bao gồm đào tạo và bảo trợ của các nghệ sĩ riêng lẻ, cũng như phát triển phong cách nghệ thuật và kiến trúc Roman, Gothic và Phục Hưng. Các nghệ sĩ thời Phục hưng như Raphael, Michelangelo, Leonardo da Vinci, Bernini, Botticelli, Fra Angelico, Tintoretto, Caravaggio, và Titian, là một trong vô số những nghệ sĩ sáng tạo được Giáo hội tài trợ. Câu Wisdom 11:20 Thiên Chúa 'ra lệnh cho tất cả mọi thứ bằng cách đo lường về số lượng và trọng lượng ảnh hưởng đến công trình xây dựng hình học của kiến trúc Gothic, các học giả Kinh viện' có hệ thống trí tuệ gọi là Summa Theologiae tác động đến các tác phẩm của Dante (Đãn Đinh · A Lợi Cát Gia Lí), tính thần học và thần bí của nó đã phát triển một trí tưởng tượng Công giáo ảnh hưởng đến các nhà văn như J. R. R. Tolkien và William Shakespeare, và tất nhiên, có sự bảo trợ của Giáo hội cho các tác phẩm vĩ đại của các nghệ sĩ Công giáo như Michelangelo, Raphael, Bernini, Borromini và Leonardo da Vinci.
Nhà sử học nghệ thuật người Anh Kenneth Clark đã viết rằng "nền văn minh vĩ đại" đầu tiên của Tây Âu đã tạo thành bắt đầu vào năm 1000. Từ năm 1100, ông viết, tu viện lớn và nhà thờ được xây dựng và trang trí bằng các tác phẩm điêu khắc, treo, khảm và các tác phẩm thuộc về một trong những kỷ nguyên lớn nhất của nghệ thuật và cung cấp sự tương phản hoàn toàn với những điều kiện đơn điệu và chật chội của cuộc sống bình thường trong thời kỳ này. Abbot Suger của Tu viện Thánh Denis được coi là một người bảo trợ ban đầu có ảnh hưởng của kiến trúc Gothic và tin rằng tình yêu của cái đẹp đưa mọi người đến gần Chúa hơn: "Tâm trí buồn tẻ tăng lên nếu cái đó là vật chất". Clarke gọi đây là "nền tảng trí tuệ của tất cả các tác phẩm nghệ thuật tuyệt vời của thế kỷ tiếp theo và trên thực tế vẫn là cơ sở cho niềm tin của chúng ta về giá trị nghệ thuật cho đến ngày nay".
Sau đó, trong thời Phục Hưng và Phong trào Phản Cải cách, nghệ sĩ Công giáo đã sản xuất nhiều những kiệt tác vượt trội của nghệ thuật phương Tây - thường lấy cảm hứng từ chủ đề Kinh Thánh: từ tác phẩm điêu khắc của Michelangelo David và Pietà, đến Da Vinci Bữa ăn tối cuối cùng và tác phẩm khác của Raphael Madonna paintings. Đề cập đến một "sự bùng nổ lớn của năng lượng sáng tạo như đã diễn ra ở Rome từ năm 1620 đến năm 1660", Kenneth Clarke đã viết:
[V]ới một ngoại lệ duy nhất, các nghệ sĩ vĩ đại của thời đại là tất cả các Kitô hữu chân thành, phù hợp. Guercino đã dành phần lớn các buổi sáng của mình để cầu nguyện; Bernini (Cát An · Lạc Luân Tá · Bối Ni Ni) thường xuyên nhập thất và thực hành các bài tập tâm linh của Thánh Inhaxiô; Rubens (Bỉ Đắc · Bảo La · Lỗ Bổn Tư) đã tham dự Thánh Lễ mỗi buổi sáng trước khi bắt đầu công việc. Ngoại lệ là Caravaggio (Tạp Lạp Ngõa Kiều), người giống anh hùng của một vở kịch hiện đại, ngoại trừ việc anh tình cờ vẽ rất tốt.

Sự phù hợp này không dựa trên nỗi sợ hãi về Pháp đình tôn giáo, nhưng với niềm tin hoàn toàn đơn giản rằng đức tin đã truyền cảm hứng cho các vị thánh vĩ đại của thế hệ trước là điều mà một người đàn ông nên điều chỉnh cuộc sống của mình.
Trong âm nhạc, các tu sĩ Công giáo phát triển các hình thức đầu tiên của ký hiệu âm nhạc phương Tây hiện đại để chuẩn hóa phụng vụ trong toàn Giáo hội, và một thể loại âm nhạc tôn giáo khổng lồ đã được sáng tác cho nó qua nhiều thời đại. Điều này dẫn trực tiếp đến sự xuất hiện và phát triển của âm nhạc cổ điển châu Âu, và nhiều ví dụ của nó. Phong cách Baroque (Ba Lạc Khắc), mà bao trùm âm nhạc, nghệ thuật và kiến trúc, được đặc biệt khuyến khích bởi các nhà hậu Cải cách Giáo hội Công giáo như các hình thức như cung cấp một phương tiện biểu hiện tôn giáo đã được khuấy vào tình cảm, nhằm kích thích nhiệt tình tôn giáo.
Danh sách các nhà soạn nhạc Công giáo và thánh nhạc Công giáo trong đó có một vị trí nổi bật trong văn hóa phương Tây được mở rộng, nhưng bao gồm Ode to Joy; Ave Verum Corpus; Ave Maria, Panis Angelicus, và Gloria.
Tương tự, danh sách các tác giả Công giáo và các tác phẩm văn học là rất lớn. Với truyền thống văn học kéo dài hai thiên niên kỷ, Kinh Thánh và thông tri của giáo hoàng đã trở thành hằng số của sách Công giáo nhưng vô số các tác phẩm lịch sử khác có thể được liệt kê vì chúng rất đáng chú ý về ảnh hưởng của chúng đối với xã hội phương Tây. Từ cuối Thời cổ đại, cuốn sách Lời thú tội của St Augustine, vạch ra tuổi trẻ tội lỗi của ông và việc cải đạo sang Kitô giáo, được coi là cuốn tự truyện đầu tiên được viết là kinh điển của Văn học phương Tây. Augustine ảnh hưởng sâu sắc đến thế giới thời trung cổ sau này. Cuốn Summa Theologica, viết năm 1265-1274, là tác phẩm nổi tiếng nhất của Tôma Aquinô (c.1225–1274), và mặc dù chưa hoàn thành, "một trong những tác phẩm kinh điển của lịch sử triết học và một trong những tác phẩm có ảnh hưởng nhất của văn học phương Tây." Nó được dự định như một hướng dẫn cho những người mới bắt đầu về thần học và một bản tóm lược của tất cả các giáo lý Thần học chính của Giáo hội. Nó trình bày lý luận cho hầu như tất cả các điểm của thần học Kitô giáo ở phương Tây. Thơ ca sử thi của Dante người Ý và Thần khúc của ông vào cuối thời Trung cổ cũng được coi là có ảnh hưởng vô cùng lớn. Nhà văn và nhà triết học người Anh, Thomas More (Thác Mã Tư · Mạc Nhĩ), đã viết tác phẩm Utopia (Ô Thác Bang) vào năm 1516. Thánh Inhaxiô nhà Loyola, một nhân vật chủ chốt trong cuộc cải cách phản công của Công giáo, là tác giả của một cuốn sách có ảnh hưởng về thiền định được gọi là Bài tập tâm linh.
Trong Giáo hội Công giáo Rôma, "Tiến sĩ Hội Thánh" là một cái danh hiệu được trao cho một vị thánh từ những tác phẩm mà toàn thể Giáo hội được giảng dạy để có được kiến thức to lớn và "người học" và "sự thánh thiện vĩ đại" là được công bố bởi giáo hoàng hoặc của cộng đồng đại kết. Danh dự này được đưa ra rất hiếm, và chỉ sau khi tuyên thánh.
Nghệ thuật đã được truyền cảm hứng mạnh mẽ bởi tín ngưỡng Tin Lành. Martin Luther, Paul Gerhardt, George Wither, Isaac Watts, Charles Wesley, William Cowper, và nhiều tác giả và nhà soạn nhạc khác đã tạo ra những bài thánh ca nổi tiếng của nhà thờ. Các nhạc sĩ như Heinrich Schütz, Johann Sebastian Bach, George Frederick Handel, Henry Purcell, Johannes Brahms, và Felix Mendelssohn-Bartholdy sáng tác những tác phẩm âm nhạc tuyệt vời. Những họa sĩ nổi tiếng theo Tin lành, ví dụ, Albrecht Dürer, Hans Holbein trẻ, Lucas Cranach, Rembrandt, và Vincent van Gogh. Văn học thế giới được làm phong phú thêm bởi các tác phẩm của Edmund Spenser, John Milton, John Bunyan, John Donne, John Dryden, Daniel Defoe, William Wordsworth, Jonathan Swift, Johann Wolfgang Goethe, Friedrich Schiller, Samuel Taylor Coleridge, Edgar Allan Poe, Matthew Arnold, Conrad Ferdinand Meyer, Theodor Fontane, Washington Irving, Robert Browning, Emily Dickinson, Emily Brontë, Charles Dickens, Nathaniel Hawthorne, Thomas Stearns Eliot, John Galsworthy, Thomas Mann, William Faulkner, John Updike, và nhiều người khác.
Kitô giáo nói chung và Giáo hội Công giáo nói riêng có vai trò trong sự phát triển sáng chói của nghệ thuật phương Tây. Điều này bao gồm tất cả các tác phẩm trực quan được tạo ra trong một nỗ lực để minh họa cho các giáo lý của tôn giáo Kitô. Điều này bao gồm hội họa, điêu khắc, khảm, làm công cụ bằng kim loại, thêu, biểu tượng và thậm chí cả kiến trúc. Công giáo và Chính thống giáo đã đóng một vai trò nổi bật trong lịch sử và phát triển của nghệ thuật phương Tây từ ít nhất là thế kỷ thứ tư. Một trong những chủ đề chính lấy cảm hứng từ các tác phẩm của nghệ thuật Kitô giáo là cuộc đời của Chúa Giêsu, cùng với cuộc sống của các môn đồ, thánh đồ và các sự kiện của Cựu Ước.

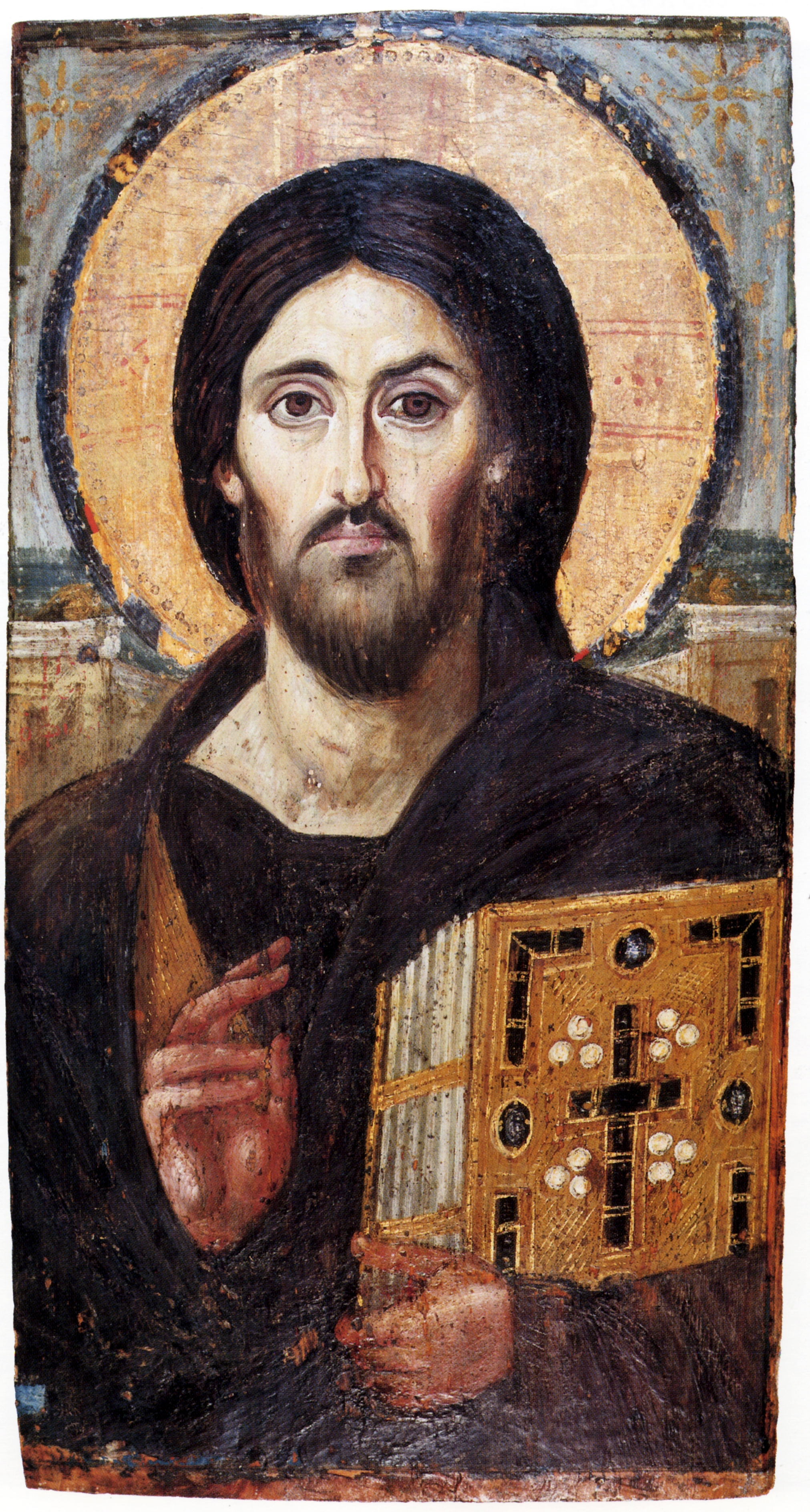
Một biểu tượng Chính thống của Chúa Giêsu và là một trong những biểu tượng quan trọng nhất của Kitô giáo phương Đông.

Nghệ thuật Kitô hữu tiên khởi, đó vẫn là một quan sát rõ ràng từ các bức bích họa vẽ trên các bức tường của ngôi nhà và hầm mộ trong sự bức hại các Kitô hữu của Đế chế La Mã. Các quan tài bằng đá được thực hiện bởi các Kitô hữu La Mã được chạm khắc tác phẩm miêu tả Chúa Giêsu, Maria và các sự kiện khác của Kinh Thánh. Sau khi kết thúc cuộc bức hại, nghệ thuật Kitô giáo đã áp dụng các hình thức phong phú hơn như tranh ghép và các bản thảo trang trí công phu. Nhà thờ từ vị trí khác nhau như Chính Thống giáo và Ki Tô giáo phương Tây có nghệ thuật riêng đối với các vấn đề của bức tượng bên trong các nhà thờ, trong khi các nhà thờ từ chối đến Constantinople, Antioch và Alexandria, nó đã phát triển một biểu tượng nghệ thuật riêng, nó đã chịu ảnh hưởng Giáo hội Công giáo tại Rome và các nhà thờ tiếp theo trong các khu vực Tây Âu. Và thông qua các khai thác của nghệ thuật Kitô giáo, mà đã được xây dựng với một ý nghĩa tôn giáo Kitô giáo của bức tượng, mà đang còn sử dụng trong việc truyền bá các tôn giáo mới trong các khu vực Tây Âu, trong đó đã bị từ chối sự thiếu hiểu biết để đọc và viết, và do đó được khai thác bức tượng Kitô giáo cho các mục đích giáo dục và thuần túy giáo dục. Trong khi bạn đi vào các nhà thờ Kitô giáo Đông phương có ca khúc nghệ thuật khác nhau, như các quá trình tiến hóa của nghệ thuật của các biểu tượng đặc biệt dưới những đế chế Byzantine, nơi các quá trình tiến hóa của nghệ thuật của khảm và khảm đá cẩm thạch hoặc thủy tinh và trang trí của bản thảo, sau khi thời suy vong của Constantinople từng là trung tâm biểu tượng nghệ thuật ảnh hường đến Nga, mà đã phát triển kỹ thuật mới trong các nghệ thuật biểu tượng. Và cho đến ngày nay Nga vẫn là trung tâm của nghệ thuật biểu tượng phương Đông.

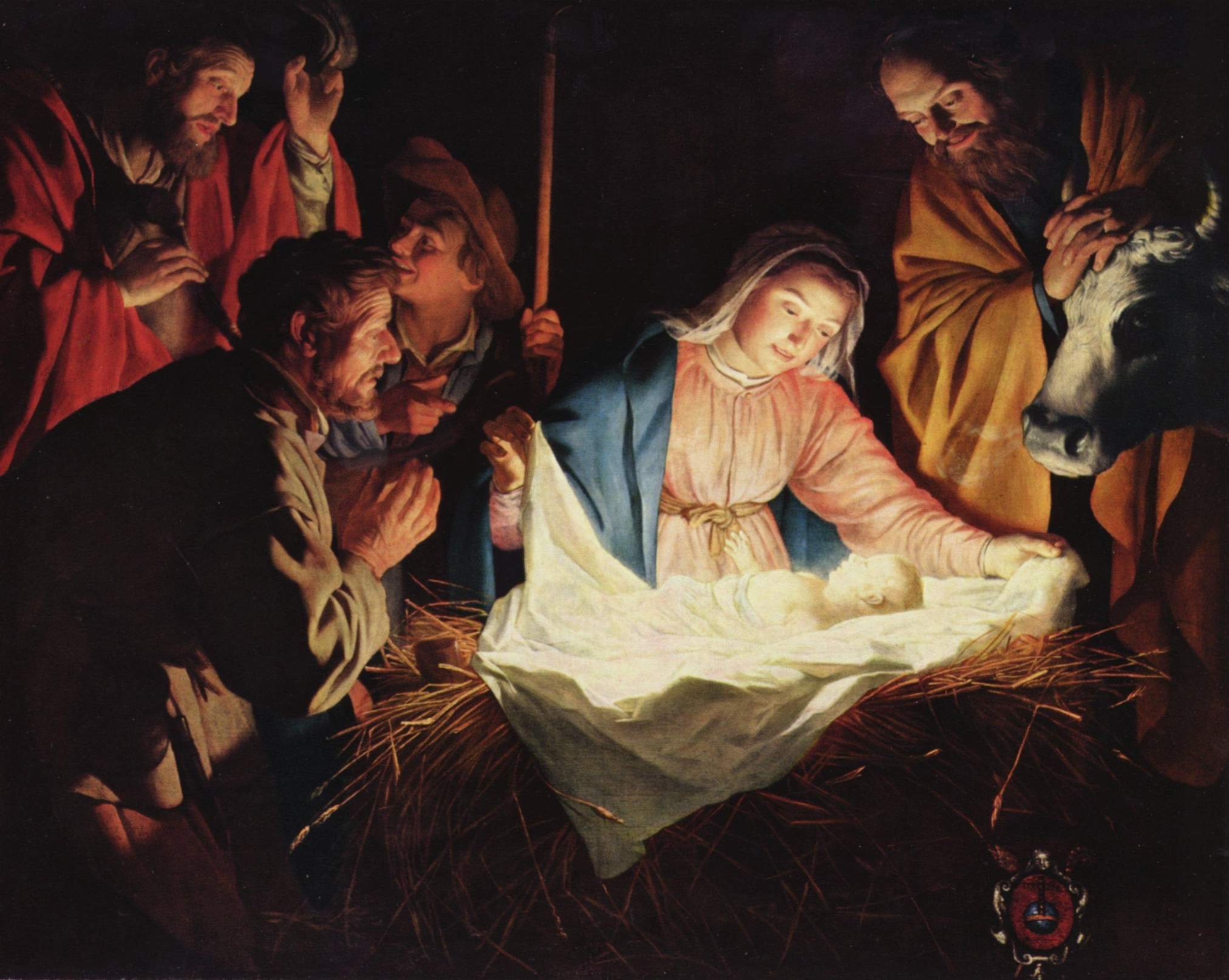
Sự ra đời của Chúa Giêsu, đứa trẻ, Maria, Gie-su, và các mục tử, 1622.

Phát triển các nhà thờ của Chính Thống Đông Phương thuật gắn liền với bản sắc trong các Giáo hội Coptic được biết đến trong các bức tranh bích họa và nghệ thuật trang trí Coptic như cũng như các vấn đề thống nhất của Giáo hội Chính Thống Ethiopia, mà đã phát triển một nghệ thuật độc đáo của Thiên chúa giáo châu Phi. Giáo hội Malankara ở Ấn Độ cũng phát triển một nghệ thuật có yếu tố Ấn Độ và Syria.
Trong thời kỳ Cải Cách Tin Lành, một phong trào kêu gọi hủy diệt các hình ảnh tôn giáo không ủng hộ đạo Tin Lành, điều này dẫn đến sự xuất hiện của một loại hình nghệ thuật mới trong Giáo hội Công giáo, Baroque và Rococo.
Trong thời kỳ Phục hưng, nghệ thuật vẽ tranh và điêu khắc đã hoạt động và Vatican thu hút hầu hết các nghệ sĩ: Leonardo da Vinci, Michelangelo, Raphael và những người khác. Hầu hết các đồ cổ tồn tại trên khắp châu Âu ngày nay, có niên đại từ thời Phục hưng, được ghi nhận để xây dựng Babes của thời đại đó.
Hầu hết các tác phẩm phương Tây chủ yếu của nghệ thuật từ cấp độ khác nhau đã cũng liên quan đến Kitô giáo.

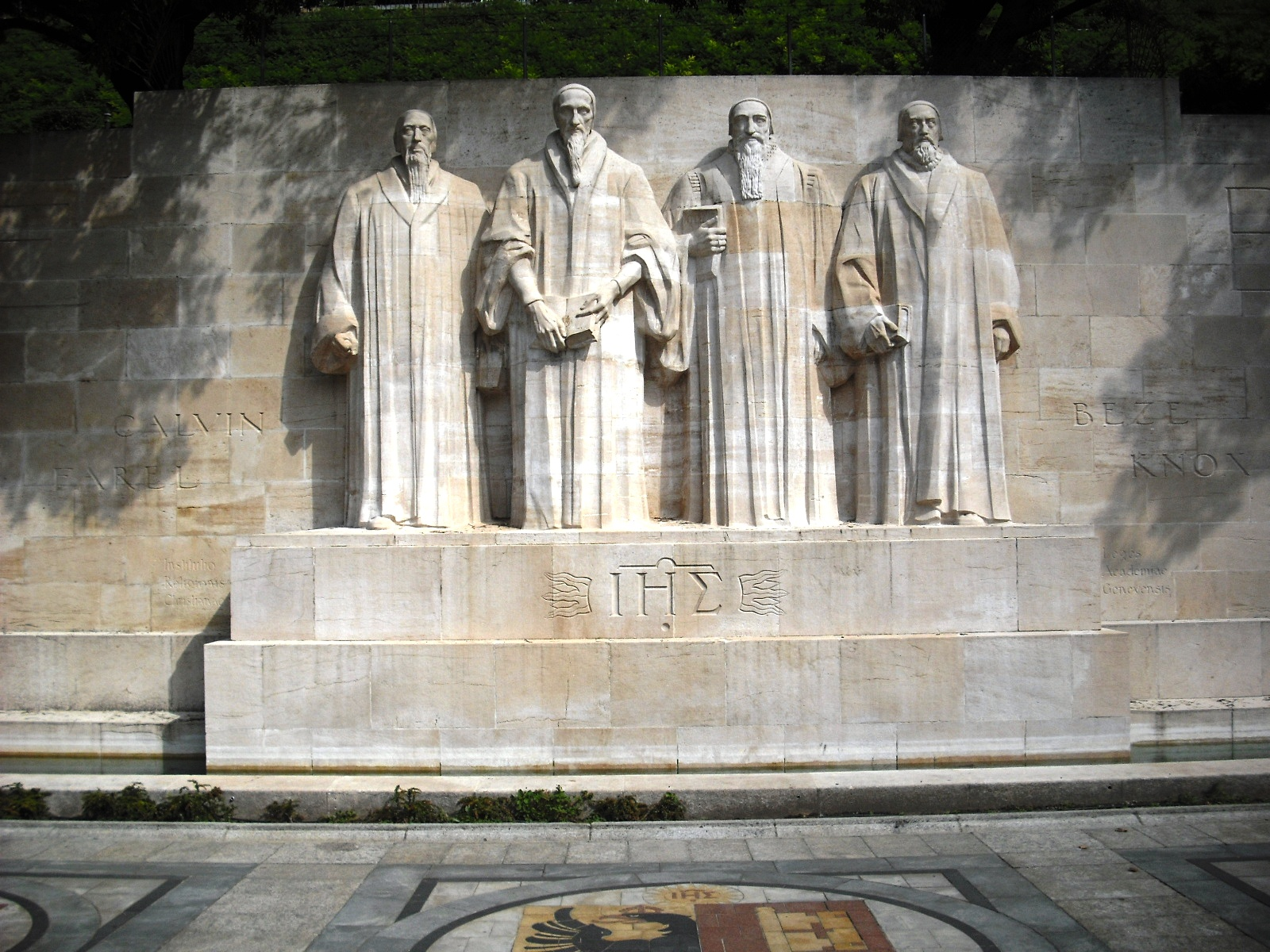
Những người cải cách Tin lành ở Geneva, Thụy Sĩ
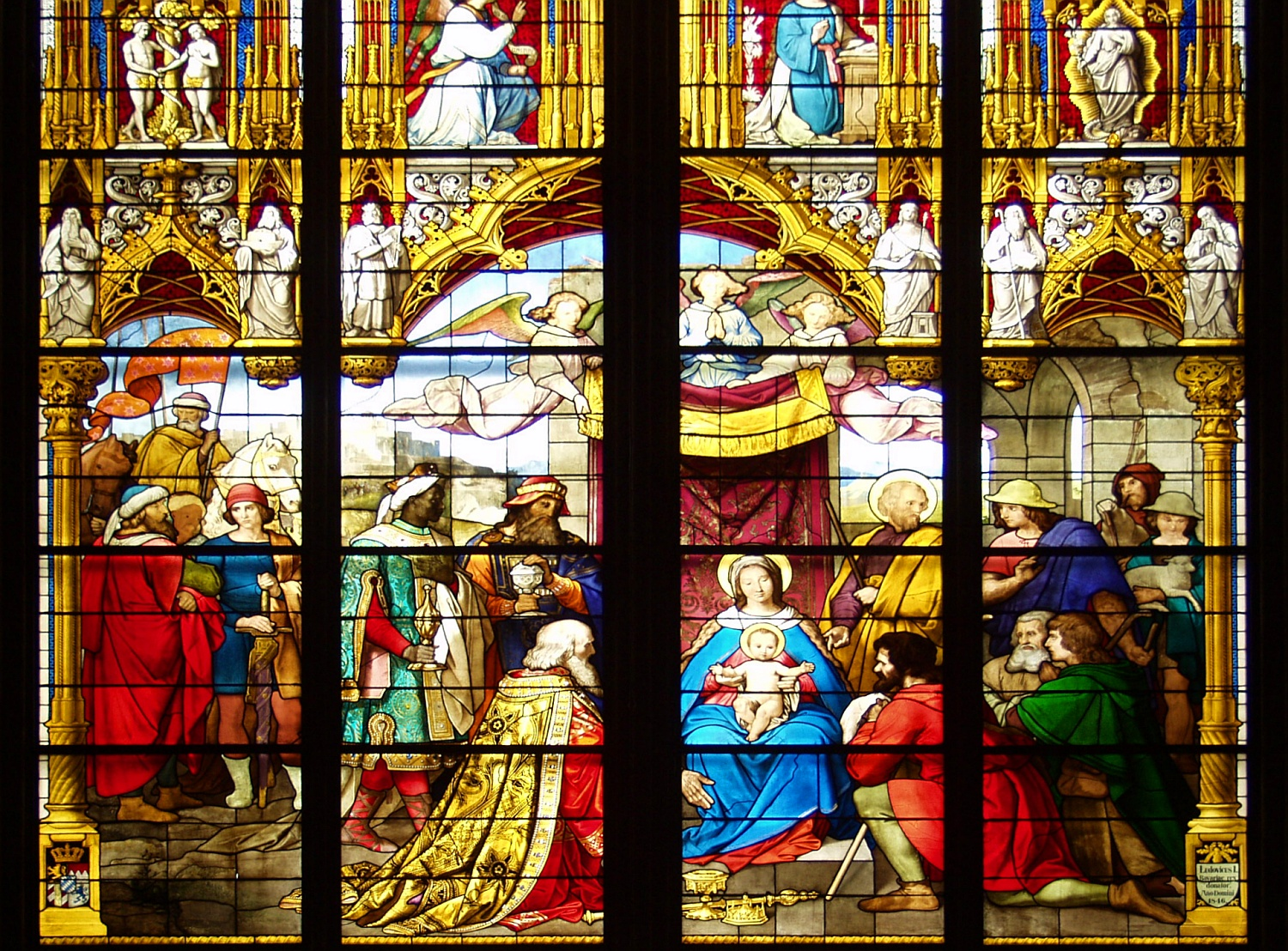
Bức vẽ trên kính màu cho thấy câu chuyện về sự ra đời của Chúa Giêsu tại Nhà thờ Cologne
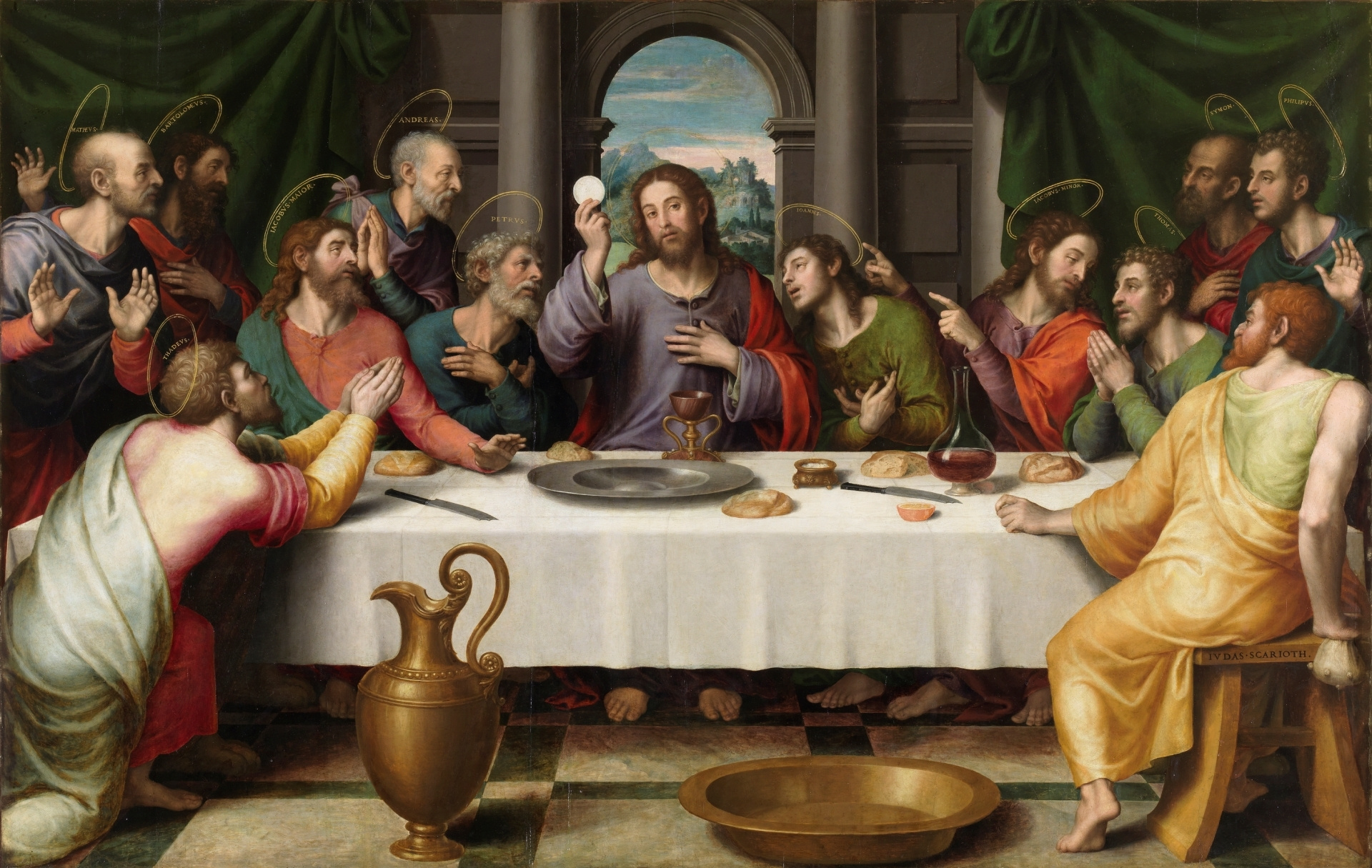
Bữa ăn tối cuối cùng, vẽ bởi Vincent McSpee Vincent
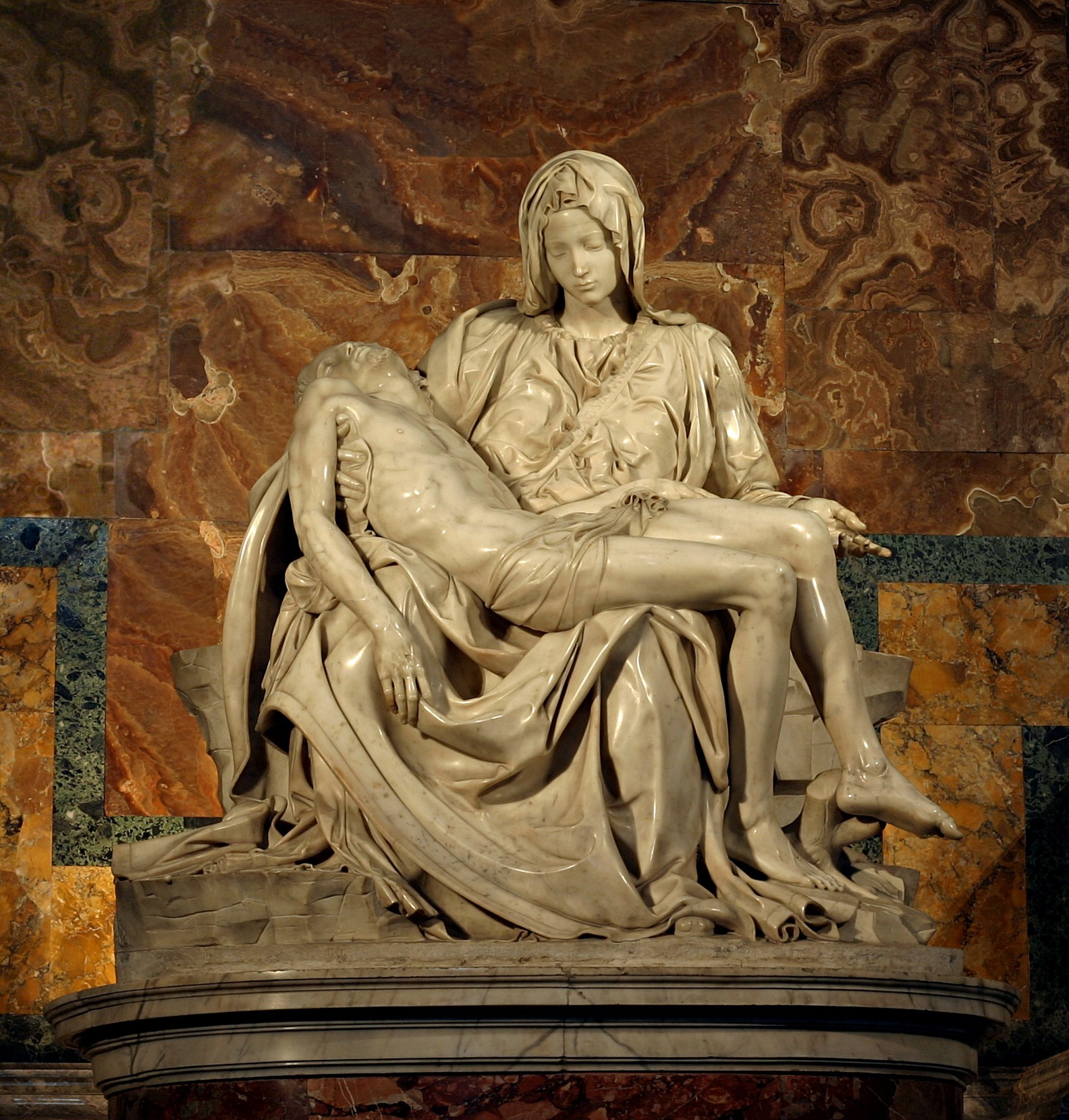
Pieta
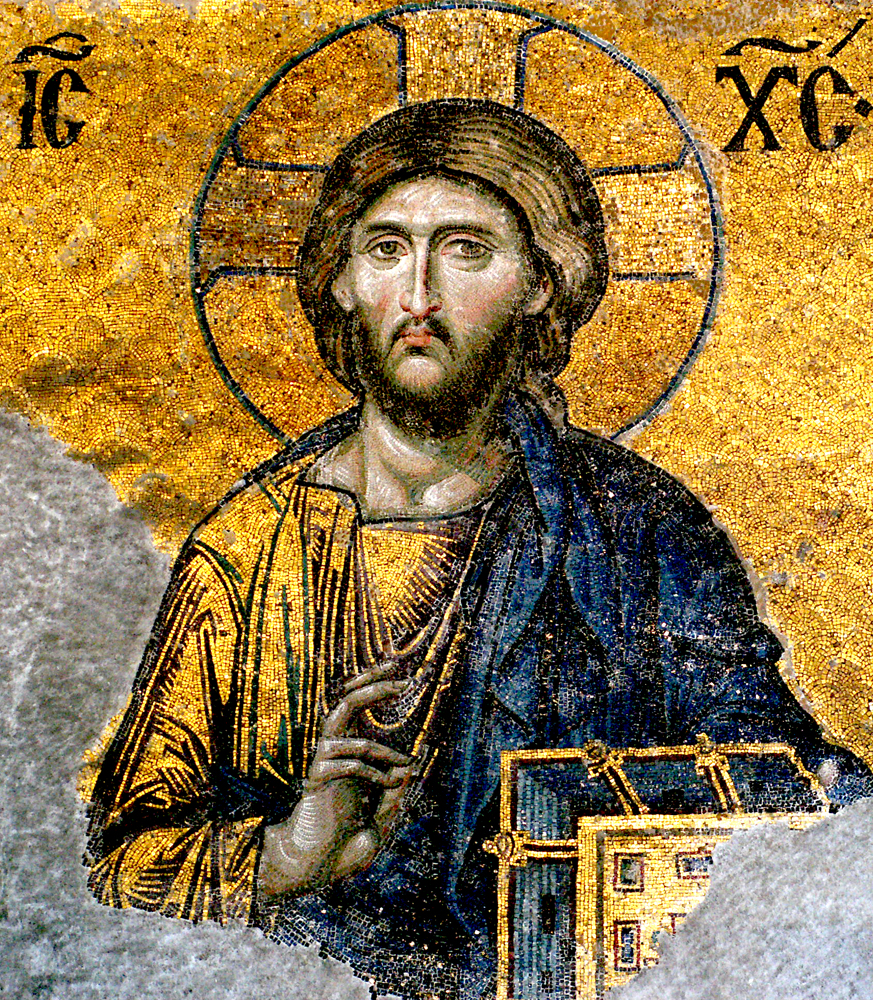
Chúa Giêsu
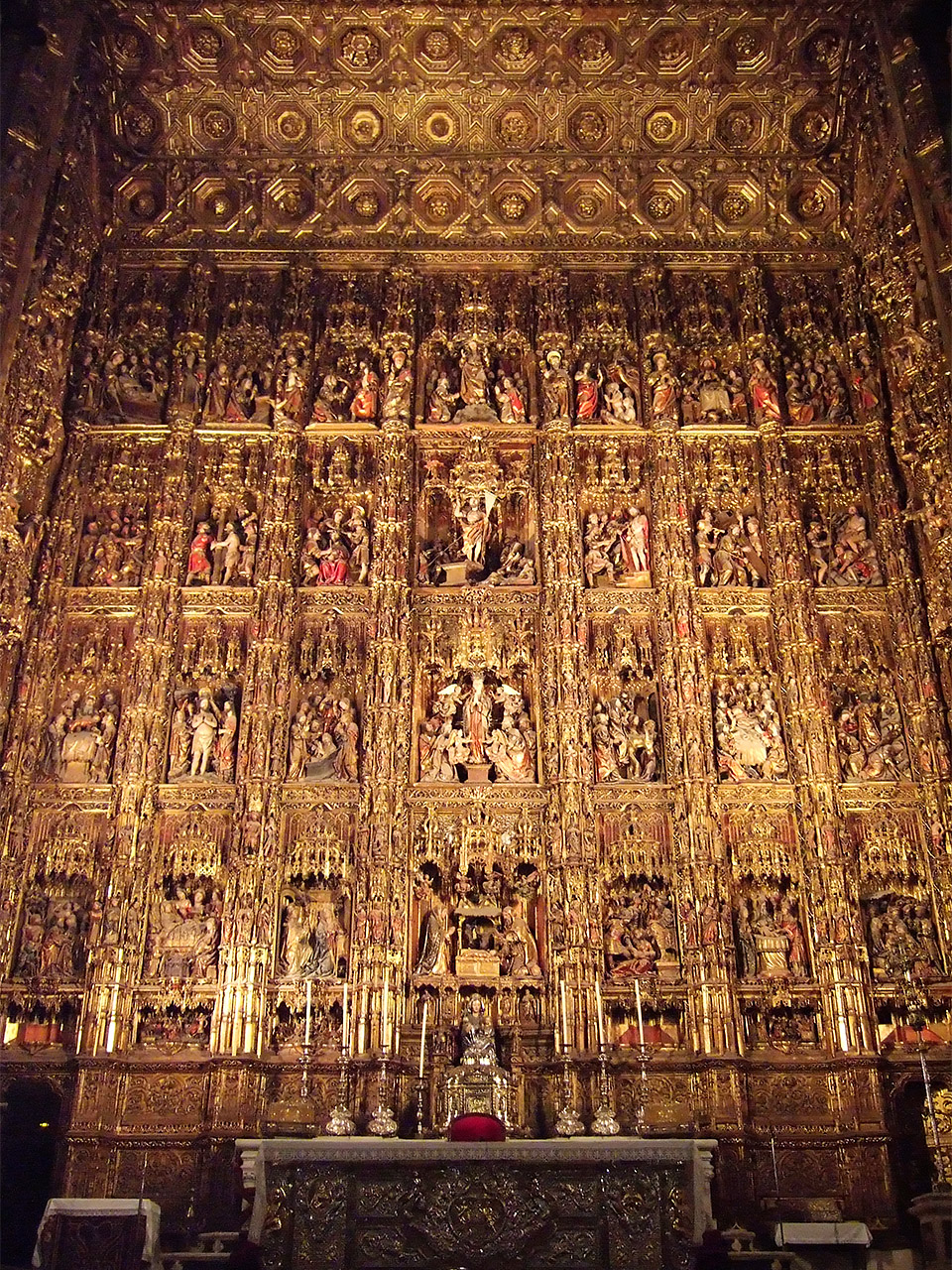
Bàn thờ tại nhà thờ Seville, Tây Ban Nha
Biểu tượng Chúa Ba Ngôi, vẽ bởi Andrej RublëvBiểu tượng Chúa Ba Ngôi, vẽ bởi Andrej Rublëv
Bức tranh ĐứcBức tranh Đức
Mô-sê ở ngôi mộ Julius IIMô-sê ở ngôi mộ Julius II
Tác phẩm điêu khắc Thánh Teresa của Lorenzo BernimiTác phẩm điêu khắc Thánh Teresa của Lorenzo Bernimi

### Âm nhạc

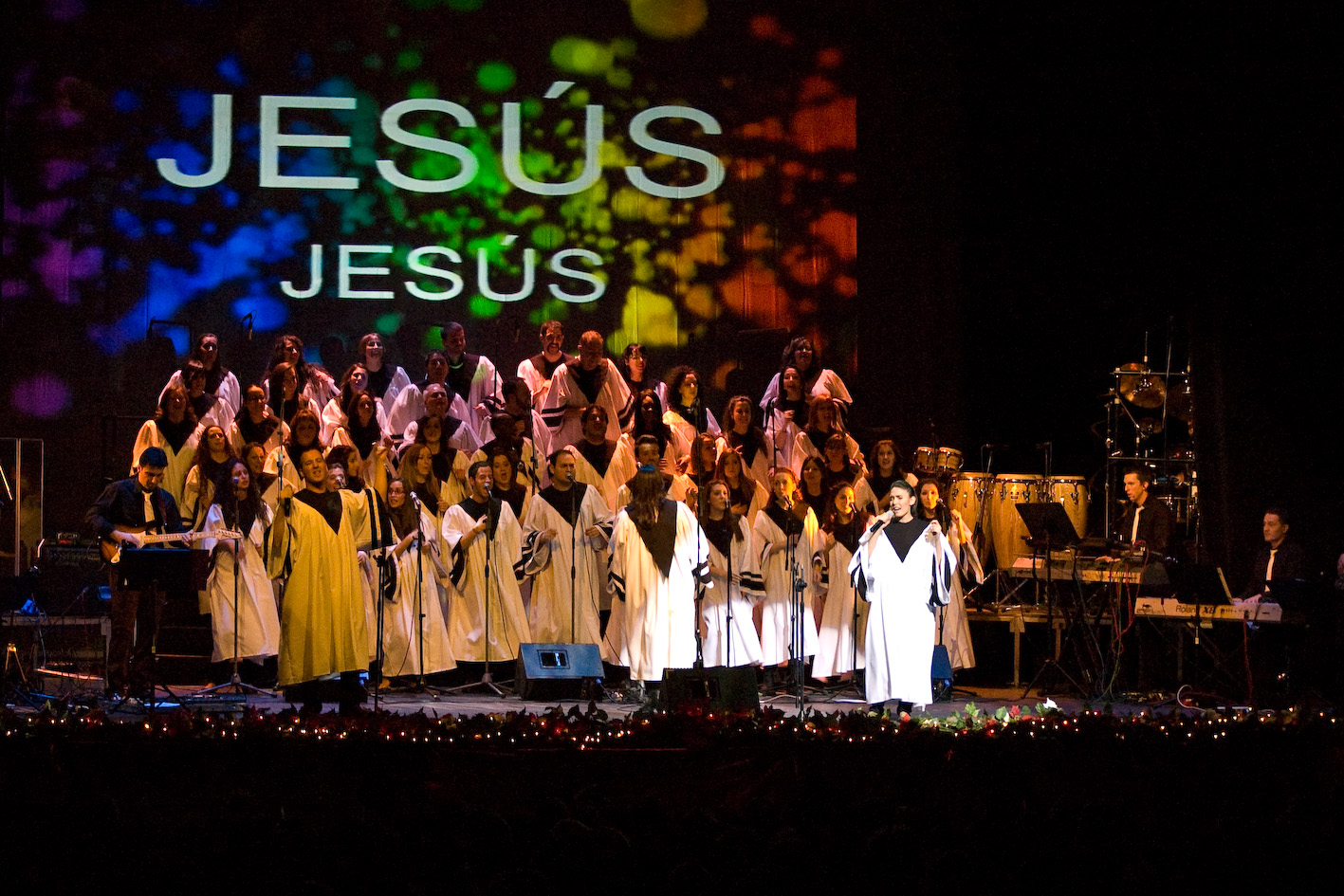
Một dàn hợp xướng Tin Lành ở Brazil.

Âm nhạc được sử dụng trong việc thờ phượng Thiên Chúa. Trong đó một tập thể hát với nhau, tạo thành một dàn hợp xướng. Vào thế kỷ IV, sau khi kết thúc thời đại khủng bố các Kitô hữu, các Giáo Phụ của Giáo hội đã thiết lập một hệ thống nghi lễ tôn giáo gồm những bài hát được hát vào những dịp khác nhau trong suốt cả năm, và việc viết lời của các bài hát tôn giáo chịu ảnh hưởng của thơ ca Cựu Ước hay Thánh vịnh. Mỗi nhà thờ có âm nhạc và bài hát của riêng mình (Giáo hoàng Grêgôriô I từng biểu diễn âm nhạc tại giáo hội La Mã). Nó là một nghệ thuật âm nhạc trữ tình nghiêm túc, với giai điệu không hợp thức của nhạc cụ. Các bài hát Grêgôriô được dựa trên tám thang âm nhạc. Âm nhạc cũng được phát triển trong các nhà thờ Chính thống giáo phương Đông, và xuất hiện trong các vở nhạc kịch của Giáo hội Chính thống Syria. Thể loại âm nhạc này nay được sử dụng tại tám nhà thờ ở Syria và có niên đại từ Thánh Ephrem xứ Syria. Thể loại âm nhạc này đã được truyền tới Ấn Độ. Thể loại nhạc Thánh ca Mar Toma là một thể loại âm nhạc kết hợp các yếu tố Syria và Ấn Độ. Âm nhạc giáo hội Byzantine được phát triển trong Giáo hội Chính thống Đông, vốn là âm nhạc trong nhà thờ, không sử dụng nhạc cụ, thách thức sự đa dạng của ngôn ngữ. Tiard nói rằng âm nhạc Byzantine là giọng hát và được hát bởi một dàn đồng ca hoặc ca đoàn được đào tạo trong bài thánh ca hài hòa. Âm nhạc Byzantine ảnh hưởng đến tiếng Bungari, La Mã, Serbia và các loại nhạc Ban Căng khác. Các yếu tố âm nhạc địa phương đã phát triển ở châu Âu, và trong thế kỷ 15 và 17, nó đạt đến thời Hoàng kim. Các trường âm nhạc phụng vụ lan rộng khắp Đông Âu và người Ban Căng, và các Kitô hữu Chính Thống đã tạo ra âm nhạc của một giáo hội gồm tám giáo phái, nơi Âm nhạc Byzantine phát sinh từ các ngôn ngữ địa phương.
Nhạc Chính thống giáo Copt đã xuất hiện từ Giáo hội Chính thống Copt và là một trong những trường phái âm nhạc nhà thờ lâu đời nhất. Nhà nghiên cứu âm nhạc Anh, Ernst Newland Smith, từ trường đại học Oxford và London đã mô tả thể loại nhạc này:
"Các nhạc sĩ Copt là các nhạc sĩ vĩ đại, người ta có thể nói rằng đó là một trong bảy kỳ quan âm nhạc của thế giới. Nó có Khorsa tràn đầy tinh thần của Thiên Chúa, và hát một số giai điệu Copt trong một sử thi tôn giáo tuyệt vời, nó sẽ đủ để phát triển Thế giới Kitô giáo. »

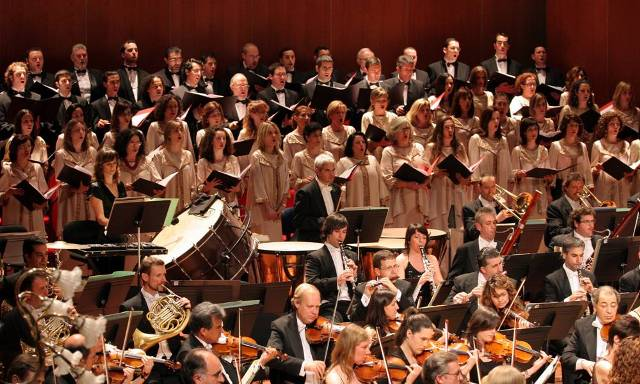
Dàn nhạc giao hưởng ở Anh, biểu diễn bài giao hưởng Hallelujah của Handel.

Nó đạt đến đỉnh cao về vinh quang về cả hiệu suất âm nhạc và sự lan truyền của khoa học và nghiên cứu âm nhạc. Các tu sĩ đã đặt hình thức đầu tiên của hệ thống âm nhạc hiện đại phương Tây cho sự thống nhất phụng vụ trên toàn thế giới, và sáng tác một số lượng lớn âm nhạc tôn giáo trong suốt các thời đại. Điều này đã trực tiếp dẫn đến sự phát triển của âm nhạc cổ điển châu Âu, và nhiều biến dị của nó. Giáo hội Công giáo đặc biệt khuyến khích phong cách baroque, bao gồm âm nhạc, nghệ thuật và kiến trúc. Trong giai đoạn hậu Tin Lành, nhà thờ khuyến khích thể loại tôn giáo nghệ thuật này như một phương tiện khuấy động cảm xúc, kích thích lòng nhiệt thành tôn giáo.
Một danh sách lớn các nhà soạn nhạc và nhạc sĩ đã sáng tác các thể loại âm nhạc mang tên "Âm nhạc tôn giáo", nó có một vị trí nổi bật trong văn hóa phương Tây và được biết đến rộng rãi, một số trong số đó thuộc về Giáo hội Công giáo như bài phổ nhạc "Khải hoàn ca" của Ludwig van Beethoven, Wolfgang Amadeus Mozart; "Kinh Kính Mừng" của Franz Schubert, Cesar Frank với "Bánh mì thiên thần", Antonio Vivaldi trong vở opera "Vinh quang với Thiên Chúa". Và những người khác có âm nhạc được biểu diễn trong các nhà thờ Tin Lành như bài giao hưởng Hallelujah của George Frederick Handel và nhiều tác phẩm của Johann Sebastian Bach như Oratorio Creation và các chương Oratorio của Joseph Hayden.

### Thơ
Ảnh hưởng của Kitô giáo về thơ ca là đặc biệt quan trọng. Những bài thơ Kitô giáo thường đề cập trực tiếp đến Kinh Thánh, trong khi những bài khác nói về một câu chuyện tượng trưng.
Các mẫu truyện đã được các Kitô hữu sử dụng từ khi Kitô giáo bắt đầu thành lập. Những bài thơ Kitô giáo lâu đời nhất được sử dụng như những bài thánh ca tôn giáo, quả thực, xuất hiện trong Tân ước. Các bài thánh ca của sự tôn vinh, xuất hiện trong Tin Mừng Thánh Luca, cũng như những bài thơ trong Cựu Ước như trong sách Thánh vịnh và Sách thơ. Các học giả Kinh Thánh cũng tin rằng Phao-lô đã viết một phần của các bài thánh ca Thiên Chúa giáo ban đầu trong các bức thư của ông:
 Đức Giêsu Kitô
 vốn dĩ là Thiên Chúa
 mà không nghĩ phải nhất quyết duy trì
 địa vị ngang hàng với Thiên Chúa,
 nhưng đã hoàn toàn trút bỏ vinh quang
 mặc lấy thân nô lệ,
 trở nên giống phàm nhân
 sống như người trần thế.
 Người lại còn hạ mình,
 vâng lời cho đến nỗi bằng lòng chịu chết,
 chết trên cây thập tự.
 Chính vì thế, Thiên Chúa đã siêu tôn Người
 và tặng ban danh hiệu
 trổi vượt trên muôn ngàn danh hiệu.
 Như vậy, khi vừa nghe danh thánh Giêsu,
 cả trên trời dưới đất
 và trong nơi âm phủ,
 muôn vật phải bái quỳ;
 và để tôn vinh Thiên Chúa Cha,
 mọi loài phải mở miệng tuyên xưng rằng:
 "Đức Giêsu Kitô là Chúa".
Thư gửi tín hữu Philípphê

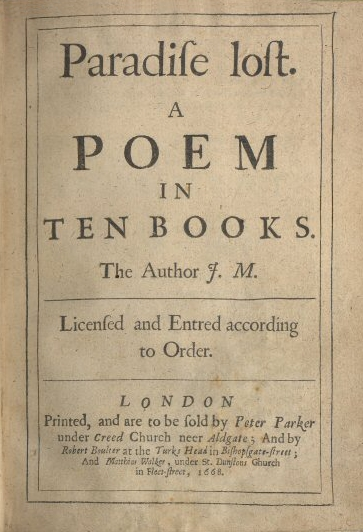
Trang đầu tiên của bài thơ sử thi Thiên đường đã mất của nhà văn người Anh John Milton, được viết năm 1667.

Trong thời cổ đại, thơ Kitô giáo đã phát triển trong Giáo hội phương Đông và phương Tây, và những lá cờ tiên phong nổi bật nhất của Giáo hội phương Đông trong thời kỳ này là Ephrem xứ Syria, một tu sĩ Syria và những người tiên phong trong lĩnh vực thơ Thiên Chúa giáo và những cuốn sách vĩ đại nhất về sử học, thần học và thánh ca tôn giáo ở phía Đông, và xuất hiện trong các bài thơ của Đế chế Byzantine. Nó thường khen ngợi Đức Trinh Nữ Maria, hay được gọi là lời cầu nguyện khen ngợi.
Ở phía Tây, các tu sĩ Ki Tô giáo đã viết một số bài thơ quan trọng bằng tiếng Latinh, và bây giờ vẫn được sử dụng trong Giáo hội Công giáo La Mã, như Vexilla Regis và Pange lingua gloriosi proelium certaminis (Lam Thiệt Lan); các nhà văn học và ngôn ngữ coi những bài thơ và bài thánh ca này là những sáng kiến quan trọng.
Trong nhiều bản văn tiếng Tây Ban Nha, thơ ca Thiên Chúa giáo được coi là một trong những biểu hiện văn học ở châu Âu sớm nhất được tìm thấy, và việc làm lại Kinh Thánh thường được bắt đầu bằng những bản dịch Kinh Thánh. Ví dụ, trong thơ Anh cổ, giấc mơ thập tự giá, và thơ nói về sự đóng đinh của Chúa Kitô, tương ứng với những hình ảnh anh hùng của người Đức, và điều này áp dụng cho Chúa Giêsu, là một trong những tá dụng thơ ca lâu đời nhất được tìm thấy trong văn học Anh cổ. Dante Alighieri trong sử thi thơ mộng của ông Thần khúc đại diện cho một trong những bản văn thơ mộng lâu đời nhất của văn học đại chúng Ý. Phần lớn thơ ca Ailen cổ được các tu sĩ Ailen viết ra, những bài thơ này đề cập đến các chủ đề tôn giáo. Những bài thơ Kitô giáo ban đầu được lặp đi lặp lại trong hầu hết các ngôn ngữ châu Âu.
Phụ nữ Kitô giáo có vai trò nổi bật trong thơ ca Kitô giáo, đặc biệt là trong các chủ đề của chủ nghĩa thần bí, chẳng hạn như vị Thánh người Ý Katrina Siena và vị thánh Teresa xứ Avila, vị thánh Pháp Têrêsa thành Lisieux, cội rễ Đức, Do Thái, Edith Stein.
Adam cầm tay người vợ thân yêu
Dẫn nàng ra một ngọn đồi rợp bóng
Dưới bóng cây, trên lớp lá trải dày
Hoa lưu ly, dạ lan hương, hoa tím
Làm thành chiếc giường mềm mại như lông
Lòng đất mát mẻ, họ say sưa với tình
Và mê mải với niềm vui thân xác
Cả hai lầm lỗi và cùng khao khát
Sự nhận thức và ngăn cách lỗi lầm
Thế rồi rã rời sau cuộc truy hoan
Họ ngủ say trong màn sương trải khắp.
(Quyển IX – Thiên đường đã mất)
Thơ Kitô giáo hiện đại mới xuất hiện gần đây. Ngày nay nó được phân phối rộng rãi và có một số nhà văn hiện đại viết chuyên về các chủ đề Kitô giáo và nó xuất hiện trong nhiều bài thơ của họ, bao gồm William Blake, Chesterton và Elliott.

### Kịch

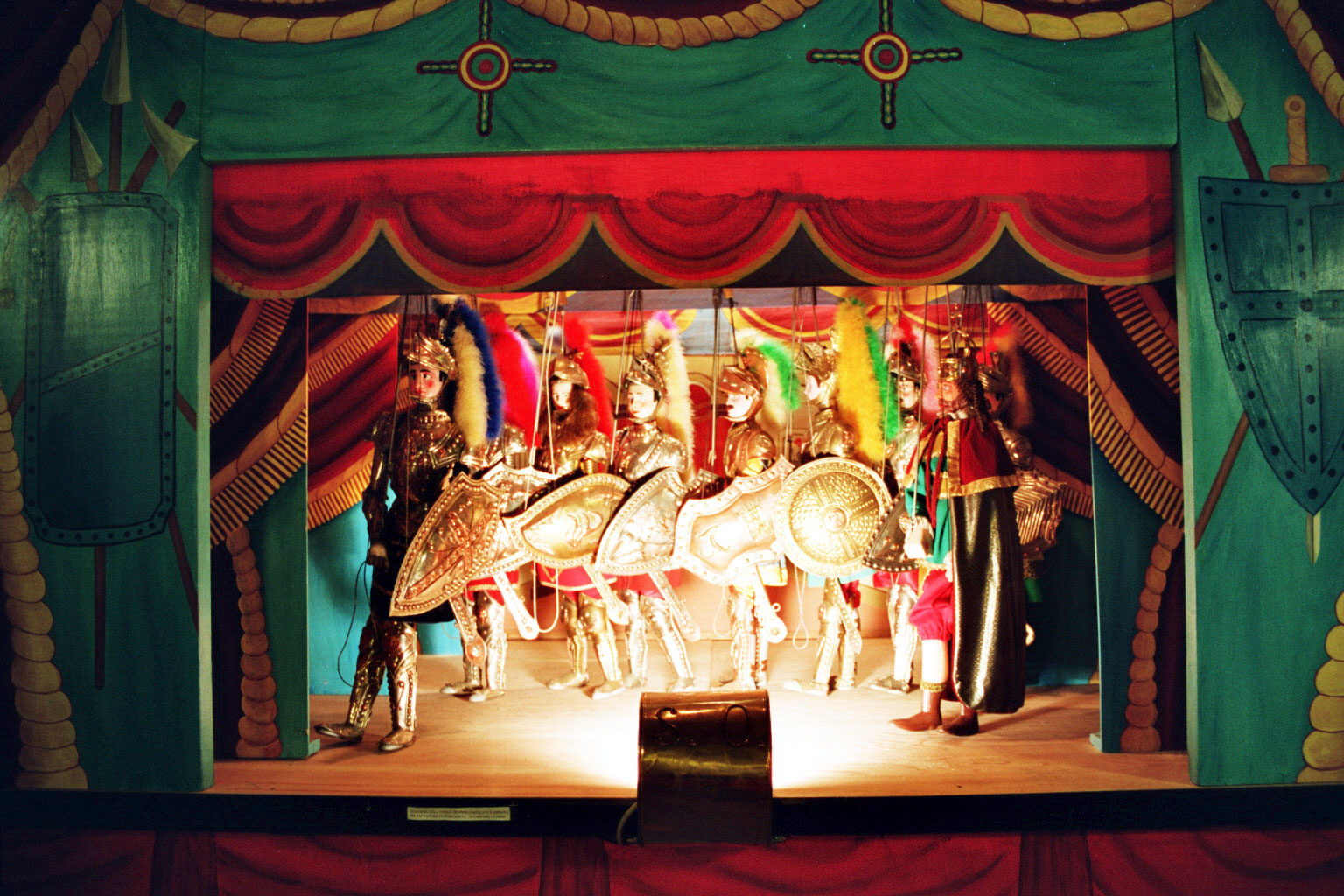
Nhà hát múa rối ở Sicily, nhà thờ thường xuyên sử dụng nhà hát múa rối cho vở kịch bí mật.

Giáo hội có vai trò trong sự phát triển của nhà kịch. Từ thế kỷ thứ IX đến thế kỉ XI, các vở kịch riêng lẻ tiến hóa thành một bộ kịch quy củ vì kịch không thể đáp ứng được yêu cầu của công chúng, và rất nhiều sự phát triển và biến thể được đan xen cho đến khi có những buổi biểu diễn thực sự trong nhà thờ. Các đại diện chính là các linh mục và trợ lý của họ, các bài thuyết trình thiêng liêng, ví dụ như "trò chơi Daniel" cho nhà văn "Depoeve". Nó được chú ý bởi yếu tố âm nhạc bị chi phối bởi chức năng sân khấu và có chức năng giáo dục sự trung tín với Giáo hội, và nó được viết bằng ngôn ngữ chính thức của giáo hội là tiếng La-tinh, và rồi những vở kịch này được biểu diễn trong các hội đồng giáo hội. Các vở kịch về tôn giáo bị cấm trong nhà thờ và chuyển đến sân nhà thờ và quảng trường để trở thành một vở bán kịch. Ban đầu họ là những người nghiệp dư và sau này lên chuyên nghiệp, và bắt đầu dịch ngôn ngữ trong các vở kịch bằng các tiếng khác nhau để thành lập các rạp kịch khác nhau ở từng quốc gia.

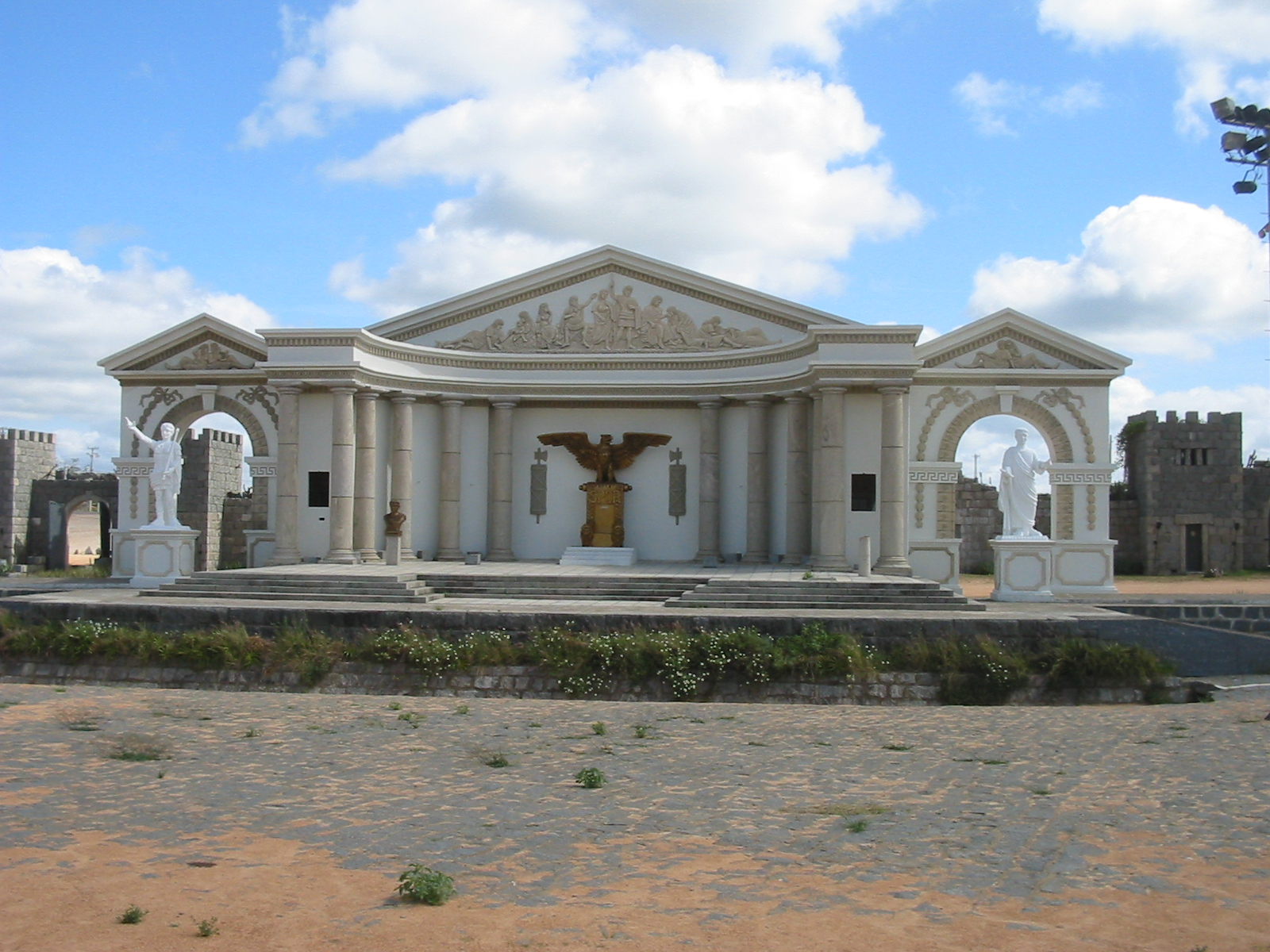
Nhà hát Tân Jerusalem, Brazil. Trong Tuần Thánh, vở kịch về sự đau khổ và phục sinh của Chúa Kitô được thực hiện.

Kịch bị tách ra khỏi nhà thờ vì cần mở rộng thị trường hoạt động, tăng số lượng diễn viên và miêu tả các sự kiện lịch sử bằng một ngôn ngữ gần gũi hơn với công chúng và trở nên phổ biến. Vào giữa thế kỷ XII nó được gọi là kịch bán nghi thức ở Pháp, hay "trò chơi của phép lạ và bí mật", có chứa các bài thơ về Giáo hội hoặc giai cấp tư sản và sự đại diện của các quy tắc liên quan đến cử chỉ và sự thờ phượng, nó chứa tính thời trang và công cụ trang trí dựa trên các nơi cung cấp ở những khu vực liền kề theo chiều ngang và đôi khi được gọi là "nhà" của mỗi đại diện cho một vị trí địa lý khác nhau, Các vở kịch như Địa ngục, Thiên đường của Galilee và Lâu đài của Phi-la-tô, Thiên đường nhút nhát trong khi ở Ý đã phát triển các hình thức kịch gọi là Bamadaihyat. Như vậy Vitobanduelfe Vamadaihyat được xem như những dạng đầu tiên của kịch hiện đại. Các nhạc sĩ, người được mệnh danh là một "Oratorio" hoặc một ca sĩ opera.
Có thể nói rằng Oratorio là một vở opera với chủ đề tôn giáo được trình bày trong nhà thờ thay vì trong nhà hát. Cả vở opera và Oratorio có từ cùng một nguồn gốc, và các đại diện tôn giáo đã nổi lên từ những vở kịch bí ẩn hay nỗi đau của Chúa Kitô và những vở kịch như nguồn gốc của thế gian.

## Kiến trúc

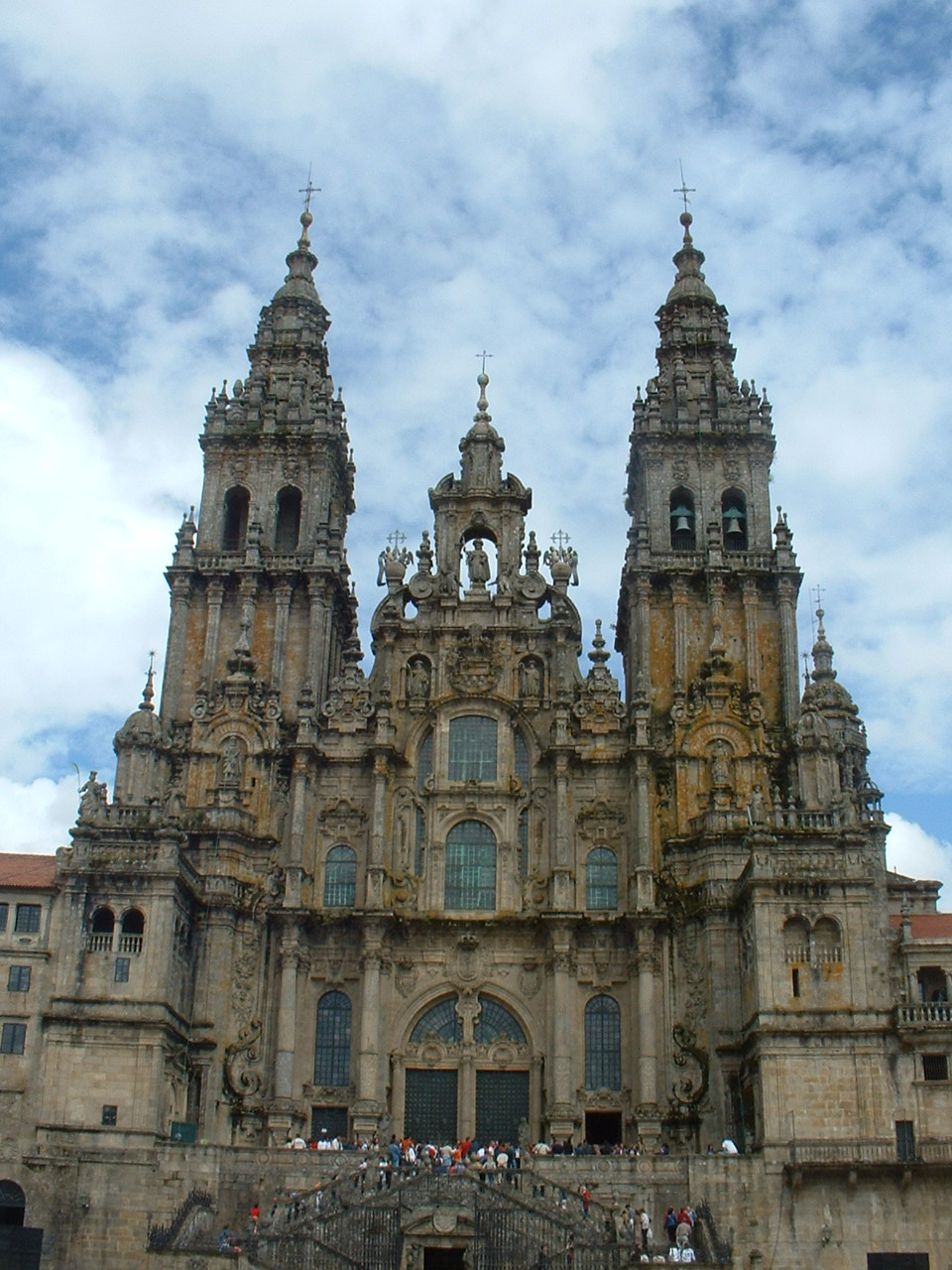
Nhà thờ Thánh Gia-cóp ở Tây Ban Nha, một trong những di tích Kitô giáo nổi bật nhất trên thế giới.

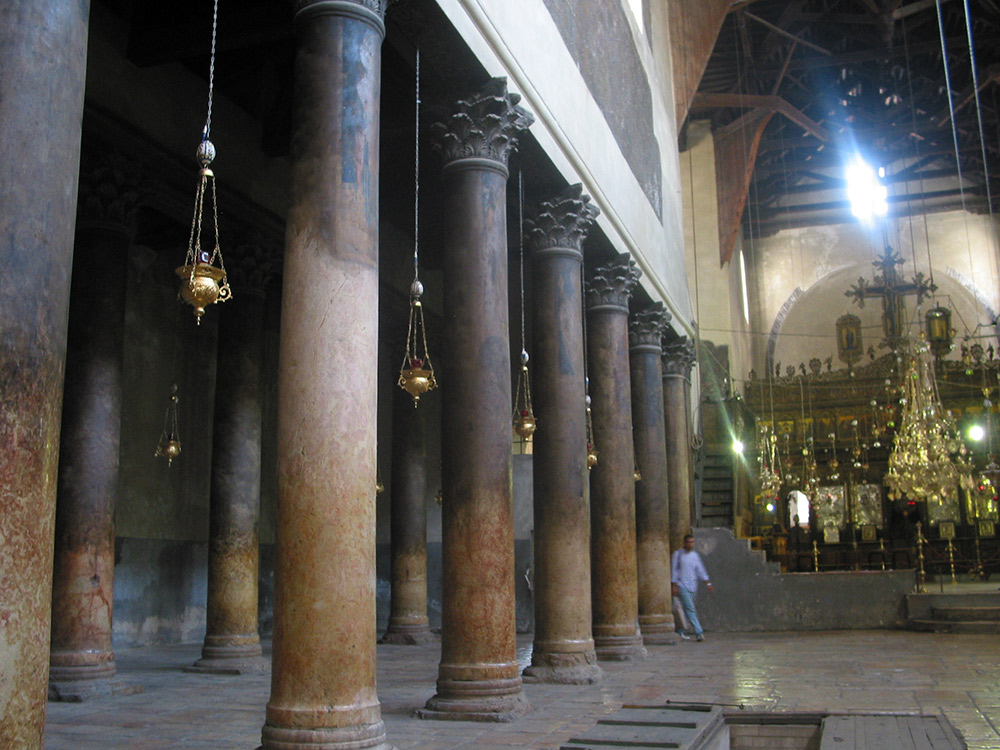
Nhà thờ Chúa Giáng sinh ở Bê-lem, một trong những nhà thờ lâu đời nhất trên thế giới và là sự pha trộn giữa nghệ thuật Kitô giáo phương Đông và phương Tây.

Cuộc sống tinh thần và trí tuệ tập trung vào quanh nhà thờ Kitô giáo, vì vậy các kiến trúc sư ngoài thiết kế các nhà thờ, tu viện còn thiết kế các công trình tôn giáo khác, như lâu đài, pháo đài và các công trình phi tôn giáo được thiết kế. Kiến trúc Giáo hội là một thuật ngữ đề cập đến kiến trúc của các tòa nhà và nhà thờ Thiên chúa giáo. Loại kiến trúc này đã phát triển hơn 2.000 năm qua nhờ tôn giáo Kitô vì luôn đổi mới, và bắt chước các phong cách kiến trúc khác, cũng như bằng cách đáp ứng nhu cầu niềm tin, thực hành và truyền thống của riêng từng địa phương. Từ sự ra đời của Kitô giáo cho đến nay, Kitô giáo đã có tác động đến sự phát triển kiến trúc thông qua những chòm sao Kitô của các nhà thờ của kiến trúc Đông La Mã, nhà thờ và tu viện La Mã, nhà thờ Gothic và nhà thờ Phục hưng. Những tòa nhà lớn này là các trung tâm kiến trúc nổi bật và là những tòa nhà thể hiện sự uy quyền ở các thành phố và vùng nông thôn. Kiến trúc Kitô giáo đã giúp phát triển kỹ thuật, nghệ thuật.
Có lẽ chủ đề đáng chú ý nhất của kiến trúc Kitô giáo là thánh đường nói chung và nhà thờ nói riêng, hình thức cấu trúc phức tạp hình cá voi thường được tìm thấy rất nhiều trong các nhà thờ lớn, và ít hơn trong các giao xứ. Họ có xu hướng biểu hiện một mức độ cao hơn của phong cách kiến trúc đương đại và làm việc với một số lượng lớn các thợ thủ công, và nhà thờ có một vị trí xã hội, văn hóa và lịch sử quan trọng trong nền văn minh phương Tây. Một số nhà thờ và tu viện, là một trong những công trình nổi tiếng nhất trong nghệ thuật kiến trúc trên hành tinh Trái Đất. Chúng bao gồm Thánh đường Thánh Phao-lô ở Roma; Notre Dame ở Paris, Nhà thờ Cologne, Nhà thờ Salisbury, Nhà thờ Prague, Nhà thờ Lincoln và Tu viện Thánh Đức Ni ở Paris và Nhà thờ Đức Mẹ Maria Maggiore ở Roma, Nhà thờ San Vitale ở Ravenna; Nhà thờ Thánh Mác-cô ở Venice, Tu viện Westminster ở Luân Đôn và Nhà thờ Thánh Basil ở Mát-cơ-va, Nhà thờ Quốc gia Washington, Nhà thờ Sagrada Familia ở Barcelona và Nhà thờ Hagia Sophia ở Istanbul (hiện nó là bảo tàng).
Kiến trúc Kitô hữu được phát triển trong những thế kỷ đầu tiên của Kitô giáo có những nét của một số nền văn hóa kiến trúc và phong cách trong khu vực ở châu Âu và Trung Đông. Nhưng hầu hết các kiến trúc sư Thiên chúa giáo đầu tiên bị ảnh hửng bởi văn hóa kiến trúc La Mã, sử dụng các nút kiến trúc và hầm, và thiết kế các hội trường La Mã lớn, được sử dụng cho các cuộc họp công cộng, cụ thể là nhà thờ. Nhà thờ Thánh Phêrô, được xây dựng khoảng năm 330 Sau Công nguyên là nhà thờ Thiên chúa giáo đầu tiên và quan trọng nhất, nằm ở cùng một nơi với Giáo hội Thánh Phêrô hiện tại ở Roma. Nó được xây dựng bằng đá. Bên trong, nó được trang trí bằng tranh khảm và tranh bích họa ngoài trời, khảm ghép các mảnh thủy tinh, đá cẩm thạch hoặc đá bình thường kết hợp với nhau tạo thành một bức tranh, và các bức tranh thạch cao được thi công trên thạch cao ướt. Một số nhà thờ Thiên chúa giáo ban đầu vẫn còn tồn tại, bao gồm Nhà thờ Chúa giáng sinh ở Bê-lem, một trong những nhà thờ lâu đời nhất trên thế giới. Nhiều nhà thờ Thiên chúa giáo đầu tiên ở Syria và Armenia, phần lớn trong số chúng bị tàn phá. Các nghiên cứu kiến trúc cho thấy nó có các đặc điểm kiến trúc của Croatia chứ không phải là kiến trúc Byzantine, nhưng nó mang đặc điểm đặc thù của địa phương hơn là so với các đặc điểm đặc trưng của Roma. Sự phân chia của Đế chế La Mã trong thế kỷ IV, dẫn đến sự khác biệt về nghi lễ Kitô giáo được phát triển theo những cách khác nhau giữa các phần phía đông và phía tây của đế chế. Sự phân chia cuối cùng là Đại Ly giáo vào năm 1054.

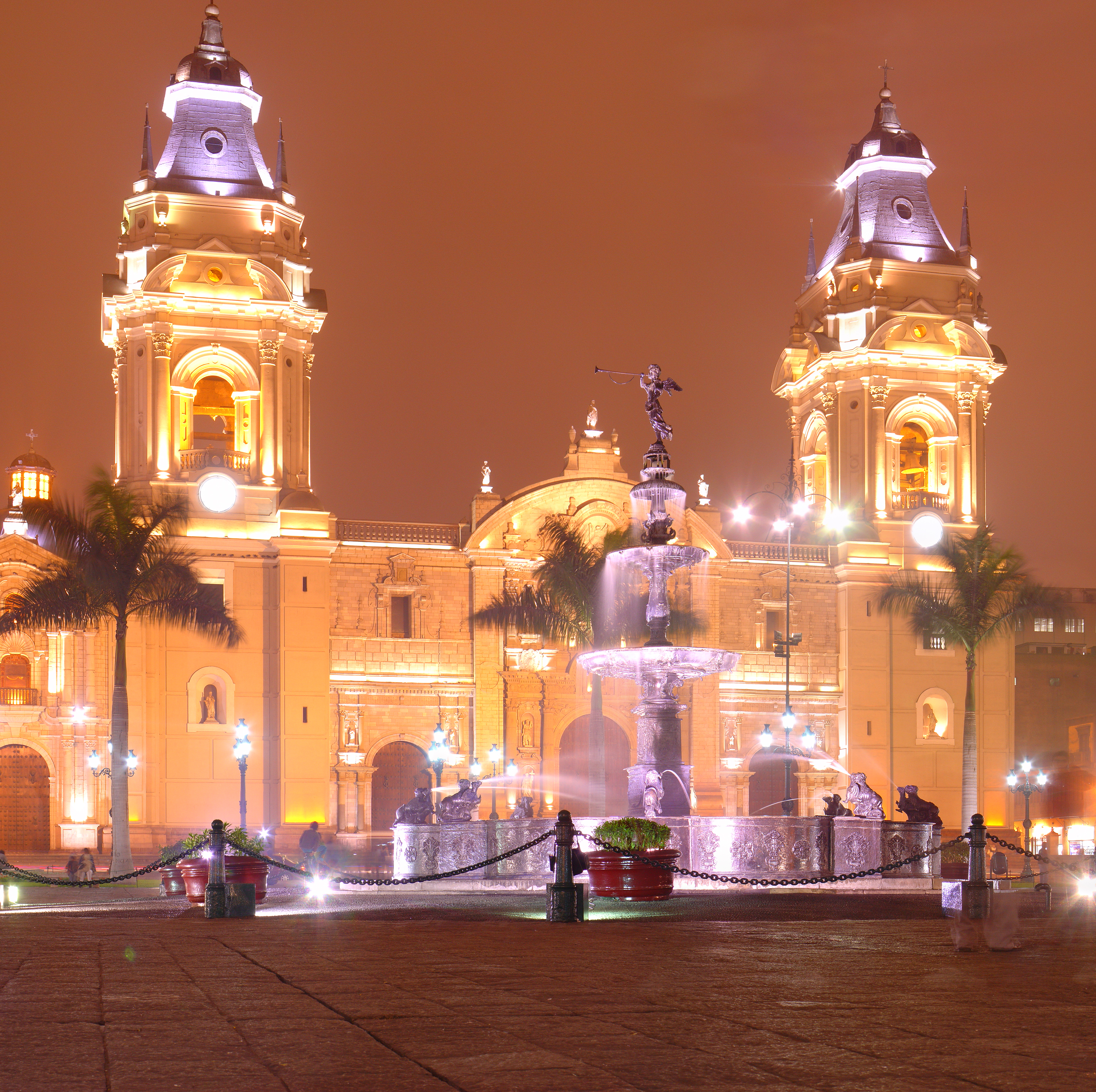
Nhà thờ Lima ở Peru..
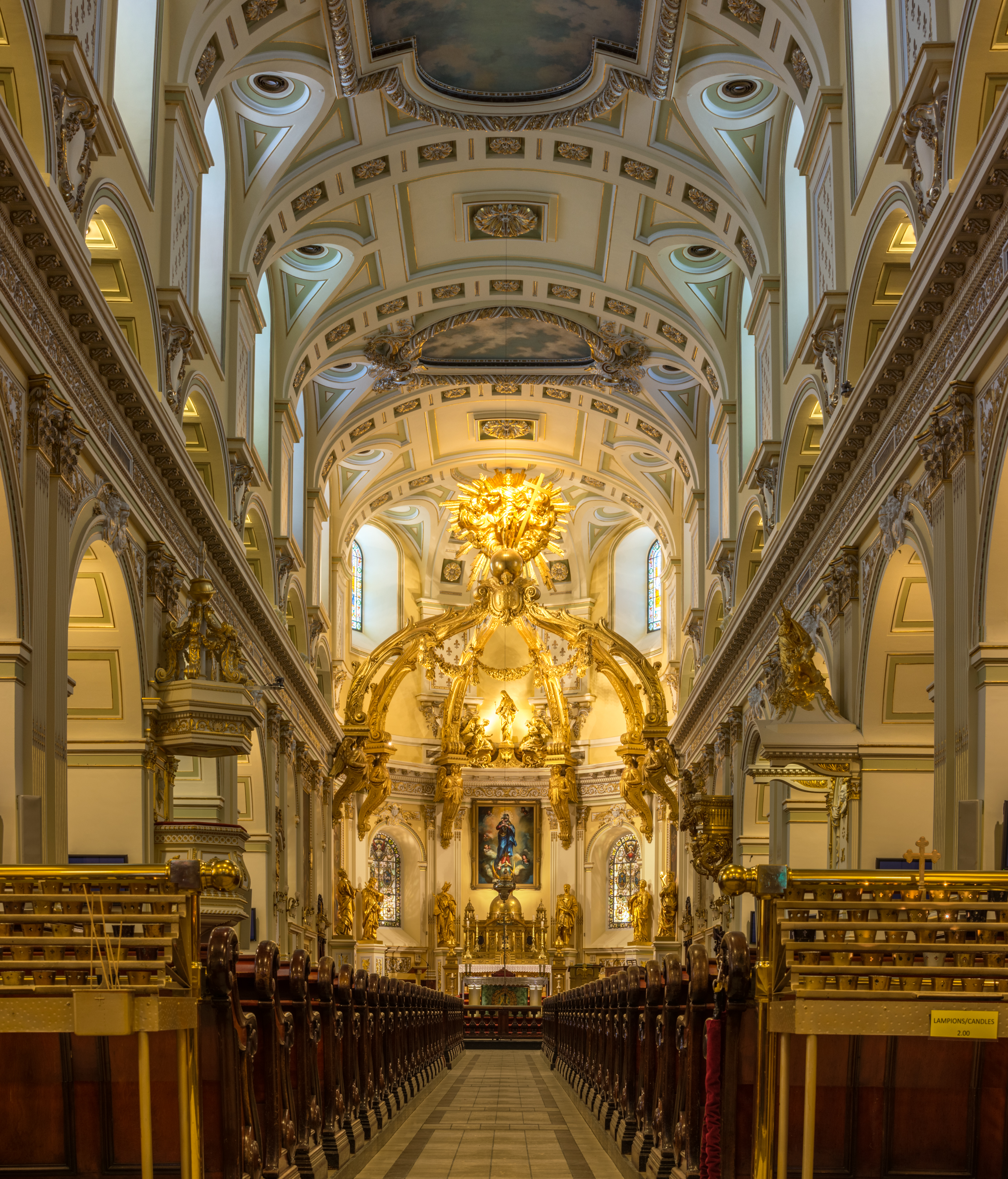
Nhà thờ Đức Mẹ Quebec ở Canada.
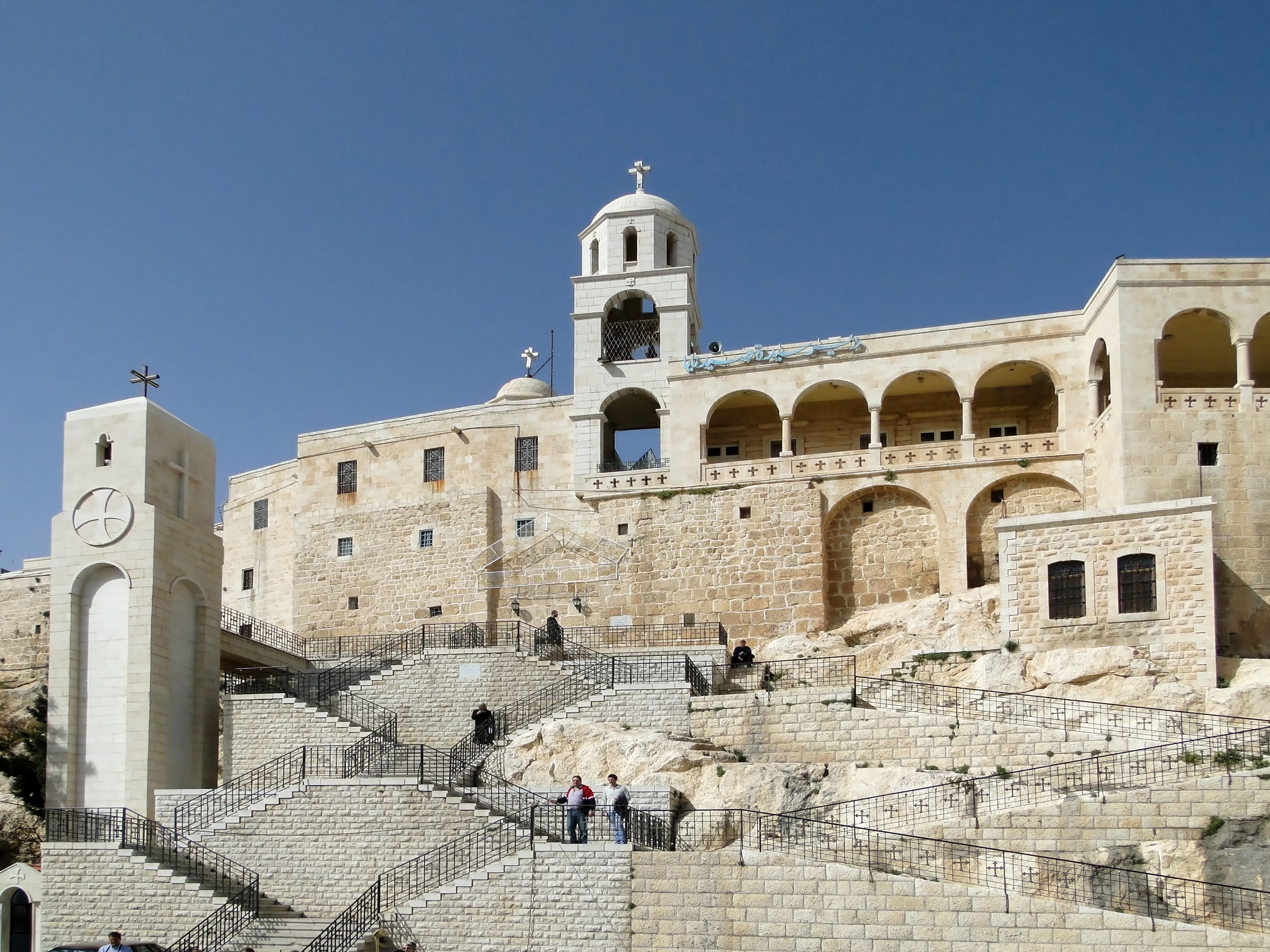
Nhà thờ Đức Mẹ Saidnaya Monasteryin ở Syria.
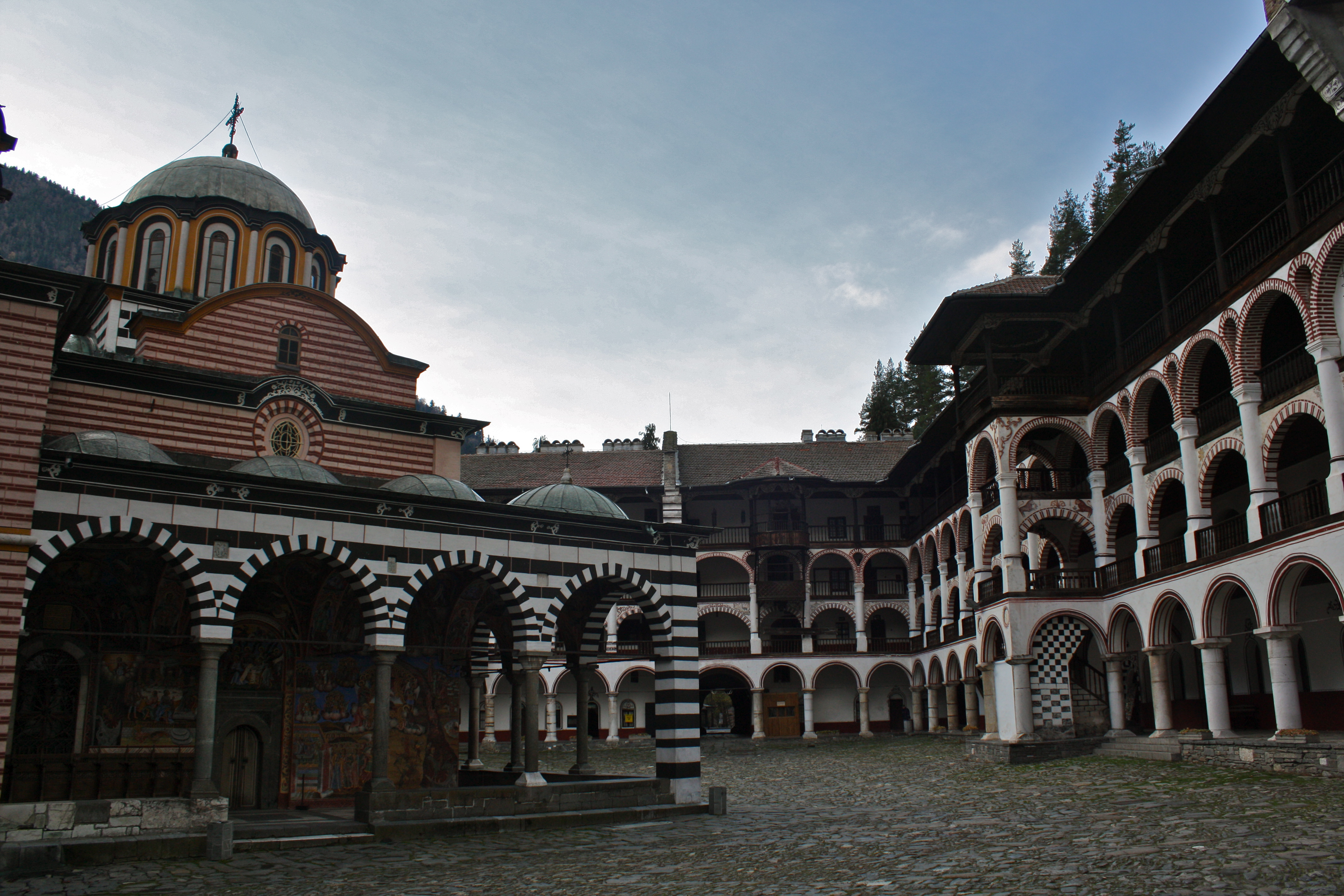
Tu viện Rila ở Bulgaria.
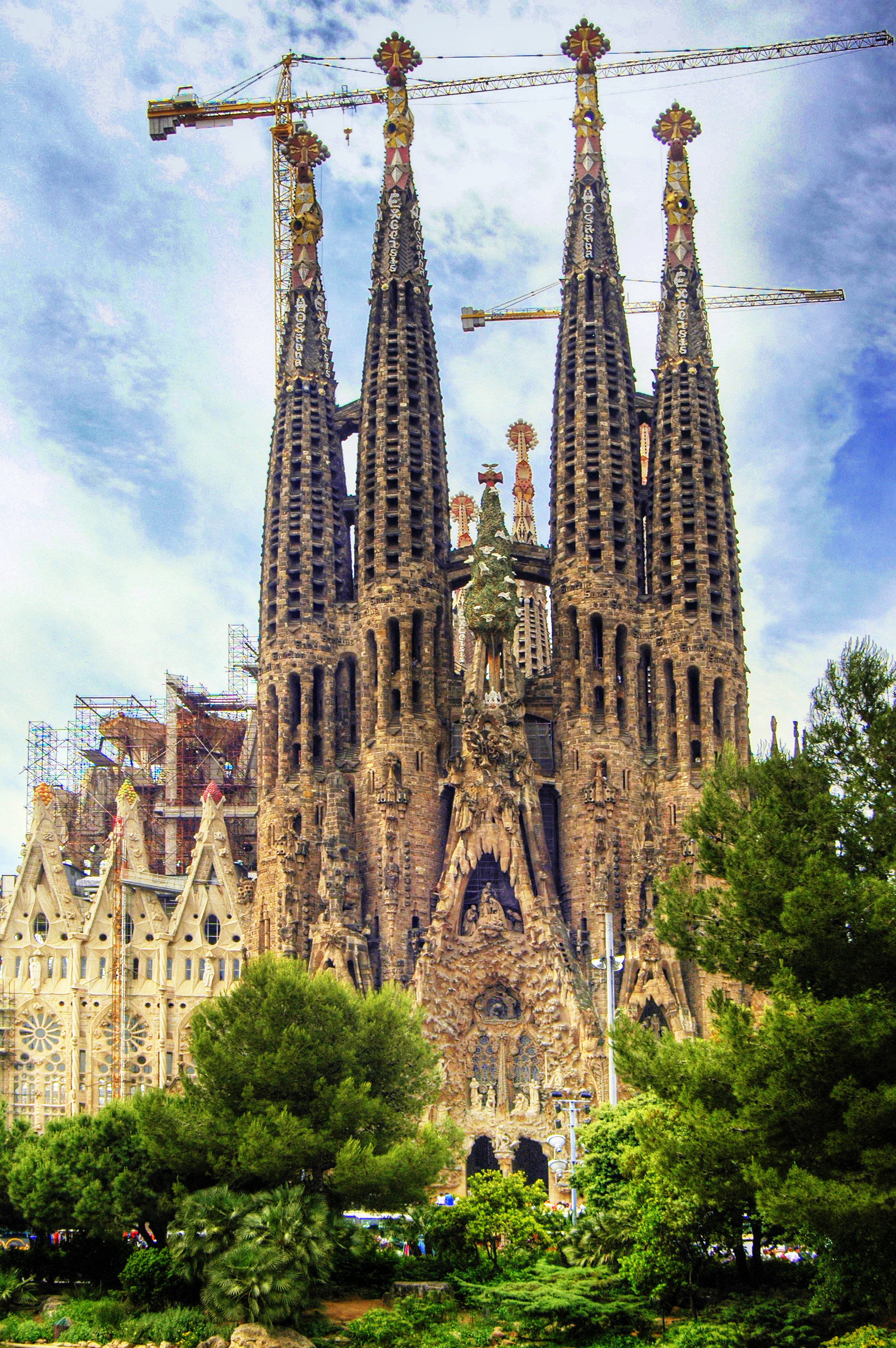
Thánh Gia Đường ở Tây Ban Nha.
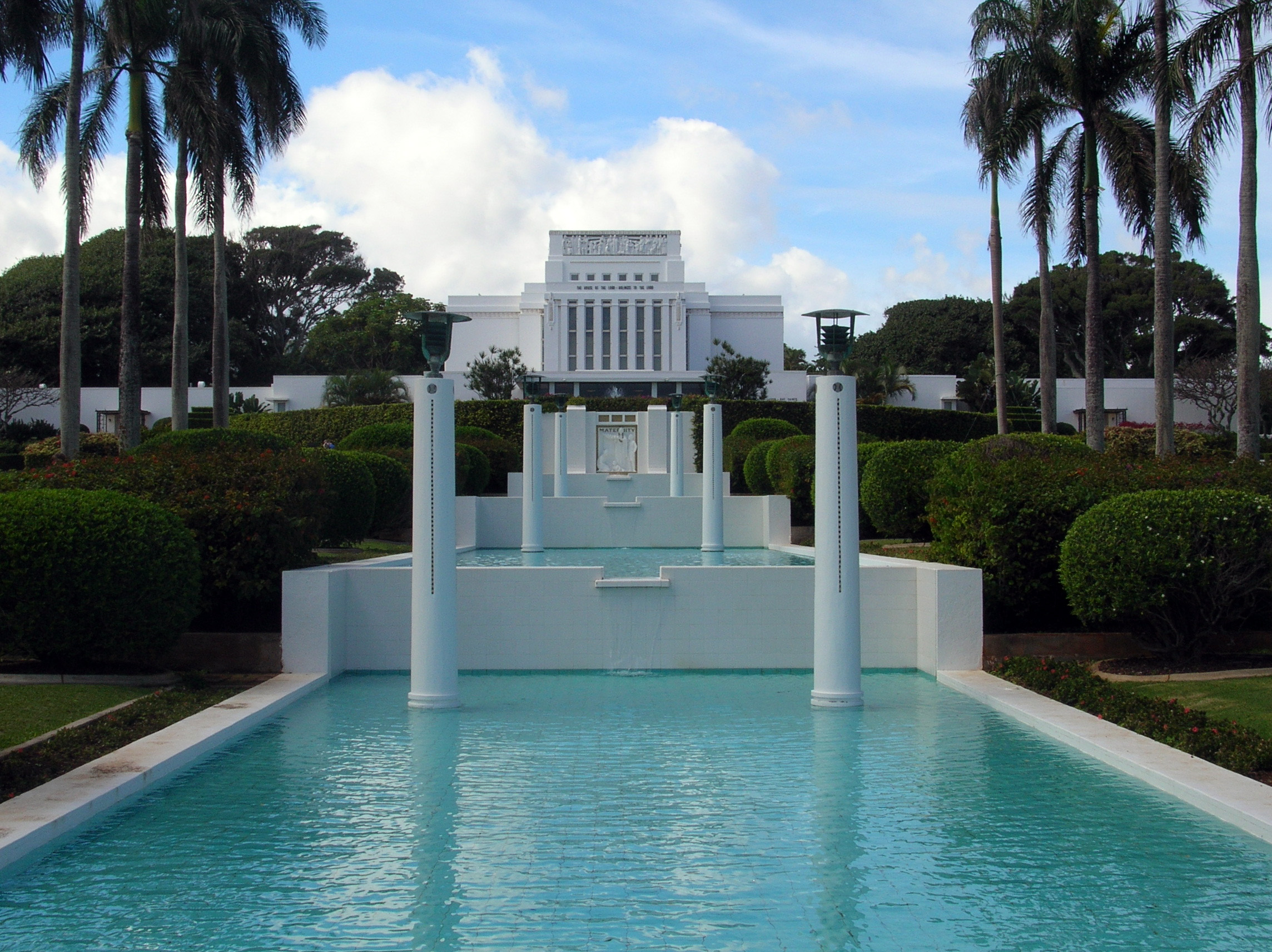
Nhà thờ Lai ở Hawaii.
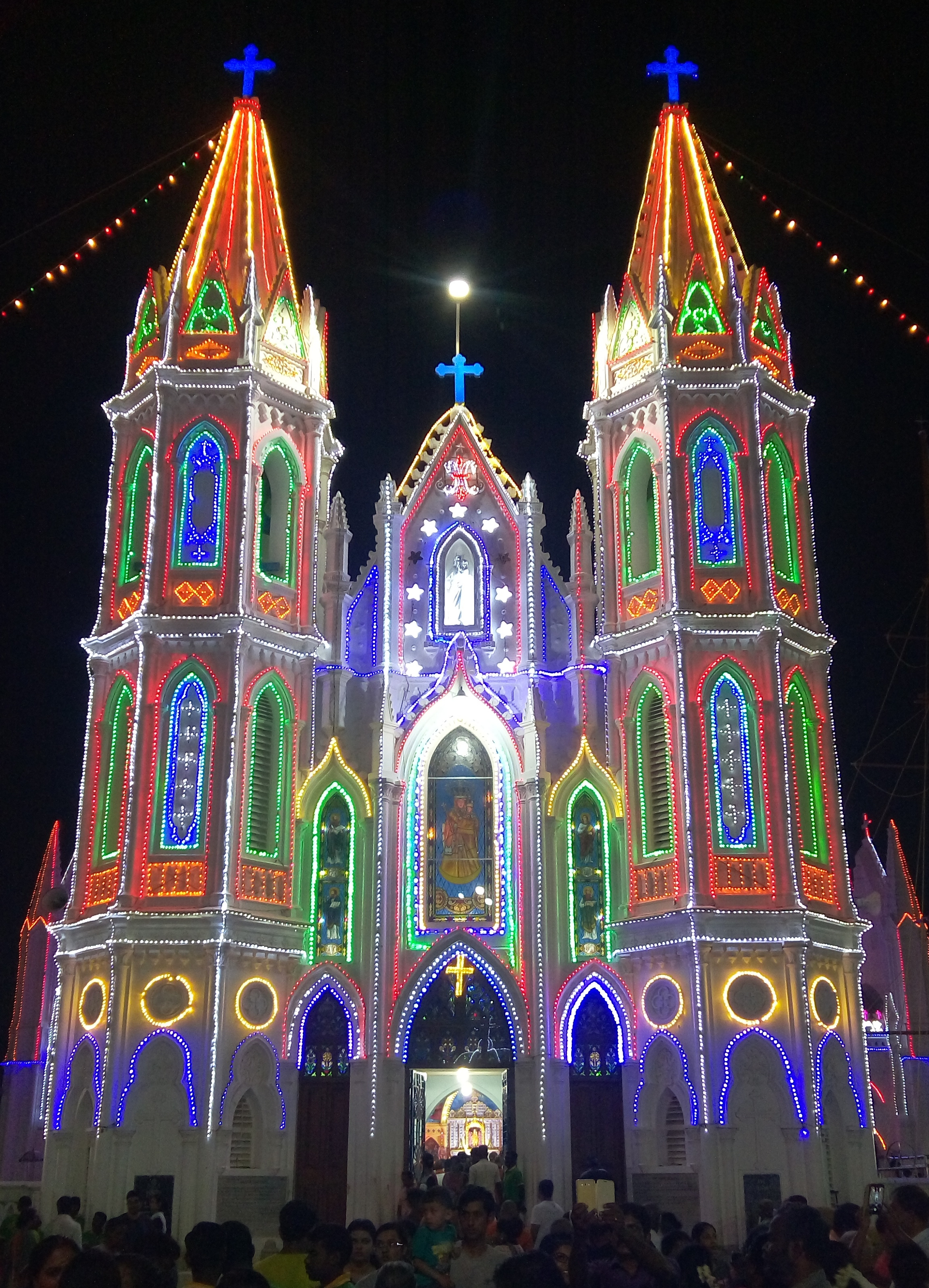
Nhà thờ Valencia.
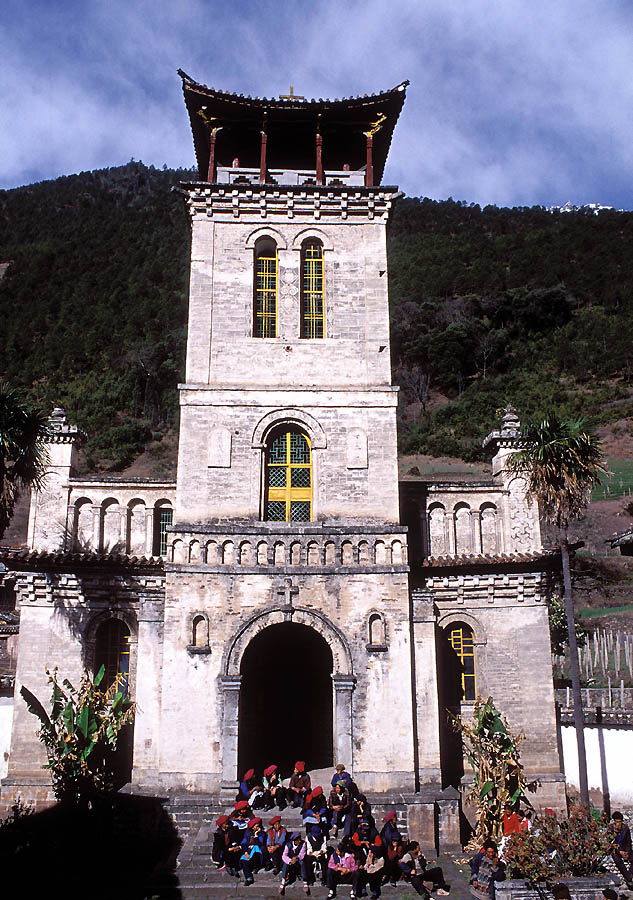
Một nhà thờ ở Trung Quốc theo phong cách truyền thống Trung Quốc.

### Kiến trúc của Ki Tô giáo Đông phương

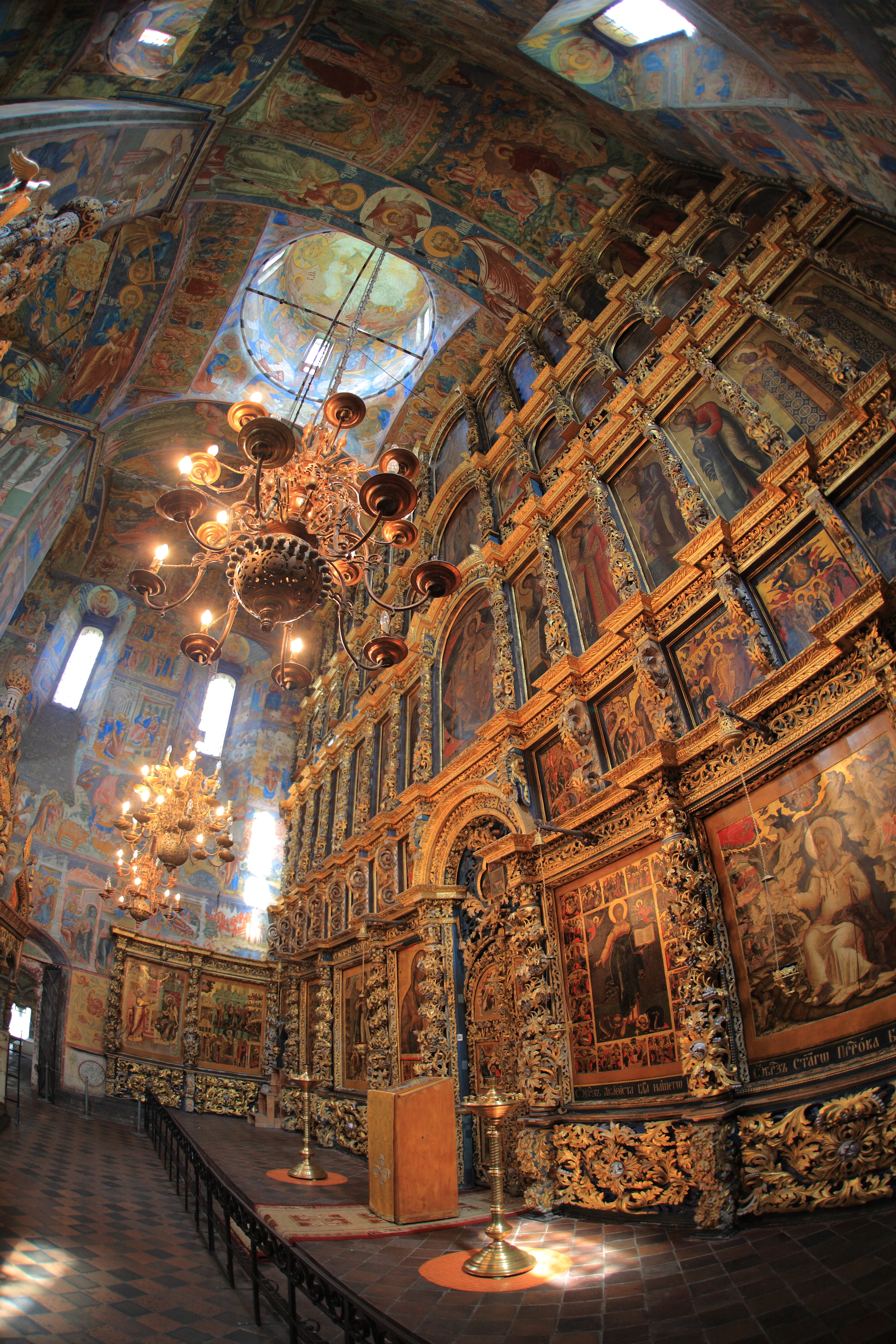
Nhà thờ Oia ở Hy Lạp là một trong những đặc điểm nổi bật nhất của kiến trúc Ki Tô giáo Đông phương chú trọng sự phong phú về trang trí và biểu tượng nội thất.

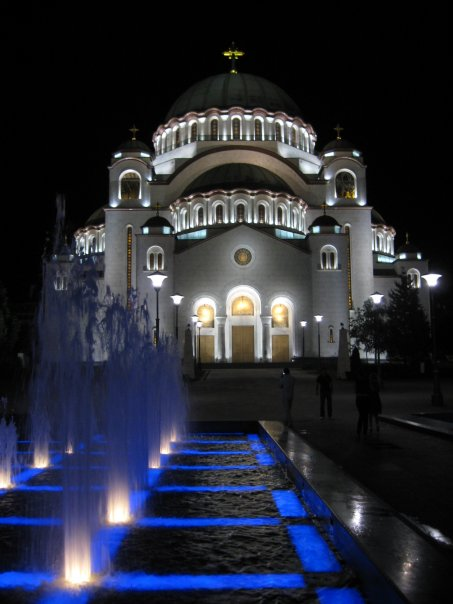
Nhà thờ St. Savior vào ban đêm ở Belgrade, Serbia.

Ki Tô giáo phương Đông và phương Tây bắt đầu khác việt lẫn nhau từ rất sớm. Bởi vì mỗi bên chịu ảnh hưởng bởi một dòng văn hóa khác nhau. Trong khi nhà thờ là hình thức kiến trúc phổ biến nhất ở phương Tây, nó cũng đã trở thành hình thức kiến trúc thống trị ở Kitô giáo Đông phương. Kitô giáo Đông phương cũng xây dựng các ngôi mộ và lăng mộ của các thánh nhân đã tử đạo trong các cuộc bức hại đã kết thúc bởi sự cải đạo của Hoàng đế Constantine sang Cơ đốc giáo. Một ví dụ quan trọng vẫn còn tồn tại ngày hôm nay là lăng mộ của Gala ở Ravenna có từ thời đại của Hoàng đế Justinian, và các đồ trang trí khảm vẫn được giữ lại trong mộ.
Năm 330, Hoàng đế Constantine đã chuyển thủ đô của đế chế từ Roma đến thành phố Byzantium, bây giờ thuộc Thổ Nhĩ Kỳ, đổi tên thành Byzantium thành Constantinople và sau đó đã tách đế chế của mình ra đế chế Byzantine. Vào thế kỷ VI, một phong cách độc đáo của nghệ thuật Byzantine đã được phát minh. Nhà thờ Hagia Sophia với mái vòm hoành tráng ở Constantinople là một trong những thành tựu nổi bật nhất của kiến trúc Byzantine, và được thiết kế bởi Anthheus thành Trales và Caesar xứ Militus. Tương khảm là phong cách nghệ thuật thịnh hành nhất trong hầu hết các nhà thờ Byzantine. Các nhà thờ tiêu biểu cho phong cách kiến trúc Byzantine bao gồm Nhà thờ Thánh Mác-cô ở Venice, Ý.
Giáo hội Chính Thống phương Đông đã chuyển trung tâm hoạt động của mình sang Nga vào thế kỷ XVI. Ông đã tạo ra một mô hình kiến trúc Chính thống mới. Mái vòm được thay thế bởi một hình dạng mỏng và dài hơn và trần nhà đổi thành hình nón, do sự phải ngăn tuyết tích tụ trên mái nhà. Một trong những nhà thờ điển hình cho kiểu kiến trúc này là Nhà thờ Thánh Basiliô Cả ở Quảng trường Đỏ tại Mát-cơ-va.
Đối với Giáo hội Chính Thống phương Đông, mỗi địa phưng có phong cách địa phương riêng. Giáo hội Chính thống Coptic ở Ai Cập có kiến trúc Coptic. Nó được cho là bị ảnh hửng bởi phong cách kiến trúc Ai Cập cổ đại. Một trong những điểm đặc trưng của các đền thờ Ai Cập cổ đại được tìm thấy trong các nhà thờ Coptic, thường mang tính biểu tượng. Những người khác tin rằng kiến trúc Coptic là một sự phục hưng Byzantine và La Mã. Do đó, kiến trúc Coptic nguyên bản mang tính truyền thống Ai Cập và phong cách kiến trúc Hy Lạp-La Mã và Byzantine-Ki Tô.
Sau cuộc chinh phục Ai Cập của đạo quân hồi giáo, kiến trúc và nghệ thuật Coptic đã có ảnh hưởng lên kiến trúc Hồi giáo Ai Cập. Về sau, nghệ thuật và kiến trúc Coptic cũng bị ảnh hưởng bởi nghệ thuật trang trí Hồi giáo. Giáo hội Huyền Không ở Cairo được coi là một trong những công trình tiêu biểu nhất của kiến trúc Coptic.
Armenia, là quốc gia đầu tiên chấp nhận Kitô giáo như một tôn giáo chính thức. Người Armenia phát triển một phong cách kiến trúc coi trọng kích thước. Kiến trúc Armenia có đặc điểm nổi bật nhất là nó có xu hướng thấp và dày hơn so với các phong cách khác.
Giáo hội độc thần chính thống Ethiopia đã phát triển một nghệ thuật Kitô giáo độc đáo. Có rất nhiều nhà thờ được chạm khắc bằng đá ở Ethiopia. Nổi tiếng nhất là mười hai nhà thờ ở Lalibela, ở phía bắc của đất nước này. Ngoài ra còn có một phong cách kiến trúc khác nữa trong các nhà thờ Ethiopia. Nhà thờ Hồi giáo nổi tiếng nhất của Ethiopia là Nhà thờ Đức Bà Maria xứ Zion ở thành phố Axum, và vào thế kỷ VI, phong cách kiến trúc của các nhà thờ Ethiopia có ảnh hưởng mạnh mẽ đến phong cách các nhà thờ được xây dựng ở các khu vực lân cận như Sana'a và hầu hết bán đảo Ả Rập. Có hai hình thức riêng biệt để xây dựng các nhà thờ Ethiopia là hình vuông hoặc hình chữ nhật, thịnh hành ở Tigray và kiểu thứ hai là hình tròn thịnh hành ở ở Amhara và ở Chihuah.

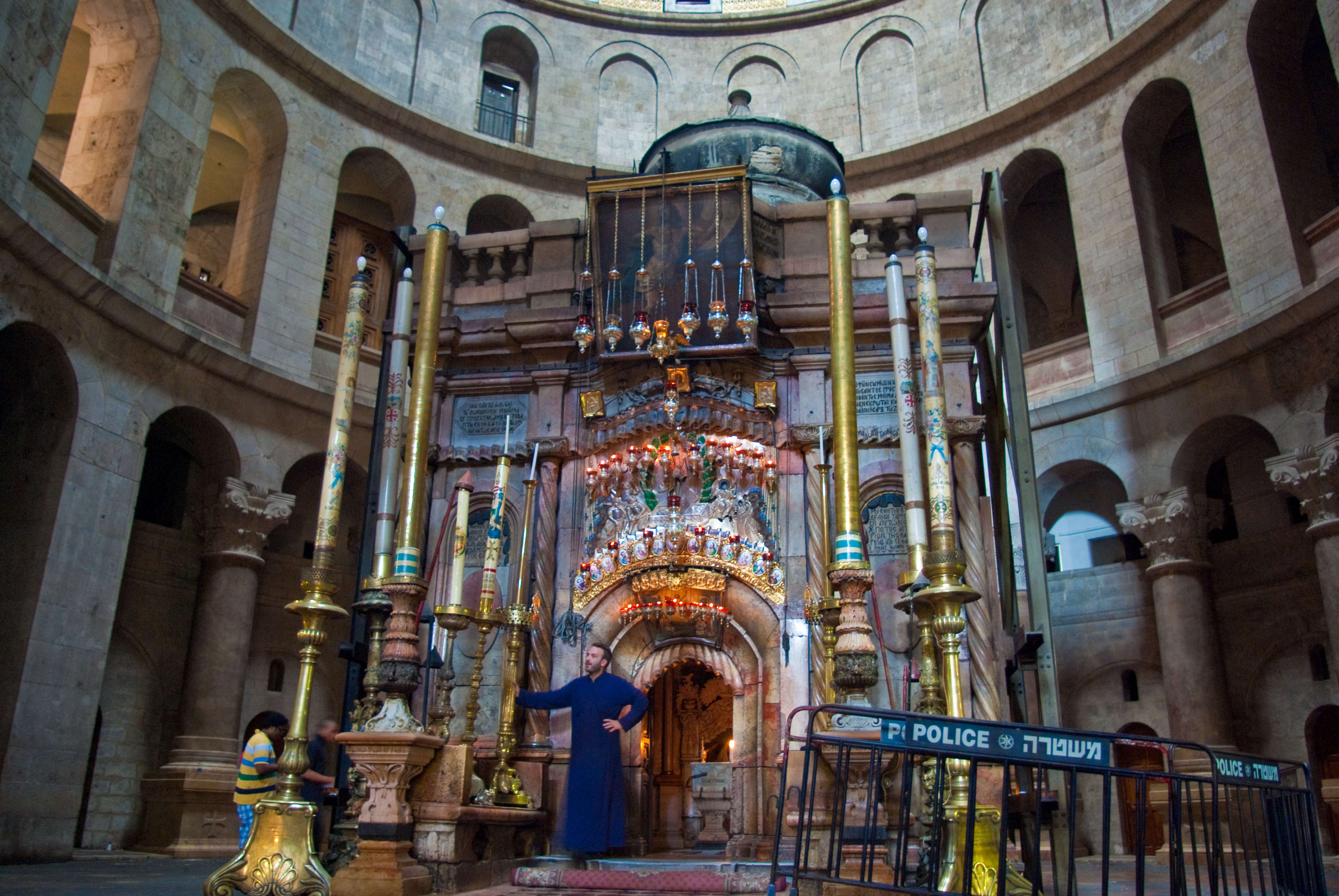
Ngôi mộ của Chúa Giêsu trong Nhà thờ Mộ Thánh, Jerusalem được định hình bởi một phong cách kiến trúc Kitô giáo Đông phương.
Armenia được coi là một trong những quốc gia đầu tiên cải đạo sang Thiên Chúa giáo.
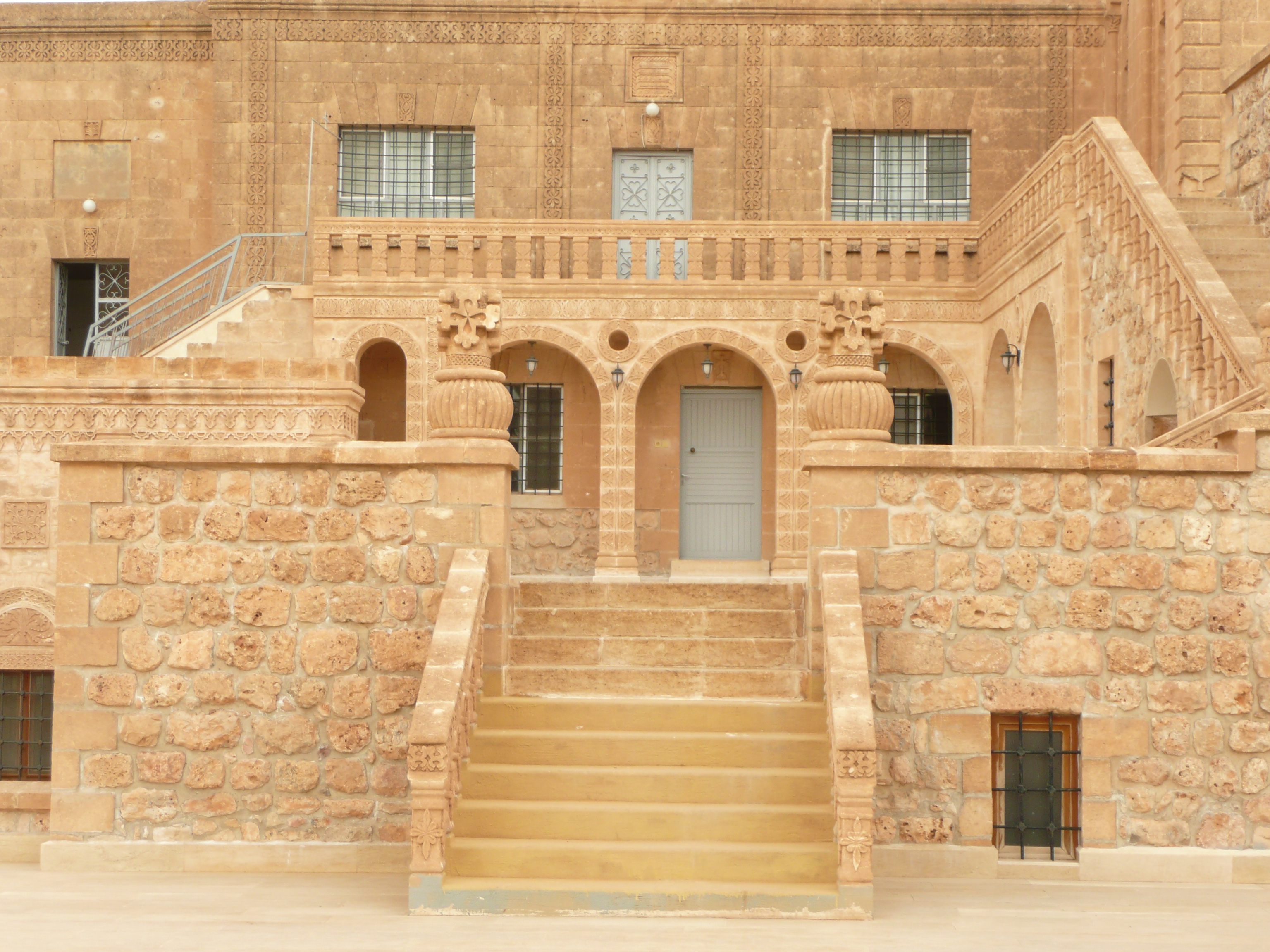
Lối vào tu viện Thánh Kerbel ở Midiat thuộc Thổ Nhĩ Kỳ  Thổ Nhĩ Kỳ, một trong những trung tâm tâm linh Syriac quan trọng nhất.
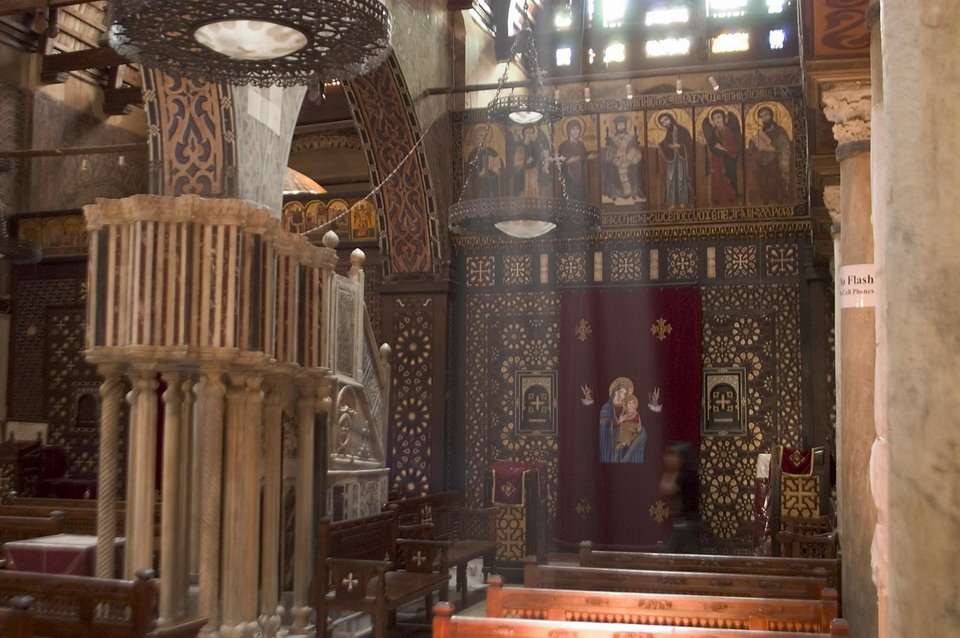
Nhà thờ Huyền Không ở Cairo theo mô hình kiến trúc Coptic.
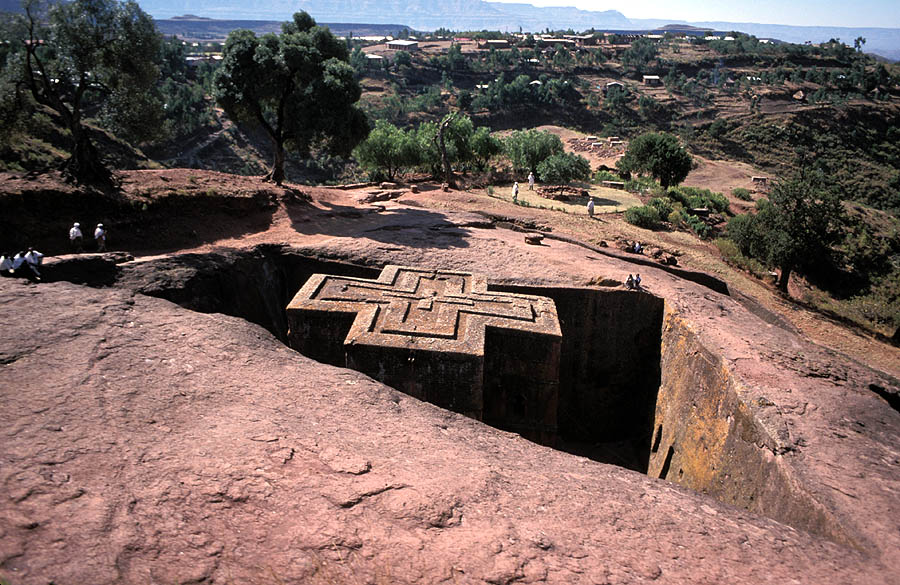
Nhà thờ chạm khắc đá ở Axum. Nó được xây theo mô hình kiến trúc chính thống Ethiopia.
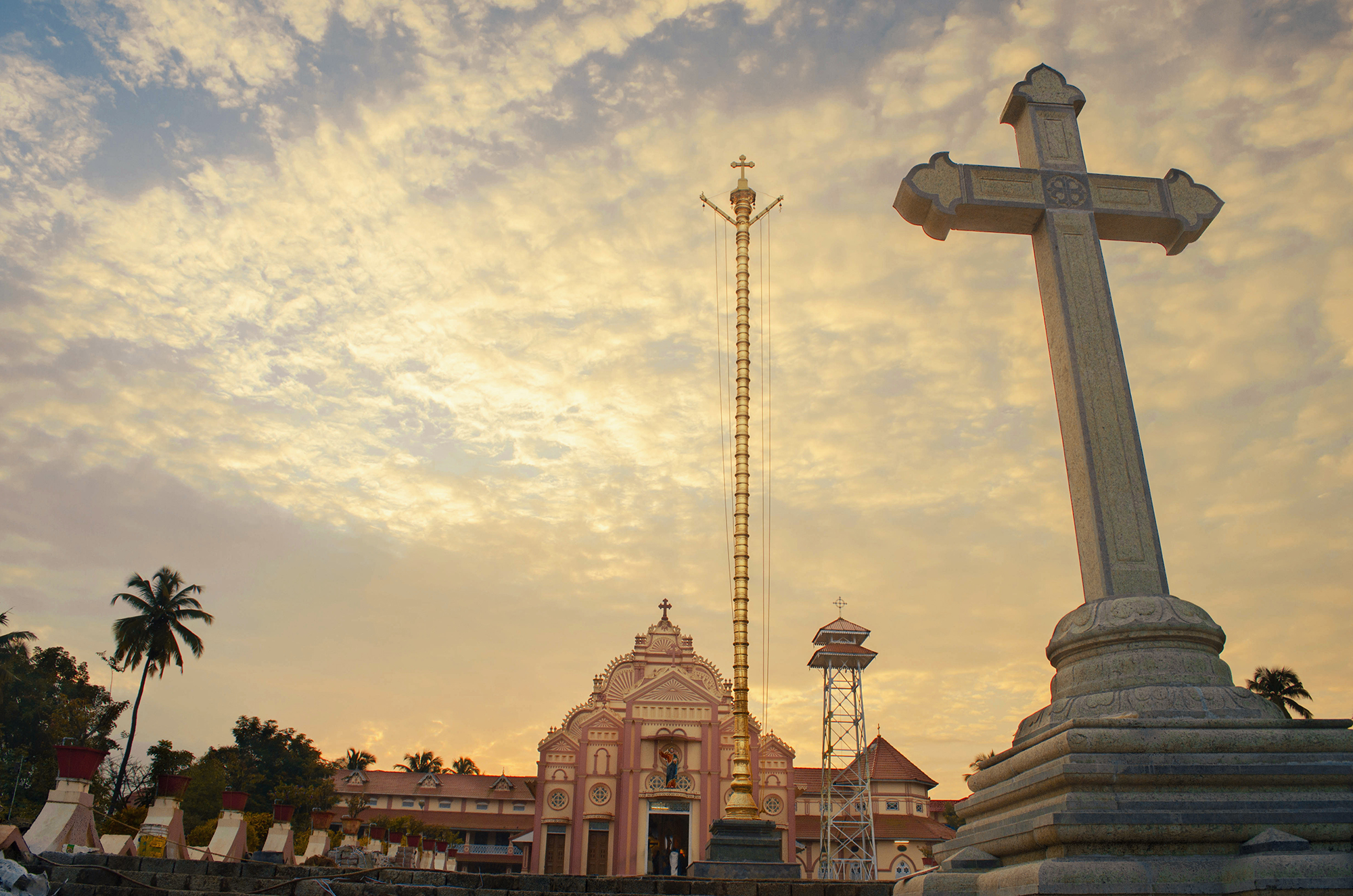
Một nhà thờ Syriac thuộc Giáo hội Mar Thomas ở Ấn Độ, tiêu biểu cho công trình Kitô giáo Ấn Độ bị ảnh hưởng bởi kiến trúc Kitô giáo Syria.
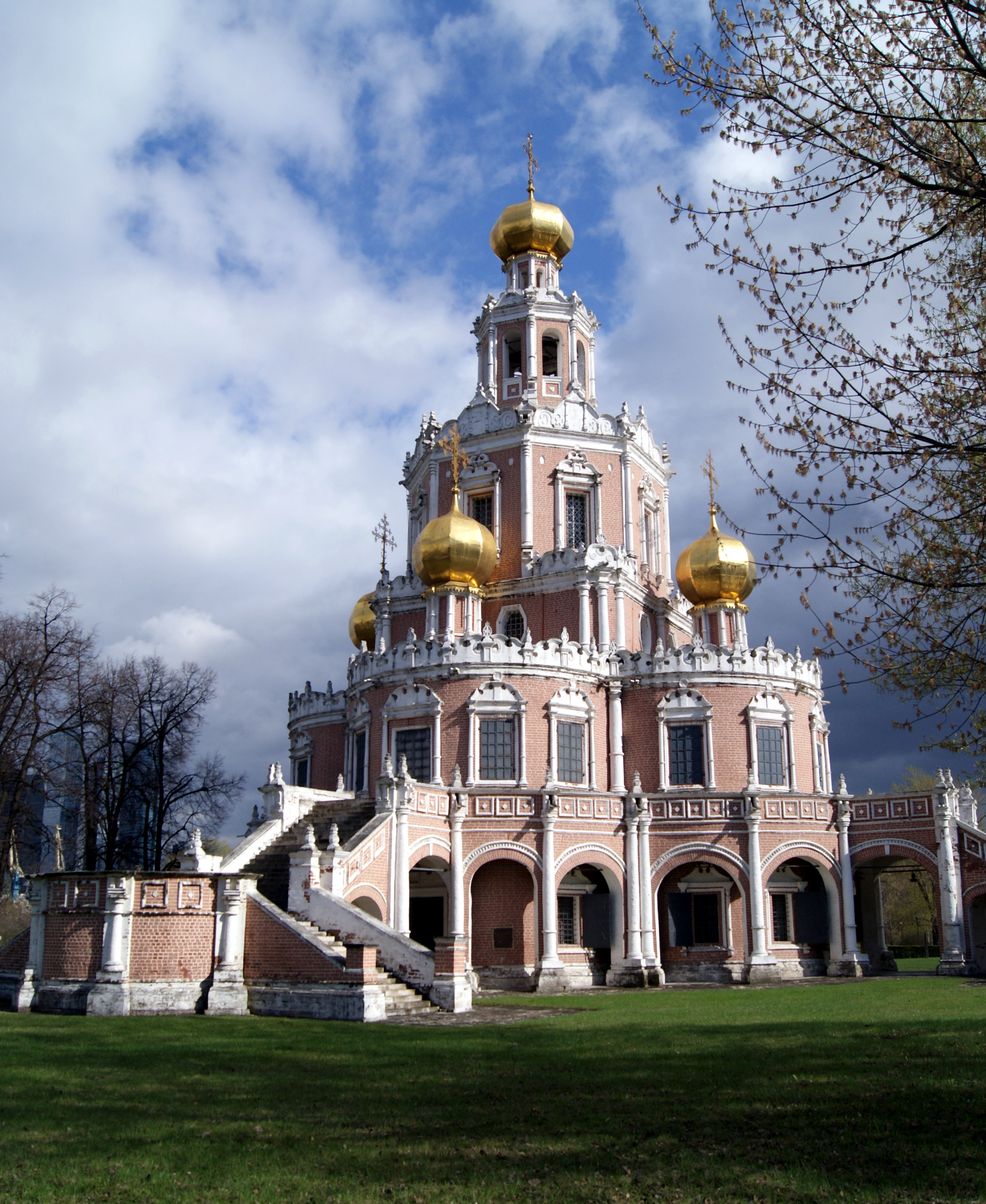
Giáo hội Nga đã phát triển một phong cách kiến trúc đặc biệt.
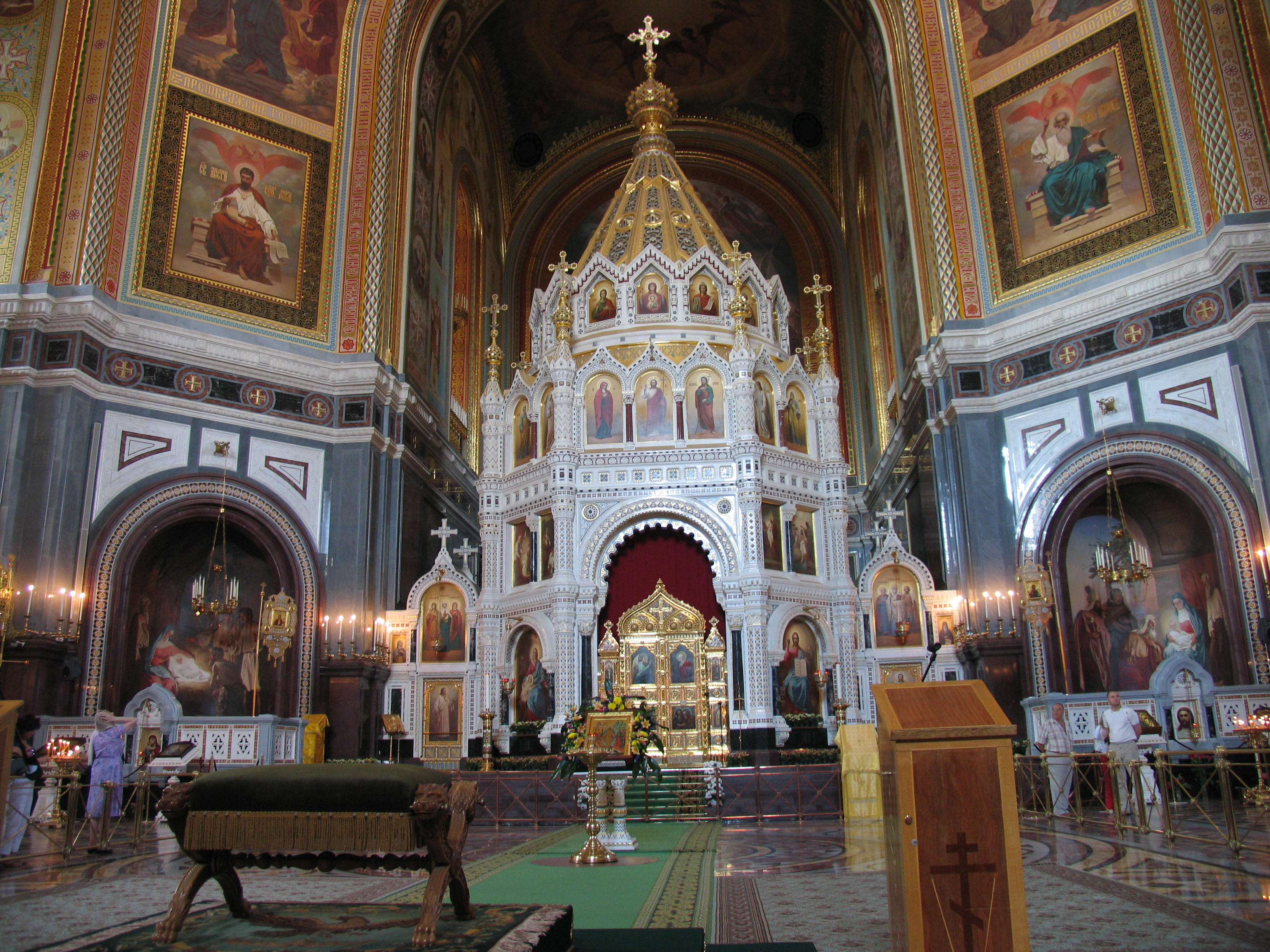
Giáo hội của Đấng Cứu Thế Chúa Ki Tô Chính Thống ở Moscow.
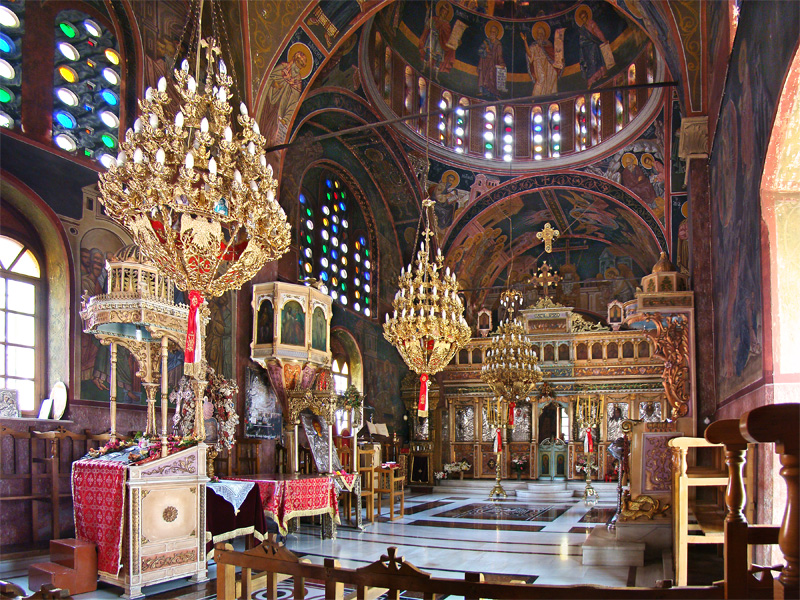
Bên trong một nhà thờ Chính thống giáo trên đảo Rhodes được xây dựng theo phong cách Byzantine.

### Kiến trúc của Ki Tô giáo phương Tâʏ

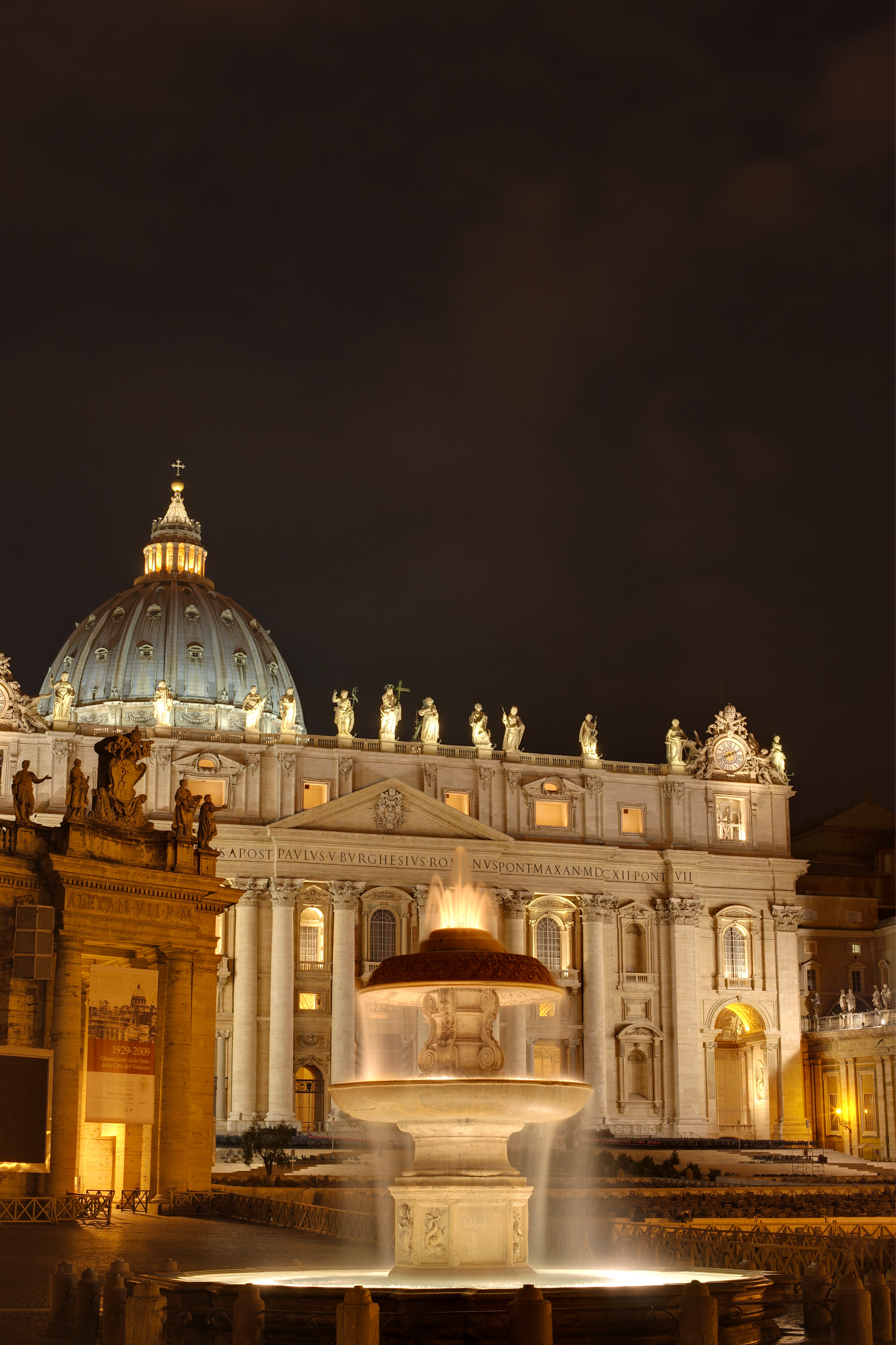
Nhà thờ Thánh Phê-rô là nhà thờ lớn nhất thế giới và có một vị trí đặc quyền trong Giáo hội Công giáo.

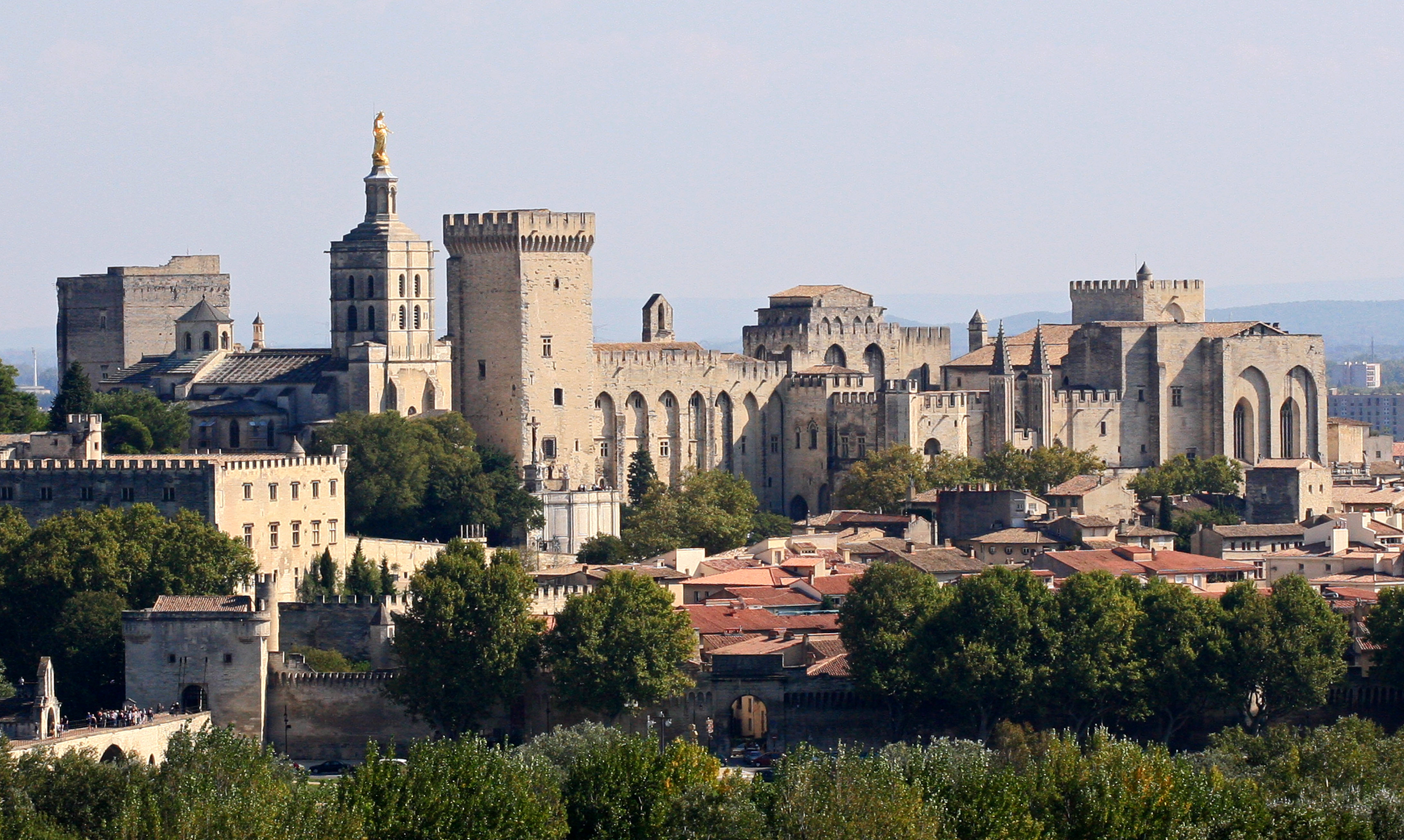
Cung điện của Giáo hoàng ở Avignon, Pháp.

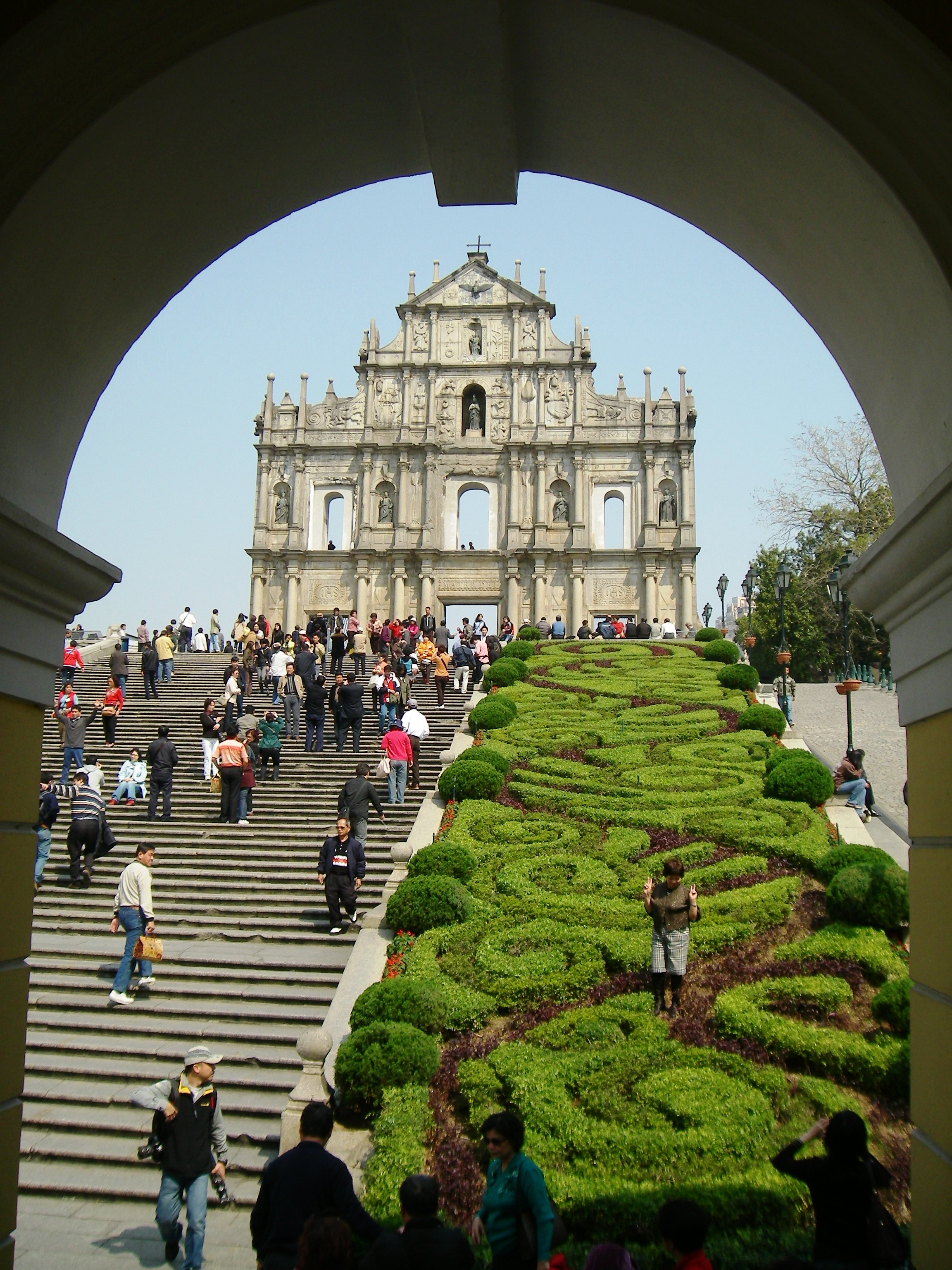
Nhà thờ Thánh Phao-lô ở trung tâm lịch sử, Ma Cao.

Trong suốt lịch sử của Kitô giáo phương Tây đã có một số phong cách kiến trúc liên quan đến thời kỳ lịch sử mà chúng xuất hiện. Trong thời Trung Cổ xuất hiện:
Kiến trúc Gia Lạc Lâm Nhân: Nó được đặt tên theo tên của Charlemagne, vị vua của người Frank từ năm 768 đến năm 814. Từ thủ đô của mình (hiện nay nó thuộc nước Đức), Charlemagne cai trị khu vực rộng lớn ở phần lớn Tây Âu. Charlemagne và gia đình ông muốn làm sống lại nền văn hóa Kitô giáo thời kỳ đầu ở Roma, và các kiến trúc sư Gia Lạc Lâm Nhân tuyên bố rằng họ đã thay đổi phong cách kiến trúc Kitô giáo sơ khai. Các kiến trúc sư này chú trọng chiếu ngang của nhà thờ, nhưng thêm những nơi cầu nguyện, xây dựng đền thờ và tháp cao. Họ cũng tạo ra một lối vào được gọi là Tây Công, bao gồm một tiền sảnh, một nhà thờ và các tòa tháp nhỏ gọi là tartas. Các tu sĩ Gia Lạc Lâm Nhân đã phát triển tu viện, kết nối với các nhà thờ khác, thư viện, nhà bếp và các cơ sở khác.
Kiến trúc La Mã: Kiểu kiến trúc này ra đời vào thế kỷ IX và đạt được những thành tựu lớn trong thế kỷ thứ XI và thế kỷ XII.
Tầm quan trọng của những nhà thờ này lần đầu tiên được nhấn mạnh ở Ý, sau đó ở Pháp, Đức, Tây Ban Nha và Anh. Các nhà khoa học trong thế kỷ XIX đã phát minh ra thuật ngữ "chủ nghĩa Lãng mạn" có nghĩa là "giống như người La Mã (người La Mã rất lãng mạn)". Những học giả này tin rằng kiến trúc La Mã về bản chất là một sự phản ánh các kiểu kiến trúc La Mã, nhưng kiến trúc La Mã thực sự là sự kết hợp giữa kiến trúc La Mã, Byzantine và các trường phái khác. Các nhà thờ La Mã ở các quốc gia khác nhau có những đặc điểm khác biệt, nhưng hầu hết các nhà thờ đều có những đặc điểm nhất định. Nhà thờ La Mã điển hình có những bức tường dày, những cột trụ phức tạp và những mái vòm cong lớn. Một tòa tháp trồi lên từ trần nhà tại điểm mà cánh cửa chính cắt ngang sân chính của nhà thờ. Một ban công trong nhà được xây dựng nhìn ra hành lang bên gọi là Triformis, một củng lang có tuổi thọ ba thập kỷ. Trong thời kỳ La Mã, nhiều người đã đến thăm những nhà thờ chứa đựng hài cốt và tài sản của một số thánh Tông đồ. Các nhà thờ có vai trò rất lớn và có thể chứa số lượng lớn các di vật quan trọng, chẳng hạn như Nhà thờ Thánh Sernin ở Toulouse tại Pháp, nhà thờ này có hai cánh ở hai bên sân chính, và một nhà nguyện nhỏ được mở trên hành lang tròn xung quanh nhà thờ, cho phép du khách di chuyển qua tòa nhà dọc theo các lối đi mà không làm phiền các buổi lễ tại nhà thờ chính.

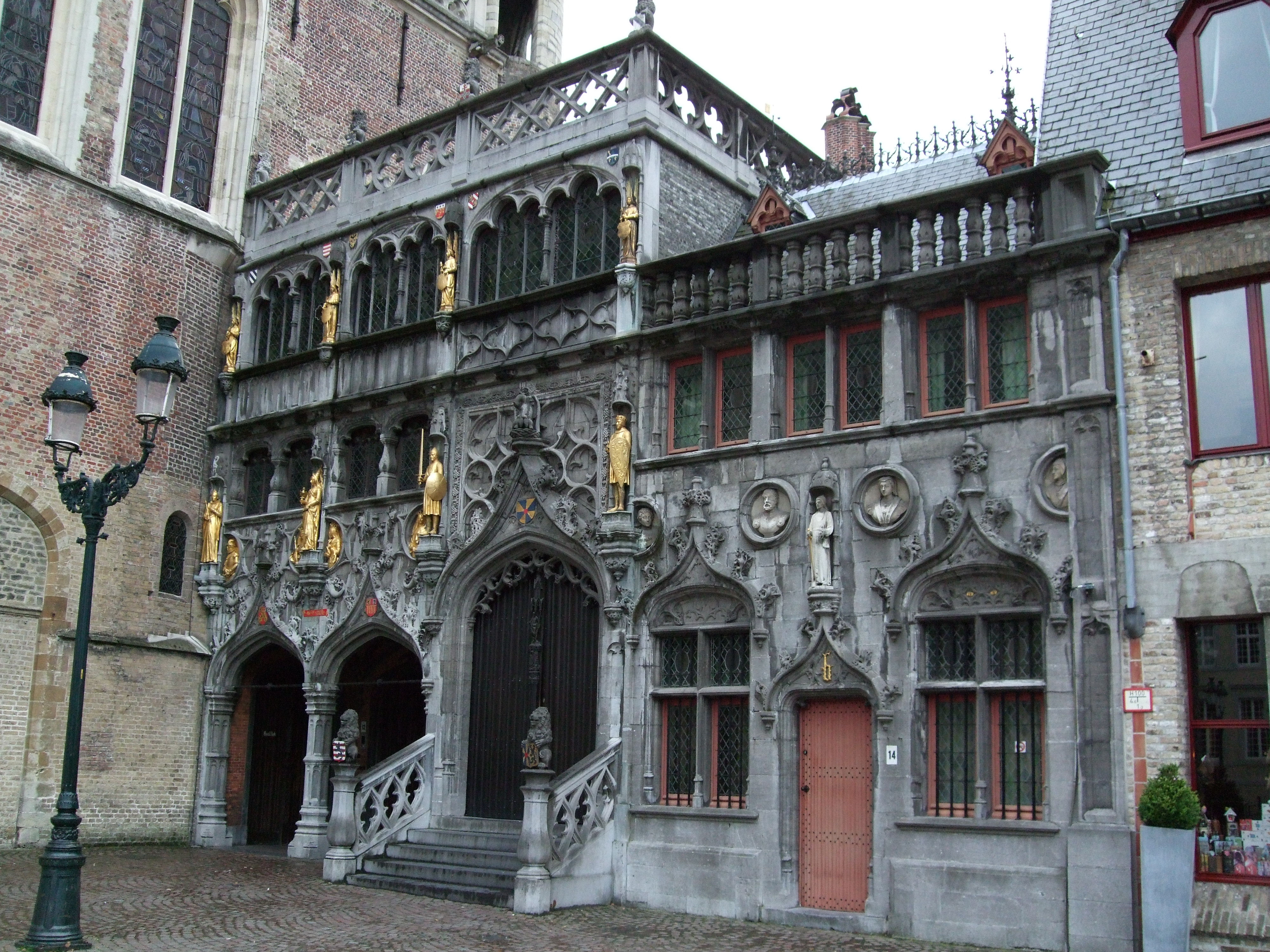
Nhà thờ Thánh Huyết ở Bỉ.

Kiến trúc Gothic: phát triển mạnh ở Tây Âu từ thế kỷ thứ XII đến thế kỷ XV. Từ gothic là một thuật ngữ có nguồn gốc la một từ mang hàm ý bác bỏ, được sử dụng bởi các nghệ sĩ và nhà văn, những người muốn khôi phục kiến trúc cổ điển của người Hy Lạp cổ đại và người La Mã ở châu Âu. Một hệ thống xây dựng mới cho phép các kiến trúc sư Gothic thiết kế nhà thờ với những bức tường mỏng và nhẹ hơn những nhà thờ La Mã, và nhiều cột trụ bao gồm các nhóm cột trên nhiều tầng cao, và các kiến trúc sư Gothic mở rộng các cột lên trần nhà, và ngăn chặn khoảng cách giữa hai bên đá. Các kiến trúc sư đã khắc các hình ảnh của các vị thánh và các anh hùng của Kitô giáo trên các cột ở lối vào nhà thờ.
Trong thời kỳ Phục Hưng, phong cách kiến trúc La Mã trở nên thịnh hành. Sự kiện Cải cách Tin lành của Martin Luther vào thế kỷ XVI cũng dẫn đến những thay đổi căn bản về phong cách kiến trúc, các nhà thờ inrotô loại bỏ các bức tượng và khuyến khích phong cách kiến trúc không cần trang trí. Kiến trúc Baroque và Rococo được ra đời trong phong trào Phản Cải Cách và nó lan truyền ra khắp nước Ý sau đó các phần khác của châu Âu. Các kiến trúc sư baroqueda94 để lại một ảnh hưởng đáng kể nhờ các công trình của mình. Tòa nhà mang phong cách baroque điển hình có đặc trưng hình dạng cong và việc sử dụng các cột, tác phẩm điêu khắc và tranh trang trí phức tạp để trang trí. Những người ủng hộ quan trọng nhất của kiến trúc Baroque là Giáo hội Công giáo và vua Công giáo châu Âu, đặc biệt là triều đại Habsburgs ở Áo, Hungary và nhà Bourbon ở Pháp và Tây Ban Nha, những triều đại được coi là trun thành với Giáo hội Công giáo.

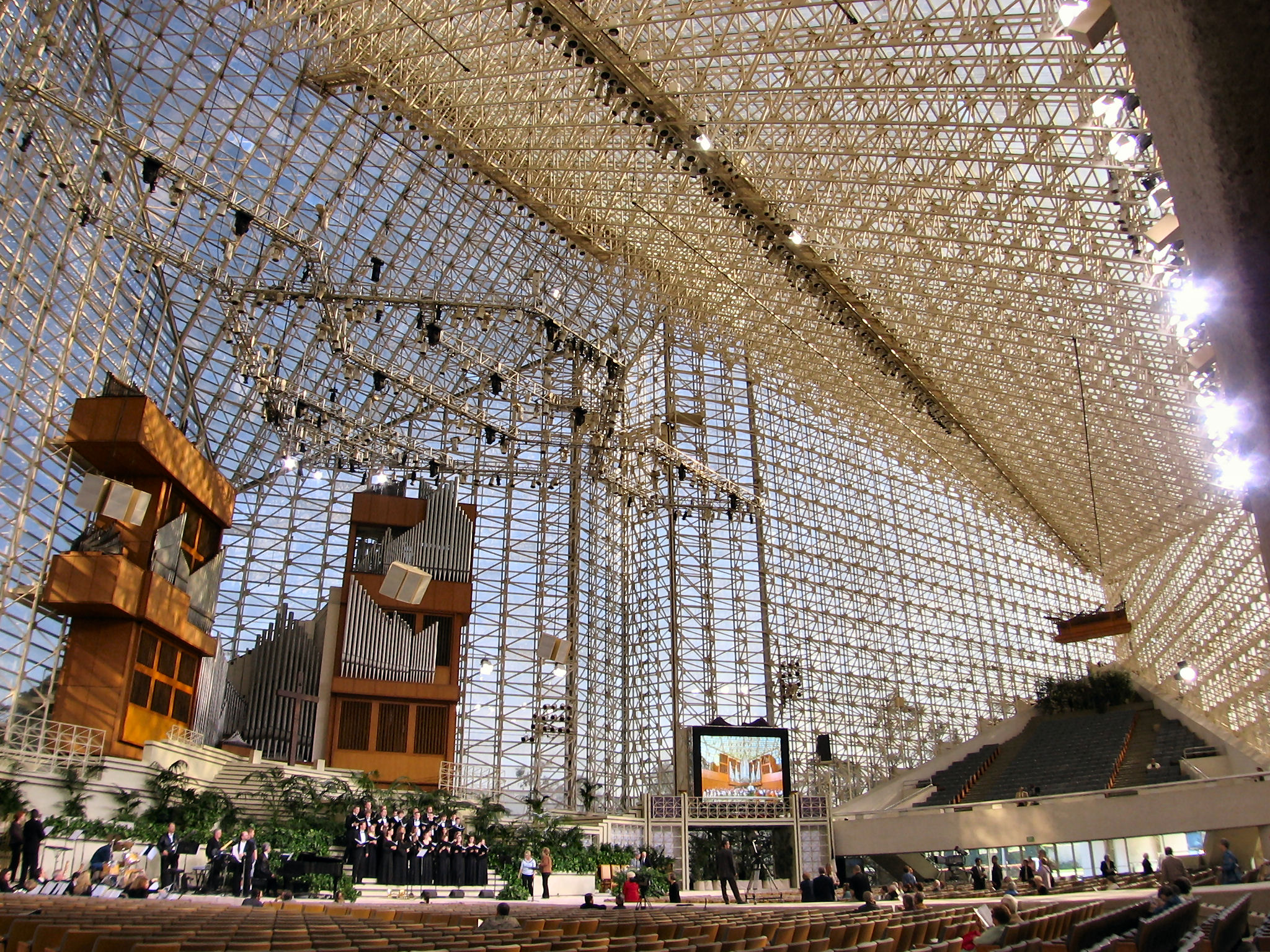
Mô hình Kiến trúc Hiện đại, Nhà thờ Pha lê Tin lành ở Hoa Kỳ  Hoa Kỳ.
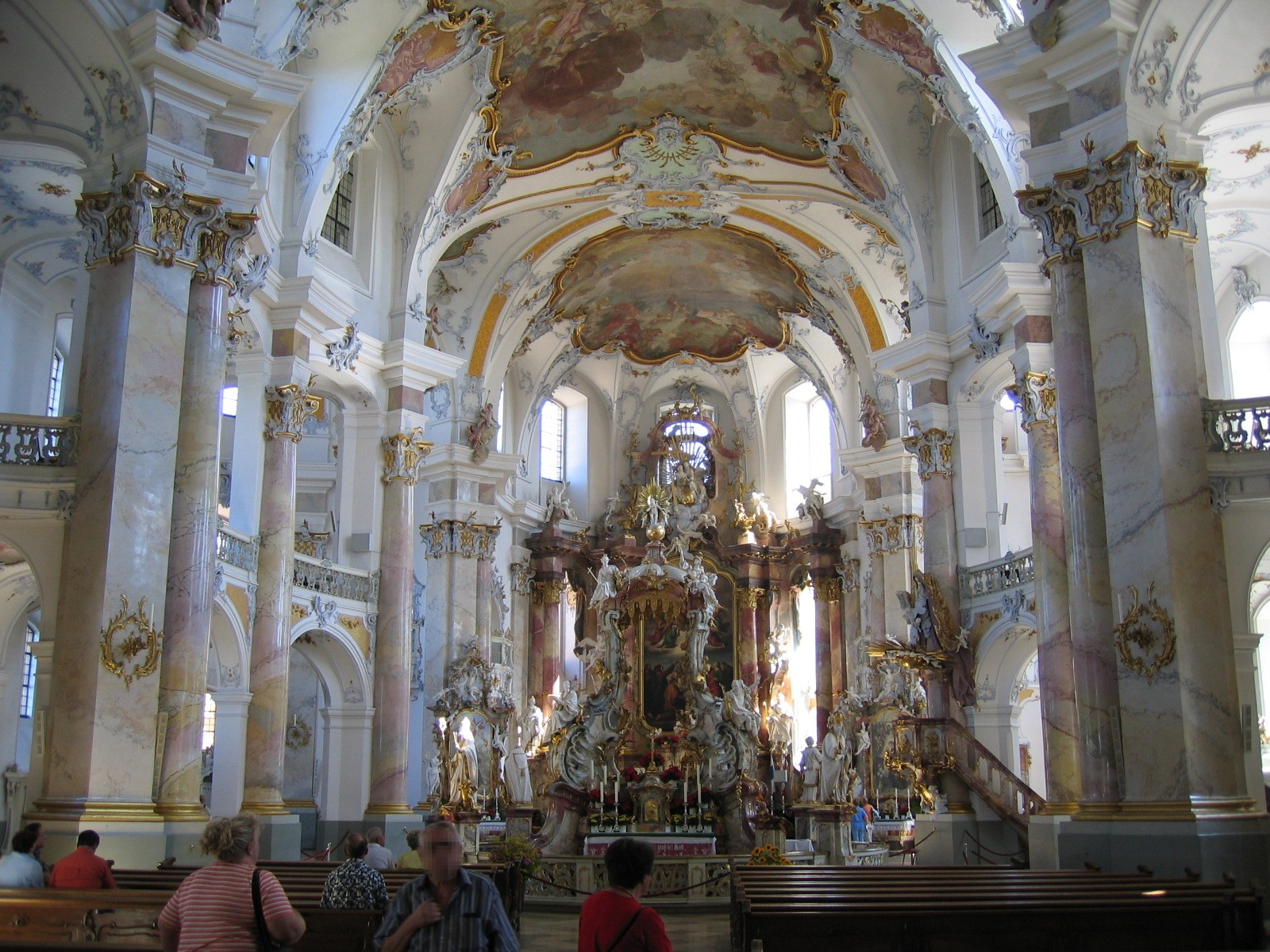
Một mô hình của kiến trúc Rococo, bên trong một nhà thờ Công giáo ở Bavaria, Đức  Đức.
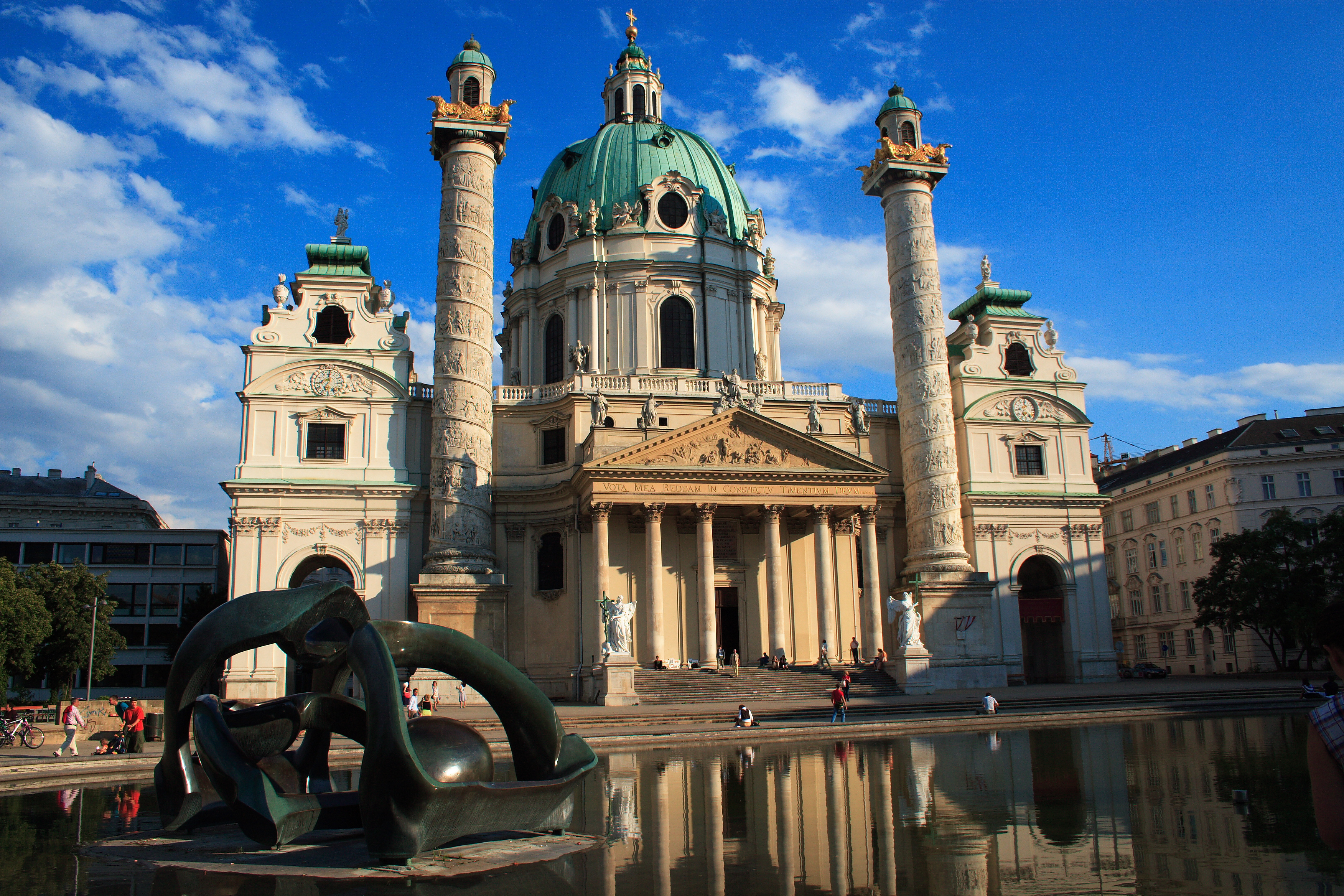
Mô hình kiến trúc Baroque, Nhà thờ Thánh Charles ở Áo  Áo.
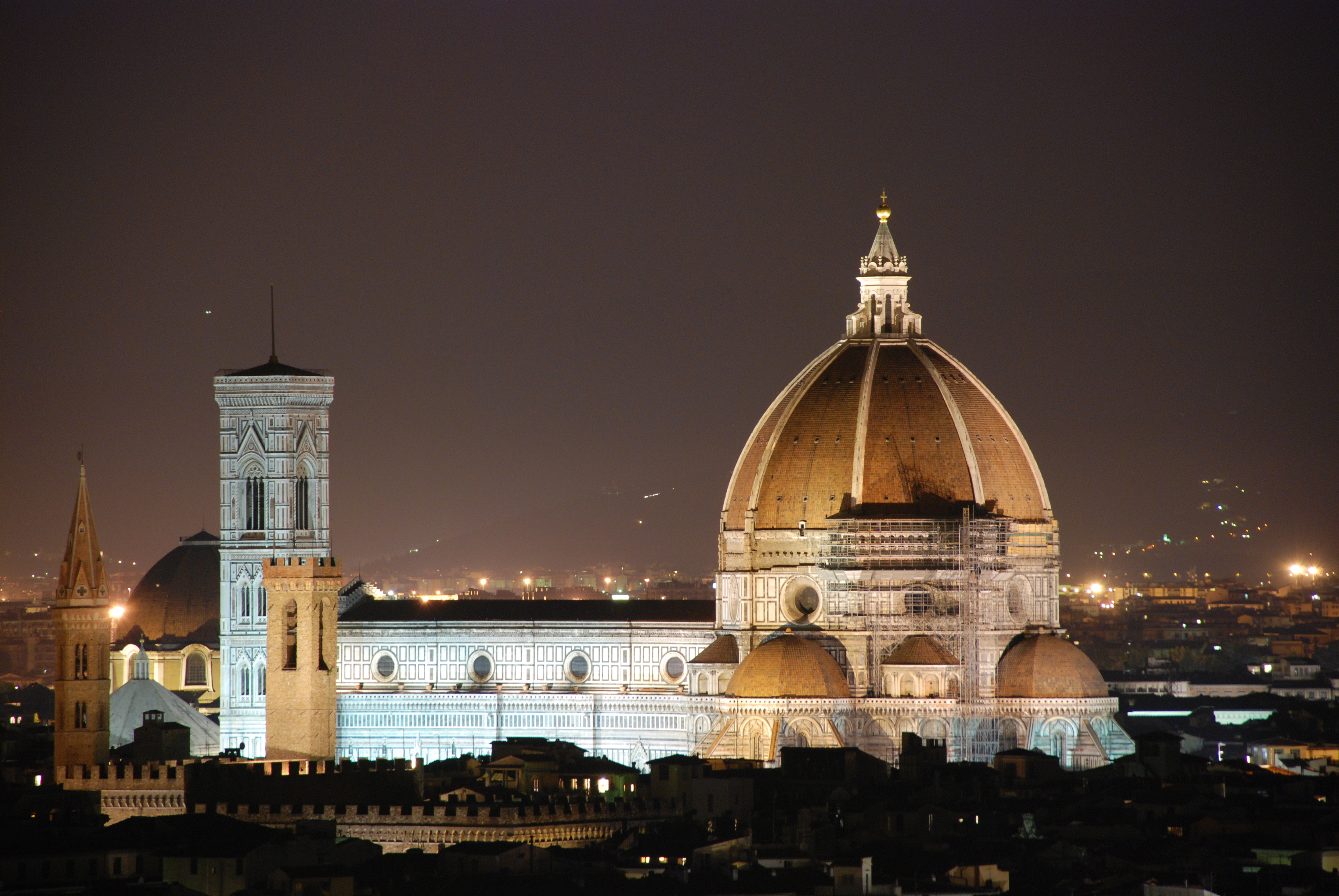
Mô hình kiến trúc thời Phục hưng, Nhà thờ Florence ở Ý  Ý.
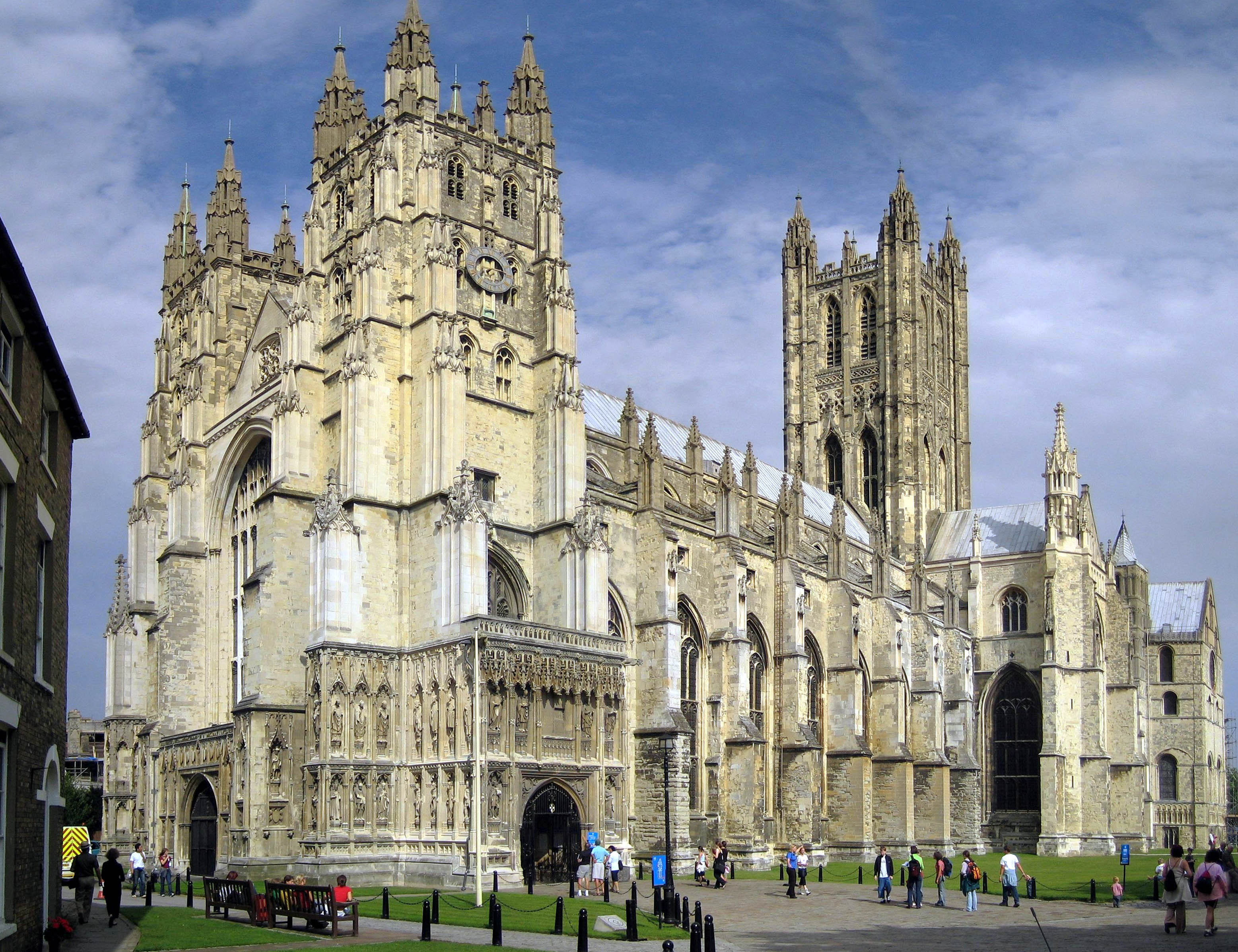
Mô hình kiến trúc Gothic, Nhà thờ Canterbury ở Anh  Anh.

## Phát triển kinh tế
Francisco de Vitoria (Phất Lãng Tây Tư Khoa · Duy Đa Lợi Á), một học trò của Thomas Aquinas và là một nhà tư tưởng Công giáo, người đã nghiên cứu vấn đề nhân quyền của người bản xứ, được Liên Hợp Quốc công nhận là cha đẻ của luật pháp quốc tế.
Joseph Schumpeter (Ước Sắt Phu · Hùng Bỉ Đặc),một nhà kinh tế học sống vào thế kỷ hai mươi, đề cập đến các nhà Kinh viện, đã viết, "họ đến gần hơn bất kỳ tổ chức nào khác để trở thành 'những người sáng lập' kinh tế học khoa học." Các nhà kinh tế học và sử gia khác, chẳng hạn như Raymond de Roover, Marjorie Grice-Hutchinson và Alejandro Chafuen, cũng đã đưa ra những tuyên bố tương tự. Nhà sử học Paul Legutko thuộc Đại học Stanford cho biết Giáo hội Công giáo là "trung tâm phát triển các giá trị, ý tưởng, khoa học, luật và các thể chế tạo thành cái mà chúng ta gọi là nền văn minh phương Tây."

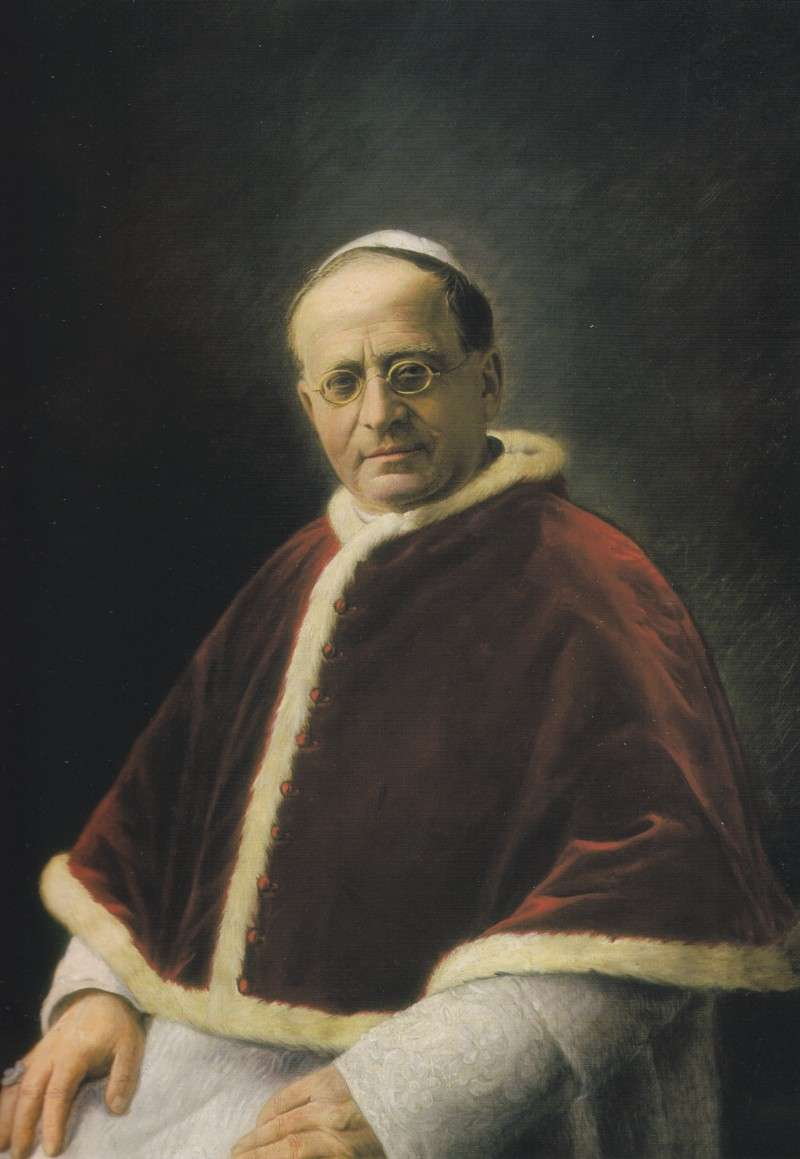
Giáo hoàng Pius XI được biết đến trong sắc lệnh giáo hoàng của ông, trong đó ông ủng hộ việc áp dụng đạo đức Kitô giáo trong nền kinh tế.

Vào đầu thời Trung cổ, đạo đức của chế độ gia trưởng Kitô giáo đã được củng cố vững chắc trong văn hóa Tây Âu. Giáo hội khinh thường tính coi trọng vật chất như tham lam và lừa dối như những hành vi phi Kitô giáo.
Giáo hội Công giáo khuyến khích hiến tặng và giúp đỡ những người có nhu cầu. Các Giáo Phụ của Giáo hội ca ngợi các tổ chức từ thiện. Nhà sử học Cohen giờ đây thấy rằng giáo lý của Chúa Giêsu đã nâng cao giá trị của người nghèo là một cuộc cách mạng trong thế giới nghèo đói và giàu có, như ý tưởng từ thiện và tôn trọng người nghèo vắng mặt trong tiếng La Mã và Hy Lạp. Tâm lý hiến tặng và giúp đỡ người khác vẫn còn bắt nguồn từ tư tưởng phương Tây.

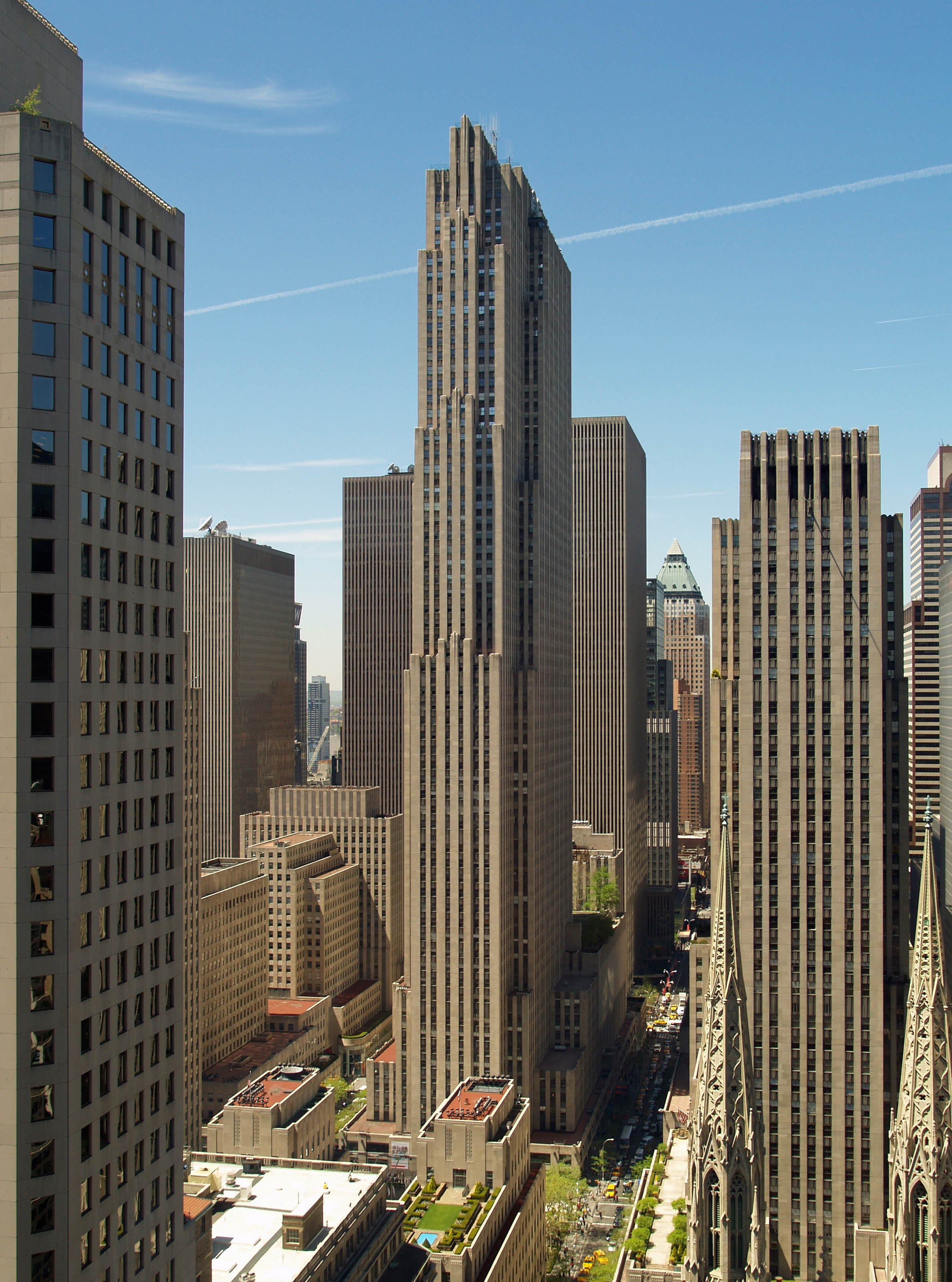
Trung tâm Rockefeller, ở Manhattan, thành phố New York, có niên đại từ thời gia đình Tin lành Rockefeller đóng một vai trò quan trọng trong nền kinh tế toàn cầu và chủ nghĩa tư bản.

Sau khi Cải Cách Tin Lành thay đổi tâm lý của tư tưởng phương Tây, trong khi Công giáo không ủng hộ sự tích lũy của cải, Tin Lành khuyến khích sự tích lũy của cải và ân sủng được Đức Chúa Trời ảnh hưởng bởi Cựu Ước.
Dựa trên nghiên cứu của Max Weber về Tin Lành, đặc biệt là giáo lý Calvin, về kỷ luật và công việc cống hiến, đứng đằng sau sự xuất hiện tinh thần của chủ nghĩa tư bản ở châu Âu, để nói rằng thành công ở cấp độ vật lý là dấu hiệu của ân điển thiêng liêng và chọn điều kiện tiên quyết cho sự cứu rỗi. Trong một nghiên cứu nổi tiếng của một số nhà nghiên cứu vào cuối thiên niên kỷ II, CMRP phát hiện ra rằng các xã hội được kiểm soát bởi văn hóa Tin Lành bao gồm Hoa Kỳ, Scandinavia, Đức, Vương quốc Anh, Hà Lan, Thụy Sĩ, Canada, Australia và New Zealand có xu hướng làm việc, siêng năng, hoàn thành và đổi mới hơn các xã hội bị chi phối bởi các nền văn hóa tôn giáo khác.
Một số nhà nghiên cứu cũng liên đới vai trò của những người theo chủ nghĩa thuần túy với thần học Calvin trong việc phát triển nền kinh tế và chủ nghĩa tư bản ở Hoa Kỳ. Người đã phát triển giáo lý của họ là những nhà sản xuất chứ không phải người tiêu dùng và đầu tư lợi nhuận của họ để tạo thêm công ăn việc làm cho những ai cần họ và do đó giúp họ đóng góp xây dựng một xã hội năng động. Một ảnh hưởng quan trọng của phong trào Thanh giáo, bởi vì sự khẳng định tự do cá nhân, là sự xuất hiện của một tầng lớp tư sản mới. Tự do cá nhân và thành công đi kèm trong ngành công nghiệp đã khiến cho những người theo Thanh giáo quan tâm đến sự giàu có, vui vẻ và tình yêu của quyền sở hữu hơn là tìm kiếm hàng hóa của đất bằng cách phấn đấu. Ngày nay, hậu duệ của những người theo chủ nghĩa thuần túy hay cái gọi là giàu có là những người giàu có và được giáo dục ở Hoa Kỳ, và họ là những tầng lớp xã hội kiểm soát nền kinh tế, chính trị và xã hội Mỹ. Đạo đức làm việc Tin Lành là tôn vinh giá trị của tin cậy, tiết kiệm, khiêm nhường, trung thực, kiên trì và khoan dung là một trong những nguyên nhân của cuộc cách mạng công nghiệp.

Di sản về gia đình các tín đồ Tin Lành Alehaugont, ở Nam Phi, có tác động đáng kể đến nền kinh tế toàn cầu.

Trong thời đại hiện đại, Giáo hội Công giáo đã kêu gọi thông qua các bức thư giáo hoàng để áp dụng đạo đức Kitô giáo từ các giá trị giúp đỡ người khác và tính toàn vẹn trong công việc, trong nền kinh tế. Nhiều cộng đồng Kitô hữu được coi là một trong những xã hội tiên tiến nhất. Ví dụ, ở Ấn Độ, Kitô hữu là những cộng đồng tôn giáo tiến bộ nhất, và tác động của các Kitô hữu đến dân số đô thị rõ ràng cho thấy giá trị kinh tế của Kitô giáo có ảnh hưởng mặc dù truyền thống châu Âu được coi là một lợi thế tích cực trong môi trường kinh doanh và thương mại ở đô thị Ấn Độ; giải thích về số lượng lớn các chuyên gia Kitô giáo trong khu vực doanh nghiệp ở Ấn Độ, còn ở Hàn Quốc hầu hết các công ty lớn nhất của đất nước đều do các Kitô hữu điều hành, mặc dù Kitô hữu không chiếm đa số ở Hàn Quốc. Dựa trên mô hình Barrow và McIlery, Kitô giáo đã đóng một vai trò quan trọng trong sự thành công của Hàn Quốc trong lĩnh vực kinh tế và trong tiến trình của xã hội. Mặt khác, nghiên cứu này đã bị chỉ trích bởi một số nhà nghiên cứu như Dolph và Tan. Ảnh hưởng của các Kitô hữu lên nền kinh tế cũng xuất hiện ở một số quốc gia trong thế giới Hồi giáo. Đáng chú ý là sáu nước Cơ đốc giáo trong số 10 quốc gia nằm trong danh sách các nước tiên tiến nhất trên thế giới trong lĩnh vực công nghệ và công nghệ cao. Một nghiên cứu được tạp chí Fortune tiến hành cho thấy cứ năm công ty ở Hoa Kỳ thì ó 1 trong 5 công ty lớn nhất lại được giám mục quản lý. Một trong ba ngân hàng lớn nhất và mạnh nhất trong nước, do các giám mục đứng đầu. Một nghiên cứu được tạp chí Fortune tiến hành năm 1976 đã cho thấy 500 giám đốc điều hành các công ty và doanh nghiệp quan trọng nhất tại Hoa Kỳ có sự hiện diện áp đảo của người Tin Lành từ Giáo hội Giám nhiệm Mỹ và Nhà thờ Trưởng Lão ở Mỹ và cộng đồng người Do Thái. Một báo cáo của New World Wealth được công bố vào năm 2015, chuyên nghiên cứu về sự giàu có toàn cầu, cho thấy sự kiểm soát của Kitô hữu đối với phần lớn tài sản toàn cầu, tiếp theo là người Hồi giáo, người Hindu và người Do thái. Tổng tài sản của Kitô hữu là 107.280 tỉ đô la, chiếm hơn 55% tài sản toàn cầu, tiếp theo là người Hồi giáo với tổng tài sản là 11.335 tỉ đô la (5.8%), người Hindu với tổng tài sản $ 6,505 tỷ, tương đương 3,3%. Báo cáo chỉ ra rằng người Do Thái có tổng tài sản là 2,079 tỷ đô la (1,1%). Khoảng 67,832 tỷ USD, tương đương 34,8%, nằm trong tay những cá nhân không thuộc về bất kỳ tôn giáo nào hoặc ngay cả trong tay những người tin vào các tôn giáo khác.

### Đạo đức làm việc lành mạnh
Khái niệm Tin Lành về Thiên Chúa và con người cho phép các tín hữu sử dụng tất cả các Phân khoa do Chúa ban cho, bao gồm cả sức mạnh của lý trí. Điều đó có nghĩa là họ được phép khám phá sự sáng tạo của Thiên Chúa và, theo Sáng thế ký 2:15, hãy sử dụng nó một cách có trách nhiệm và bền vững. Vì vậy, một môi trường văn hóa đã được tạo ra để tăng cường đáng kể sự phát triển của nhân văn học và khoa học. Một hệ quả khác của sự hiểu biết Tin Lành về con người của các tín hữu, trong lòng biết ơn về việc được lên thiên đường và sự cứu chuộc của họ trong Đấng Chúa Trời, là tuân theo các lệnh truyền của Chúa. chăm chỉ, giản dị, kỷ luật, và một ý thức trách nhiệm mạnh mẽ là trung tâm của hệ thống đạo đức của họ. Đặc biệt, Calvin từ chối sự sang trọng. Do đó, các thợ thủ công, các nhà công nghiệp và các doanh nhân khác có thể tái đầu tư phần lớn lợi nhuận của họ vào máy móc hiệu quả nhất và các phương pháp sản xuất hiện đại nhất dựa trên tiến bộ khoa học và công nghệ. Kết quả là, năng suất tăng lên, dẫn đến tăng lợi nhuận và cho phép người sử dụng lao động được trả lương cao hơn. Bằng cách này, nền kinh tế, khoa học và công nghệ đã củng cố lẫn nhau. Cơ hội tham gia vào sự thành công kinh tế của phát minh công nghệ là một động lực mạnh mẽ cho cả nhà phát minh và nhà đầu tư. Đạo đức làm việc lành mạnh là một hệ thống quan trọng đằng sau những kế hoạch và thiếu sự phối hợp hành vi tập thể ảnh hưởng đến sự phát triển của chủ nghĩa tư bản và cách mạng công nghiệp. Ý tưởng này còn được gọi là "Hệ thống đạo đức lành mạnh."
Những người Giám Nhiệm và Những người Trưởng Lão thường giàu có hơn và có trình độ học vấn tốt hơn (hầu hết đến bậc graduate và sau đại học) so với hầu hết các nhóm tôn giáo khác ở [Mỹ và được đại diện một cách không cân xứng ở đẳng cấp trên của doanh nghiệp Mỹ, luật pháp và chính trị, đặc biệt là Đảng Cộng hòa. Một số lượng lớn các gia đình giàu có lâu đời nhất nước Mỹ như Vanderbilts và Astor, Rockefeller, Du Pont, Roosevelt, Forbes, Whitneys, Morgans là những gia đình Tin Lành dòng chính.

## Công bằng xã hội, y tế, khoa học và hệ thống bệnh viện

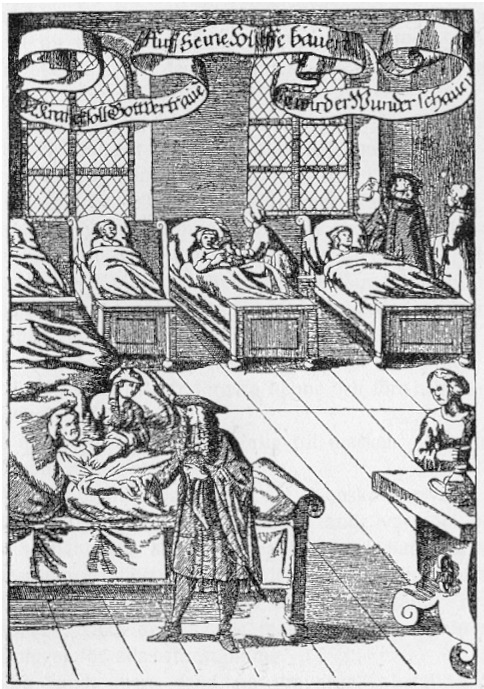
Nhà sử học y tế, Guenter Risse, nói rằng Giáo hội đã dẫn đầu cho sự phát triển của một hệ thống bệnh viện hướng tới việc bù đắp những thiệt thòi.

Giáo hội Công giáo đã đóng góp cho xã hội thông qua học thuyết xã hội đã hướng dẫn các nhà lãnh đạo thúc đẩy công bằng xã hội và y tế cho người bệnh và người nghèo. Trong các bài giảng như Bài giảng trên núi và những câu chuyện như Người Samari tốt bụng, Chúa Giêsu kêu gọi những người tin Chúa thờ phượng Thiên Chúa, hành động mà không có bạo lực hoặc định kiến và chăm sóc người ốm, đói và nghèo. Giáo lý đó là nền tảng của sự tham gia của Giáo hội Công giáo vào công bằng xã hội, y tế và chăm sóc sức khỏe.

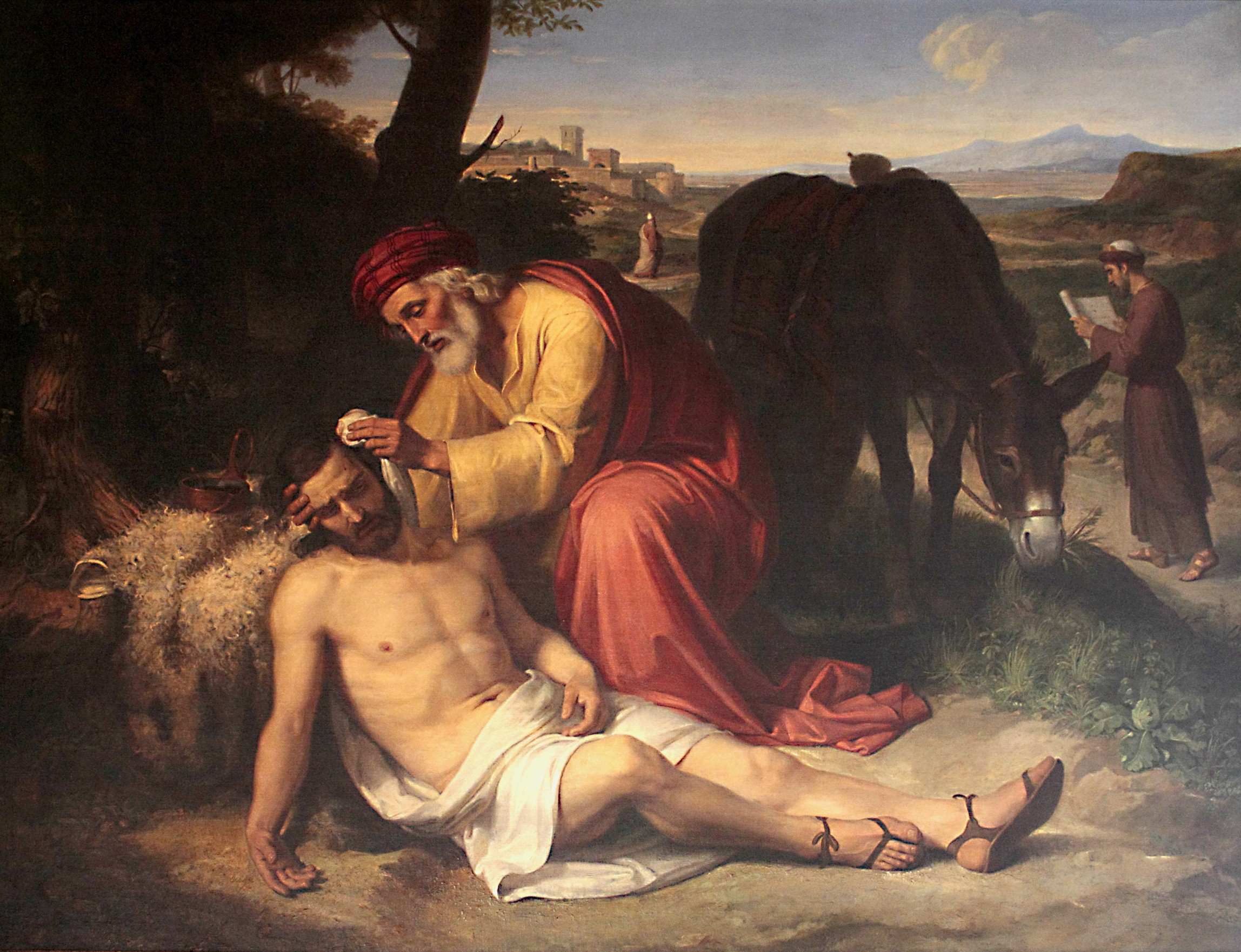
Bức vẽ câu chuyện về người Samari nhân lành, và qua tinh thần của câu chuyện này đã thúc đẩy nhà thờ xây dựng các thể chế xã hội.

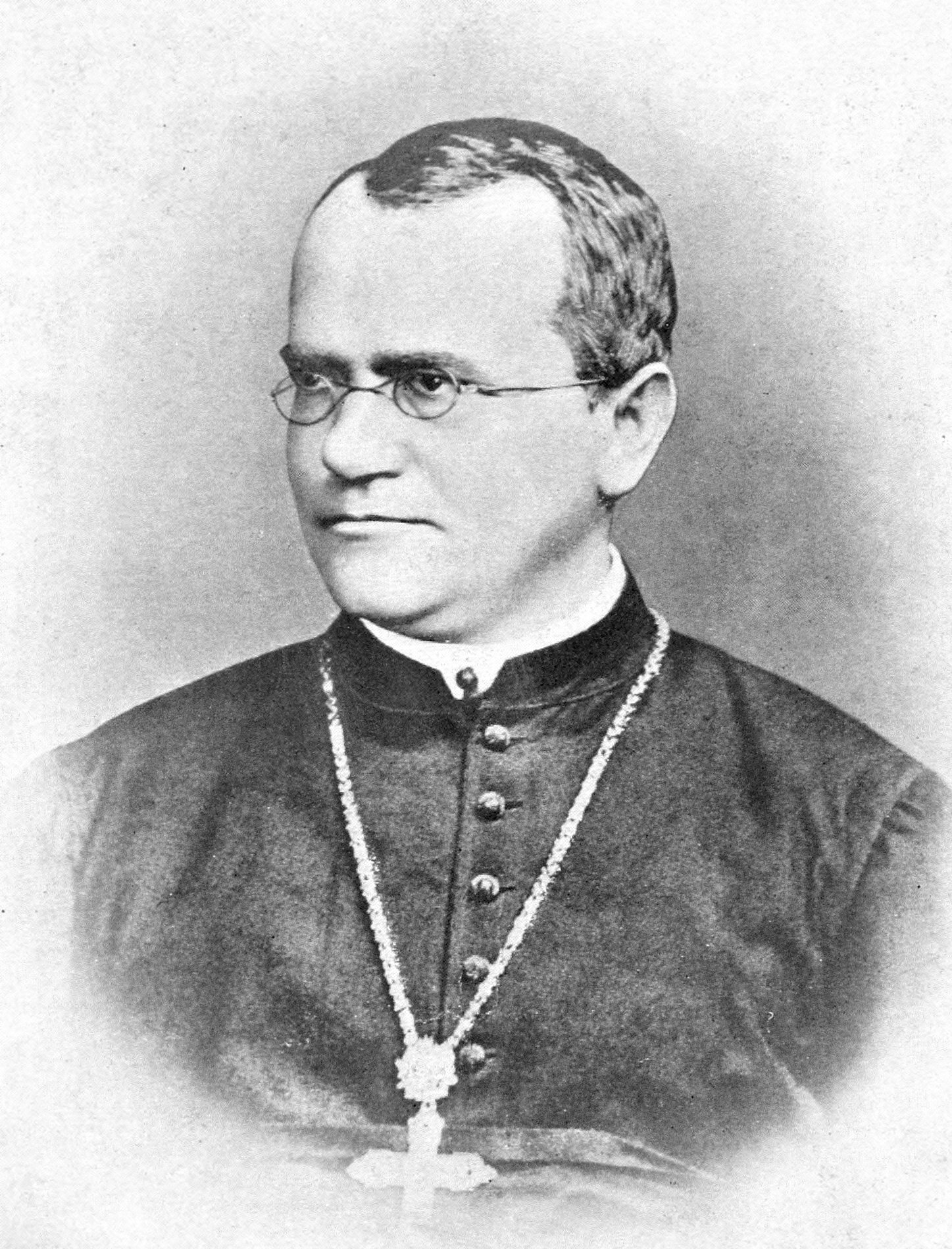
Gregor Mendel, cha đẻ của ngành di truyền học, đã tài trợ cho Giáo hội nhiều loại hình khoa học khác nhau, nhiều giáo sĩ Kitô giáo đã đóng góp vào sự phát triển của khoa học.

Trong lịch sử phát triển nhân loại dưới sự lãnh đạo của Giáo hội ở nhiều loại khoa học, đặc biệt là thiên văn học, toán học, từ nguyên học, triết học, hùng biện, y học, giải phẫu, và vật lý, đặc biệt là Alorstaiwih (tức là ngành khoa học do Aristotle thành lập), cơ học, đặc biệt là các công cụ chiến tranh, cùng với kiến trúc, hóa học, địa lý, triết học và khoa học thực vật và động vật.
Ảnh hưởng của Giáo hội với các danh phương Tây và giáo dục là rất quan trọng. Các văn bản cổ của Kinh Thánh đã ảnh hưởng sâu sắc đến nghệ thuật phương Tây và tư tưởng, văn chương và văn hóa trong nhiều thế kỷ. Sau sự sụp đổ của Đế quốc Tây La Mã, các cộng đồng tu viện nhỏ thực tế là những tiền đồn văn hóa của Tây Âu. Đồng thời, các Đại giáo đường học giáo, được thành lập gần các nhà thờ, thành lập và hiện đang là các trường đại học châu Âu tiên tiến. Nhà thờ đã tài trợ cho hàng ngàn cơ sở giáo dục tiểu học, trung học và cao học trên toàn thế giới. Nó cũng nuôi dưỡng các nhà thờ phương Đông về các ngành khoa học ở Đế chế Byzantine, được liên kết chặt chẽ với triết học cổ đại và siêu hình học. Một trong những thành tựu trong khoa học kiến trúc Byzantine là việc xây dựng nhà thờ Hagia Sophia. Trong thời kỳ Phục hưng Byzantine, Giáo hội phương Đông ủng hộ phong trào phục hưng khoa học, đặc biệt trong lĩnh vực thiên văn học, toán học và y học. Các tu sĩ đã viết bách khoa toàn thư y khoa bao gồm các giải thích về mắt, tai, miệng và các bệnh cần phẫu thuật, được dịch sang tiếng Latinh, tiếng Syria và tiếng Ả Rập. Các tu sĩ Byzantine cũng nghiên cứu trong các lĩnh vực hóa học kim loại, hợp kim, toán học và kỹ thuật địa lý. Họ tin rằng các hành tinh và các ngôi sao có ảnh hưởng đến các sự kiện trên Trái Đất. Khoa học là một trong những lý do chính cho sự hồi sinh của văn học Hy Lạp cổ đại, ngữ pháp, văn học và nghiên cứu khoa học trong thời kỳ tiền Phục hưng ở Ý.

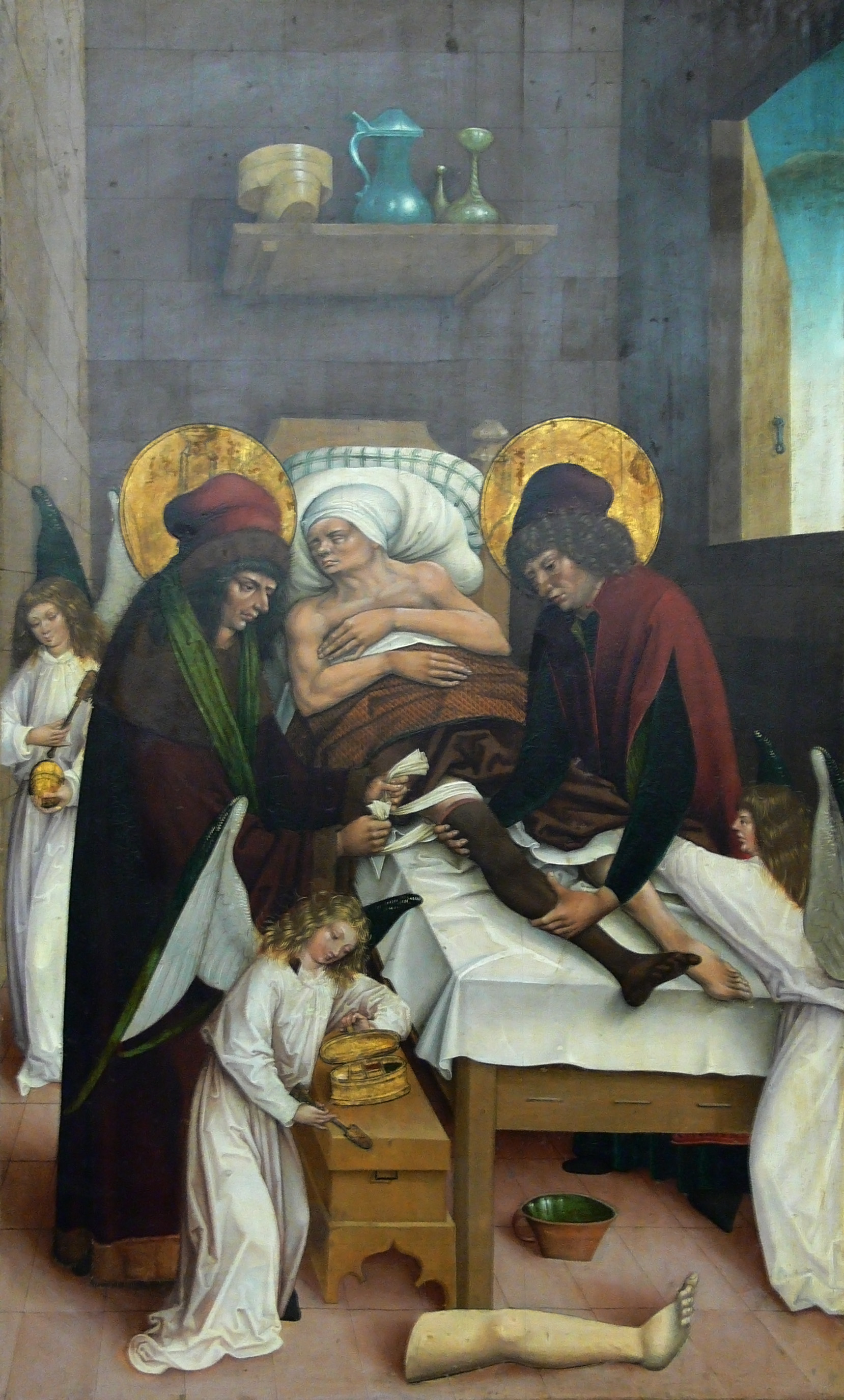
Một bức tranh về các vị thánh tiên phong Cosmas và Damian của Giáo hội Công giáo đang trong quá trình cấy ghép.

Ở phương Tây, Giáo hội Công giáo và các giáo sĩ cũng tìm kiếm nhiều thời điểm khác nhau để kiểm duyệt các văn bản và học giả. Đặc biệt là sau sự kiểm soát bảo thủ của Tòa Thánh kể từ cái chết của Giáo hoàng Jules III vào năm 1555, dẫn đến sự lên án của một số nhà khoa học, đáng chú ý nhất là trường hợp xác tín của Galileo Galilei năm 1633, người bảo vệ lý thuyết nhật tâm, nói rằng nó không mâu thuẫn với những gì được nêu trong các văn bản tôn giáo. Một trường hợp nổi tiếng là Palmasvh. Mặc dù ý tưởng ủa Galilei bị kết án vì thuyết nhật tâm lần đầu xuất hiện bởi Copernicus và nhận được sự hoan nghênh nhiệt liệt bởi Giáo hoàng Phaolô III năm 1543. Nó phản ánh tác động của tình hình chính trị lên Giáo hội.
Nhiều sử gia khoa học, bao gồm các học giả phi Công giáo hay theo Công giáo như John L. Helbron, và David Lindberg, Edward Grant, Thomas Goldstein, và Ted Davis lập luận rằng nhà thờ có vai trò quan trọng, Về sự tiến hóa của khoa học trong nền văn minh phương Tây, theo họ, nhà thờ không chỉ bảo tồn và gìn giữ phần còn lại của nền văn minh cổ xưa trong cuộc xâm lược dã man của các tu viện, mà còn khuyến khích việc học và bảo trợ nhiều trường đại học và chúng đã phát triển nhanh chóng ở châu Âu dưới sự bảo trợ của nó. và thế kỷ thứ mười hai. Thomas Aquinas đã lập luận, thế giới thần học và triết gia, niềm tin và khoa học nên trong sự hòa hợp hoàn hảo, và thông qua lý do này có thể đóng góp cho một sự hiểu biết sâu sắc hơn về sự mặc khải tôn giáo, và khuyến khích phát triển trí tuệ.
Trong các khái niệm Cơ Đốc giáo đầu tiên về chăm sóc và giúp bệnh nhân có vai trò trong việc phát triển đạo đức y tế. Các tín đồ Cơ Đốc giáo của Giáo hội Phương Đông đã thiết lập các trường học cho các dịch giả và các bệnh viện phụ, và đóng vai trò quan trọng trong việc dịch kiến thức y khoa sang tiếng Ả Rập. Vào thời điểm đó, một số vị thánh có tên liên quan đến y học, chẳng hạn như những vị thánh Cosmas và Damian, những người thừa kế của các bác sĩ, và Thánh Vitus và Nicola, cũng là bác sĩ.
Trong thời Trung cổ, nhà thờ bảo tồn các bản thảo y học cổ điển, và các tu viện thời trung cổ đã trở thành các bệnh viện và trung tâm y tế. Các bác sĩ và y tá trong các tổ chức này là những người của tu viện và các nhóm tôn giáo, ngoài việc là các bác sĩ, họ cũng là thnh2 viên của một số tổ chức giáo sĩ chuyên về công tác chữa trị. Giáo hội Công giáo vào lúc bắt đầu thời kỳ Phục hưng đã ưu tiên cho mục đích giáo dục

### Thế kỷ IV
Các sử gia ghi lại rằng, trước khi Kitô giáo xuất hiện, thế giới cổ đại có một vài dấu vết nhỏ của bất kỳ nỗ lực từ thiện có tổ chức. Tổ chức từ thiện Kitô giáo và hành động cho ăn và mặc quần áo cho những người nghèo, thăm viếng các tù nhân, hỗ trợ các góa phụ và trẻ em mồ côi đã có tác động sâu rộng.
Albert Jonsen, nhà sử y học thuộc Đại học Washington, cho biết "buoc ngoặt y học lớn thứ hai bắt đầu vào cuối thế kỷ thứ tư, với việc thành lập bệnh viện Kitô giáo đầu tiên tại Caesarea ở Cappadocia, và kết thúc vào cuối thế kỷ thứ mười bốn, với thuốc thang được bảo vệ tốt trong các trường đại học và trong đời sống công cộng của các quốc gia mới nổi châu Âu." Sau cái chết của Eusebios vào năm 370 và cuộc bầu cử có kết quả là Basil trở thành giám mục của Caesarea, Basil thành lập nhà bếp súp chính thức đầu tiên, bệnh viện, nơi trú ẩn vô gia cư, nhà tế bần, trại trẻ mồ côi, trung tâm giáo dục cho những kẻ lầm lỗi, trung tâm phụ nữ cho những người rời bỏ mại dâm và nhiều người khác. Basil đã đích thân tham gia và đầu tư tất cả tài sản cá nhân của mình để tài trợ. Bản thân Basil sẽ mặc một chiếc tạp dề và làm việc trong nhà bếp súp. Các khu này được trao quyền tự do bất kể nó có liên kết tôn giáo hay không. Basil từ chối không phân biệt đối xử khi nói đến những người cần giúp đỡ và nói rằng "hệ thống tiêu hóa của người Do Thái và người Ki tô giáo không thể phân biệt được." "...có một sự tương đồng nổi bật giữa những lý tưởng của [Basil] và những người hiện đại...... chắc chắn ông ta là người hiện đại nhất trong số những người tiên phong của nhà thờ, và vì lý do này, nếu không có ai khác, công việc của anh ta rất cẩn thận..."
Từ thiện bây giờ đã trở thành một thực tế phổ quát.

### Thời Trung Cổ
Giáo hội Công giáo đã thiết lập một hệ thống bệnh viện ở Châu Âu thời Trung cổ khác với sự hiếu khách đơn thuần của người Hy Lạp và các nghĩa vụ gia đình của người La Mã. Các bệnh viện này được thành lập để phục vụ cho "các nhóm xã hội cụ thể bị thiệt thòi bởi nghèo đói, bệnh tật và tuổi tác", theo nhà sử y học, Guenter Risse.
Gia tộc Fugger (Phú Cách Nhĩ) từ Augsburg, Đức là những người chủ ngân hàng. 500 năm trước đây họ thành lập một trong những dự án nhà ở xã hội đầu tiên trên thế giới, mà tồn tại cho đến ngày hôm nay.
Việc công bố Kitô giáo như một tôn giáo chính thức trong Đế chế La Mã đã dẫn đến việc mở rộng việc cung cấp các dịch vụ phúc lợi. Sau Cộng đồng Nicea năm 325, một bệnh viện được xây dựng ở các thành phố gần nhà thờ. Một trong những bệnh viện đầu tiên được thành lập bởi bác sĩ Thánh Sampson ở Constantinople, và Basil là giám mục của Caesarea ở Thổ Nhĩ Kỳ. Basil xây dựng một thành phố gọi là Pappacillas, một thành phố có các bác sĩ, y tá và các tòa nhà riêng biệt cho các nhóm bệnh nhân khác nhau.Ở đó có một khu vực riêng biệt cho người mắc bệnh phong. Một số bệnh viện liên kết với các thư viện và các chương trình đào tạo, và các bác sĩ đã thu thập các nghiên cứu y học và dược lý của họ trong các bản thảo được lưu giữ trong thư viện của họ. Vì vậy, chăm sóc y tế cho bệnh nhân xuất hiện theo ý nghĩa của những gì chúng ta xem xét ngày hôm nay của bệnh viện, và nó được dẫn dắt bởi Giáo hội Chính thống và những phát minh, sáng kiến của Byzantine và Kitô giáo hành động vì lòng thương xót.
Giáo hội Công giáo cũng thành lập một số bệnh viện cách ly bệnh, một số trong số đó nằm gần các địa điểm hành hương. Trong các cuộc Thập tự chinh, các nhóm quân sự dường như giống như một tổ chức từ thiện dành riêng cho việc chăm sóc những người hành hương Kitô giáo, và xây dựng một số bệnh viện và các đội này là Hiệp sĩ Cứu tế và các Hiệp sĩ Đền thánh. Nó cũng thiết lập một số trung đoàn kỵ binh gần các địa điểm thánh bổ sung ở Palestine và khắp châu Âu để chăm sóc và tiếp nhận khách hành hương, và nó giống như khách sạn ngày nay.

### Cách mạng công nghiệp

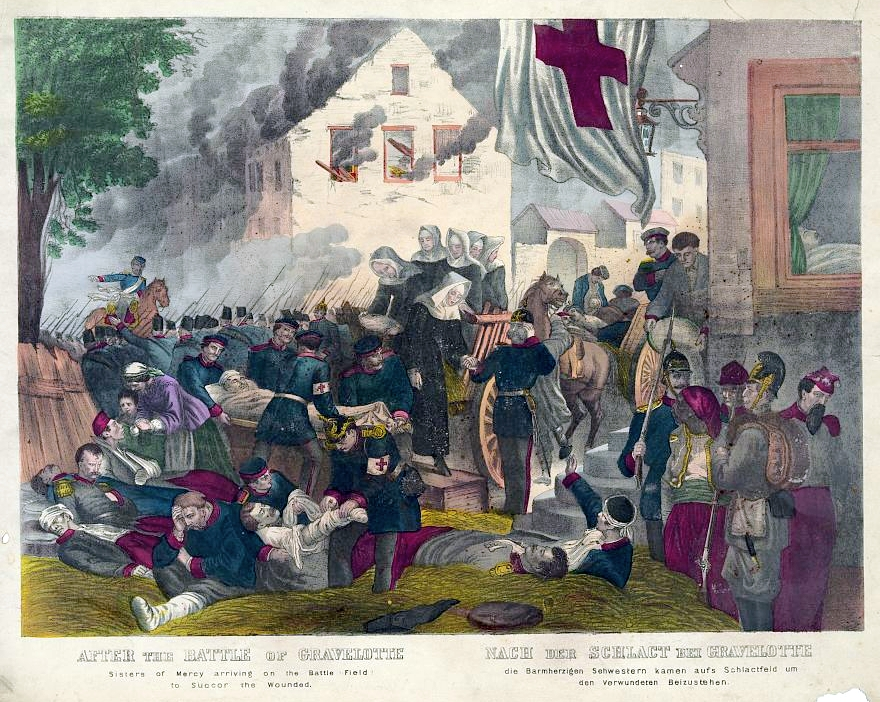
"Sau Trận Gravelotte. Chị em người Pháp của Thánh Borromeo đến chiến trường để giúp đỡ những người bị thương." In thạch bản chưa ký, 1870 hoặc 1871..

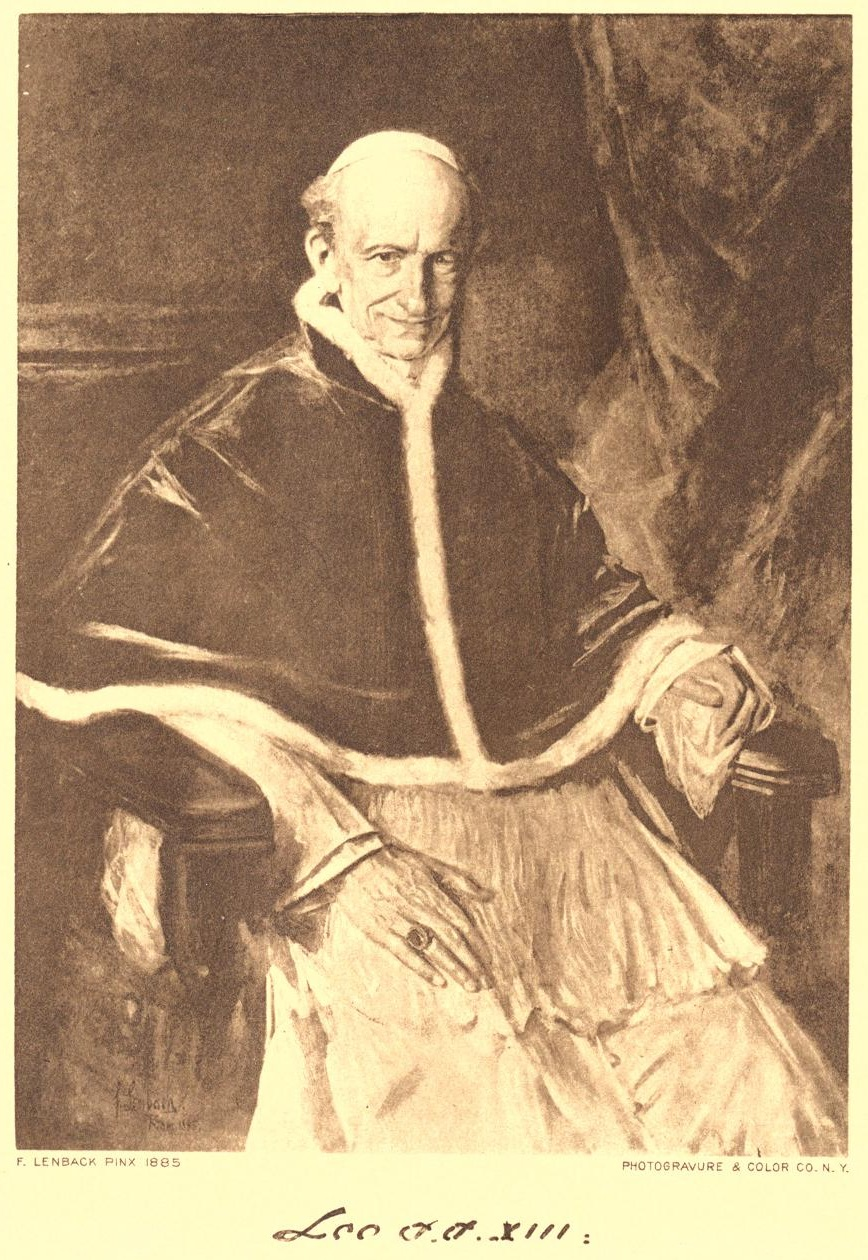
Năm 1891 Giáo hoàng Lêô XIII đã ban hành Rerum novarum (Tân Sự Thông Dụ) trong đó Giáo hội đã xác định phẩm giá và quyền của công nhân trong công nghiệp.

Cuộc Cách mạng công nghiệp đã mang lại nhiều mối quan tâm về điều kiện làm việc và sinh hoạt của người lao động đô thị. Chịu ảnh hưởng của Đức Giám mục Đức Wilhelm Emmanuel Freiherr von Ketteler, năm 1891 Giáo hoàng Lêô XIII đã xuất bản cuốn Rerum novarum, trong bối cảnh Giảng dạy xã hội Công giáo về mặt xã hội đã bị bác bỏ nhưng ủng hộ quy định điều kiện làm việc. Rerum Novarum lập luận cho việc thành lập một mức lương và quyền của người lao động để thành lập công đoàn.
Quadragesimo anno được phát hành bởi Giáo hoàng Piô XI, vào ngày 15 tháng 5 năm 1931, 40 năm sau khi Rerum novarum được xuất bản. Không giống như Leo, người đã giải quyết chủ yếu tình trạng của người lao động, Pius XI tập trung vào những tác động đạo đức của Cách mạng công nghiệp vào trật tự xã hội và kinh tế, phê phán sự tham lam của chủ nghĩa tư bản trong hệ thống tài chính toàn cầu cũng như tập trung vào ý nghĩa đạo đức của xã hội và kinh tế. Ông kêu gọi xây dựng lại trật tự xã hội dựa trên tình đoàn kết và tính riêng biệt. Ông lưu ý những mối nguy hiểm lớn cho tự do và nhân phẩm của con người, phát sinh từ chủ nghĩa tư bản tự do và chủ nghĩa cộng sản toàn trị.
Các giáo huấn xã hội của Giáo hoàng Piô XII lặp lại những giáo lý, và áp dụng chúng một cách chi tiết hơn không chỉ đối với người lao động và chủ sở hữu vốn, mà còn để các ngành nghề khác như chính trị gia, các nhà giáo dục, nội trợ, những nông dân kế toán, các tổ chức quốc tế, và tất cả các khía cạnh của cuộc sống bao gồm cả quân đội. Đi xa hơn Pius XI, ông cũng định nghĩa giáo lý xã hội trong các lĩnh vực y học, tâm lý học, thể thao, truyền hình, khoa học, luật và giáo dục. Piô XII được gọi là "Đức Giáo hoàng Công nghệ cho sự sẵn sàng và khả năng để kiểm tra những tác động xã hội của tiến bộ công nghệ của mình. Mối quan tâm chủ đạo của ông là các quyền và phẩm giá liên tục của các cá nhân. Với sự khởi đầu của thời đại Không gian vào cuối triều đại của mình, Pius XII khám phá những tác động xã hội của thăm dò không gian và vệ tinh vào xã hội nhân loại và yêu cầu một ý thức mới của cộng đồng và đoàn kết trong ánh sáng của những giáo lý giáo hoàng trên tính riêng biệt.
Giáo hội Giám Lý, như những giáo phái Kitô giáo khác, chịu trách nhiệm về việc thành lập các bệnh viện, các trường đại học, trại trẻ mồ côi, bếp súp, và trường học để làm theo lệnh của Chúa Giêsu để lan truyền Tin Mừng và serve tất cả mọi người. Ở các quốc gia phương Tây, các chính phủ ngày càng huy động vốn và tổ chức các dịch vụ y tế cho người nghèo nhưng Giáo hội vẫn duy trì một mạng lưới lớn các nhà cung cấp dịch vụ chăm sóc sức khỏe trên toàn thế giới. Ở phương Tây, các thể chế này ngày càng được điều hành bởi người dân sau nhiều thế kỷ được điều hành bởi các linh mục, các nữ tu. Trong năm 2009, các bệnh viện Công giáo ở Hoa Kỳ đã nhận được khoảng 1/6 bệnh nhân trên toàn nước Mỹ, theo Hiệp hội Y tế Công giáo. Hiệp hội Y tế Công giáo Úc là nhà cung cấp dịch vụ chăm sóc sức khỏe, cộng đồng và chăm sóc người cao tuổi lớn nhất của chính phủ, chiếm khoảng 10% ngân sách ngành y tế. Năm 1968, các nữ tu hoặc linh mục là giám đốc điều hành của 770 trong số 796 bệnh viện Công giáo của Mỹ. Đến năm 2011, họ chủ trì 8 trong số 636 bệnh viện.
| “ | Mặc dù ảnh hưởng của họ thường được mô tả là vô hình, các nữ tu giữ cho bệnh viện của họ tập trung vào việc phục vụ người nghèo và mang lại một sự bảo đảm tâm linh rằng chữa bệnh sẽ chiếm ưu thế hơn. | ” |

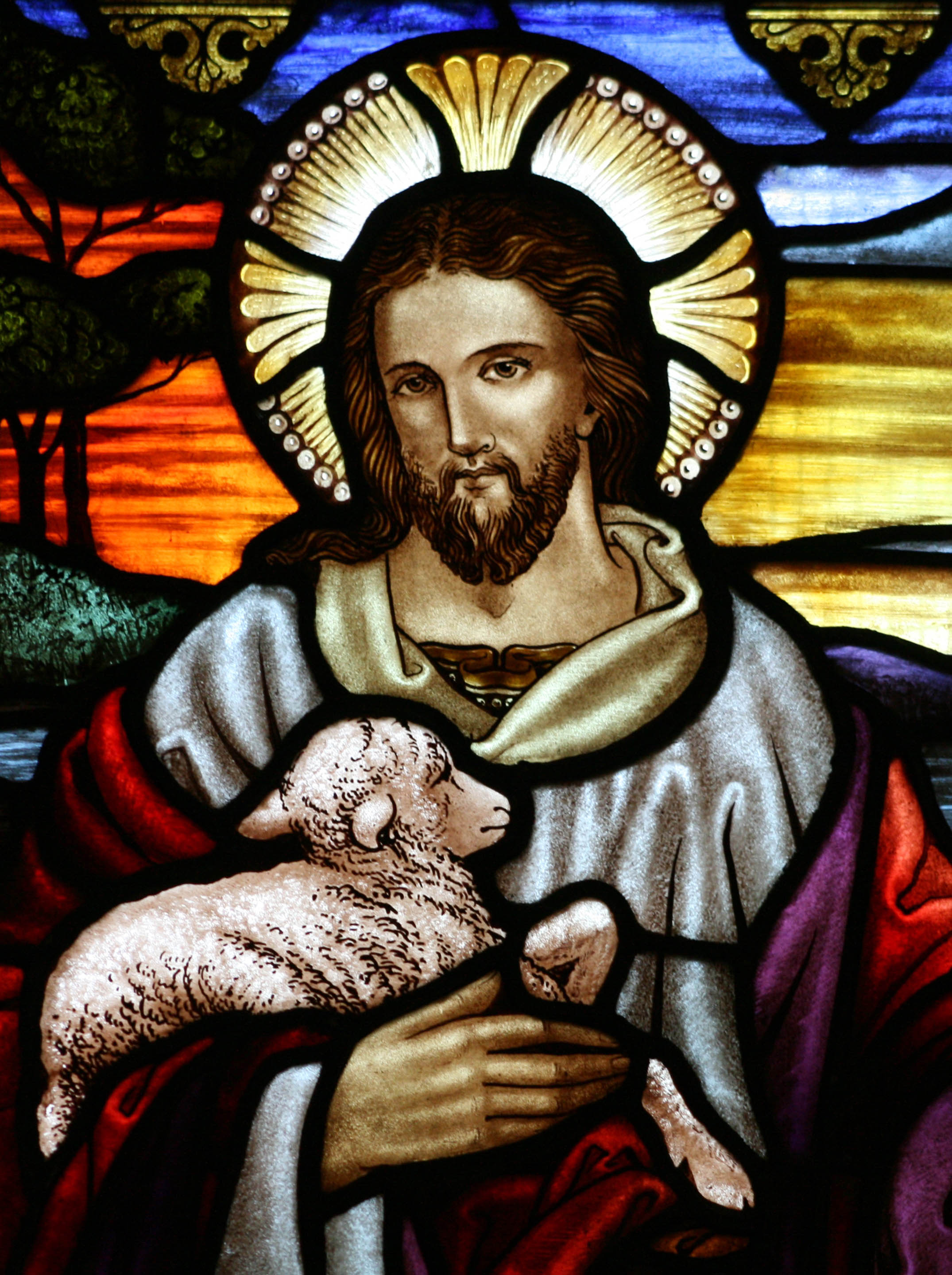
Biểu tượng kính trong Giáo hội Anh giáo ở Asheville, Úc. Khái niệm về Người chăn chiên tốt là biểu tượng để giúp người khác và sự hy sinh.

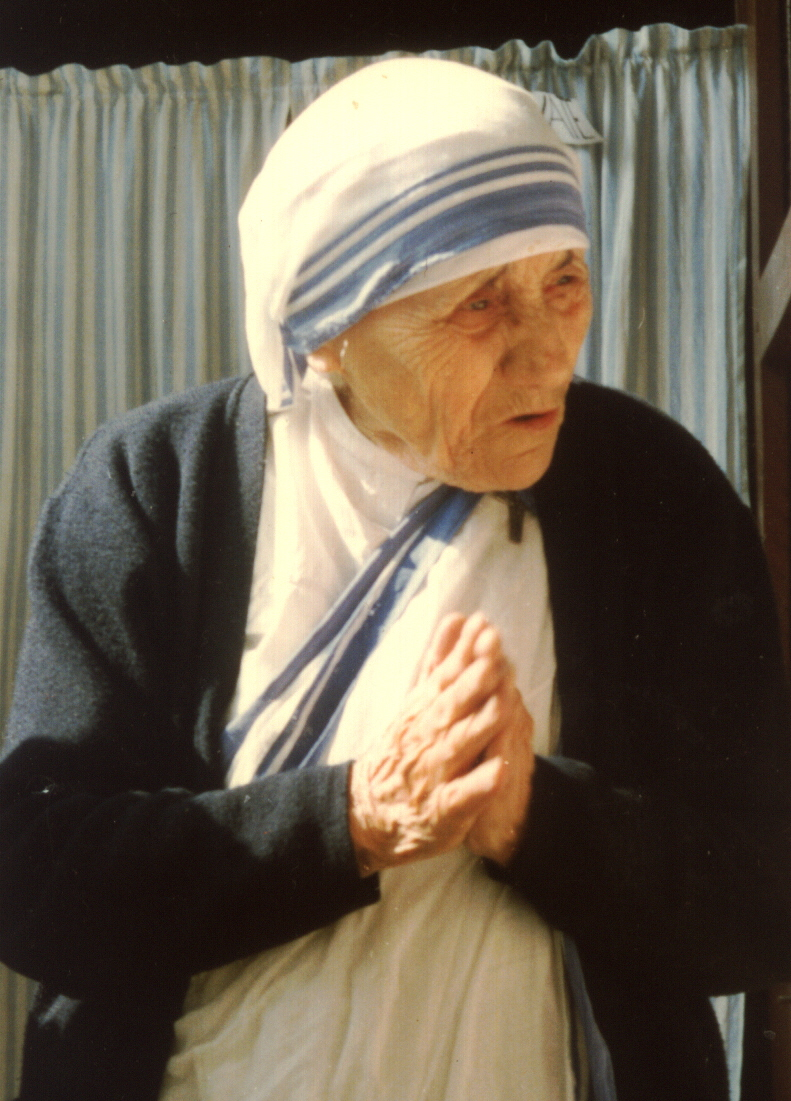
Mẹ Teresa chiến thắng giải Nobel Hòa bình và bà là biểu tượng làm việc của thời đại.

Trong cuộc cách mạng công nghiệp, một số vấn đề xã hội nổi lên, dẫn đến sự xuất hiện của các phong trào tôn giáo trong các nhà thờ Công giáo và Tin Lành, cố gắng tìm ra giải pháp cho những vấn đề này.
Năm 1859, Don Bosco đã thành lập Dòng Salêdiêng để phục vụ cho thanh niên thiệt thòi. Don Bosco đã giáo dục nhiều người trong số họ bằng cách xây dựng các viện hợp những người trẻ tuổi và dạy họ đạo đức hay về nghề nghiệp của mình. Trong Giáo hội Công giáo ở châu Mỹ Latinh đã xuất hiện một phong trào cải cách được gọi là Thần học giải phóng, đấu tranh cho công lý xã hội, xóa đói giảm nghèo, chế độ độc tài và bảo vệ người bị áp bức.

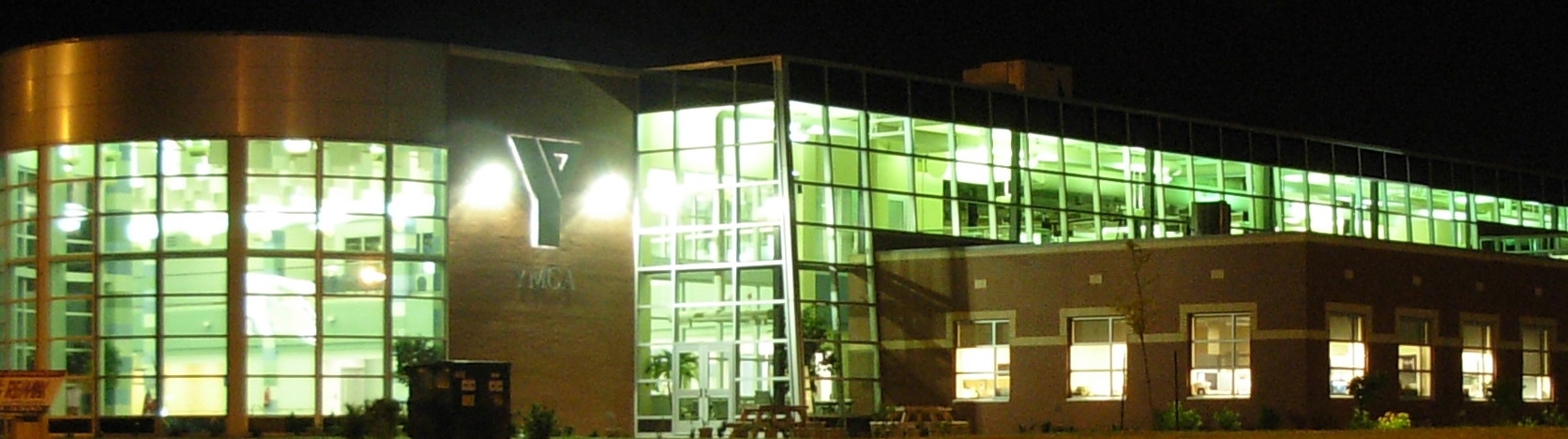
Trụ sở của YMCA, một tổ chức cung cấp các dịch vụ khác nhau.

Xuất hiện trong các nhà thờ Tin Lành, các tổ chức từ thiện như tổ chức «Cứu Thế Quân» và «YMCA» quản lý nhiều tổ chức, bao gồm bệnh viện và trung tâm cai nghiện cho người nghiện rượu và ma túy, trại và câu lạc bộ dành cho nam và nữ, và chỗ ở cho người già và câu lạc bộ và các trung tâm chăm sóc hàng ngày, và các chương trình giáo dục cung cấp cho các bà mẹ đơn thân để hỗ trợ các tù nhân và gia đình của họ.
Sau khi các tổ chức xã hội ở các nước phương Tây bị độc quyền bởi các nhà thờ, tình hình ngày nay rất khác. Chính phủ phương Tây tài trợ và tổ chức các tổ chức xã hội. Hầu hết các tổ chức dịch vụ xã hội ngày nay đều nằm trong tay của chính phủ. Tuy nhiên, Giáo hội vẫn duy trì một mạng lưới rộng lớn các tổ chức y tế và chăm sóc xã hội trên toàn thế giới. Vào năm 2010, Hội đồng Giáo hoàng của Giáo hội Công giáo đã thông báo rằng nhà thờ điều hành 26% cơ sở y tế của thế giới, bao gồm một mạng lưới bệnh viện, phòng khám, trại trẻ mồ côi, các hiệu thuốc và trung tâm dành cho bệnh phong.

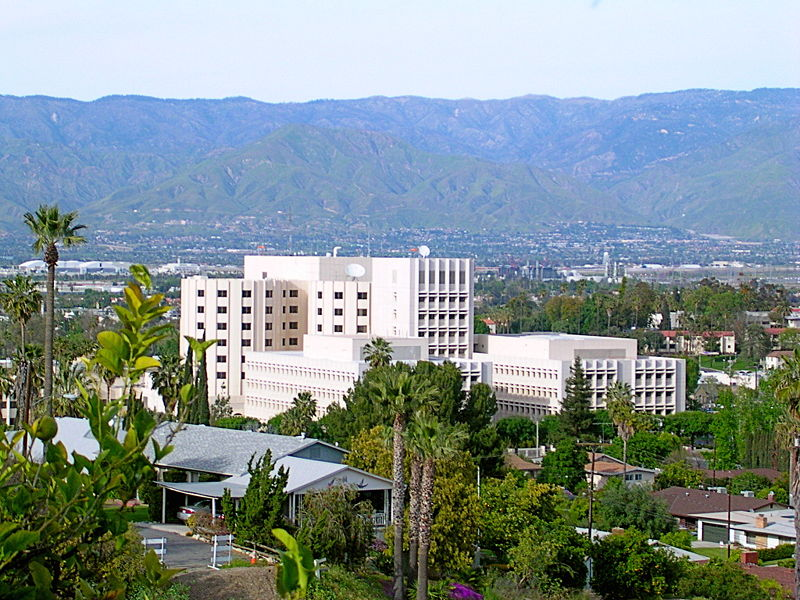
Bệnh viện Linda Loma vào ngày thứ Bảy Cơ Đốc Phục Lâm, Giáo hội có một lịch sử lâu dài chăm sóc bệnh nhân.

Giáo hội Công giáo ngày nay có khoảng 5.853 bệnh viện, 8.695 trại trẻ mồ côi, 13.933 trại dưỡng lão cho người già và tàn tật, và 74.936 phòng khám, phòng thí nghiệm và vườn ươm. Tại Ma Cao, Singapore và Hồng Công, các nhà thờ Công giáo và Tin lành điều hành một số bệnh viện, chiếm hơn 90% bệnh viện tư. Ở Trung Quốc, Tổ chức y tế Tin Lành có ảnh hưởng lớn nhất đến sự ra đời của y học. Tin Lành Trung Quốc được thành lập bởi những người truyền giáo như bác sĩ phẫu thuật Robert Morrison và Mục sư John Livingstone. Ở Thái Lan, các nhà thờ Thiên chúa giáo đóng một vai trò quan trọng trong việc hiện đại hóa Thái Lan. Các nhà thờ Thiên chúa giáo đã thành lập các bệnh viện hiện đại đầu tiên của đất nước, và các nhà truyền giáo đã giới thiệu y học hiện đại, phẫu thuật và vắc-xin chống bệnh đậu mùa.
Với giáo dục, phụ nữ đóng một vai trò quan trọng trong việc quản lý các tổ chức Công giáo thông qua các mệnh lệnh của các nữ tu, các nữ tu của người nghèo, các nữ tu của Thánh Maria và Hội Thân hữu được thành lập bởi Mẹ Teresa, người xây dựng bệnh viện, trại trẻ mồ côi, người già và người vô gia cư và nghiên cứu điều dưỡng. Do vai trò có ảnh hưởng của các nữ tu trong những nghề này, ở phương Tây đây là nghề độc quyền của phụ nữ.

## Thói quen vệ sinh

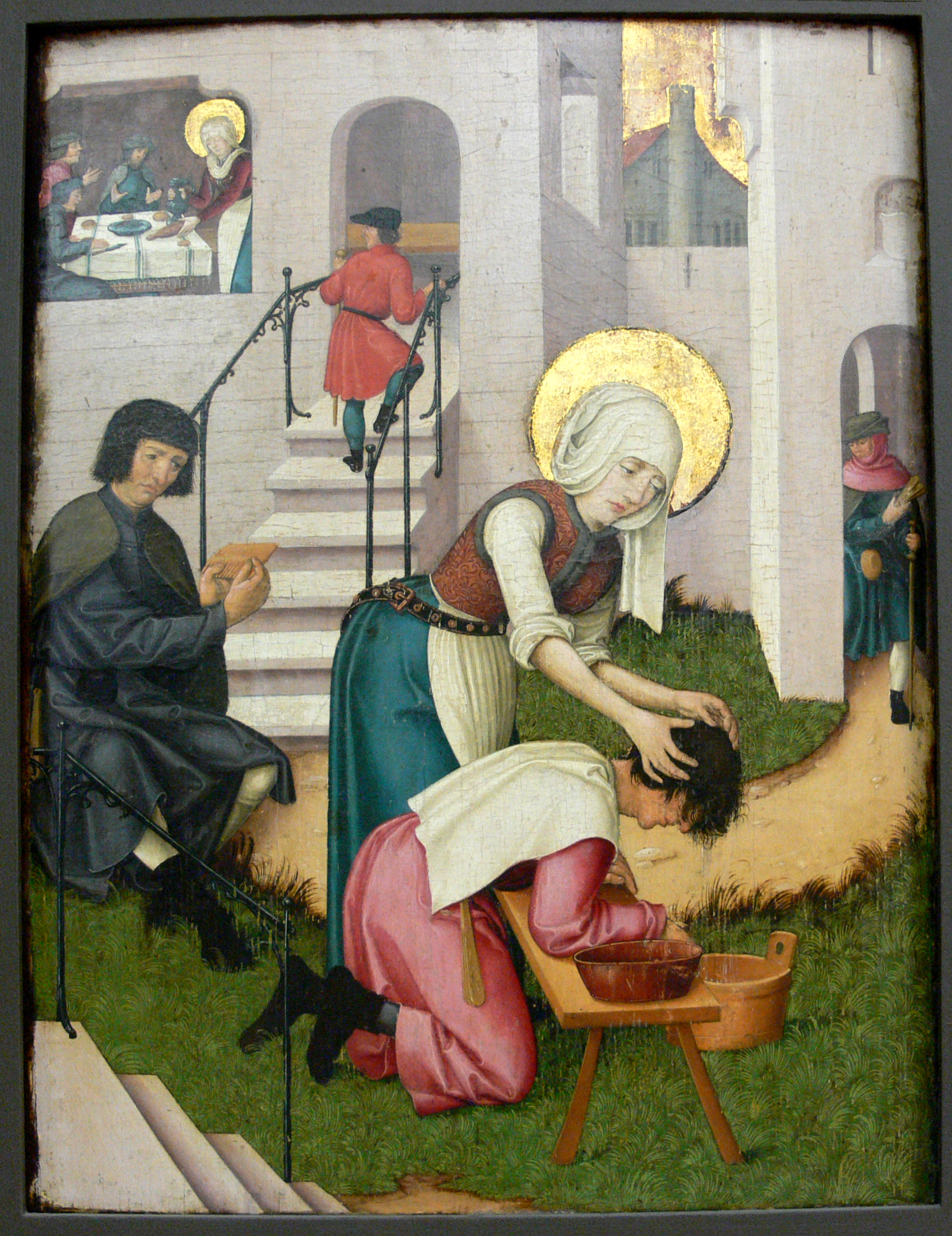
Thánh Verena là vị thánh khuyến khích vệ sinh cá nhân.

Trong Kinh Thánh có một số câu mà khuyến` khích cho vệ sinh cá nhân. Ví dụ, Sứ đồ Phaolô thúc giục trong bức thư của mình: "Thanh lọc bản thân khỏi mọi sự ô uế của xác thịt và tinh thần, hoàn thiện sự thánh thiện trong nỗi sợ hãi Thiên Chúa." Rửa cũng là một nhiệm vụ xã hội quan trọng, cũng như rửa toàn bộ cơ thể, rửa tay và chân. Do đó, tôn giáo Kitô khuyến khích chăm sóc vệ sinh cá nhân. Vệ sinh cá nhân được đề cập đến trong Cựu Ước trong một số nghi lễ thanh tịnh cần thiết và liên quan đến cả sinh và kinh nguyệt, quan hệ tình dục, phát ban ban đêm, dịch cơ thể bất thường, bệnh ngoài da và giết mổ động vật.
Vệ sinh trong Kitô giáo gồm một số khía cạnh: thể chất, tinh thần, tinh thần và đạo đức. Fjsudaia yêu cầu tín đồ Kitô hữu quan tâm đến sự sạch sẽ của cơ thể, và quan tâm đến ngoại hình và sự sạch sẽ của quần áo, và chú ý vào mùi thơm. Và theo quan điểm tinh thần là tránh những ý tưởng ô uế như ham muốn. Ví dụ, Chúa Giêsu nói: "Bất cứ ai nhìn vào một người phụ nữ để giải tỏa thèm khát đã phạm tội tà dâm trong trái tim mình."

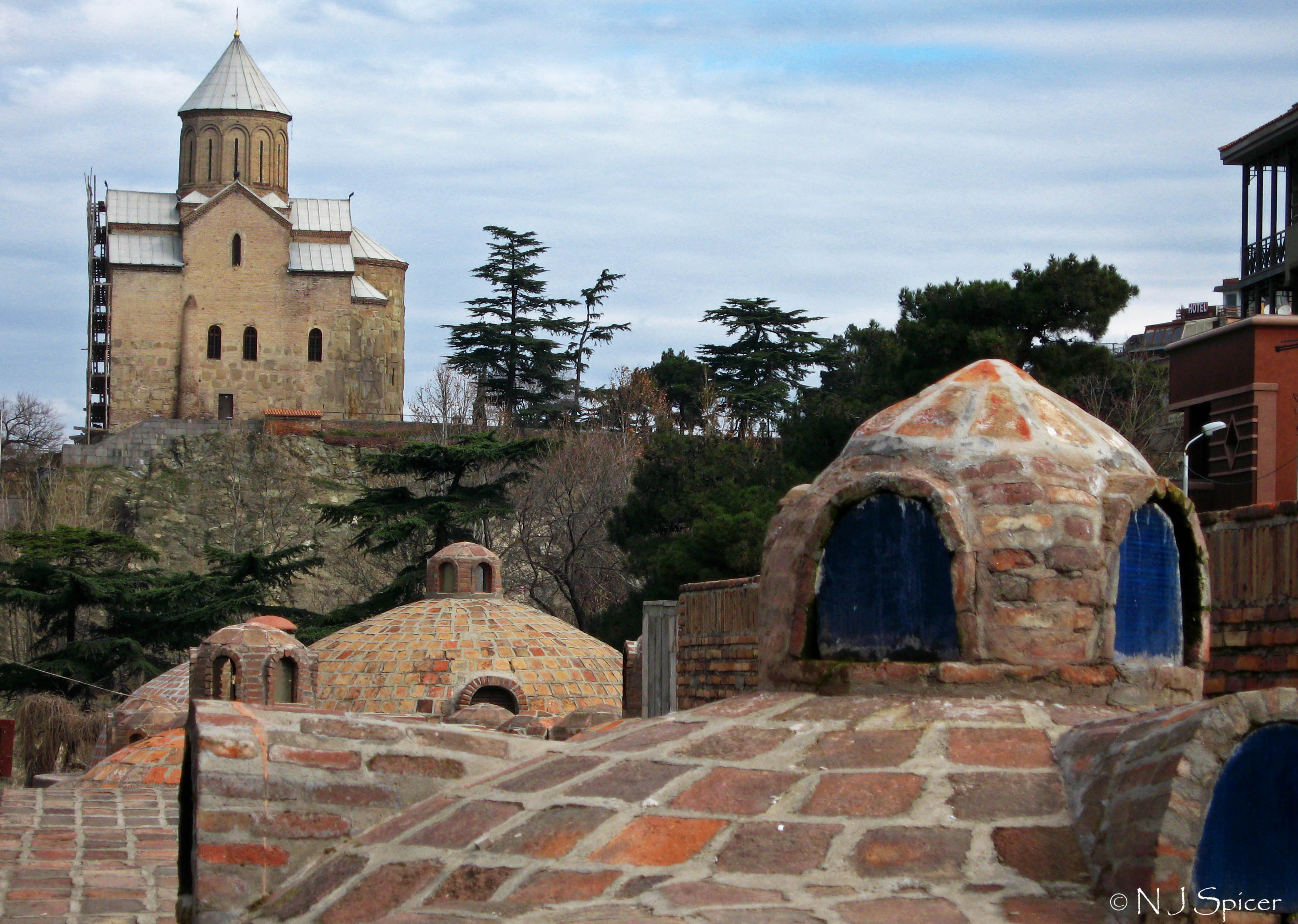
Phòng tắm ở Tbilisi, Georgia.

Trong thời Trung Cổ tu viện phải tuân theo các tiêu chuẩn vệ sinh cao, nó bắt các tu sĩ phải tắm rửa chân hàng ngày. Đó là một nghi thức quan trọng trong chế độ Thánh Biển Đức, cũng thúc giục Đức Giáo hoàng Gre-gô-ri-ô chú ý đến vệ sinh cá nhân và tắm riêng vào đêm thứ Bảy và ngày chủ nhật
Một phái đoàn đã thông qua một số phong trào Kitô giáo để truyền bá ý thức về vệ sinh cá nhân, đặc biệt là trong cuộc cách mạng công nghiệp, thông qua học thuyết về sự sạch sẽ của đức tin, bao gồm các phong trào phúc âm xã hội nổi lên trong các nhà thờ Tin Lành, đáng chú ý nhất là «Cứu Thế Quân». William và Catherine Booth, có vai trò phổ biến và nhận thức về vệ sinh cá nhân. Theo Sách Y học giáo lý Tin Lành, một trong những khẩu hiệu đầu tiên của họ là "xà phòng, súp và sự cứu rỗi". Trong số các nhân vật nổi lên trong thời kỳ này là Florence Nightingale, một vị thánh trong Giáo hội Anh giáo. Florence cũng quan tâm đến các quy tắc vệ sinh, y tế công cộng và là tổ chức đầu tiên thiết lập các quy tắc cho điều dưỡng hiện đại và giáo dục điều dưỡng. thiết lập các tiêu chuẩn cho các dịch vụ điều dưỡng và hành chính trong bệnh viện.
Đó là di sản Kitô giáo về thói quen vệ sinh và vệ sinh, câu tục ngữ phổ biến "sự sạch sẽ của đức tin" (bằng tiếng Anh: Sạch sẽ là tiền đề cho sự tin cậy), được khởi xướng bởi người sáng lập theo đạo Tin Lành John Wesley của phong trào Giám Lý trong một bài giảng tôn giáo‖ Người bảo trợ Duy Lôi Nạp về vệ sinh cá nhân. Theo truyền thống Kitô giáo là thánh Verona đã dạy người dân Thụy Sĩ cách để giữ sạch sẽ, kể từ thế kỷ XVI.

## Ngày lễ và lịch

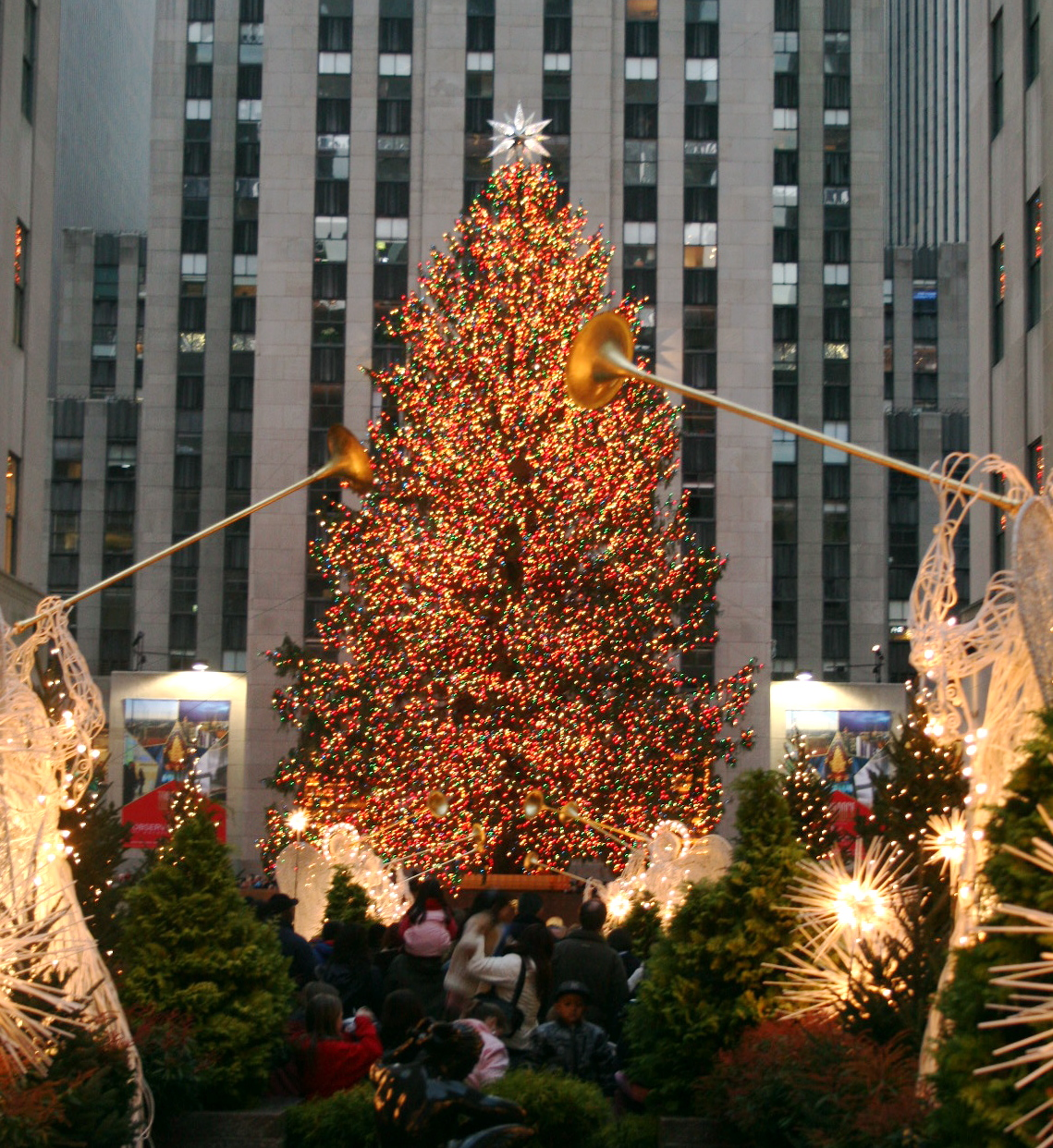
Cây Giáng sinh ở New York. Giáng sinh là lễ kỷ niệm quan trọng nhất trong thế giới phương Tây.

Bởi vì sự thống trị của Kitô giáo ở châu Âu trong suốt thời Trung cổ, nhiều ngày lễ Kitô giáo đã trở thành một phần của nền văn hóa thế tục châu Âu. Chẳng hạn như Halloween (Halo), Ngày Valentine và Ngày Thánh Patrick.

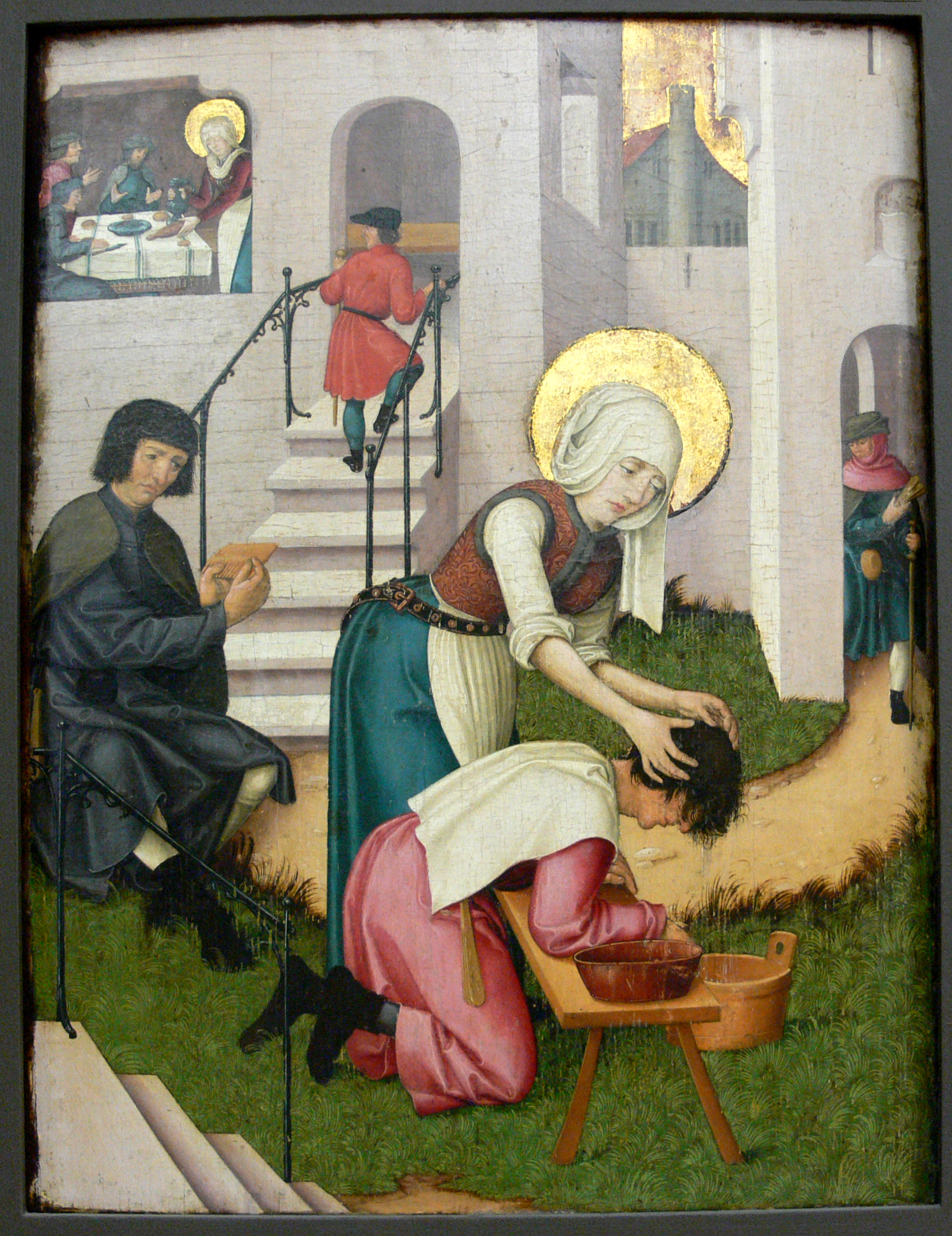
Ngày lễ truyền thống Castille diễn ra vào ngày Thánh George ở Catalonia, được coi là di sản văn hóa phi vật thể của nhân loại.

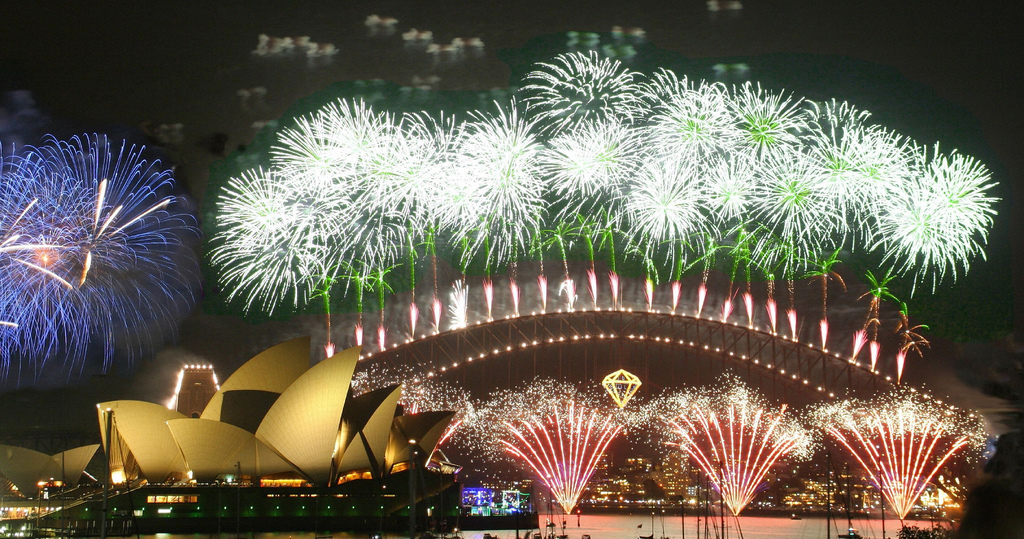
Lễ kỷ niệm ngày đầu năm mới tại Sydney.

Một trong những mùa quan trọng nhất trong Kitô giáo là mùa Carnival, thường bắt đầu bằng kỳ nghỉ trước Mùa Chay. Lễ kỷ niệm bắt đầu vào ngày thứ ba của Septuagisima, chủ nhật cuối cùng trước Thứ Tư Lễ Tro, nhưng ở một số nơi nó bắt đầu từ 12 giờ đêm trước ngày đó và kéo dài đến tận đêm hôm sau. Các nhà thờ Tin Lành, đặc biệt là những người cứng rắn, đã từ chối cử hành lễ Carnival. Ý nghĩa tôn giáo ủa lễ hội này đã mất đi và thay vào đó nó đã trở thành một ngày mag tính chất thế tục.
Một số lễ kỷ niệm các thánh Kitô giáo khác như Halloween. Halloween được tổ chức vào đêm ngày 31 tháng 10 mỗi năm. Đây là một kỳ nghỉ hàng năm, đặc biệt là ở Hoa Kỳ, Canada, Ireland, Anh và các nơi khác trên thế giới.
Lễ kỷ niệm năm mới Kitô giáo vào đêm ngày 31 tháng 12 hàng năm để đánh dấu vào cuối năm và bắt đầu một năm mới, và khi nó trở thành tôn giáo của Kitô giáo ở phương Tây, đã trở thành một dịp chính thức trong tất cả các nước phương Tây, đã lan truyền trên toàn thế giới vì ảnh hưởng của chủ nghĩa thực dân phương Tây, trở thành một trong những sự kiện phổ biến nhất.
Ngày lễ Kitô giáo quan trọng nhất trong văn hóa phương Tây là Giáng sinh - ngày lễ kỷ niệm sự ra đời của Chúa Giêsu và là ngày lễ ở nhiều quốc gia, bao gồm cả các quốc gia phi Kitô giáo. Một số người không theo Kitô giáo cũng cử hành lễ Giáng sinh. Những nghi lễ Giáng sinh của tặng quà, trồng cây thông Noel, sự hiện diện của ông già Nô-en và các cuộc họp gia đình đã trở thành một phần của văn hóa dân gian phương Tây. Mùa Giáng sinh là mùa mà mọi người tiêu tiền nhiều nhất trên toàn thế giới. Ngoài ra còn có các bài hát, phim ảnh và vở kịch được trình diễn theo các không gian khác nhau.
Lễ Phục sinh là lễ hội quan trọng nhất trong mùa phụng vụ Kitô giáo, là một trong những ngày lễ quan trọng nhất trong thế giới phương Tây, nó có biểu tượng và phong tục riêng của mình như trứng Phục sinh.
Đó là một truyền thống Kitô giáo để ăn mừng vào ngày tên ngày Tính danh, một ngày truyền thống được phổ biến rộng rãi ở nhiều quốc gia ở châu Âu và châu Mỹ Latinh để kỷ niệm một trong những ngày trong năm gắn liền với tên riêng của một cá nhân. Ngày này theo truyền thống bắt nguồn từ lịch thánh của Giáo hội Chính thống Hy Lạp và Giáo hội Công giáo La Mã, nơi các tín hữu mang tên một vị thánh nhất định, và tất nhiên ngày Tính danh của tín hữu đó được tổ chức vào ngày lễ của vị thánh này. Ở nhiều nước, ngày Tính danh vẫn còn phổ biến, đặc biệt là ở các khu vực bị thống trị bởi Công giáo và Aristotle (không giống như các khu vực bị thống trị bởi đạo Tin lành như Bắc Âu và Bắc Mỹ). Hiện nay, truyền thống kỷ niệm ngày Tính danh đang trở thành một ngày lễ truyền thống hơn là ngày nghỉ. Vào ngày đó, các gia đình truyền thống tổ chức lễ hội và quà tặng được trao đổi với nhau như trong quá khứ. Cả gia đình tham dự thánh lễ, tiếp theo là một lễ kỷ niệm gia đình thân mật. Trong đạo chính thống, các quốc gia Slava truyền thống, đặc biệt ở Serbia mỗi gia đình sự tôn kính của một vị thánh đặc biệt là vị thánh bảo trợ của gia đình, trong đó các gia đình Chính Thống hàng năm kỷ niệm ngày lễ Thánh Giacôbê.
Ngày thánh hóa của các Kitô hữu vào ngày Chủ nhật bởi vì đó là ngày mà Chúa Giê-su chiến thắng sự cái chết theo niềm tin của họ, và nó được tổ chức ở buổi lễ cầu nguyện công cộng trong Giáo hội. Với sự ảnh hưởng của Kitô hữu đối với xã hội phương Tây, ngày Chủ nhật đã trở thành ngày đầu tiên của phương Tây trong tuần, một ngày cuối tuần ở thế giới phương Tây (cùng với thứ bảy) theo Cựu Ước. Hầu hết các nước trên thế giới, kể cả các nước phi Kitô giáo, đã thông qua ngày chủ nhật là một ngày nghỉ. Dù văn hóa của các dân tộc vao ngày này khá khác nhau, nhưng họ cùng nghỉ ngơi vào ngày Chủ Nhật, đi cùng với các nghi lễ tôn giáo và phụng vụ thiêng liêng, họp mặt gia đình hoặc bạn bè, ăn Amae vào ngày Chủ nhật, đặc biệt là ở các nước có tổ tiên là người Anglo - Saxon và ăn tối vào tối chủ nhật, đặc biệt là ở các nước Latinh.
Lịch Gregorio là lịch được sử dụng nhiều nhất trên thế giới hiện nay. Theo các sử gia, Giáo hoàng Gregory XIII đã tiến hành cải cách lịch và công bố lịch Gregorio với sự trợ giúp của nhà thiên văn học Christopher Clavius vào năm 1581 và theo ông, lịch sử nhân loại được chính thức bắt đầu sau sự ra đời của Chúa Giêsu.

Một gia đình Kitô hữu ăn mừng đêm Giáng sinh và Ông già Noel.Một gia đình Kitô hữu ăn mừng đêm Giáng sinh và Ông già Noel.
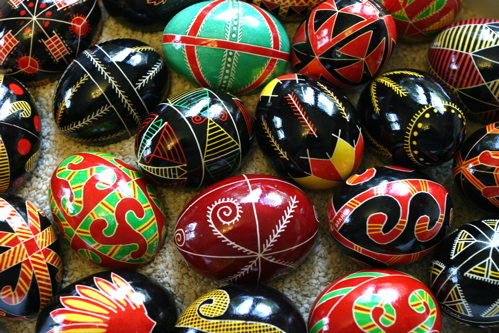
Trứng Phục sinh là biểu tượng phổ biến của lễ Phục sinh, đặc biệt là ở Đông Âu.
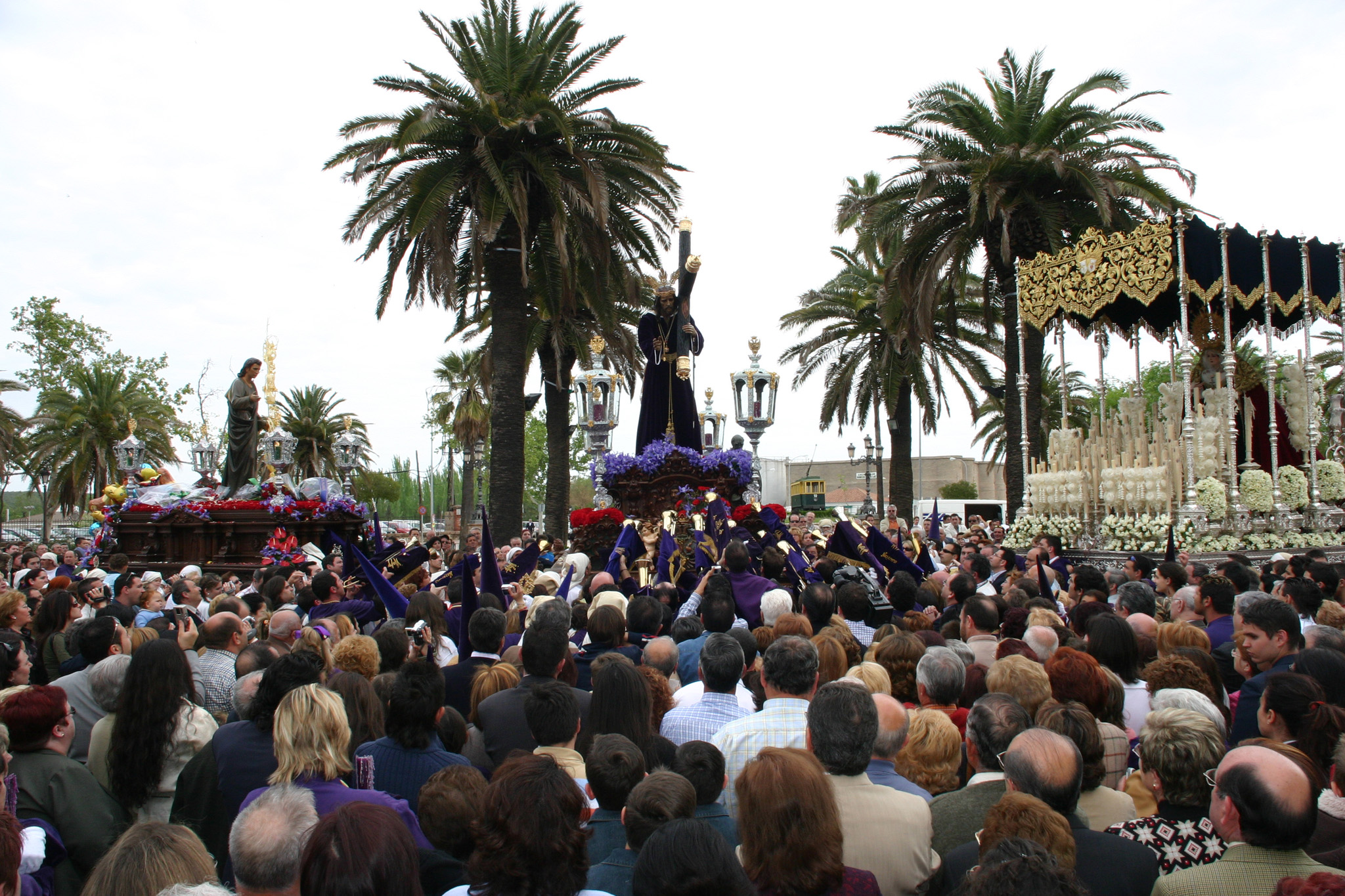
Thứ sáu Tuần Thánh ở Tây Ban Nha. Những nghi lễ trên biển này là một phần quan trọng của văn hóa Latin.
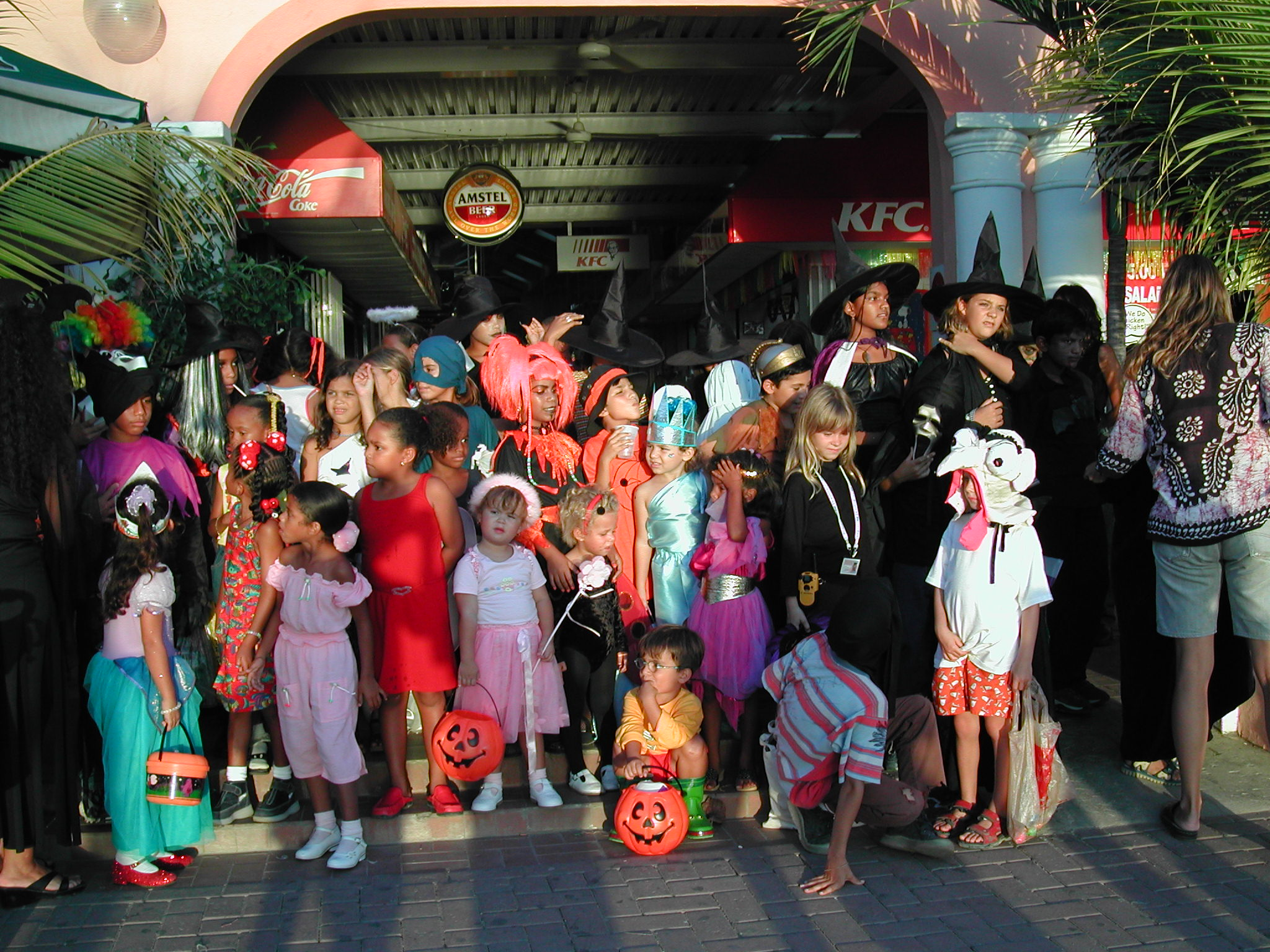
Lễ Halloween tại Hoa Kỳ. Đây là ngày lễ có nguồn gốc Kitô giáo.
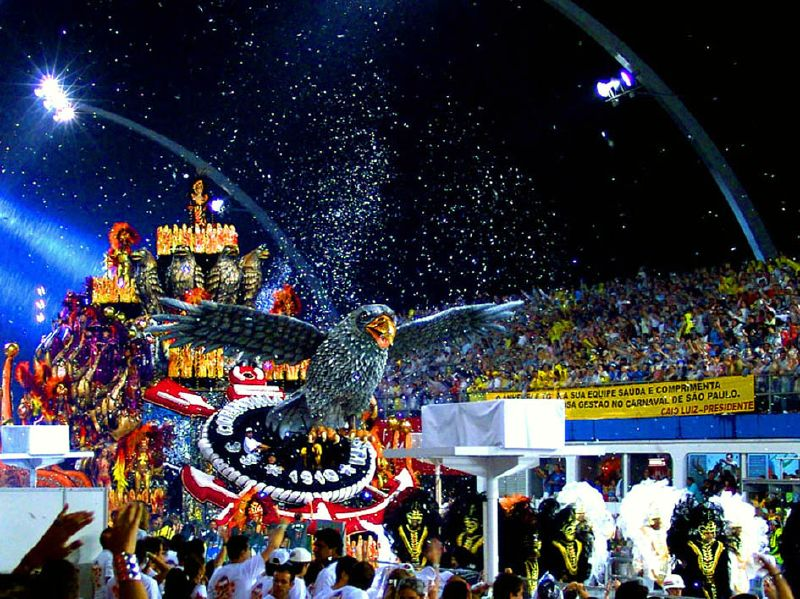
Lễ hội Rio de Janeiro: Đây là lễ kỷ niệm Kitô giáo mang tính địa phương riêng biệt.

## Lối sống

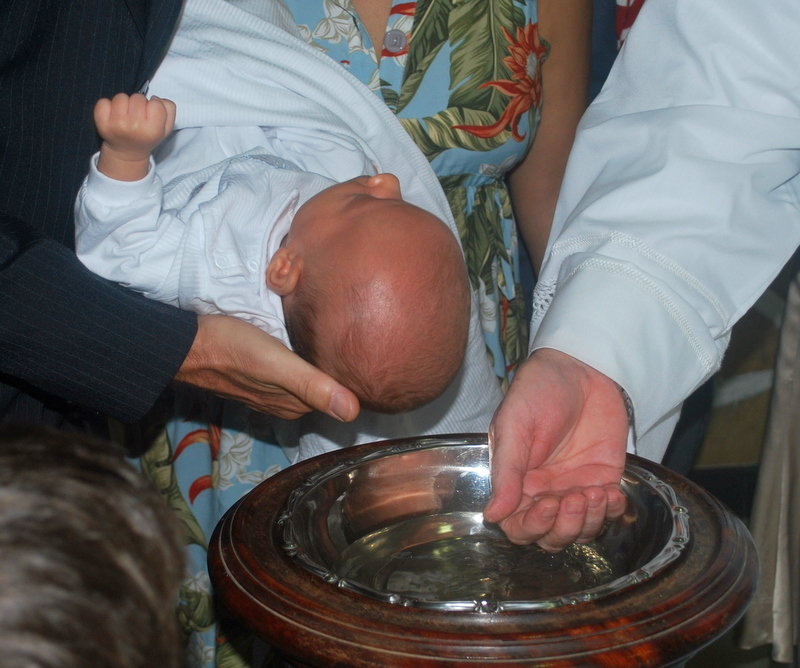
Phép báp têm, nghi lễ đánh dấu sự gia nhập của một người vào Hội Thánh.

Kitô giáo đước coi là một tôn giáo có nhiều nghi thức, thường được cử hành trong nhà thờ, nó được các tín hữu coi là là trung tâm của cuộc sống, tôn giáo, và bên cạnh Phụng vụ thiêng liêng rất nhiều nghi thức liên quan đến các giai đoạn của đời sống con người và liên quan đến bảy Bí tích, kể cả Thanh tẩy cũng là một nghi lễ của Kitô giáo. Ngoài ra các nghi lễ hôn nhân dựa trên những gì được ghi trong thư gửi các tín hữu Ê-phê-sô 32/5, đám tang cũng là nghi lễ. Giáo hội Công giáo cấm hôn nhân của các linh mục, nhưng nó được Giáo hội Chính Thống giáo phương Đông chấp nhận, miễn là nó được thực hiện trước khi bí tích được trao. Các tu sĩ nguyện thề, khiết tịnh, vâng phục và nghèo đói. Trong khi Giáo chính thống phương Đông và Chính thống giáo Cổ Đông phương cho phép hôn nhân giữa các linh mục và áp đặt trinh tiết vào các tu sĩ, giống như trường hợp của Giáo hội Tin Lành Chính thống.
Nói chung, Giáo hội Công giáo được coi là giáo hội phát triển nhất trong các hệ phái Kitô giáo bằng cách nghiên cứu nền tảng của văn bản hơn là nghệ thuật văn chương của nó. Không giống như một số nhà thờ Tin Lành có khuynh hướng giải nghĩa Kinh Thánh bằng cách áp đặt một loạt các luật như hạn chế về thực phẩm và cắt bao quy đầu ở nam giới do Giáo hội Độc thần Chính thống Ethiopia và Giáo hội Chính thống Coptic kiểm soát. Hoa Kỳ, Philippines, Châu Phi và Trung Đông chịu ảnh hưởng về phong tục và văn hóa xã hội của hình thứ áp đặt này.
Nói chung, không có hạn chế về thực phẩm, ngoại trừ Giáo hội Chính thống Ethiopia và Cơ Đốc Phục Lâm, áp đặt một loạt các luật về thực phẩm tương tự như trong Đạo Do Thái. Phần lớn thịt lợn đều bị cấm ăn. Trong văn hóa Công giáo, cá và hải sản thường được ăn vào thứ Sáu.

Một gia đình Kitô hữu cầu nguyện trước bữa tối Lễ Tạ Ơn.
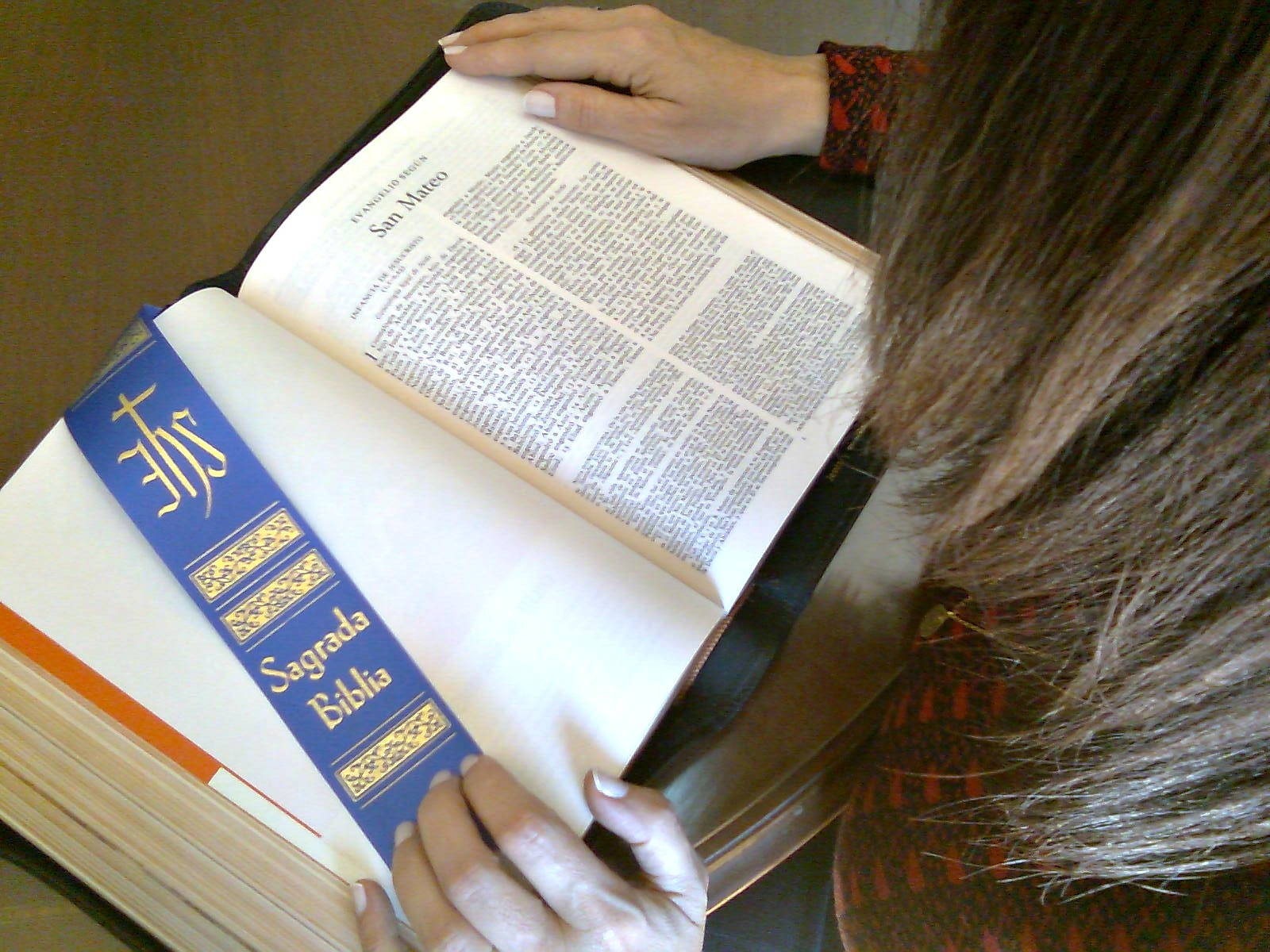
Một tín hữu Tin Lành đang nghiên cứu Kinh Thánh.
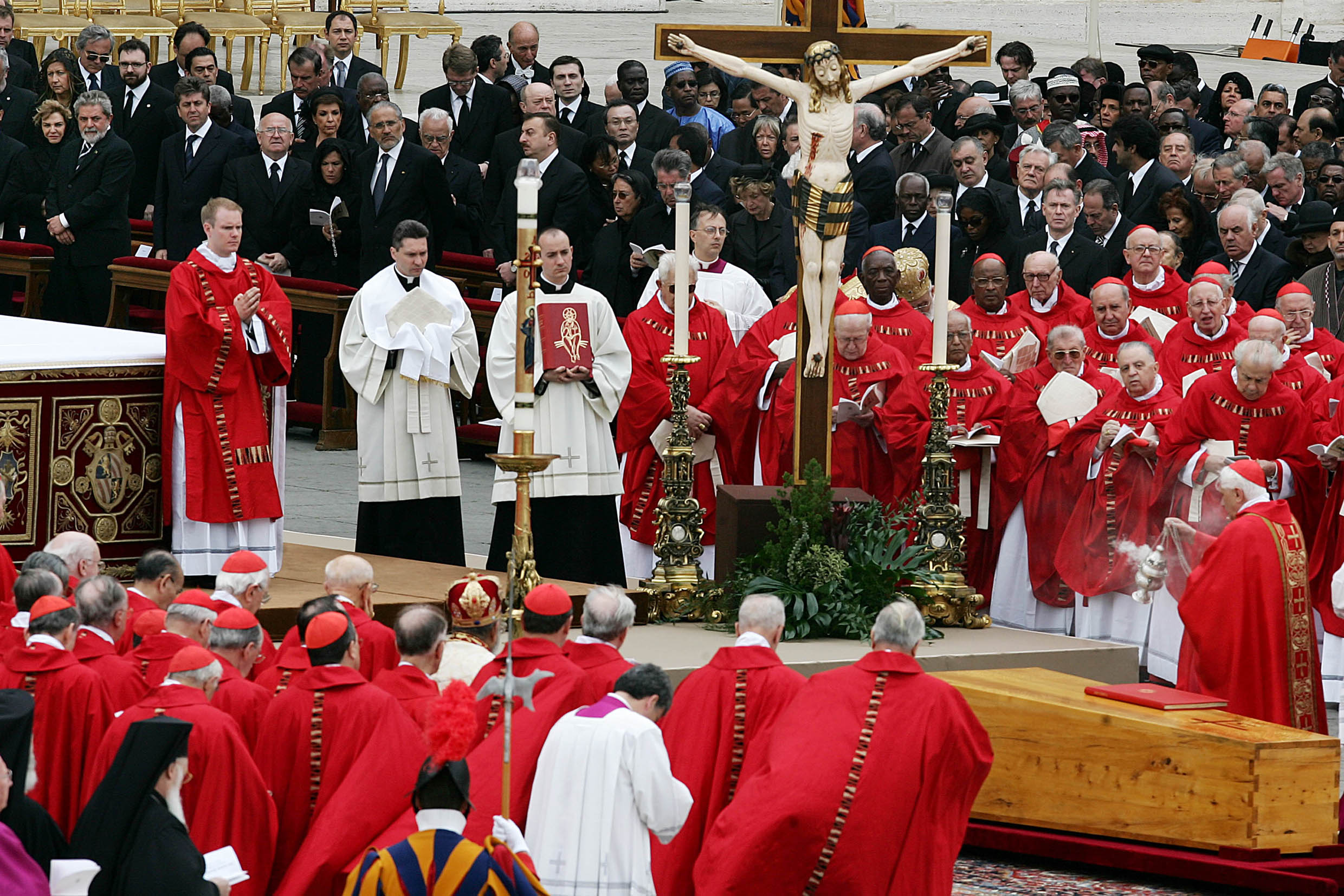
Lời cầu nguyện tang lễ của Đức Giáo hoàng Gioan Phaolô II.
Bí tích hôn phối: Đám cưới trong Giáo hội Chính thống Serbia được thực hiện với sự gia trì của giáo sĩ.Bí tích hôn phối: Đám cưới trong Giáo hội Chính thống Serbia được thực hiện với sự gia trì của giáo sĩ.
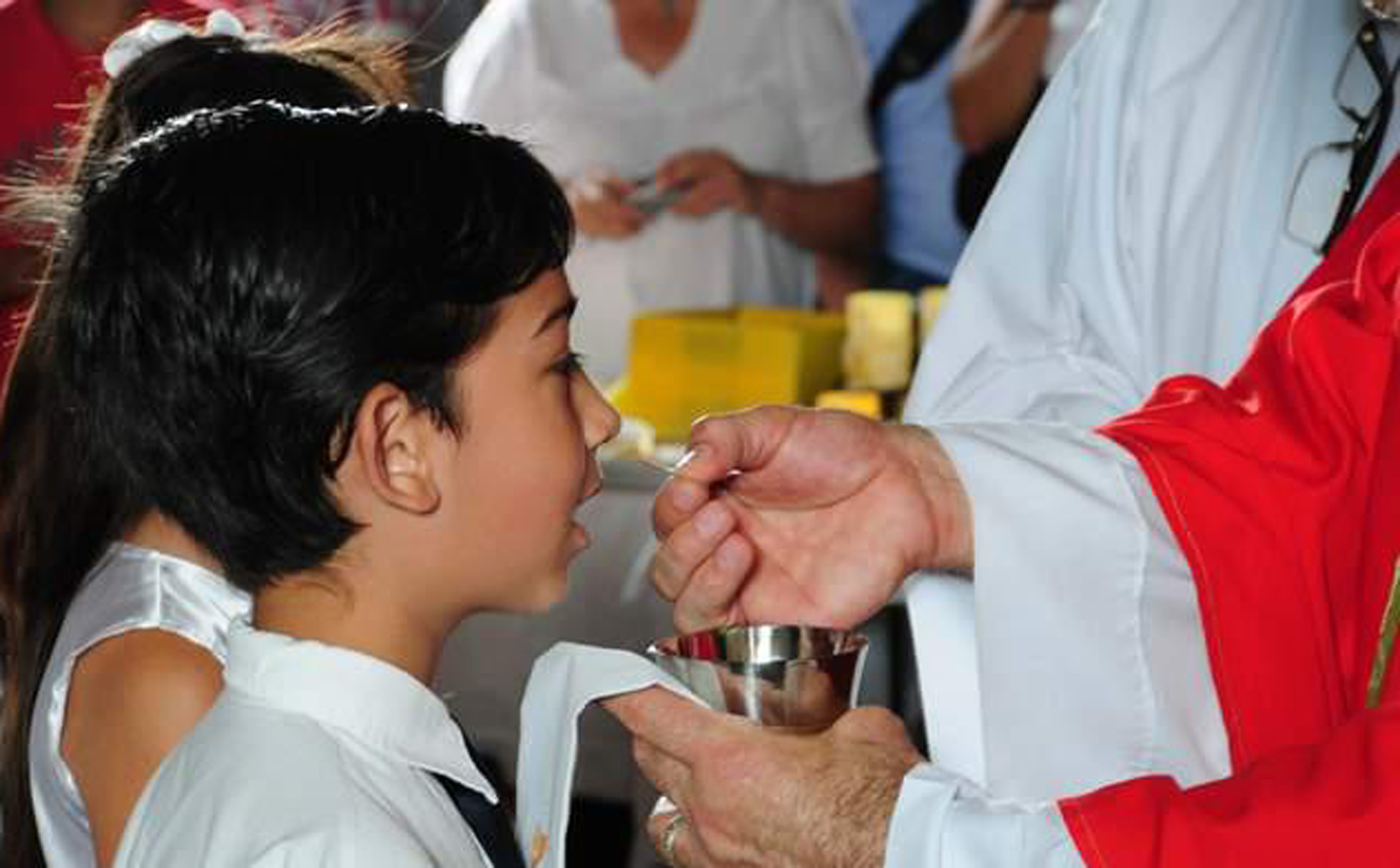
Bí tích Thánh Thể: Tiệc Thánh được nhận qua một buổi lễ tôn giáo đầu tiên.

## Vai trò của các Kitô hữu trong nền văn minh Hồi giáo

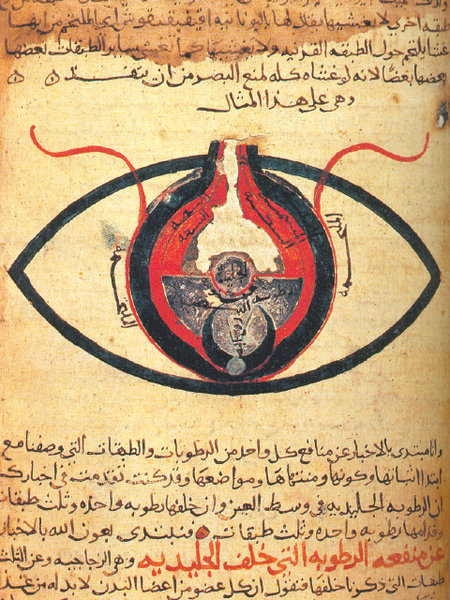
Giải phẫu mắt của Henin ben Isaac trong cuốn sách của ông Các vấn đề trong mắt.

Kitô hữu đóng một vai trò quan trọng trong việc giáo dục của nhà nước Hồi giáo, chủ yếu là sự đóng góp của các bộ lạc Kitô giáo trong cuộc chinh phục Ả Rập, và là trụ cột trong việc cai trị thuộc địa, nhưng họ vẫn là Kitô hữu (về mặt tôn giáo) chứ không theo Hồi giáo, như Người Copt ở Ai Cập, và bộ lạc Mã Long ở Lebanon, và đảo Tgalbh, và các Kitô hữu ở Levant từ các bộ lạc Altgelbah có liên hệ với Umayyads trong quân đội, và trong Nhà nước Hồi giáo họ dựa vào các Kitô hữu để cai trị nhà nước và trờng hợp nổi tiếng nhất là Dwaoanha là người Ả Rập theo Ki Tô giáo. Ở thời kỳ Umayyad, tên của bác sĩ Sid - con trai của Athaal đã được đặt tên cho bang Homs, Mansur bin Yasser Serjion là một mục sư, và bác sĩ riêng của ông là một tín đồ Ả Rập Ki Tô và là nhà thơ, kiểm soát viên của tòa án trong thời gian A Tháp Hách - Tháp Cách Lợi Bỉ còn nổi danh. Khi kiến lập Dawaween, người Umayyads và người Abbasids đã hưởng lợi trong việc Ả Rập hóa Diwan và chính quyền đã giữ họ (người Ả Rập theo Ki Tô giáo) ở vị trí đứng đầu công việc này; cũng như các Fatimids ở Ai Cập, và không chỉ các công chức của chính quyền, mà còn cho phụ trách việc buôn bán trong đất nước. Người Copt cũng góp phần vào sự phát triển khoa học, họ đóng một vai trò quan trọng trong việc xây dựng hạm đội Ả Rập vào đầu kỷ nguyên Umayyad.
Đặc biệt, người Syriac và Nestoria đóng một vai trò quan trọng trong dịch thuật và khoa học, đặc biệt là trong thời kỳ Abbasid. Dịch thuật là một nhiệm vụ chính trong sự phát triển của nền văn minh Ả Rập-Hồi giáo. Người Ả Rập, đặc biệt là các Kitô hữu, nắm vững bản dịch và Ả Rập hóa nội dung của những cuốn sách đã dịch. Họ đã phê bình và phục hưng nền văn hóa cũ của họ và tạo nền tảng ch thế hệ sau này. Các Kitô hữu dịch các cuốn sách tiếng Hy Lạp, Syriac, và Ba Tư, và được hưởng lợi từ các trường học mà khoa học đã phát triển trước khi thành lập nhà nước Ả rập, đặc biệt là các trường ở các thành phố Al-Harha, Naseebin, Antioch và Alexandria. Ở đó có các nhà triết học, bác sĩ, nhà khoa học, nhà lập pháp, nhà sử học, nhà thiên văn học và các bệnh viện có kích cỡ lớn bằng cá voiu, phòng thí nghiệm, dịch thuật Dar, thư viện và đài quan sát. Các dịch giả nổi tiếng gồm có Shimon Monk Georgios Bishop Horan, Jawargios. Jibril bin Bukhtishu cũng nổi tiếng về y học, và vẫn chịu trách nhiệm về y học ở bang Abbasid trong ba thế kỷ và phục vụ như các bác sĩ đặc biệt cho những hoàng đề Abbasid và bổ nhiệm Masawaiyh đã dịch 1051 cuốn sách như cuốn Trí tuệ chi gia, ngoài ra, cha ông cũng là một bác sĩ, cháu trai của ông Habish ibn al-Asim vả Hầu Nại Nhân · Y Bản · Y Tư Cáp Cách đã diich5 95 cuốn sách. Bản dịch của họ về những cuốn sách triết học sang tiếng Ả Rập đã có tác động đáng kể đến sự nổi lên của "giáo phái Mu'tazili" cho rằng chỉ trí tuệ mới có thể giải thích được luật Hồi giáo.

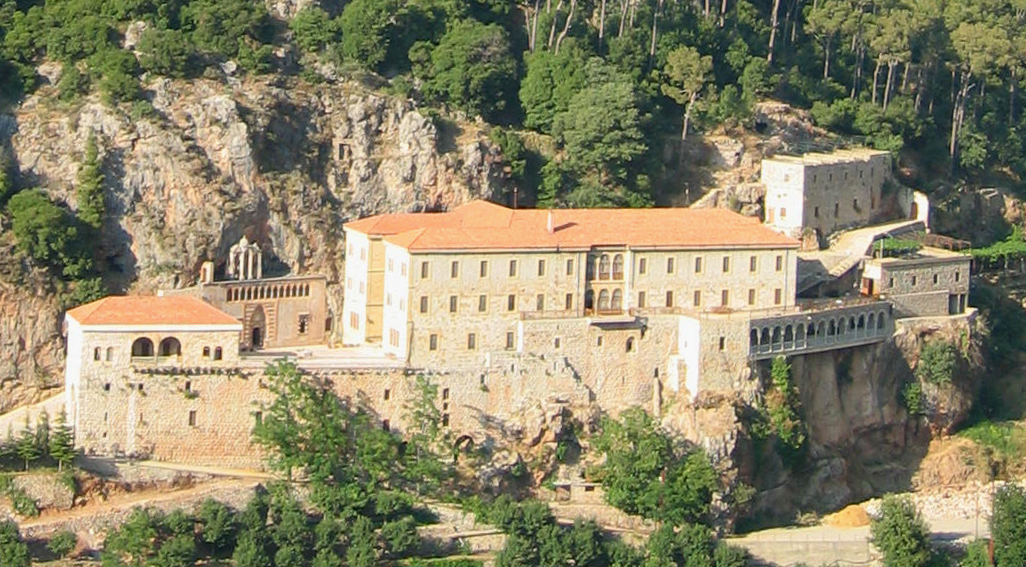
Tu viện Mar Antonios Kozia, nơi lưu giữ máy in ép đầu tiên ở Trung Đông.

Các Kitô hữu Ả Rập đóng vai trò dẫn đầu trong thời kỳ phục hưng văn hóa Ả rập, họ là nhũng người đầu tiên sáng chế máy in ép cho các nước Ả Rập. Các tài liệu in đầu tiên được lưu giữ tại tu viện Qozhaya ở Lebanon và sau đó tờ báo tạp chí Aleppo đã xuất bản lần đầu vào năm 1706, từ giữa thế kỷ XIX giáo dục đã ó sức lan truyền khá rộng và các trường Ả Rập liên tụ được thành lập như trường đại học Vavctan Ki Tô, những người truyền giáo đã thành lập trường đại học đầu tiên của Mỹ tại Beirut vào năm 1866 và Đại học Thánh Giu-se vào năm 1875 dẫn đến sự phục hồi của phong trào tri thức. Các Kitô hữu đã đóng góp vào sự phục hồi di sản và văn học Ả Rập và nổi bật nhất là Khalil Gibran Michael Naima và Mai Ziada Ameen al-Rihani, Shafiq Maalouf, Elias Farahat. Những người vừa là nhà thơ vừa là sử gia như Elia Abu Madi, Khalil Mataran, Akhtal Al-Saghir, Nematallah Al-Haj, Issa Iskandar, Saliba Al-Duweihi và Rashid Salim Al-Khoury.

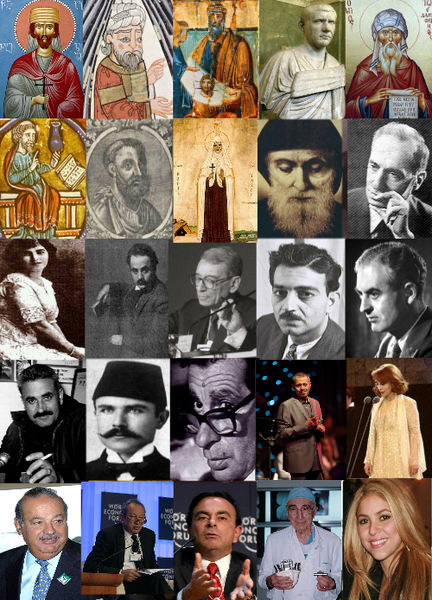
Hình ảnh những người Ả Rập theo Ki Tô giáo nổi tiếng từ các lĩnh vực khác nhau.

Người có vai trò cách mạng trong ngành báo chí Ả Rập là Kiều Trị, người sáng lập một tạp chí có tên là Crescent vào nămnăm 1892 và Jacob Abov người sáng lập tờ báo Mokattam Alanagwa, và Iskandar Shalhoub - người sáng lập ra tờ "Trung gian kính", người sáng lập tạp chí Sultanate là Tát Lợi Mỗ Tháp Khắc Lạp Mã Càn và anh trai của ông Bishara Takla là người sáng lập tờ báo Kim tự tháp, và cả Nassif Yazji và con trai ông Ibrahim Yaziji và Peter Al Bustani là người đầu tiên viết một luận án bằng tiếng Ả Rập, tái sử dụng ngôn ngữ cổ điển Ả Rập vào thế kỷ XIX. Về âm nhạc, các Kitô hữu có một vai trò quan trọng. Ví dụ như Maroun Abboud và Maroun Al-Nakash, người đã đóng góp vào việc thành lập phong trào sân khấu ở Ai Cập. Kitô hữu đã tham gia vào việc chuyển giao các khái niệm và thuật ngữ hiện đại cho người Ả Rập, chẳng hạn như các khái niệm về tự do, bình đẳng, bình đẳng về cơ hội, quyền được giáo dục và hiện đại hóa của nhà nước, và khẳng định niềm tự hào của họ. Các Kitô hữu Ả Rập đã đóng góp vào việc thay đổi xã hội, bắt đầu vào nửa cuối thế kỷ XIX. Các Kitô hữu Ả Rập đóng vai trò tương tự trong văn học Ả Rập, thơ ca, âm nhạc và báo chí, không chỉ trong thế giới Ả Rập, mà còn thành lập hiệp hi65 Tân Thế giới New York. Ở Levant và Ai Cập, đóng góp của họ cho sự phục hưng kinh tế đã tạo ra một tác động đáng kể đến sự phục hưng văn hóa và trong cuộc cách mạng chống chủ nghĩa thực dân với những ý tưởng, công trình của họ. Thậm chí vào thời đại ngày nay, các Kitô hữu vẫn đóng một vai trò trong văn hóa, khoa học và là tầng lớp thượng lưu trong xã hội của họ. Các Kitô hữu ở Trung Đông được giáo dục nhiều hơn và tình trạng kinh tế xã hội của họ tốt hơn so với phần còn lại dân chúng. Tương tự, trong cộng đồng người Do Thái, các Kitô hữu Ả Rập đã đạt được các vị trí kinh tế và chính trị quan trọng. Theo Giám sát Khoa học Krischen, các Kitô hữu Ả Rập trong cộng đồng người Do Thái là những người "giàu có, có học thức và có ảnh hưởng." Các Kitô hữu ở Trung Đông điều hành một số trường họ, trung tâm hoạt động xã hội, bệnh viện và trạm xá. Các tổ chức này được liên kết với tất cả các nhà thờ Thiên chúa giáo và thường được coi là tốt hơn so với các tổ chức chính phủ và tư nhân. Họ có vai trò quan trọng trong việc hiện đại hóa thế giới Ả Rập và truyền bá kiến thức và văn hóa. Vai trò của các Kitô hữu không chỉ giới hạn ở các nước Hồi giáo Ả Rập mà còn kéo dài đến tất cả các quốc gia ở Trung Đông. Ví dụ, ở Iran và Thổ Nhĩ Kỳ, các Kitô hữu có vai trò trong thương mại, kiến trúc, âm nhạc, nhiếp ảnh, in ấn, điện ảnh và các lĩnh vực khác.

## Vai trò của các tín hữu nam và các nhà khoa học theo đạo

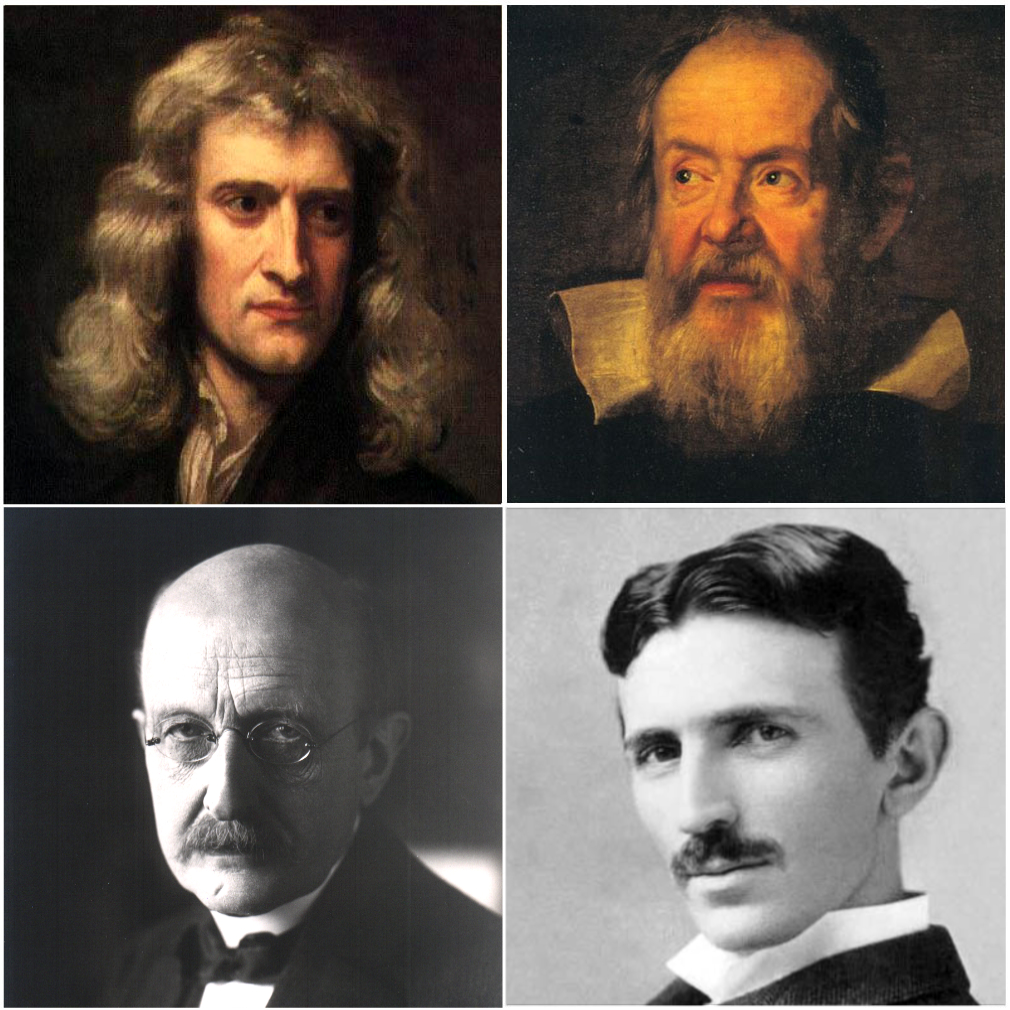
Một số học giả Kitô giáo nổi tiếng bao gồm Isaac Newton, Galileo Galilei, Nicolas Tesla và Max Blanc.

Một số lượng lớn các linh mục là các học giả, nhiều người trong số họ la mục sư Dòng Tên, trong số đó là những người tiên phong trong thiên văn học, di truyền học, địa từ, địa chấn học, vật lý mặt trời, y học và một số người trong số họ trở thành "cha đẻ" của các ngành khoa học này. Trong số các trường hợp tiêu biểu về giáo sĩ Kitô giáo có những đóng góp xuất sắc trong lịch sử khoa học như Gregor Mendel, ông nhà di truyền học quan trọng nhất, cha Nicholas Steno đã mô tả các tầng của trái đất và những đóng góp của ông cho khoa giải phẫu Rinne Jute Huai, người sáng lập ra khoa học tinh thể, và Jean-Baptiste Caroni là người sáng lập ra ngành Sinh vật học, và Roger Bacon, một tu sĩ Phan Sinh là một trong những người ủng hộ sớm nhất phương pháp khoa học, Marin Mersenne - cha đẻ của ngành Âm học, nhà khoa học người Bỉ Georges Lemaître là người đầu tiên đề xuất lý thuyết Vụ nổ lớn. Các ví dụ khác về các giáo sĩ Kitô giáo đã đóng góp vào sự phát triển khoa học là John Philoponos, Leo nhà toán học, William xứ Occam, Giáo hoàng Sylvester II, người được giới thiệu ngành thôi miên học châu Âu, Francesco Maria Grimaldi, Athanasius Kircher, nhà phát minh ra kính lúp, Albertô Cả, Nicolaus Copernicus là người đầu tiên đưa ra thuyết nhật tâm và đã chứng minh thực tế là hành tinh trái đất quay trên quỹ đạo của nó. Giovanni Battista Zubi là người đầu tiên phát hiện ra rằng Sao Thủy có kích thước như mặt trăng và sao Kim, Theodoric Borjunone đã có những đóng góp đáng kể cho lĩnh vực phẫu thuật, khử trùng và gây mê, Giovanni Girolamo Sacheri, phát hiện lý thuyết hình học hiperbolic, Giáo hoàng Gregory XIII, phát minh ra Lịch Gregory và Giám mục Luke Vueno-Yacintesky, Tổng giám mục Giáo hội Chính thống Nga là bác sĩ phẫu thuật đầu tiên trên thế giới thực hành cấy ghép.
Ngoài ra còn có một số Kitô hữu không phải là mục sư đã làm việc trong khoa học, đặc biệt là trong các lĩnh vực y học, vật lý, hóa học và phát minh. Họ cũng có những đóng góp cho tư tưởng Kitô giáo và thần học. Một số học giả Kitô giáo cũng được coi là cha đẻ của nhiều lĩnh vực khoa học, một số lĩnh vực như, Vật lý hiện đại, âm học, luyện kim, hóa học hiện đại, giải phẫu hiện đại, địa tằng, vi khuẩn học, di truyền học, hình học phân tích và vũ trụ học. Các phát minh của các nhà khoa học Kitô giáo bao gồm pin, ống nghe, máy tính cơ khí, bồn rửa vệ sinh và phương pháp chữ nổi, máy in nhân vật hoạt hình và Con lắc Foucault. Ba đơn vị điện được đặt tên theo một số học giả Công giáo, chẳng hạn như các đơn vị Ampere, Volt và Colom.

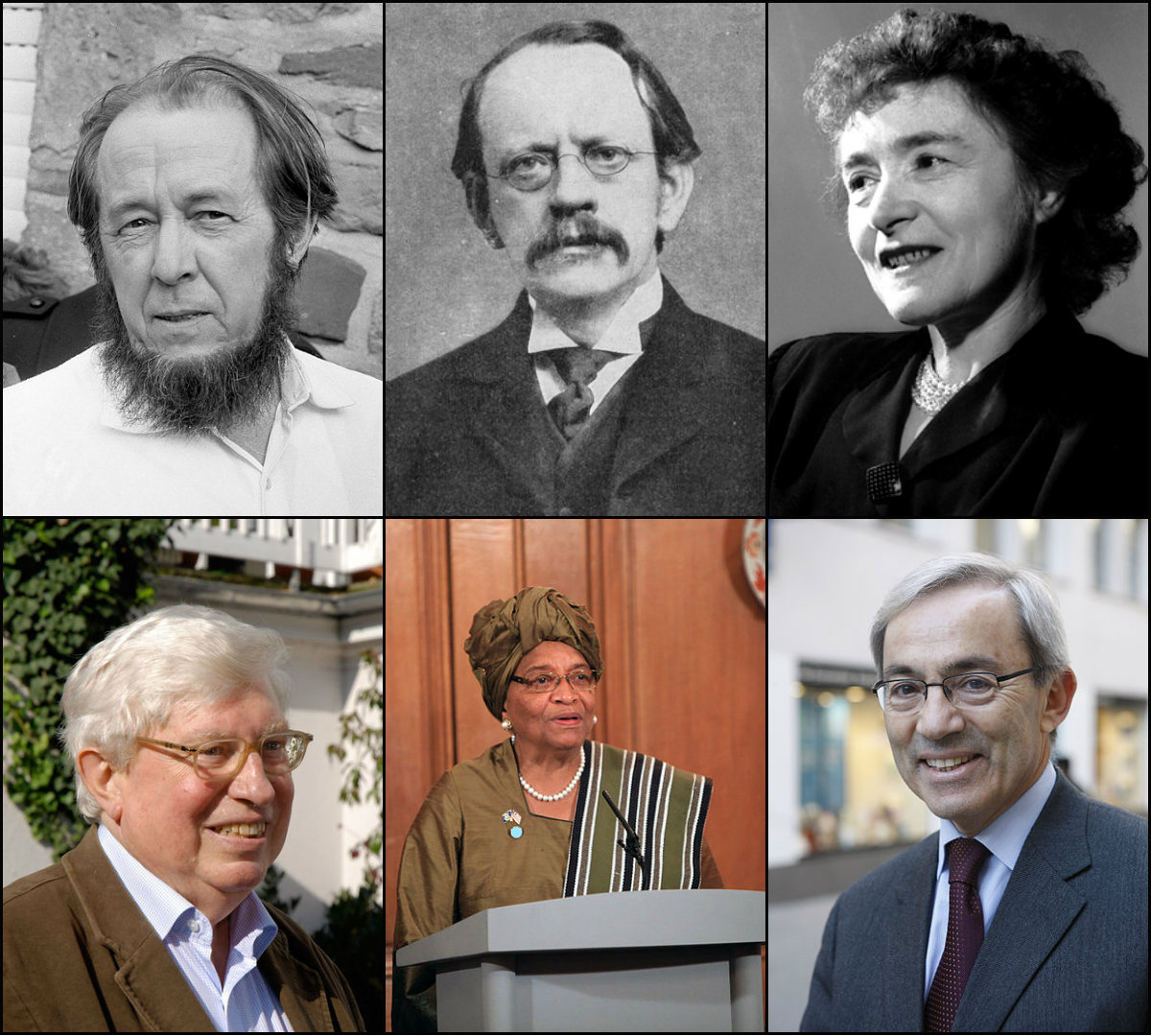
Một số người đoạt giải Nobel nổi tiếng nhất theo Ki Tô giáo là Alexandre Solzhenitsyn (Chính thống giáo), Joseph John Thompson (Anh giáo), Marie Curie (Công giáo), Christophe Bessarides (Chính thống giáo), Ellen Johnson Sirleaf (Tin Lành) và Gerhard Ertel (Công giáo).

Ví dụ, các học giả Kitô giáo không bị giới hạn trong lĩnh vực phát minh như Tim Berners - Lee người phát minh ra Internet, Nobel, người phát minh ra dynamit và Alexander Graham Bell, người phát minh ra điện thoại, Julielmu Marconi, nhà phát minh ra đài phát thanh, Anthony van Auwenhok, Johann Gutenberg phát minh máy in ép và Oilbur Wright, người phát minh ra chiếc máy bay. Trong toán học có Francis Bacon, cha đẻ của phương pháp khoa học hiện đại và Leonhard Euler - cha đẻ của toán học hiện đại và cha đẻ của khoa học hạt nhân, và nhà toán học Blaise Pascal được biết đến bởi lý thuyết xác suất, phát minh ra máy tính và Rene Descartes, người đã phát minh ra tọa độ Descartes, tạo thành nền tảng đầu tiên của Kỹ thuật phân tích. Trong lĩnh vực thiên văn học có Johannes Kepler - Nhà thiên văn học người Đức và nhà thiên văn học Galileo Galilei. Trong hóa học, Antoine Lavoisier - cha đẻ của hóa học hiện đại, Dmitry Mendeleev, cháu trai của một linh mục Chính thống và người biên soạn các nguyên tố hóa học và những cái khác. Trong lĩnh vực y học có Wilhelm Conrad Roentgen phát hiện ra tia X, và William Harvey phát hiện tính chất của máu, Edward Jenner phát hiện ra vắc-xin đậu mùa và Nicholas Auguste Otto, và bác sĩ phẫu thuật Joseph Lester phát hiện thuốc khử trùng, Louis Pasteur, người nổi tiếng bởi thí nghiệm đã chỉ ra rằng vi sinh vật chịu trách nhiệm về bệnh tật và vắc-xin. Alexander Fleming và phát hiện ra penicillin và những cái khác. Trong vật lý thì có Max Planck là cha đẻ của "lý thuyết số lượng" trong vật lý và Ernest Rutherford người tiên phong trong lĩnh vực vật lý phi nguyên tử, John Dalton - lý thuyết thế giới nguyên tử; và định luật khí thể, Michael Faraday - tác giả của "Định luật cảm ứng Faraday", Isaac Newton và Gravity Explorer - định luật về chuyển động, và kỹ sư cơ khí và thợ điện Nikola Tesla, con trai và cháu trai của một linh mục Chính Thống, André Marie Amper, sáng tạo đơn vị Ampe. Một nghiên cứu của Đại học Nebraska-Lincoln vào năm 1998 đã phát hiện ra rằng 60% người đoạt giải Nobel vật lý giữa 1901-1990 có nền tảng là Cơ đốc giáo. Cuốn kỷ niệm 100 năm của giải Nobel cho rằng khoảng 65,4% số người đoạt giải Nobel từ năm 1901 đến năm 2000 là các Kitô hữu. Cơ đốc nhân là 423 trong số 654 những ngươi đoạt giải Nobel từ năm 1901-2000. mặc dù tỷ lệ Kitô hữu trên thế giới là 33,2%.

## Giáo dục
| Tổ chức                                              | #       |
| ---------------------------------------------------- | ------- |
| Giáo xứ và hội truyền giáo                           | 408,637 |
| Trường tiểu học và trung học                         | 125,016 |
| Các trường đại học                                   | 1,046   |
| Bệnh viện                                            | 5,853   |
| Trại trẻ mồ côi                                      | 8,695   |
| Nhà cho người già và người khuyết tật                | 13,933  |
| Phòng khám, trại phong, vườn ươm và các tổ chức khác | 74,936  |

Hoạt động truyền giáo cho Giáo hội Công giáo đã luôn luôn kết hợp giáo dục của những người truyền giáo như là một phần sứ mệnh của nó. Lịch sử cho thấy rằng trong các vùng đất truyền giáo, những người đầu tiên điều hành các trường học là tu sĩ Công giáo La Mã. Ở một số nước, Giáo hội là nhà cung cấp giáo dục chính hoặc bổ sung đáng kể các hình thức giáo dục của chính phủ. Hiện nay, Giáo hội điều hành hệ thống trường học phi chính phủ lớn nhất thế giới. Nhiều trường đại học có ảnh hưởng nhất của nền văn minh phương Tây được thành lập bởi Giáo hội Công giáo.
Một nghiên cứu của Trung tâm Pew về tôn giáo và giáo dục trên khắp thế giới vào năm 2016, kết quả các Kitô hữu được xếp hạng là các tín đồ được giáo dục nhiều thứ hai trên thế giới sau Người Do Thái với trung bình 9,3 năm đi học trong cuộc đời, và các nước có số năm đi học cao nhất là Đức (13.6), New Zealand (13.5) và Estonia (13.1). Các Kitô hữu cũng được tìm thấy có số năm bình quân đầu người ở trường sau đại học và đào tạo sau đại học. Giữa các cộng đồng Kitô giáo khác nhau, Singapore (Tân Gia Pha) vượt qua các quốc gia khác về tỉ lệ Kitô hữu có bằng đại học trong các cơ sở giáo dục đại học (67%), theo sau là các Kitô hữu Israel (63%), và các Kitô hữu Georgia (57%).
Theo nghiên cứu, các Kitô hữu ở những khu vực Bắc Mỹ, Châu Âu, Trung Đông, Nam Mỹ và Châu Á-Thái Bình Dương được đào tạo rất cao vì nhiều Viện đại học trên thế giới được xây dựng bởi các Giáo hội Kitô giáo trong lịch sử, cùng với bằng chứng lịch sử rằng "các tu sĩ Kitô giáo đã xây dựng thư viện và, trong những ngày trước thời đại in ấn, đã bảo quản các tác phẩm quan trọng trước đó được xuất bản bằng tiếng Latinh, tiếng Hy Lạp và tiếng Ả Rập". Theo cùng một nghiên cứu, các Kitô hữu có một nhận thức đáng kể về bình đẳng giới trong trình độ học vấn, và nghiên cứu cho thấy rằng một trong những lý do là sự khuyến khích của những nhà cải cách Tin lành trong việc thúc đẩy giáo dục phụ nữ, dẫn đến việc xóa mù chữ những người phụ nữ trong cộng đồng Tin Lành.
```
Theo nghiên cứu tương tự "có một khoảng cách lớn và phổ biến trong trình độ học vấn giữa người Hồi giáo và Thiên chúa giáo ở châu Phi cận Sahara" như 
Người Hồi giáo
 trưởng thành ở khu vực này là ít có giáo dục hơn những đồng bào 
Kitô hữu
 của họ,
[
214
]
 với các học giả gợi ý rằng khoảng cách này là do các cơ sở giáo dục được tạo ra bởi các 
nhà truyền giáo Kitô giáo
 trong thời kỳ thuộc địa cho các tín hữu.
[
214
]
```

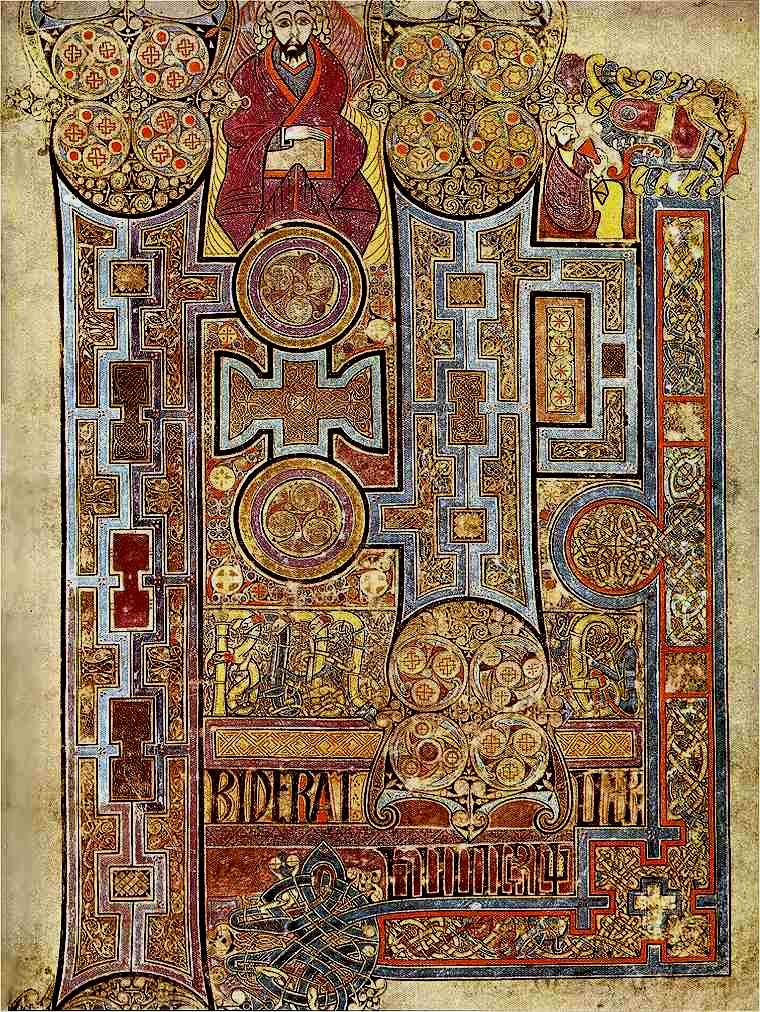
Một cuốn sách nhỏ Phúc Âm Kells có hoa văn trang trí. Giáo hội bảo tồn các bản thảo và kiến thức cổ xưa trong thời Trung Cổ.

Các Giáo Phụ kêu gọi sự cần thiết phải giáo dục cho mọi tín hữu của Giáo hội, cho dù người đó là một đứa trẻ hay là một người mới cải đạo sang Cơ Đốc Giáo, dựa trên những lời dạy của Kinh Thánh.
Năm 530 sau Công nguyên, Biển Đức đã viết một cuốn sách về sự khôn ngoan của nhà tu viện, đã trở thành một mô hình để tổ chức công việc tu viện khắp châu Âu. Những tu viện mới này bảo tồn các nghề thủ công và kỹ thuật truyền thống và bảo tồn văn hóa trí tuệ và các bản thảo cổ trong các trường học và thư viện. Cũng như cung cấp một cuộc sống tâm linh cho các tu sĩ của họ. Nó cũng là một trung tâm sản xuất nông nghiệp và kinh tế, đặc biệt là ở những vùng sâu vùng xa. Các tu viện trở thành một trong những động lực chính của nền văn minh.
Sau khi trùng tu Clunyak vào năm 910, các tu viện phát triển và mở rộng thành những trung tâm khoa học và công nghệ. Một số phát minh và sáng kiến đã được trình bày và bảo tồn bên trong các tu viện về văn học, bản thảo và khoa học cổ đại. Các thư viện cũng được xây dựng bên trong các tu viện. Một số bách khoa toàn thư Kitô giáo và các chủ đề khác được đưa vào chính quyền của họ, và Thánh Isidoro ở Seville, một trong những học giả thời trung cổ quan trọng nhất, đã biên soạn một bách khoa toàn thư được coi là một trong những tài liệu quan trọng nhất vào thời trung cổ.
Trong thời Trung Cổ, các trường học xuất hiện gần các nhà thờ, và được gọi là các trường thánh đường. Các trường này là trung tâm học tập tiên tiến, và một số trường cuối cùng đã trở thành trường đại học đầu tiên ở phương Tây. Trường chính tòa Chartres được coi là trường học nổi tiếng và có ảnh hưởng nhất. Các trường đại học Kitô giáo trong thời Trung cổ ở các nước Tây Âu đã khuyến khích tự do nghiên cứu và đào tạo ra nhiều nhà khoa học và triết gia. Đại học Bologna với nguồn gốc Kitô giáo là trường đại học lâu đời nhất trên thế giới.
Trong thế kỷ thứ mười ba, các dòng Phan Sinh và Đa Minh đã xuất hiện và có tác động đáng kể đến việc phổ biến kiến thức ở các khu vực đô thị. Họ phát triển các phương pháp giảng dạy trong các trường của nhà thờ. Có lẽ nhà thần học Đa Minh quan trọng nhất là Thomas Aquinas, người từng làm việc ở một số trường đại học, hoàn thành các công trình triết học về tư tưởng Aristole và Kitô giáo.
Giáo hoàng đã bảo vệ thư viện Vatican, trong đó bao gồm rất nhiều bản thảo và sách quý giá, đặc biệt là sau sự sụp đổ của Constantinople vào tay của Sultan Ottoman, và buôn lậu sách đến châu Âu. Thư viện Vatican là một trung tâm thần học, pháp luật, triết học, thơ ca và lịch sử.
Các cơ sở của Hiệp hội dòng Tên Tây Ban Nha Ignatius de Loyola năm 1540. Dòng Tên được coi là tổ chức ưu tú của cộng đồng châu Âu và một số người trong số họ đã từng là nhà tạo giống của các vị vua ở các nước Công giáo nói chung và ở Pháp, Ba Lan, Bavaria và Bồ Đào Nha nói riêng. Với sự mở đầu của thời đại khai phá, Dòng Tên đến Ấn Độ, Pakistan, Nhật Bản, Trung Quốc, Canada, Trung và Nam Mỹ, đặc biệt là ở Brazil, Paraguay và Úc, và xây dựng một số lượng lớn các cơ sở giáo dục. Các trường và trường đại học của họ đã để lại những tầng lớp ưu tú và ưu tú của các xã hội phương Tây. Thánh Jean Baptiste de LaSalle cũng thành lập Huân chương của các anh em Cơ đốc giáo hoặc Freres năm 1684 tại Rance, Pháp. Ông cũng đã lập trật tự quản lý các trường tiểu học và trung học, các trường nội trú, cao đẳng và các trường đào tạo giáo viên, nâng cao trình độ học vấn ở phương Tây.

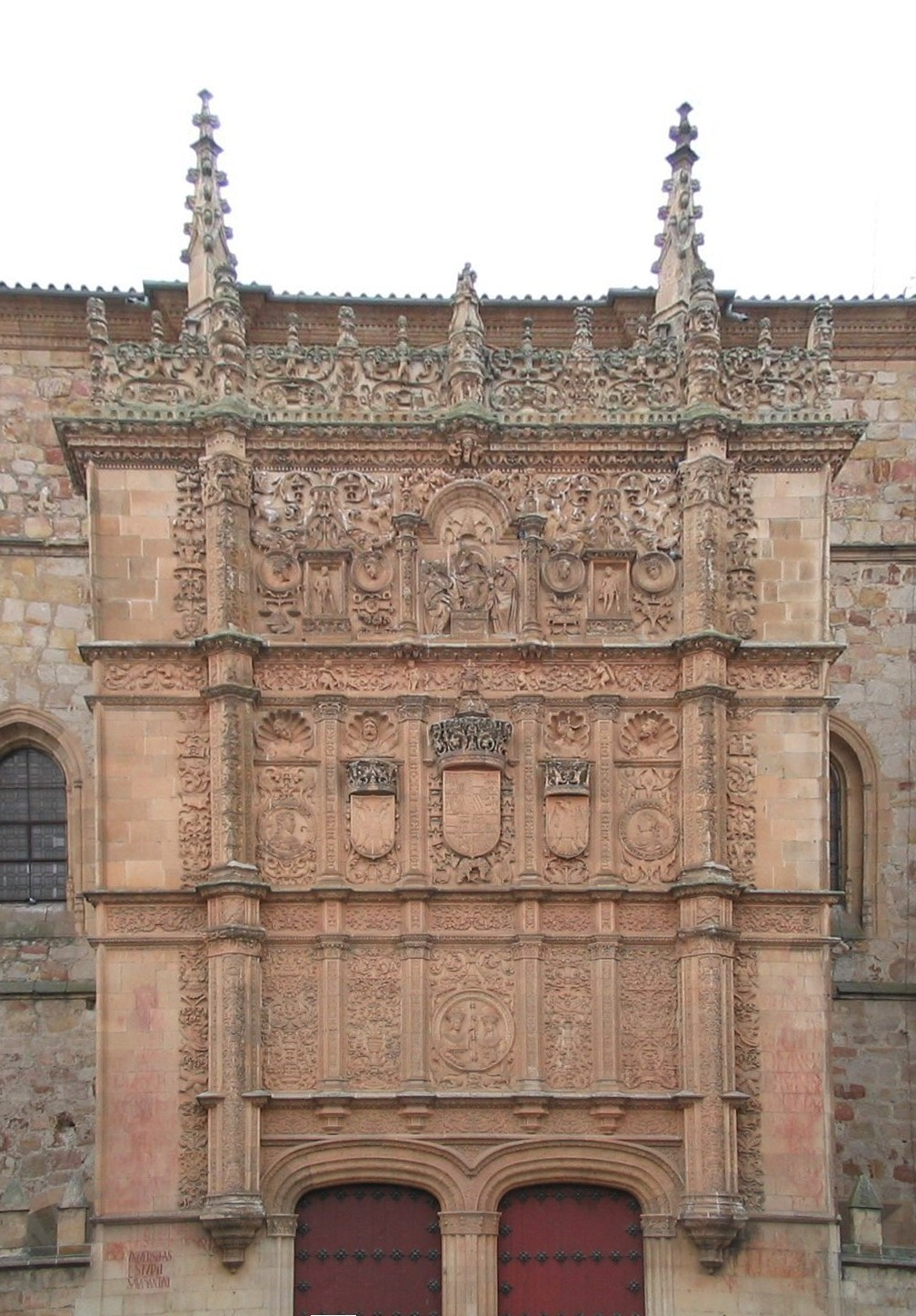
Trường Salamanca là thành trì của các nhà thần học Tây Ban Nha và Bồ Đào Nha và là ngọn hải đăng của thần học và triết học Kitô giáo trong thời kỳ Phục hưng.

Giáo hội Chính thống cũng đóng vai trò tương tự trong giáo dục và có ảnh hưởng lớn đến ngôn ngữ, ngôn ngữ học và ngữ pháp. Ví dụ, tu sĩ người Armenia Mesurob Machdots đã tạo ra bảng chữ cái tiếng Armenia. Khi phát triển các ngôn ngữ khoa học đặc biệt là những quy tắc đã đạt được ý nghĩa tôn giáo đặc biệt, chẳng hạn như ngôn ngữ Latinh được ngôn ngữ thiêng liêng của Giáo hội Công giáo La Mã và ngôn ngữ Hy Lạp trong Giáo hội Chính thống Đông và ngôn ngữ Syriac có di sản quét được biết đến với Thánh. Ephrem là một trong những người tiên phong của sự phát triển của ngôn ngữ này. Cũng đáng chú ý là nhiều các quốc gia Bắc Phi hoặc Maghreb đã sinh ra một số lượng lớn các nhân vật trí thức có ảnh hưởng lớn trong thế giới Kitô giáo. Trong lĩnh vực giáo dục của Giáo hội đã ủng hộ Đế quốc Byzantine, và đã thành lập một trường học và viện nghiên cứu, quan trọng nhất của Đại học Constantinople, dạy triết học, luật, y học, và một số ngôn ngữ Hy Lạp và La tinh và các trường học triết học và hoạt động thiên văn ở Alexandria. Nó tập trung vào Kinh Thánh, thần học và phụng vụ, nhưng nó cũng bao gồm việc giảng dạy các văn bản văn học, triết học và khoa học trong chương trình giảng dạy, và các tu sĩ Chính thống giáo đã nỗ lực để sao chép các bản thảo giáo hội và các sách văn học cổ đại. Giáo hội Chính Thống Đông sau sự sụp đổ của ConstantinopleTrong vẫn phổ biến giáo dục, họ là các bậc Giác ngộ và các nhà giáo dục của các xã hội Đông Âu. Các giáo sĩ và gia đình họ đóng một vai trò trong việc học chữ ở Đông Âu. Họ cũng xuất bản ngữ pháp và dịch các cuốn sách và tài liệu sang ngôn ngữ Slav. Các tờ báo đầu tiên được xuất bản ở Ukraine được Giáo hội ủng hộ. Các bà vợ và con gái của các linh mục cũng đóng một vai trò quan trọng trong việc nâng cao trình độ học vấn của phụ nữ trong các xã hội Đông Âu. Tin lành đã đóng một vai trò quan trọng trong việc cải thiện trình độ học vấn và phổ biến kiến thức. Martin Luther kêu gọi quyền cá nhân để giải thích Tin Mừng và khuyến khích đọc và học Kinh Thánh. Tin Lành đóng một vai trò trong việc giới thiệu ijtihad và tư tưởng tự do phương Tây. Martin Luther đã có một bản dịch Kinh Thánh mới từ tiếng Hy Lạp sang tiếng Đức, được coi là tác phẩm hoành tráng của lịch sử văn học Đức.
```

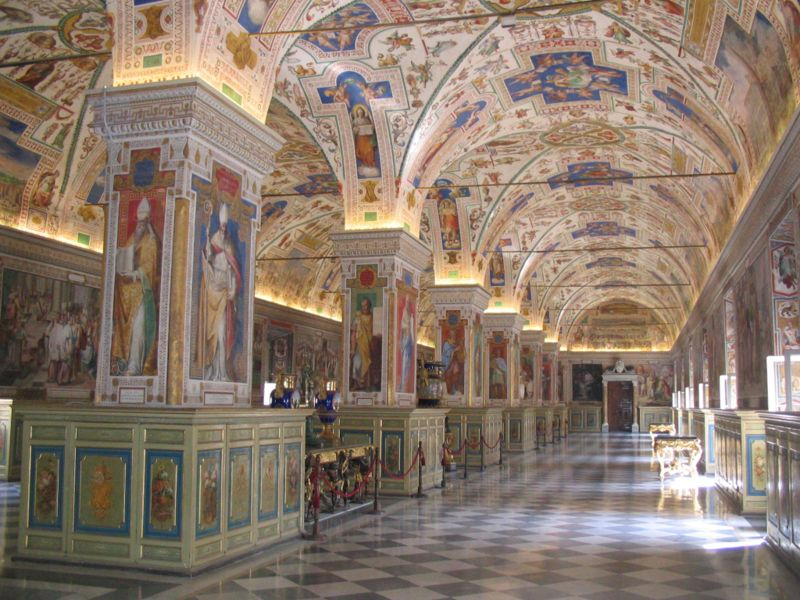
Trụ sở chính của Thư viện Vatican, một trong những thư viện lâu đời nhất và lớn nhất thế giới, chứa một bộ sưu tập các bản thảo lịch sử quan trọng.

Các nhà cải cách lành mạnh Martin Luther, Jean Calvin và những người khác nhấn mạnh tầm quan trọng của giáo dục. Năm 1578, Hội đồng Tin lành của Giáo hội Pháp đã ban hành một tuyên bố buộc cha mẹ phải dạy Kinh Thánh cho con cái của họ. Những người cải cách Tin Lành đã thấy tầm quan trọng của giáo dục trong gia đình như là đơn vị cơ bản để thúc đẩy niềm tin tôn giáo và sự ổn định xã hội. Họ kêu gọi chú ý nhiều hơn đến trẻ em và dạy chúng đọc và viết. Và do đó các nước Tin Lành gắn liền với tầm quan trọng của giáo dục ở nhà và cho cuộc sống gia đình và cách chăm sóc nó. Do kết quả của tầm quan trọng của giáo dục, các ngôi trường được xây dựng gần các nhà thờ, kể cả các trường nữ sinh. Các nhà cải cách Tin Lành cũng kêu gọi giáo dục phụ nữ. Tín hữu Tin Lành Hoa Kỳ có một vai trò quan trọng trong việc tạo điều kiện cho phụ nữ tiếp cận với giáo dục. Các trường học và trường đại học tốt nhất là một sự hỗn hợp từ các giáo trình Công giáo. Các tổ chức giáo dục Tin Lành nhấn mạnh việc thiết lập các giá trị Tin Lành về kỷ luật, học tập và kiến thức. Nó nhấn mạnh sự hồi sinh của ngôn ngữ quốc gia, sự phát triển của ngữ pháp và các quy tắc GATT châu Âu, và trọng tâm quan tâm của họ là việc giảng dạy và nghiên cứu Kinh Thánh. Cả hai Giáo hội Công giáo và Tin Lành đã coi giáo dục như là một phần của việc truyền giáo. Lịch sử cho thấy rằng trong thời gian rao giảng, các trường học đã được các giáo sĩ Tin Lành khai giảng, và bây giờ vẫn xảy ra. Có bảy quốc gia với đa số là người Kitô hữu được xếp hạng trong số 10 quốc gia có nền giáo dục tiên tiến nhất trên thế giới với tỷ lệ dân số có bằng đại học cao nhất do Tổ chức Hợp tác và Phát triển Kinh tế thống kê.

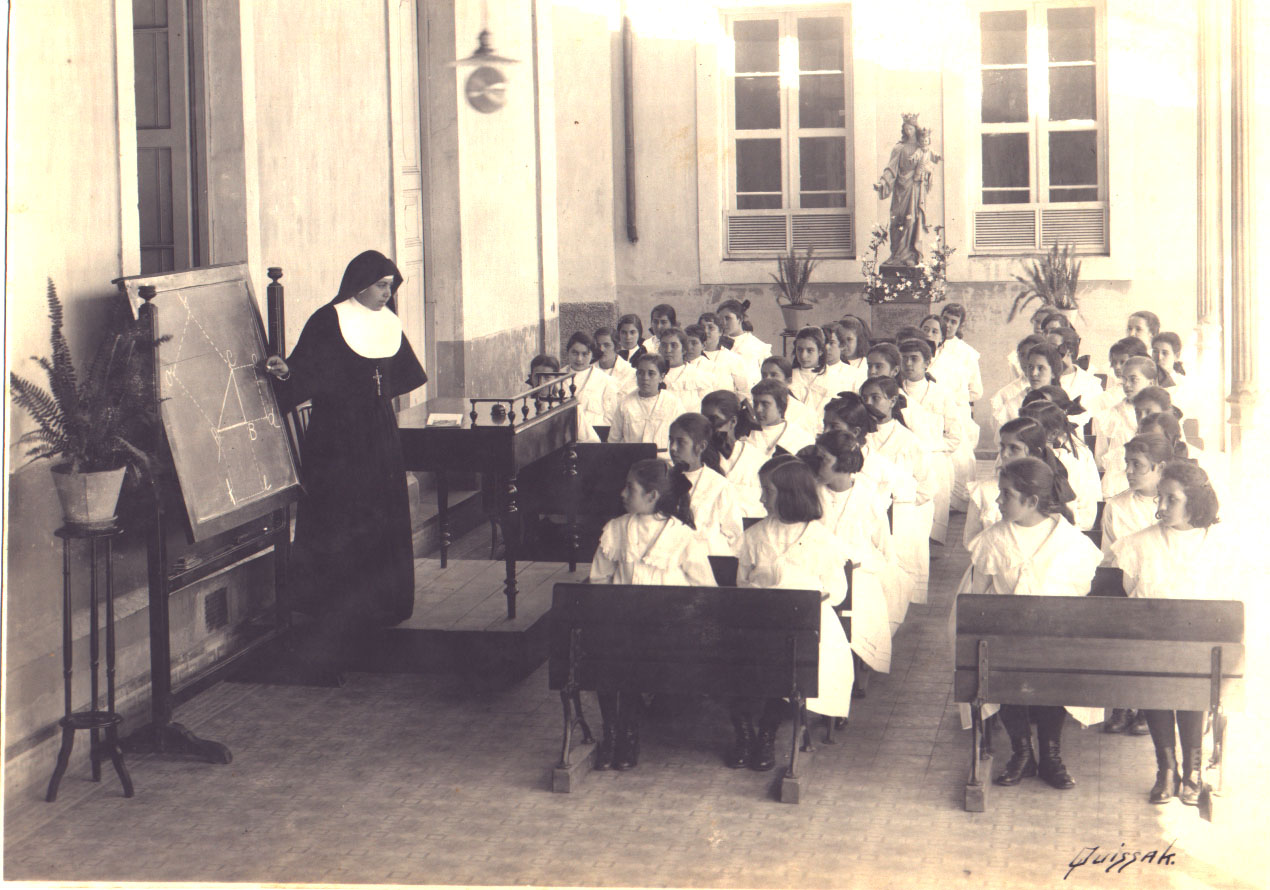
Hình ảnh một nữ tu dạy toán cho các bé gái ở Brazil năm 1917. Các nhà thờ Thiên chúa giáo khuyến khích giáo dục phụ nữ.

```

### Châu Âu

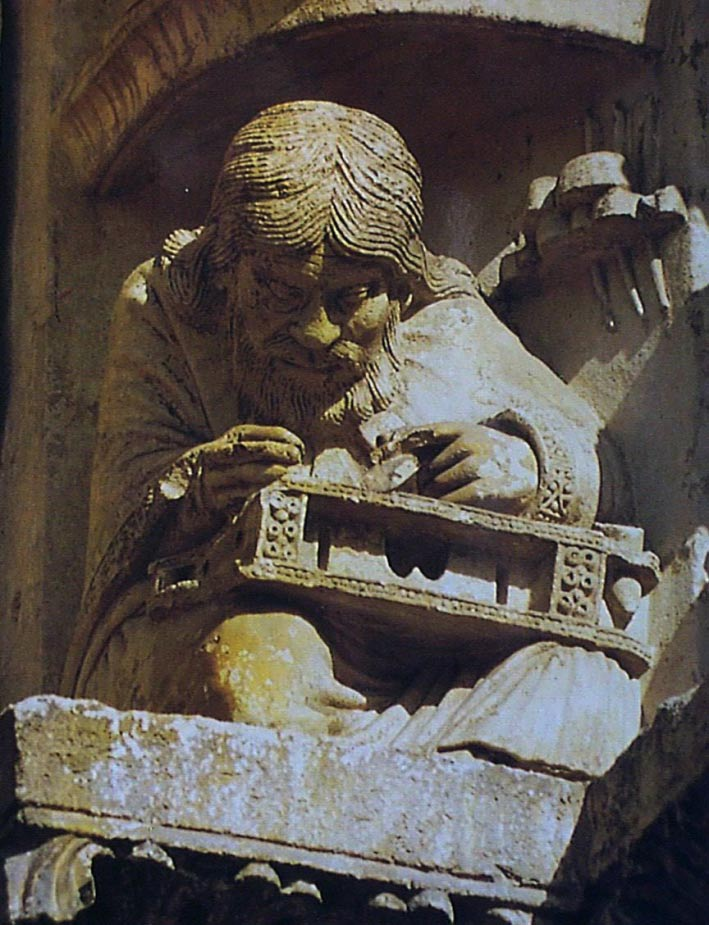
Pythagoras (Tất Đạt Ca Lạp Tư) với Hình trang trí đắp nổi quanh vòm cuốn tại Nhà thờ chính tòa Đức Bà Chartres. Từ các nhà thờ ở Trung Âu, các Trường Thánh Đường đã phát triển nhiều trường đại học hiện đại của châu Âu.

Phù hiệu của Đại học Oxford, với phương châm tiếng Latinh Chúa là ánh sáng của con. Các trường đại học của châu Âu cơ bản là một phát minh Công giáo.

Giáo hội Công giáo đã thành lập các trường đại học đầu tiên của phương Tây, trước các trường gắn liền với các tu viện và nhà thờ, và thường được các tu sĩ và thầy dòng quản lý.
Năm 530, Thánh Biển Đức đã viết Quy tắc tu viện, đã trở thành một kế hoạch chi tiết cho việc tổ chức các tu viện trên khắp châu Âu. Các tu viện mới được bảo tồn nghề thủ công cổ điển và kỹ năng nghệ thuật trong khi duy trì văn hóa hữu trí tuệ trong các trường học, Phòng viết trong tu viện và thư viện. Cũng như cung cấp một sự tập trung cho cuộc sống tâm linh, họ hoạt động như các trung tâm nông nghiệp, kinh tế và sản xuất, đặc biệt là ở các vùng sâu vùng xa, trở thành nền tảng chính của nền văn minh.
Cuộc Cải cách Cluny đã bắt đầu vào năm 910 gây ra tăng trưởng và đổi mới tu viện trên diện rộng. Các tu viện đã giới thiệu các công nghệ và cây trồng mới, thúc đẩy sự sáng tạo và bảo tồn văn học và tăng trưởng kinh tế. Các tu viện, người cải đạo và nhà thờ vẫn hoạt động hầu như trong tất cả các trường học và thư viện.
Các Trường Thánh Đường bắt đầu xuất hiện vào thời tiền Trung Cổ là các trung tâm giáo dục tiên tiến, một số trường cuối cùng phát triển thành các đại học Trung Cổ. Trong thời trung kỳ trung cổ, Nhà thờ chính tòa Đức Bà Chartres hoạt động rất nổi tiếng và có ảnh hưởng tới Trường Chartres.
Các trường đại học bắt đầu mọc lên ở các thị trấn Ý như Salerno, nơi đã trở thành một trường y khoa hàng đầu, dịch các tác phẩm của các bác sĩ Hy Lạp và Ả Rập sang tiếng Latinh. Đại học Bologna trở thành trường đại học đầu tiên có ảnh hưởng nhất, đầu tiên là chuyên ngành giáo luật và luật dân sự. Đại học Paris, chuyên về các chủ đề như thần học, cạnh tranh với đối thủ từ Bologna dưới sự giám sát của Nhà thờ Đức Bà Paris. Đại học Oxford ở Anh sau đó đã trở thành đối thủ của Paris về Thần học và Đại học Salamanca được thành lập ở Tây Ban Nha vào năm 1243. Theo nhà sử học Geoffrey Blainey, các trường đại học được hưởng lợi từ việc sử dụng tiếng Latinh, ngôn ngữ chung của Giáo hội, và ở tầm quốc tế, và vai trò của họ là "dạy, tranh luận và lý luận trong khuôn khổ Kitô giáo". Các trường đại học thời Trung cổ ở Tây Cơ Đốc Quốc được kết hợp tốt trên khắp Tây Âu, khuyến khích tự do đa dạng và giáo dục rất nhiều học giả và nhà triết học tự nhiên, bao gồm Robert Grosseteste (La Bá Đặc · Cách La Tư Thái Tư Đặc) ở Đại học Oxford, một người tiếp xúc sớm có hệ thống phương pháp thực nghiệm khoa học; và Thánh Albertô Cả, người tiên phong trong nghiên cứu thực địa sinh học 
Vào thế kỷ 13, Giáo hội Hành khất được thành lập bởi Phanxicô thành Assisi và Thánh Đa Minh mang lại đời sống tôn giáo được thánh hiến vào các môi trường đô thị. Những hội này cũng đóng một vai trò lớn trong sự phát triển của các trường nhà thờ thành các trường đại học, tổ tiên trực tiếp của các tổ chức phương Tây hiện đại. Đáng chú ý là những người theo kinh viện như tu sĩ dòng Đa Minh Tôma Aquinô làm việc tại các trường đại học, cuốn Summa Theologica là một thành tựu trí tuệ quan trọng trong việc tổng hợp triết học Aristotle trong Kitô giáo.
Các trường đại học xuất hiện ở Trung Âu vào thế kỷ 14, với các đại học đầu tiên như Đại học Prague và Đại học Cracow.
Tu sĩ người Tây Ban Nha Inhaxiô nhà Loyola thành lập Dòng Tên (Dòng Tên) vào năm 1540. Ban đầu là tập hợp các giáo sĩ truyền giáo, các tu sĩ Dòng Tên đã học tiếng địa phương và truyền đức tin Công giáo đến Ấn Độ, Nhật Bản, Trung Quốc, Canada, Trung, Nam Mỹ và Úc. Hội ngày càng tham gia vào đến giáo dục, sáng lập trường học, cao đẳng và đại học trên toàn cầu và giáo dục các học giả, trí thức, nghệ sĩ và chính khách nổi tiếng như René Descartes, Matteo Ricci, Voltaire, Pierre de Coubertin, Sir Arthur Conan Doyle, James Joyce, Alfred Hitchcock, Bing Crosby, Robert Hughes và Bill Clinton.
Theo nhà sử học Geoffrey Blainey, trường đại học đã trở thành một dấu hiệu của nền văn minh Kitô giáo, mặc dù vậy, ông viết, "trong những thế kỷ gần đây có lẽ không có tổ chức nào đã làm nhiều hơn để thúc đẩy một quan điểm thay thế hay thế tục của thế giới".

### Nam Mỹ
Giáo dục ở Nam Mỹ bắt đầu dưới sự hướng dẫn của những người truyền giáo được bảo trợ bởi vương triều Tây Ban Nha. Chính sách hoàng gia quy định rằng người Nam Mỹ phải chấp nhận những người truyền giáo nhưng họ không phải cải đạo. Những người Nam Mỹ đồng ý lắng nghe những người truyền giáo không bị ép làm việc vì những người giam hộ chinh phú chế, một số người nổi tiếng vì những điều kiện tàn bạo.

### Bắc Mỹ

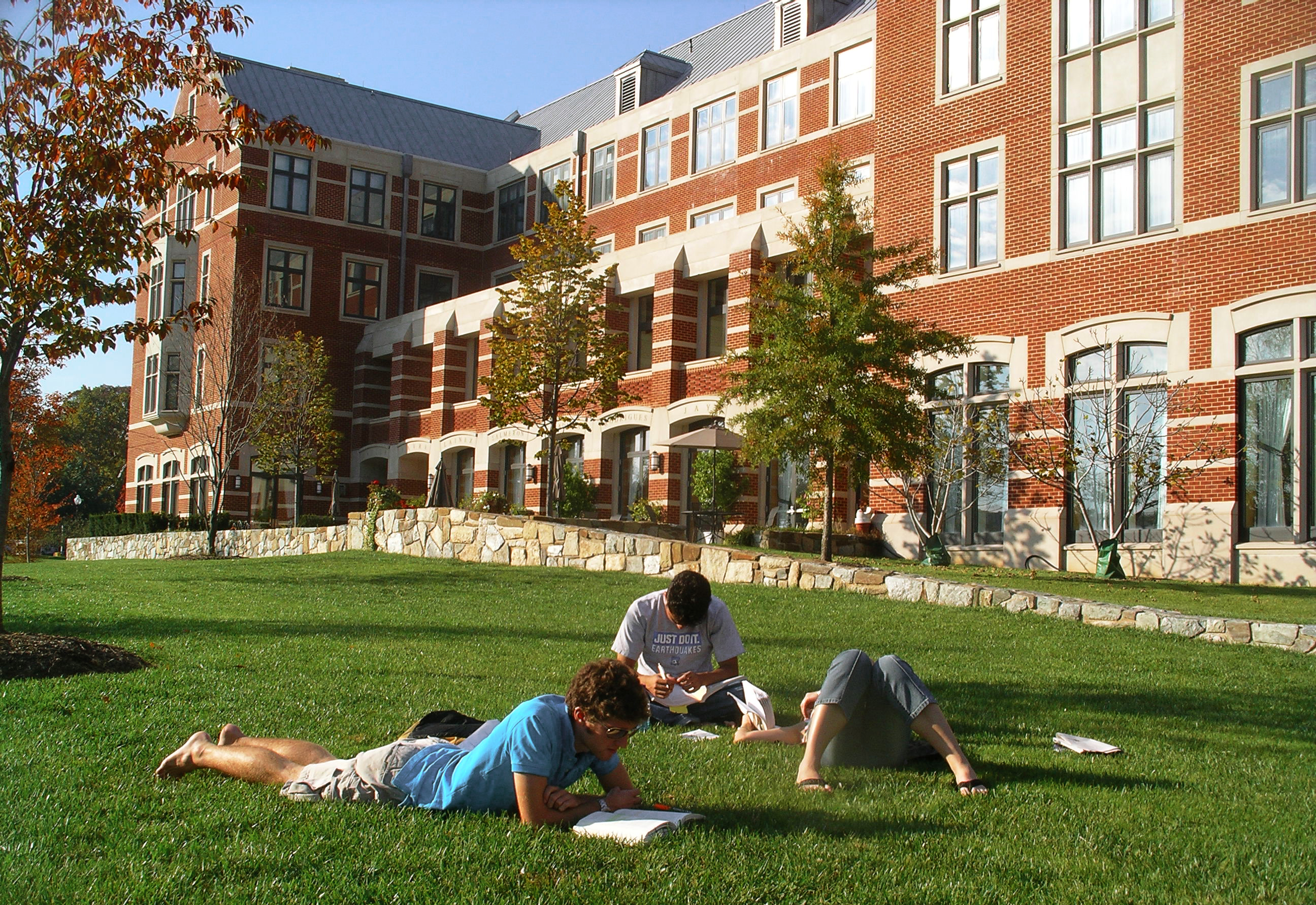
Các học sinh học bên ngoài Khu bảo tồn Jesington Hall, Đại học Georgetown, Hoa Kỳ.

Một số trường đại học, cao học và cao đẳng Công giáo đã được thành lập tại Hoa Kỳ. Sự khoan dung tôn giáo được thiết lập bởi Cách mạng Mỹ đã cho phép giáo sĩ Công giáo của Maryland thành lập Đại học Georgetown, trường đại học Công giáo lâu đời nhất của Mỹ, vào năm 1789 đã trở thành một tổ chức Dòng Tên năm 1805. Thánh Katharine Drexel thừa kế tài sản và thành lập Nữ tu của Bí Tích Thánh Thể
cho người da đỏ và người da màu (nay được gọi là Nữ tu Bí Tích Thánh Thể), thành lập các trường học trên khắp nước Mỹ và bắt đầu gây dựng Đại học Xavier thuộc Louisiana ở New Orleans vào năm 1925 để giáo dục người Mỹ gốc Phi.

### Tây Thái Bình Dương

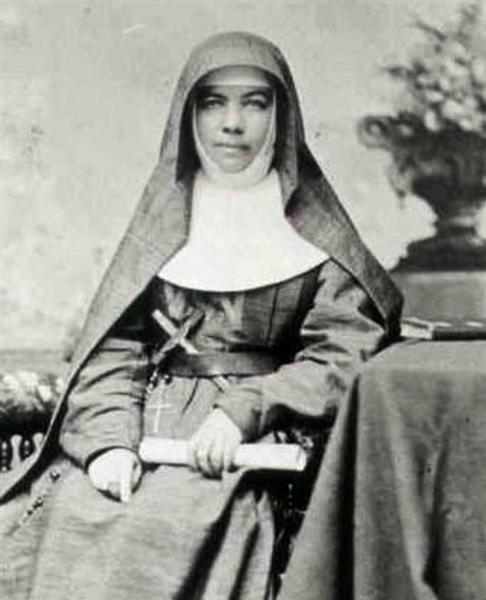
Thánh Mary MacKillop (Thập Tự Mã Lệ), Vị thánh đầu tiên của Úc. Qua nhiều thế kỷ, phụ nữ Công giáo đã thành lập viện tôn giáo đề giáo dục của người nghèo.

Từ nền tảng ở thế kỷ 19, hệ thống giáo dục Công giáo ở Úc đã phát triển trở thành ngành giáo dục lớn thứ hai sau giáo dục công lập với khoảng 21% tổng số học sinh trung học. Giáo hội đã thành lập các cơ sở giáo dục tiểu học, trung học và đại học. Thánh Mary MacKillop là một nữ tu người Úc thế kỷ 19 đã thành lập một viện tôn giáo giáo dục - Chị em Thánh Giuse Thánh Tâm, và năm 2010 trở thành người Úc đầu tiên được phong thánh làm thánh. Giáo dục Công giáo cũng rất quan trọng ở các quốc gia láng giềng Nam Thái Bình Dương: 11% sinh viên New Zealand theo học tại các trường Công giáo

### Châu Phi
Vào cuối thế kỷ 19, các cường quốc châu Âu đã giành quyền kiểm soát phần lớn lãnh thổ châu Phi.. Các nhà cầm quyền mới giới thiệu nền kinh tế dựa trên tiền mặt, tạo ra nhu cầu rất lớn về văn hóa và giáo dục phương Tây - nhu cầu đối với hầu hết người châu Phi chỉ có thể được các nhà truyền giáo Ki tô giáo thỏa mãn. Các nhà truyền giáo Công giáo theo các chính quyền thuộc địa vào châu Phi, và xây dựng trường học, bệnh viện, tu viện và nhà thờ.
Với một số lượng lớn các phép báp têm khi trưởng thành, Giáo hội đang phát triển nhanh hơn ở Châu Phi hơn bất cứ nơi nào khác. Nó cũng điều hành một số lượng lớn các trường Công giáo cho mỗi giáo xứ ở đây (tỉ lệ 3: 1) so với các khu vực khác trên thế giới.

### Châu Á
Tại Ấn Độ, hơn 25.000 trường học và trường cao đẳng do Giáo hội điều hành.

### Ảnh hưởng Kháng Cách trong giáo dục

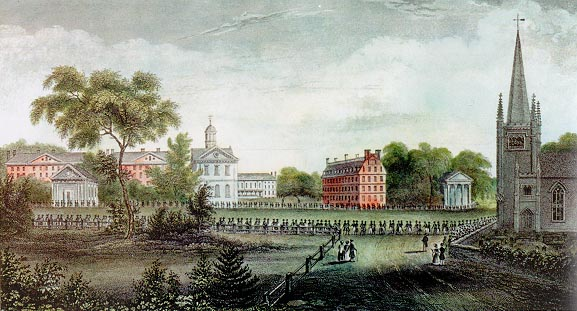
Học viện Harvard, trong lịch sử là một trong những trường đại học ưu tú cho giới tinh hoa Tin Lành. Đây là học viện Harvard vào năm 1836.

Khi các nhà cải cách muốn tất cả các thành viên trong nhà thờ có thể đọc được Kinh Thánh, giáo dục ở mọi cấp độ có một sự thúc đẩy mạnh mẽ. Giáo dục bắt buộc cho cả nam và nữ được giới thiệu. Ví dụ những người theo Thanh giáo thành lập Thực dân địa Massachusetts vào năm 1628 và thành lập Học viện Harvard chỉ tám năm sau đó. Bảy trong chín trường đầu tiên được gọi là học viện liệt biểu thực dân địa ược thành lập bởi các Kitô hữu bao gồm Đại học Colombia, Đại học Brown, Đại họcRutgers và Đại học Yale (1701); một cuốn sách thế kỷ thứ mười chín về "Các trường đại học ở Mỹ" nói, "Tám mươi ba phần trăm các trường đại học ở Mỹ được thành lập bởi tổ chức từ thiện Kitô giáo." Pennsylvania (Tân Tịch Pháp Ni Á Châu) cũng trở thành một trung tâm học tập như một trong những trường đại học không bị ảnh hưởng bởi Kitô giáo.
Một số lượng lớn những người Tin Lành chủ lưu đã đóng vai trò lãnh đạo trong nhiều khía cạnh của cuộc sống Mỹ, bao gồm chính trị, kinh doanh, khoa học, nghệ thuật và giáo dục. Họ thành lập hầu hết các viện giáo dục đại học hàng đầu của đất nước. Princeton (Phổ lâm tư đốn) là một nơi đào tạo nền tảng của người Trưởng Nhiệm.
Tin Lành cũng bắt đầu dịch Kinh Thánh sang ngôn ngữ các quốc gia và từ đó hỗ trợ sự phát triển của văn học dân tộc.

### Các trường đại học

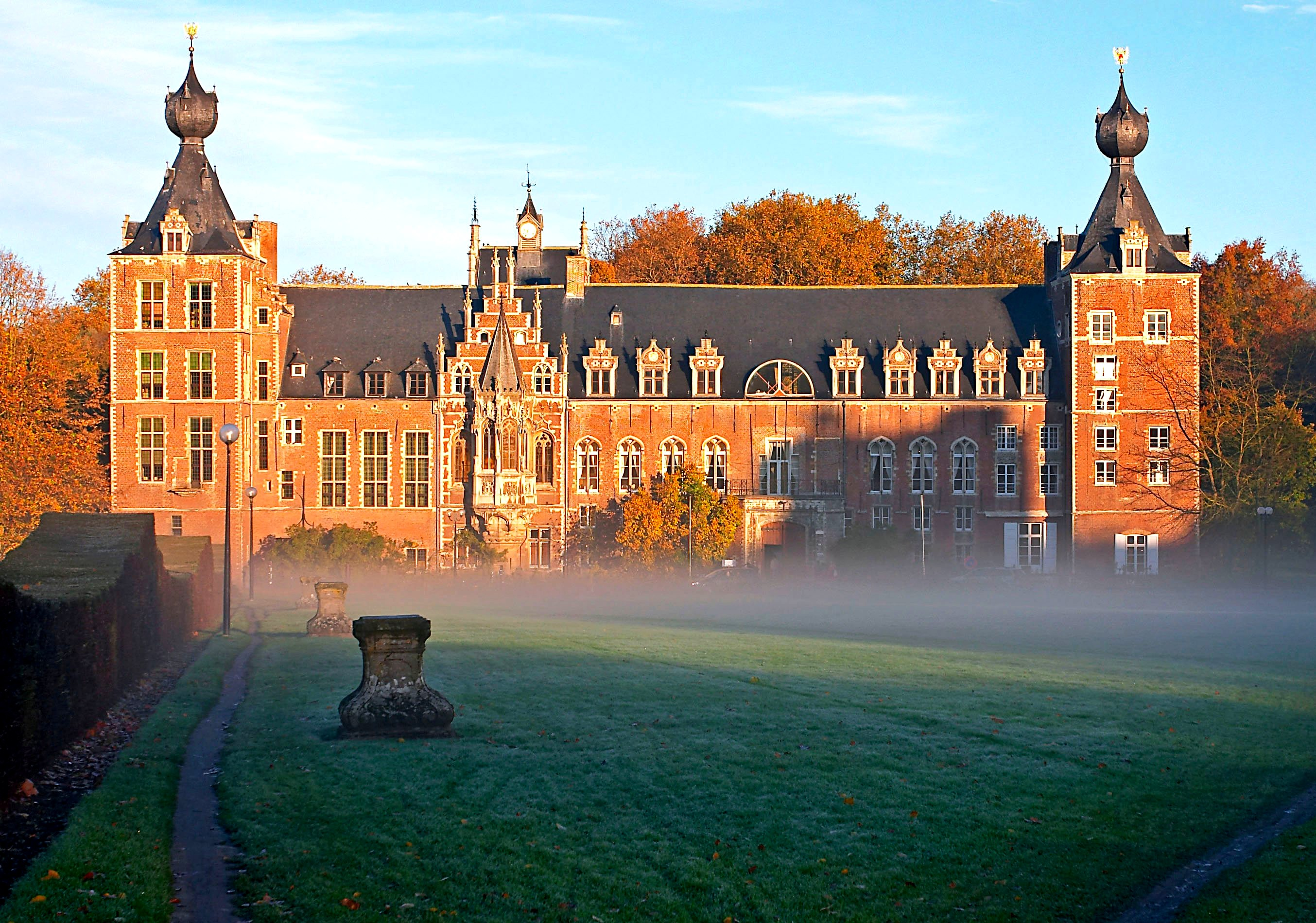
Đại học Công giáo Louvain là một trong những trường đại học Công giáo tốt nhất trên thế giới.

Các trường đại học như là một tổ chức giáo dục đại học thường ngày nở rộ vào thời Trung cổ và các nhà nghiên cứu chỉ ra rằng các trường đại học đó có nguồn gốc Kitô giáo. Trước khi thành lập, nhiều trường đại học trong thời Trung Cổ đã làm việc hàng trăm năm như trường học Kitô giáo và các trường tu viện, nơi các tu sĩ và nữ tu được dạy, và giải thưởng của một bằng đại học sau khi tốt nghiệp là một phần thưởng mang tính Kitô giáo. Sử gia Jeffrey Plaine tin rằng trường đại học đã trở thành một dấu hiệu của nền văn minh Kitô giáo.
Các trường đại học đầu tiên gắn liền với Giáo hội Công giáo bắt đầu như một trường học nhà thờ hoặc tu viện trường học sau đó nhanh chóng tăng số lượng sinh viên và phát triển mạnh như Đại học Bologna, Đại học Paris, Đại học Oxford, Đại học Modena, Đại học Valencia, Đại học Cambridge, Đại học Salamanca, Đại học Montpellier, Đại học Padova, Đại học Toulouse, Đại học New Orleans, Đại học Siena, Đại học Budapest, Đại học Coimbra, Đại học Rome Sabinza và Đại học Gagelyan ở Krakow. Phần lớn các giáo sĩ và tu sĩ Thiên chúa giáo nắm giữ các vị trí như các giáo sư tại các trường đại học này, nơi tất cả các môn học đều được dạy như thần học, triết học, luật, y học và khoa học tự nhiên. Các trường đại học này được đặt dưới sự bảo trợ của Giáo hội Công giáo vào năm 1229.
Số lượng các trường đại học châu Âu vào lúc sự trỗi dậy của cải cách Tin lành nổi lên đã được tăng cường rất nhiều bởi sự cạnh tranh Công giáo-Tin lành trong việc xây dựng các trường đại học và các tổ chức giáo dục, dẫn đến một sự hồi sinh và nâng cấp giáo dục, khoa học và tư tưởng.

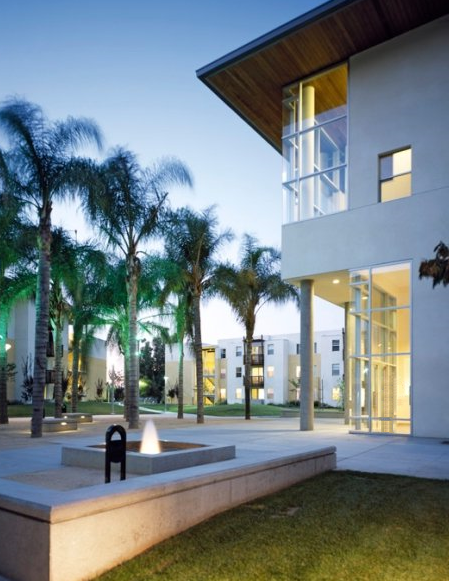
Nhà cho sinh viên đại học ở California, thuộc sở hữu của Opus Dei.

Điều này không ngoại lệ tại Hoa Kỳ. Nhiều trường đại học danh tiếng có nền tảng Kitô giáo, đặc biệt là Tin Lành, như trường đại học Ivy League, và Đại học Harvard được sáng lập bởi Mục sư Tin lành John Harvard và Đại học Yale được thành lập bởi một nhóm giáo sĩ Tin lành và Đại học Princeton, được liên kết với Giáo hội Trưởng Nhiệm ở Mỹ. Đại học Pennsylvania, được thành lập bởi các giáo sĩ từ Giáo hội Giám lý và Đại học Columbia, phối hợp với Giáo hội Giám nhiệm và Đại học Brown được tổ chức bởi Giáo hội Báp-tít. Học viện Dartmouth được thành lập bởi linh mục Giám Nhiệm Eliassar Willock là một trường đại học truyền giáo và Đại học Duke được thành lập bởi doanh nhân Washington Duke và nó gắn liền với lịch sử, chính thức mang tính biểu tượng của Giáo hội Giám lý. Các trường đại học đầu tiên ở Mỹ Latinh được thành lập bởi Giáo hội Công giáo, và Đại học Thomas Aquinas ở Cộng hòa Dominica và Đại học Quốc gia San Marcos ở Peru, tổ chức giáo dục đại học lâu đời nhất ở tân thế giới, được thành lập ngày 12 tháng 5 năm 1551 và Đại học Quốc gia Cordoba tại thành phố Cordoba ở Argentina, một trong những trường đại học lâu đời nhất ở Nam Mỹ, nó được thành lập vào năm 1613.
Kể từ thế kỷ thứ mười tám, các hoạt động của các giáo phái Kitô giáo cạnh tranh trong các lĩnh vực truyền giáo đã tăng cường việc thành lập các thể chế của hệ thống giáo dục Kitô giáo ở châu Á và châu Phi. Các nước châu Phi và châu Á có hệ thống trường học, trường đại học và cơ sở giáo dục Thiên chúa giáo, đã đóng một chức năng quan trọng, một số được coi là tổ chức giáo dục uy tín trên thế giới, bao gồm Thánh Francis của Đại học Safaris ở Bombay, Đại học Sofia ở Tokyo và Đại học Dushisha với nền giáo dục giám Nhiệm ở Kyoto, Nhật Bản.
Ngày nay, tất cả các nhà thờ Thiên chúa giáo đều có các trường đại học riêng của mình, với Giáo hội Công giáo làm chủ các trường đại học trên khắp thế giới. Một số trường đại học là một trong những trường đại học tốt nhất thế giới như Đại học Leuven ở Bỉ, nằm trong số 100 trường đại học hàng đầu trên thế giới theo Xếp hạng Học thuật, Đại học Georgetown và Đại học Notre Dame. Đại học Boston ở Hoa Kỳ và Đại học Navarra ở Tây Ban Nha và thuộc sở hữu của Opus Dei là một trong những trường đại học tốt nhất ở châu Âu và Đại học Công giáo Giáo hoàng ở Chile. Opus Dei cũng được biết là có một số lượng lớn nhà ở cho sinh viên đại học, đặc biệt là ở Tây Ban Nha, Bồ Đào Nha và Mỹ Latinh. Các trường đại học Công giáo Dòng Tên cũng được biết đến với các tiêu chuẩn giáo dục và học tập xao của họ. Các trường đại học không chỉ là các đại họ Công giáo, nhưng nhiều nhà thờ Tin Lành và Chính Thống khác nhau cũng có một số lượng lớn các trường đại học.

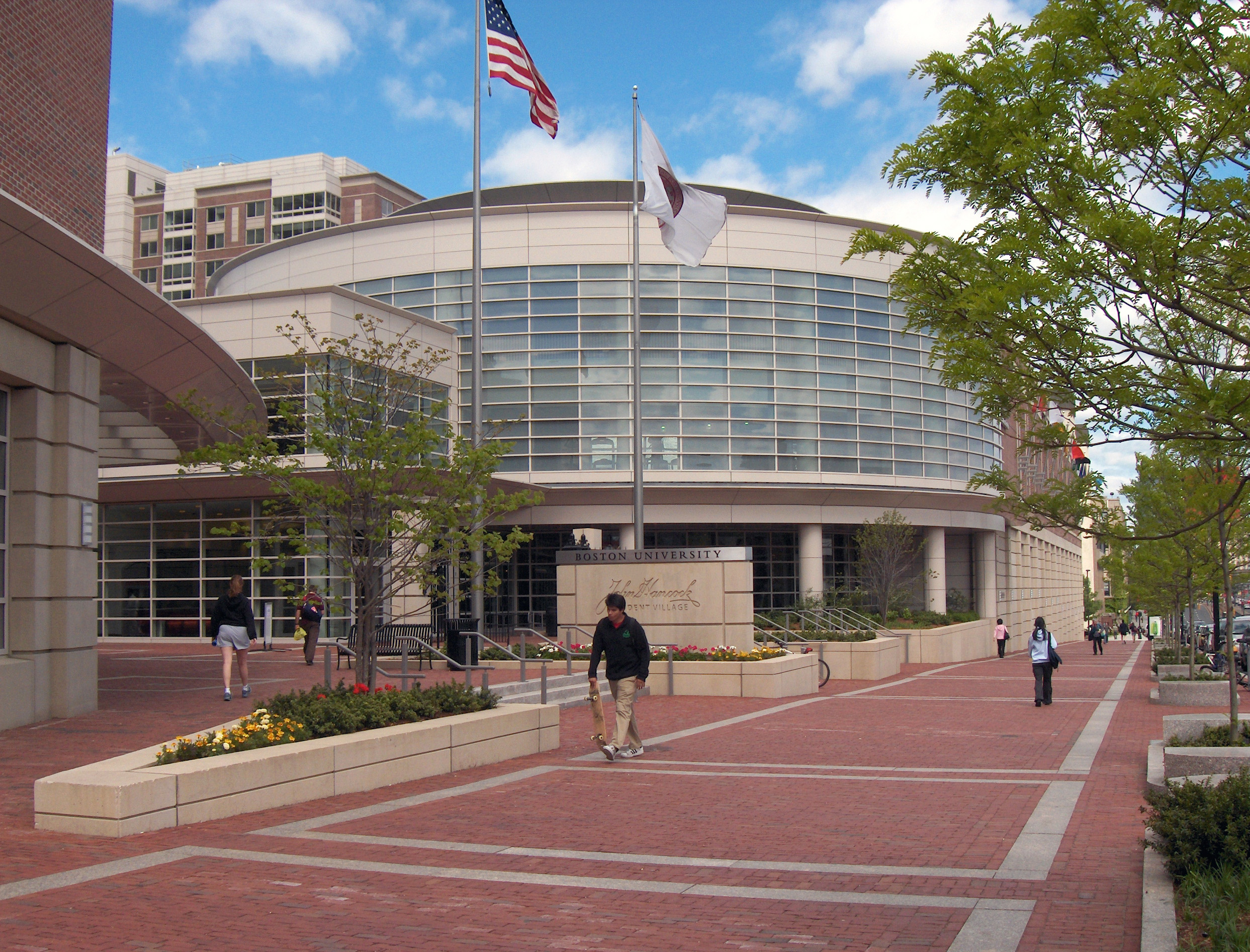
Đại học Boston, và kết hợp với Giáo hội Giám Lý, trường đại học tư nhân lớn thứ tư ở Hoa Kỳ.
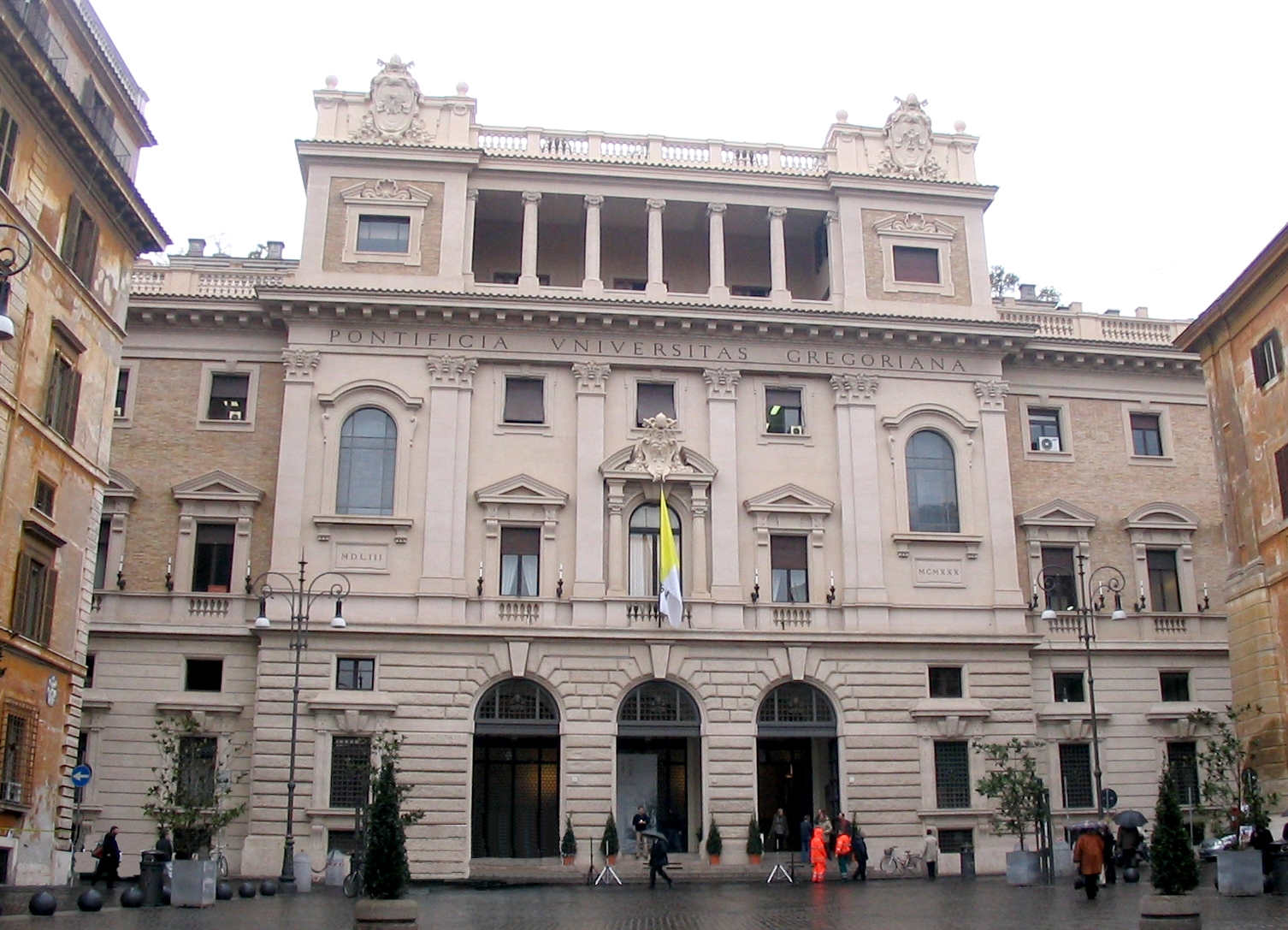
Đại học Giáo hoàng Grêgorio của Rome, một trường đại học trực tiếp liên kết với giáo hội ở Vatican.
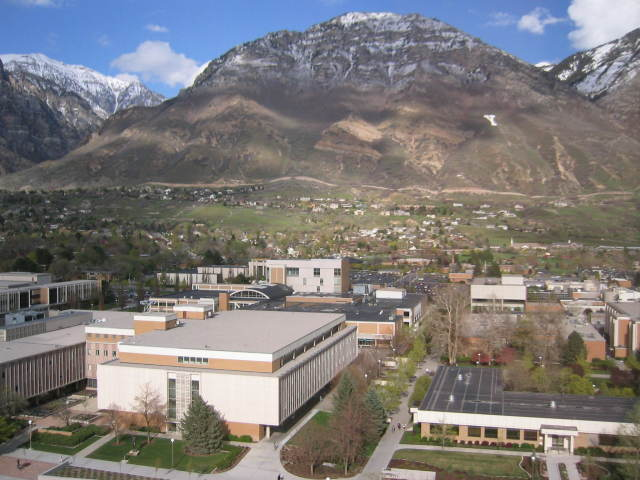
Đại học Brigham Young của Giáo hội Các Thánh Hữu Ngày Sau của Chúa Giê Su Ky Tô, trường đại học tôn giáo lớn nhất ở Hoa Kỳ.
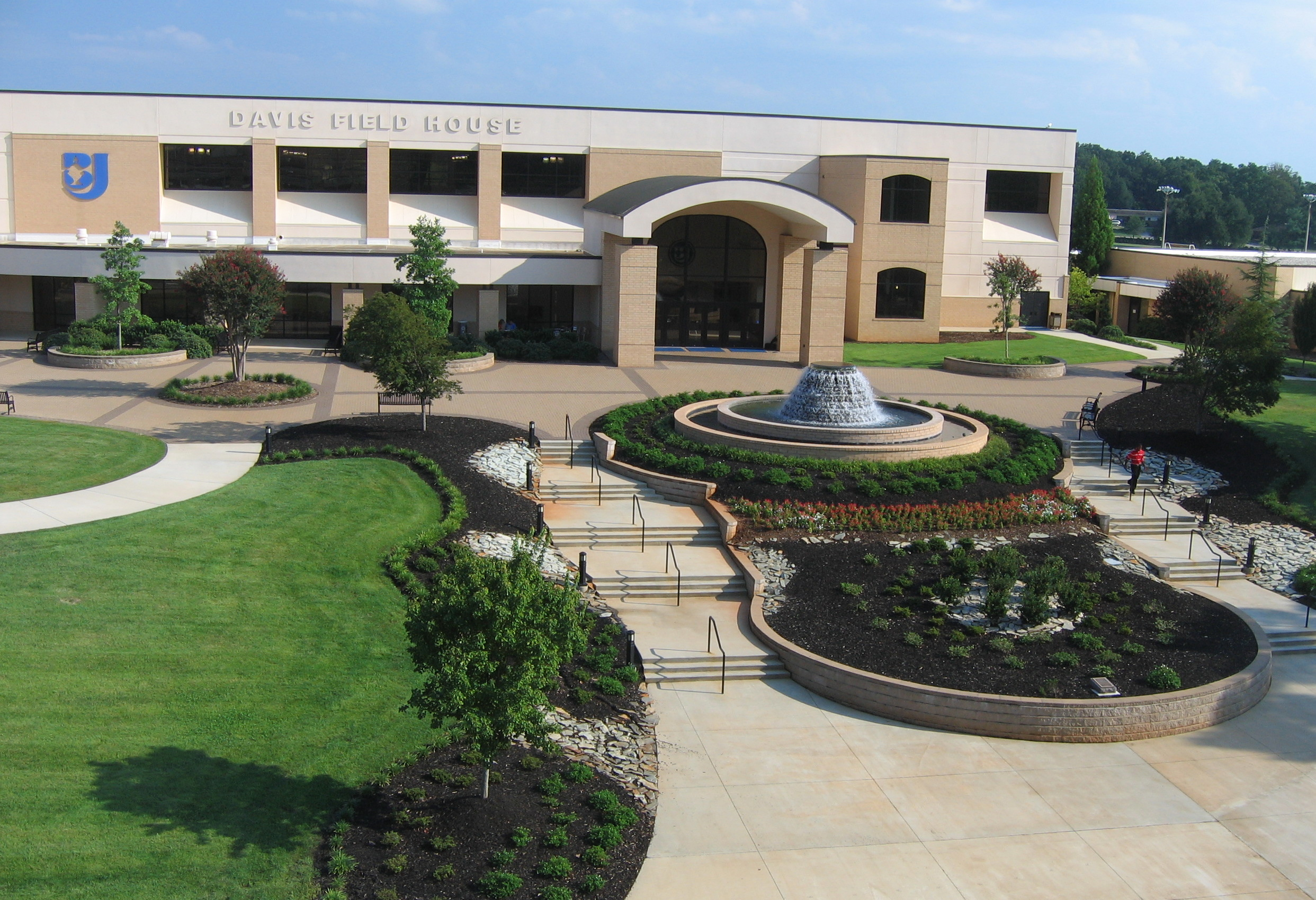
Đại học Tin Lành Bob Jones, trường đại học Tin Lành lớn nhất ở Bắc Mỹ.
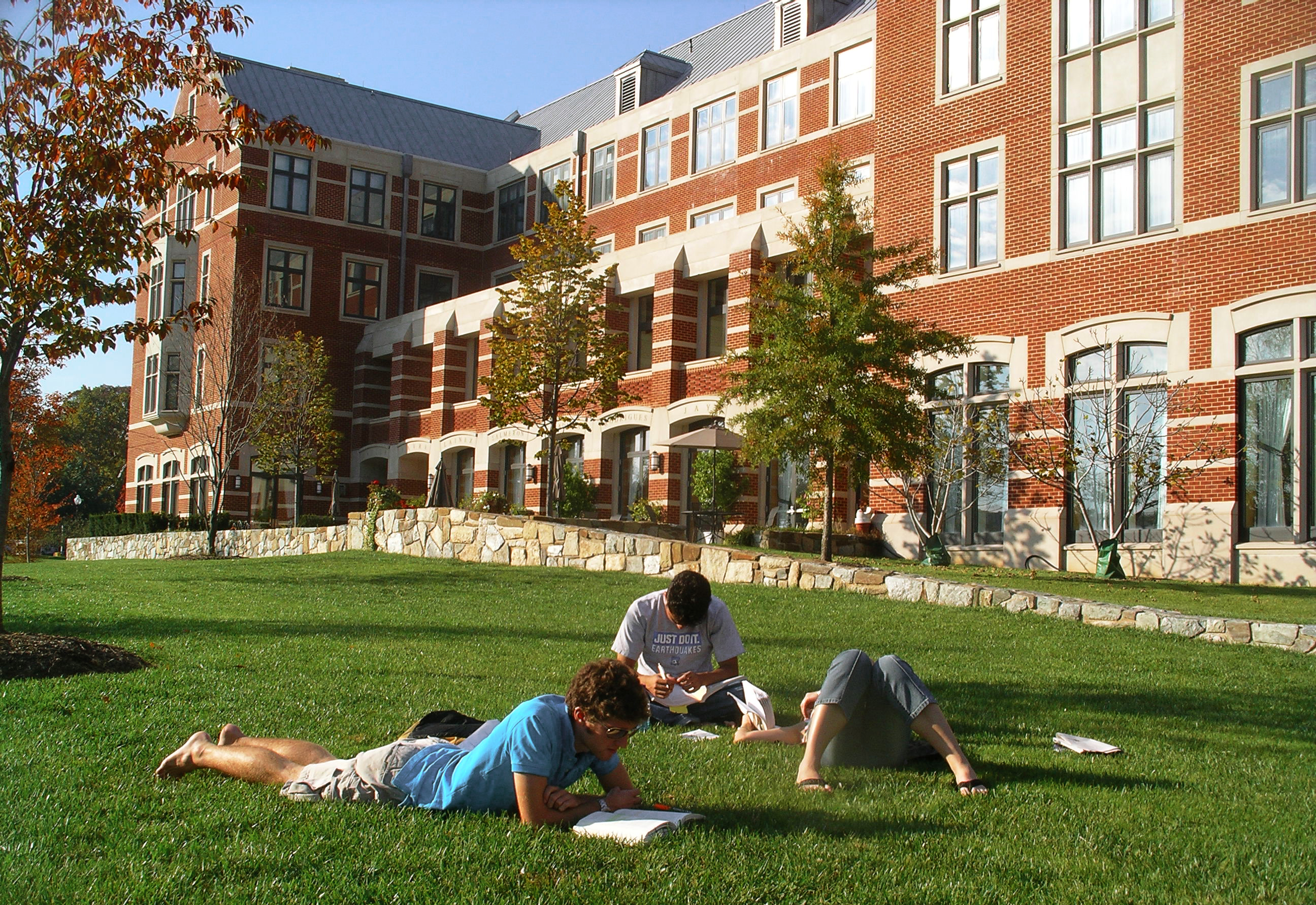
Đại học Georgetown, một trong những trường đại học tốt nhất và lâu đời nhất tại Hoa Kỳ.

## Chỉ trích

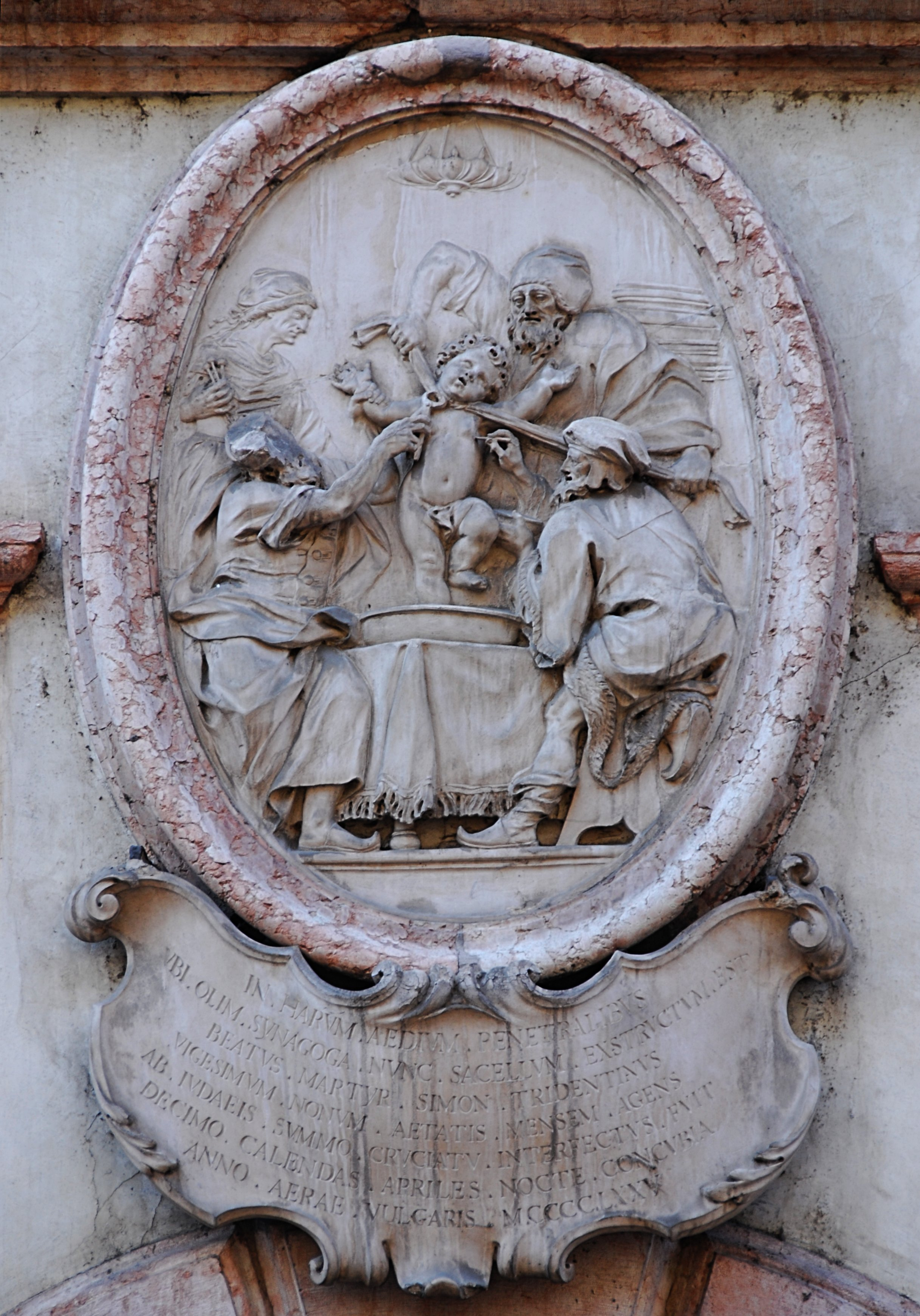
Một dòng chữ cho thấy vụ án giết Simonino. Người Do Thái đôi khi bị buộc tội phỉ báng huyết tế, và vì sự tan ác của họ mới xuất hiện chủ nghĩa bài Do Thái.

Trong suốt lịch sử Kitô giáo, Giáo hội và chính các Kitô hữu đã bị chỉ trích. Một số lời chỉ trích đã hướng vào niềm tin Kitô giáo và việc giải thích giáo lý Kinh Thánh. Phản ứng chính thức của các Kitô hữu đối với những lời chỉ trích này được gọi là Biện hộ học Kitô giáo. Một số những lời chỉ trích hướng tới Kinh Thánh về đạo đức bắt nguồn từ những diễn giải Kinh thánh được sử dụng trong lịch sử để biện minh cho thái độ và hành vi của Giáo hội, và những nhà phê bình rõ ràng coi là sai. Trước năm 2000, Đức Giáo hoàng Gioan Phaolô II đã ban hành một loạt lời xin lỗi về "lỗi" của Giáo hội Công giáo trong suốt lịch sử, bao gồm lời xin lỗi đến người Do Thái, Galileo, người Hồi giáo và phụ nữ.
Những lời phê phán và chỉ trích thì khác nhau theo từng đối tượng. Ví dụ, nhà thờ bị các phong trào nữ quyền chỉ trích về một số vấn đề, chẳng hạn như việc không ban cho phụ nữ bí tích truyền chức thánh, do đó họ coi việc này là phân biệt đối xử với phụ nữ cung với đó phá thai và kiểm soát sinh sản bị Giáo hội từ chối. Các giáo hội Tin lành bảo thủ cũng bị chỉ trích bởi các phong trào nữ quyền, họ khuyến khích các nhà thờ duy trì vai trò truyền thống của phụ nữ, mà các phong trào nữ quyền coi là có giá trị. Họ cũng cho rằng các tiên tri tuyệt đại đa số nam giới, và thực tế là những câu chuyện Kinh thánh chỉ tập trung vào đàn ông chứng tỏ những ngời viết Kinh Thánh chỉ muốn xây dựng xã hội gia trưởng.
Các phong trào ủng hộ quyền đồng tính cũng chỉ trích thái độ của Kitô giáo với đồng tính luyến ái và cho rằng Giáo hội có thái độ tiêu cực đối với đông tính luyến ái. Họ tin rằng Kitô giáo là tác nhân chính cho sự hình thành chủ nghĩa bài đồng tính, vì xã hội phương Tây cho phép những người đồng tính trước khi chấp nhận Kitô giáo là một tôn giáo chính thức và hình sự hóa đồng tính luyến ái sau này.

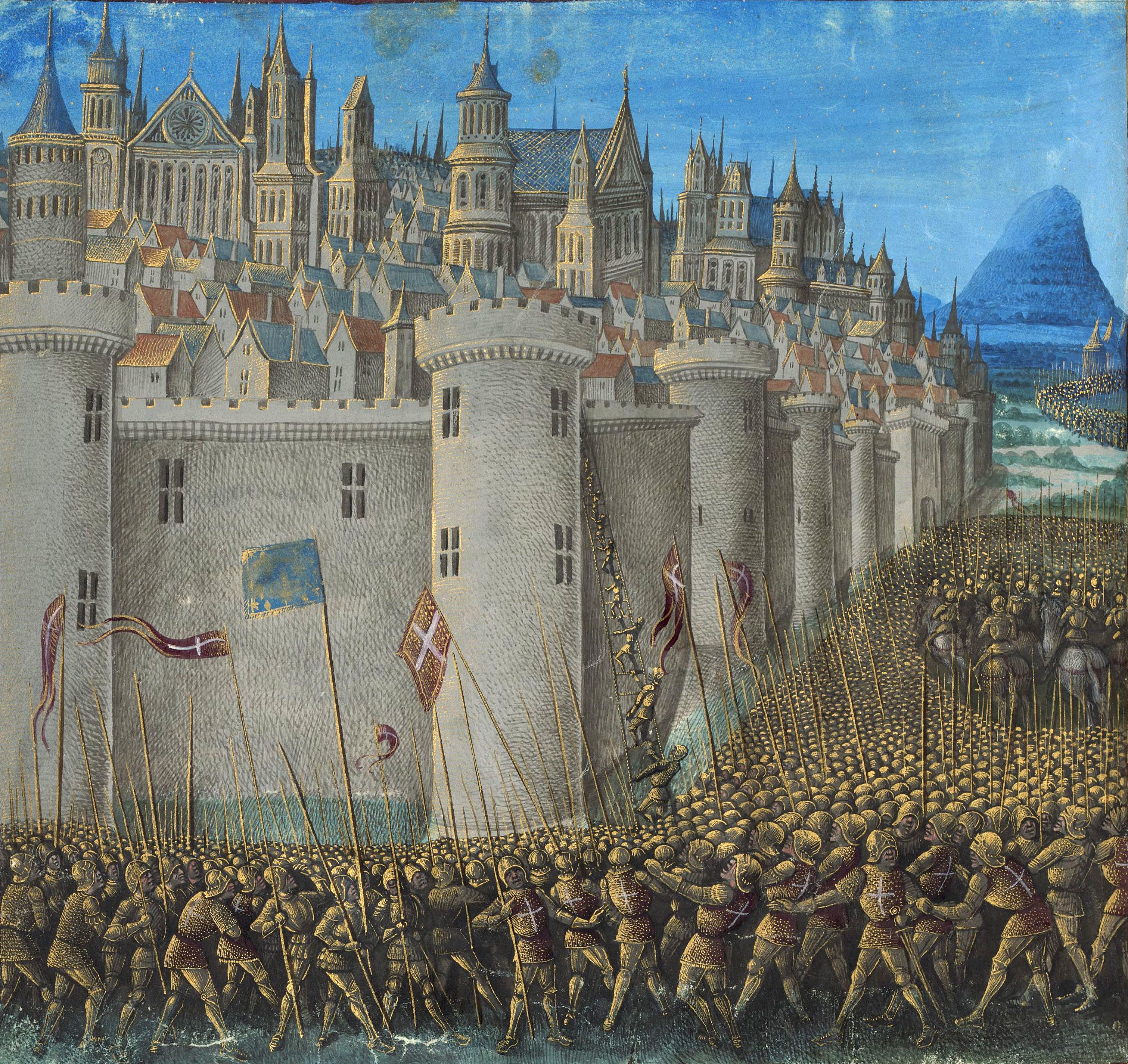
Cuộc bao vây Antioch trong cuộc Thập tự chinh lân thứ nhất. Thập tự chinh là ví dụ nổi bật nhất về tính bạo lực của Kitô giáo.

Một trong những vấn đề khó khăn nhất là vấn đề nô lệ. Một số sử gia đổ lỗi cho Giáo hội vì đã không tác động đủ để giải phóng người da đỏ, trong khi những người khác cho rằng chỉ Giáo hội mới là tiếng nói duy nhất bảo vệ quyền lợi của người dân bản địa. Mối quan hệ của Kitô giáo giữa chủ nghĩa thực dân, theo các nhà phê bình, liên quan mật thiết đến thực tế rằng Công giáo và Tin Lành là các tôn giáo chính thức của các cường quốc thuộc địa châu Âu, và thường phục vụ họ như một "cánh tay nối dài". Các giáo lý tôn giáo đôi khi được sử dụng để biện minh cho hành động của thực dân và những phê phán gần đây cho răng Giáo hội Công giáo đìa phương hỗ trợ cho chế độ độc tài ở Nam Mỹ (Argentina, Chile và Nicaragua) và ở Ý, Tây Ban Nha, Bồ Đào Nha, Áo và Croatia. Tại Hoa Kỳ, một số người theo chủ nghĩa cánh tả và tự do đã phê phán chủ nghĩa phát xít Kitô giáo để mô tả và chỉ trích ảnh hưởng của Kitô hữu, như một số người thấy ý thức hệ của Kitô hữu gần giống với chủ nghĩa phát xít và phi dân chủ. [432]
Kitô giáo bị chỉ trích bởi một số sử gia vì tác động của nó trong chủ nghĩa bài Do Thái vì người Do thái bị buộc tội đóng đinh Chúa Giêsu và bức hại các môn đệ của ông trong những thời kỳ đầu của Kitô hữu, họ hay trích dẫn tuyên bố của người Do thái trong cuộc thử thách Chúa Giêsu: "Máu của hắn ở dưới chân của chúng tôi và con của chúng tôi." Người Do Thái bị buộc một số tội danh, kể cả vụ ngộ độc nước giếng của Cơ-Đốc Nhân, ăn cắp bánh thánh và sự cứu rỗi. Vì những cáo buộc này, hầu hết người Do Thái từ Tây Âu bị trục xuất sang Đông và Trung Âu và Maghreb.
Các nhà phê bình cũng phải nghiên cứu mối quan hệ giữa Kitô giáo và bạo lực. Mặc dù giáo lý của Chúa Giêsu kêu gọi hòa bình, yêu thương và từ bi, nhưng giáo lý này đôi khi được sử dụng để biện minh cho việc sử dụng bạo lực. Hetman và Hagman đều cho rằng Pháp đình tôn giáo, Thập tự chinh, chiến tranh tôn giáo, và chủ nghĩa bài Do Thái là "một trong những ví dụ điền hình về bạo lực Kitô giáo."
Vấn đề hóc búa là mối quan hệ giữa Kitô giáo và khoa học, và các nhà phê bình thường chỉ trích về vấn đề này với Giáo hội Công giáo, khi một số nhà sử học và triết gia tin rằng Giáo hội Công giáo đã mâu thuẫn với khoa học, và họ cấm các nhà khoa học hoạt động, và có lẽ sự việc nổi bật nhất trong cuộc xung đột giữa Giáo hội và khoa học là vụ xét xử Galileo Galilei và lý thuyết tiến hóa, và theo một số nhà khoa học như Jerry Quinn, niềm tin và đức tin là một trở ngại cho sự phát triển khoa học, Ví dụ như Isaac Newton, ợng có thể đạt được nhiều thành tựu hơn trong việc phát triển khoa học nếu được chấp nhận nhiều hơn các câu hỏi mang tính khoa học. Có một số nhà sử học phủ nhận rằng mối quan hệ của Giáo hội Công giáo đối với khoa học là một xung đột và Ki Tô gió phản khoa học. Theo Thomas I. Woods, mối quan hệ của Giáo hội Công giáo với khoa học là mang tính tích cực và Giáo hội đã khuyến khích khoa học rất nhiều. "Có sự công nhận ngày càng tăng giữa các sử gia khoa học về mối quan hệ giữa tôn giáo và khoa học đã tích cực hơn cho du các cuộc tranh luận giữa khoa học - tôn giáo tiếp tục thể hiện sự thù địch từ Kitô giáo đối với các học thuyết khoa học mới, Các nghiên cứu đã chỉ ra rằng Kitô giáo thường chấp nhận những học thuyết này, họ khuyến khích nghiên cứu và nỗ lực trong khoa học, và cả hai cùng tồn tại mà không có bất kỳ căng thẳng hay nỗ lực nào đề hài hòa.